# Măcăleandru
Măcăleandrul (Erithacus rubecula), numit și gușă roșie, uneori și macaleandru, prihor cu pieptul roșu, prihoriu, prigoare, este o mică pasăre migratoare sau parțial migratoare, cântătoare, insectivoră, cu aspect drăguț, penajul deasupra este brun-măsliniu, părțile laterale ale capului, ale gâtului, gâtlejul (gușa) și pieptul roșu-portocalii, abdomenul albicios.
Măcăleandrul are un areal mare de cuibărit, care se întinde din Europa până în Siberia, nordul Africii și Turcia. Arealul de iernare se întinde din Marea Britanie până în vestul și sudul Europei, Orientul Mijlociu, sud-vestul Asiei și nord-estul Africii. Populațiile din nordul Europei sunt migratoare, iar cele din sudul Europei parțial migratoare.
Este o specie silvică, arboricolă. Trăiește în subarboretul din păduri și de la marginea lor, preferând pădurile de conifere în unele părți (în nordul Europei) ale arealului și pădurile de foioase în altele; trăiește și în crânguri și terenurile adiacente deschise, parcelele de pădure din terenurile agricole, desișurile de-a lungul cursurilor de apă, garduri vii cu câțiva copaci înalți, livezi, grădini și parcuri. Trăiește și în zonele urbane în unele părți ale Europei. Preferă locurile umbroase și răcoroase, cu vegetație de înălțime medie cu locuri de cocoțat și petice de pământ goale.
Sunt recunoscute opt subspecii: E. r. hyrcanus, E. r. rubecula, E. r. tataricus, E. r. superbus, E. r. witherbyi, E. r. valens, E. r. caucasicus, E. r. melophilus. În România și Republica Moldova cuibărește subspecia nominată E. r. rubecula.
În România și Republica Moldova este o specie parțial migratoare, cuibărește și este întâlnit în tot timpul anului. Adesea populațiile de iarnă sunt formate și din exemplare nordice, care migrează spre sud. În România este întâlnit vara mai ales în pădurile de munte și mai puțin în cele de câmpie, iar iarna mai ales în pădurile de șes, în parcurile și grădinile orașelor. În Republica Moldova se întâlnește pe întreg teritoriul, în păduri, preferă tufișurile dese, umbroase din liziere, văgăuni, de-a lungul pârâielor de pădure. Populația cuibăritoare în Europa este foarte numeroasă, fiind estimată la 58.700.000-90.500.000 de perechi. În România populația cuibăritoare a speciei este apreciată la 2.250.000-6.000.000 de perechi. În Republica Moldova populația este estimată la 30.000-40.000 de perechi cuibăritoare.
Este o pasăre mai mică decât vrabia de câmp, cochetă și frumoasă. Are o lungime de 14 cm, o greutate de 14-25 g, și anvergura aripilor de 20-22 cm. Longevitatea maximă observată a fost mai mare de 19 ani. Sexele sunt asemănătoare și nu se pot diferenția după penaj. Pasărea adultă are creștetul capului și partea superioară a corpului brun-măslinii; aripile și coada mai brunii; ultimul rând de supraalare are vârful pătat cu galben-ruginiu. Partea inferioară a frunții, obrajii, gâtlejul (gușa), partea anterioară și laturile gâtului și pieptul au o culoare roșu-portocalie destul de aprinsă care formează un plastron (bavețică), mărginit deasupra de o bandă lată sur-cenușiu sau cenușiu-albăstruie pe laturile gâtului și pieptului. Flancurile au o culoare ocru-măslinii (brun-măsliniu-gălbuie). Abdomenul și subcodalele albicioase. Ciocul brun-negricios; picioarele brune; irisul negricios sau brun-negricios. Juvenilul brun deasupra și ocru (brun-gălbui) de dedesubt, cu pete dese brun-gălbui,  având aspect solzos; nu are plastronul portocaliu.
Măcăleandrul este o pasăre precaută, dar nu sperioasă. Este o pasăre teritorială destul de agresivă și bătăioasă, care poate ataca cu furie alți măcălendri sau intruși care au intrat în teritoriul său. Sare vioi prin frunzar și tufișuri strigând mereu "țîc-țîc-țîc-țîc-țîc". Cântecul emis de mascul, dar și de femelă, mai ales în zori și pe înserat, este dulce, vibrant și ușor melancolic. El poate fi auzit și toamna târziu sau chiar iarna, când pasărea se retrage spre șes, venind uneori până în localități.
Este o pasăre predominant insectivoră. Se hrănește cu diverse nevertebrate, iar toamna preferă bobițe și semințe; se hrănește și cu vertebrate foarte mici (inclusiv pești și șopârle), resturi alimentare și cu mâncarea de la hrănitoarele de păsări. Printre nevertebratele consumate se numără gândaci adulți și larvari, diptere adulte și larvare, furnici, albine, viespi-ferăstrău, greieri, lăcuste, ploșnițe fitofage, urechelnițe, tripși, fluturi adulți și larvari; mănâncă de asemenea păianjeni, acarieni, oniscide, purici de mare, miriapode, chilopode, moluște mici, râme. Își procură hrana ziua, însă se hrănește și noaptea acolo unde există surse de lumină artificială, sau atunci când lumina lunii este foarte puternică.
Atinge maturitatea sexuală la vârsta de un an. Este o specie monogamă. În timpul paradei nupțiale masculul hrănește ritual femela. Cuibul este amplasat într-o gaură sau scorbură dintr-un copac la o înălțime de până la 5 m (rareori mai sus) deasupra pământului, de asemenea, în scorburi din stânci, între rădăcini, într-o gaură dintr-un mal de pământ. Cuibul este amplasat adesea în scorburi artificiale din diverse obiecte create de om, de ex. în găuri din pereți (mai ales dacă sunt acoperite de iederă sau de alte plante cățărătoare), în găleți și ceainice nefolosite și în alte scorburi din construcții anexe și garduri vii, adesea ocupă și cuiburile artificiale. Cuibul are forma unei cupe și este construit de către femelă din resturi vegetale, mușchi, iarbă, frunze și rămurele, căptușit în interior cu iarbă fină și păr. De obicei depune 2 ponte pe an (în cuiburi diferite, numai excepțional folosește același cuib), rareori depune trei ponte în centrul și sudul arealului, dar numai o singură pontă în nordul arealului. Femela depune 4-7 ouă, care sunt de obicei albe sau slab albăstrui-perlate, și pot fi fin pătate cu pete mici roșu-nisipii. Clocește numai femela timp de 12–21 zile. Puii părăsesc cuibul după 10–18 zile de la eclozare, dar puii părăsesc adesea cuibul înainte de a putea zbura pe distanțe mai mari. Puii din cuib sunt îngrijiți și hrăniți de ambii părinți (care adesea împart între ei puii în grupuri de trei sau mai mulți), în unele cazuri hrana este asigurată în principal de mascul. Puii încep să se hrănească singuri la c. 8 zile după părăsirea cuibului și devin independenți la 16-24 zile după plecarea din cuib.
În Marea Britanie, mortalitatea anuală a adulților este de 62%, mortalitatea în primul an de viață 72%. Cauzele mortalității sunt în principal pisicile domestice și alți răpitori, omul (mai ales accidental).

## Denumirea
Denumirea română „măcăleandru” a speciei a fost preluată din cuvântul ucrainean „макольондра” („маколяндра”, „макольондрик”) împrumutat din polonă „makolągwa” = cânepar (Linaria cannabina), probabil din cauza că măcăleandrul are roșu pe piept ca și câneparul. Altă denumirea română „gușă roșie”, indică că are gușa (gâtlejul) roșie.
Denumirea latină Erithacus a genului a fost dată în 1800 de zoologul francez Georges Cuvier și provine din cuvântul grec erithakos (εριθακος, derivat din erythros = roșu), o pasăre mică neidentificată în lucrările autorilor antici, probabil măcăleandrul, codroșul de pădure (Phoenicurus phoenicurus) sau codroșul de munte (Phoenicurus ochruros). Denumirea latină a speciei rubecula a fost dată de taxonomistul Carl Linné în 1758, și provine din cuvântul latin rubeculus, diminutiv de la ruber = roșu, roșiatic, roșcat, cu referire la pieptul de culoare portocaliu aprins.
Denumirea latină a subspeciilor caucasicus Buturlin, 1907, provine din latina Caucasius = caucazian, din Caucaz, hyrcanus Blanford, 1874, din latina Hyrcani = Hircania, regiune a Asiei antice, la sud-est de Marea Caspică, melophilus Hartert, 1901,  din greaca melos = cântec, melodie + philos = iubitor, superbus Koenig, 1889, din latina superbus = superb, splendid, magnific,  tataricus Grote, 1928, din latina tatarica = un termen vag folosit în Evul Mediu pentru ținuturile dintre China și Urali (locuite de tătari și mongoli), valens Portenko, 1954, din latina valens = puternic, viguros (valere = a fi puternic), witherbyi E. Hartert, 1910, de la ornitologul englez Henry „Harry” Forbes Witherby (1873–1943), fondatorul revistei British Birds.

## Arealul și subspeciile
Măcăleandrul are un areal mare de cuibărit, care se întinde din Europa până în Siberia, nordul Africii și Turcia. Arealul de iernare se întinde din Marea Britanie până în vestul și sudul Europei, Orientul Mijlociu, sud-vestul Asiei și nord-estul Africii. Populațiile din nordul arealului sunt migratoare, iar cele din sudul arealului parțial migratoare sau sedentare.
Sunt recunoscute opt subspecii: E. r. hyrcanus, E. r. rubecula, E. r. tataricus, E. r. superbus, E. r. witherbyi, E. r. valens, E. r. caucasicus, E. r. melophilus. În România și Republica Moldova cuibărește subspecia nominată E. r. rubecula.
- Subspecia nominată E. r. rubecula (Linnaeus, 1758). Cuibărește în Azore, Madeira, vestul Insulelor Canare (La Palma, Gomera, El Hierro), centrul, sudul și estul Europei, la nord până în nordul Scoției (cu excepția insulelor Shetland) și Scandinavia (continuu spre nord până la latitudinea nordică 70°, sporadic până la Capul Nord), la est în Rusia, ajungând la nord până la Kandalakșa, Marea Albă și la est până în Urali (în principal la latitudinea nordică 45–67°); a cuibărit și în Insulele Feroe. În sudul Europei cuibărește în sudul Portugaliei, Spania până în Maroc (la sud până la Atlasul Înalt), Italia, Grecia și nordul și nord-vestul Turciei, mai la nord în jurul Mării Negre în România și Republica Moldova, în vestul și nord-centrul Ucrainei. Intergradează cu subspecia melophilus în sudul Danemarcei, Olanda, sud-estul Angliei și vestul Franței, la sud până în nord-vestul Spaniei și Portugalia.[9][31][32]

Iernează în sud-centrul și vestul Europei (un număr mic iernează în Marea Britanie și Irlanda:), de asemenea, pe coasta Mării Negre în sudul Ucrainei, Spania, pe coasta nordică și nord-vestică a Africii, în principal în Maroc (sporadic la sud până în Antiatlas, indivizii hoinari ajung până la granița cu Mauritania), în nordul Algeriei (mai ales pe coastă), nord-vestul și nord-estul Libiei (de asemenea, o singură înregistrare vara în Tripoli, iulie 2005), în nordul Egiptului (Delta Nilului la sud până în Cairo și nordul și vestul Sinaiului), în estul Mediteranei (sudul Turciei, Israel, în principal în centru și vest), în Liban, Siria și Iordania, și în Orientul Mijlociu, în principal în Irak și vestul și sud-vestul Iranului (unde se suprapune cu subspecia hyrcanus); probabil și în Armenia și această subspecie (sau subspecia hyrcanus) în Kuweit.
Subspecia nominată rubecula este întâlnită rar în Afganistan (a fost înregistrată pentru prima dată în martie 1972) și în nord-vestul Chinei (subspecia nominată, dar mai probabil subspecia tataricus, listată ca un vizitator ocazional în Altai și nord-vestul regiunii autonome Xinjiang. Apare accidental în timpul vagabondajului în insula Jan Mayen și Islanda și este un vizitator de iarnă regulat, dar rar, în estul Insulelor Canare (Fuerteventura și Gran Canaria); de asemenea (o subspecie necunoscută) apare accidental rar și neregulat în Bahrain și estul Arabiei Saudite (15 înregistrări până în 1989), apare accidental și în Insulele Capului Verde (în São Jorge dos Órgãos, februarie 2007), Mauritania (patru înregistrări până în 2010), Qatar (cinci înregistrări până în 2013), Emiratele Arabe Unite (a stat toată vara) și Oman (cinci înregistrări până în 2012); o pasăre a fost înregistrată în Banjul, Gambia, în martie 2008, probabil a ajuns aici cu ajutorul vaporului.
- Subspecia E. r. melophilus E. Hartert, 1901. Cuibărește în Marea Britanie și Irlanda, intergradează cu subspecia nominată rubecula în sudul Danemarcei, nordul Olandei, sud-estul Angliei, nordul și vestul Franței, la sud până în nord-vestul Spaniei și nordul Portugaliei.[9][32]

Este parțial migratoare. Un mare număr rămân în locurile de cuibărit, în special în Marea Britanie și Irlanda, unde foarte puține păsări inelate când erau pui au fost recuperate în alte țări. Toamna unele migrează în centrul și sudul Europei (mai ales în Olanda, Franța și Spania), iar multe de origine necunoscută se întorc în aceleași zone din Spania și Gibraltar în iernile următoare.
- Subspecia E. r. superbus Koenig, 1889. Este sedentară în Gran Canaria și Tenerife (Insulele Canare).[9][32]

- Subspecia E. r. witherbyi E. Hartert, 1910. Este sedentară în nord-vestul Tunisiei și nordul Algeriei, intergradează cu subspecia nominată E. r. rubecula în nord-estul Marocului, sudul Spaniei, Corsica și Sardinia.[9][32]

- Subspecia E. r. tataricus Grote, 1928. Cuibărește în vestul Siberiei la est de Munții Ural, spre est până la cursul mijlociu și superior al râului Obi, și valea râului Tomi, la nord până la latitudinea nordică 63° în bazinele râurilor Sosva și Konda,  la sud granița este neclară, dar nu ajunge în Kazahstan (unde este înregistrată doar în pasaj).[9][31][32]

Iernează la vest de arealul de cuibărit în regiunea Mării Aral, la sud la poalele Tian-Șanului, la est în Alataul Djungarian și depresiunea Alakol și în nord-estul Kazahstanului (până la poalele Altaiului de Vest), la sud până în Kârgâzstan și nordul, centrul și vestul Iranului; posibil în Armenia, nordul și centrul Israelului și (această subspecie sau subspecia hyrcanus) în sud-vestul Turkmenistanului.
Subspecia tataricus apare accidental în timpul vagabondajului în Beijing (înregistrată iarna în 2007-2008 și noiembrie-decembrie 2014) și pe coasta Chinei, Japonia (în mai și noiembrie) și Coreea (în martie).
- Subspecia E. r. valens Portenko, 1954. Este sedentară în Crimeea.[9][31]

- Subspecia E. r. caucasicus Buturlin, 1907. Este aproape în întregime sedentară (sau se deplasează altitudinal pe distanțe scurte), cuibărește și iernează  în nordul și estul Turciei (unde intergradează într-o mare măsură cu subspecia nominată E. r. rubecula) și în Caucaz până în Azerbaidjan (cu excepția sud-estului și munților Talâș) și în sudul extrem al Rusiei (sudul Kalmîkiei și Daghestan).[9][31] Iernează și în Orientul Mijlociu.[10]

- Subspecia E. r. hyrcanus Blanford, 1874. Cuibărește în sudul și sud-estul Azerbaidjanului (Munții Talâș și zonele joase din jurul Lenkoranului), la sud până în nordul Iranului.[9][31][32]

Iernează până în estul Israelului, probabil și în Iordania, Irak și vestul Iranului (unde se suprapune cu subspecia rubecula), posibil și în estul Turciei, Armenia și Cipru; un număr mic probabil din această subspecie (sau posibil rubecula) în Kuweit.
- De asemenea (o subspecie necunoscută) a cuibărit în Siria în 2007.[37]

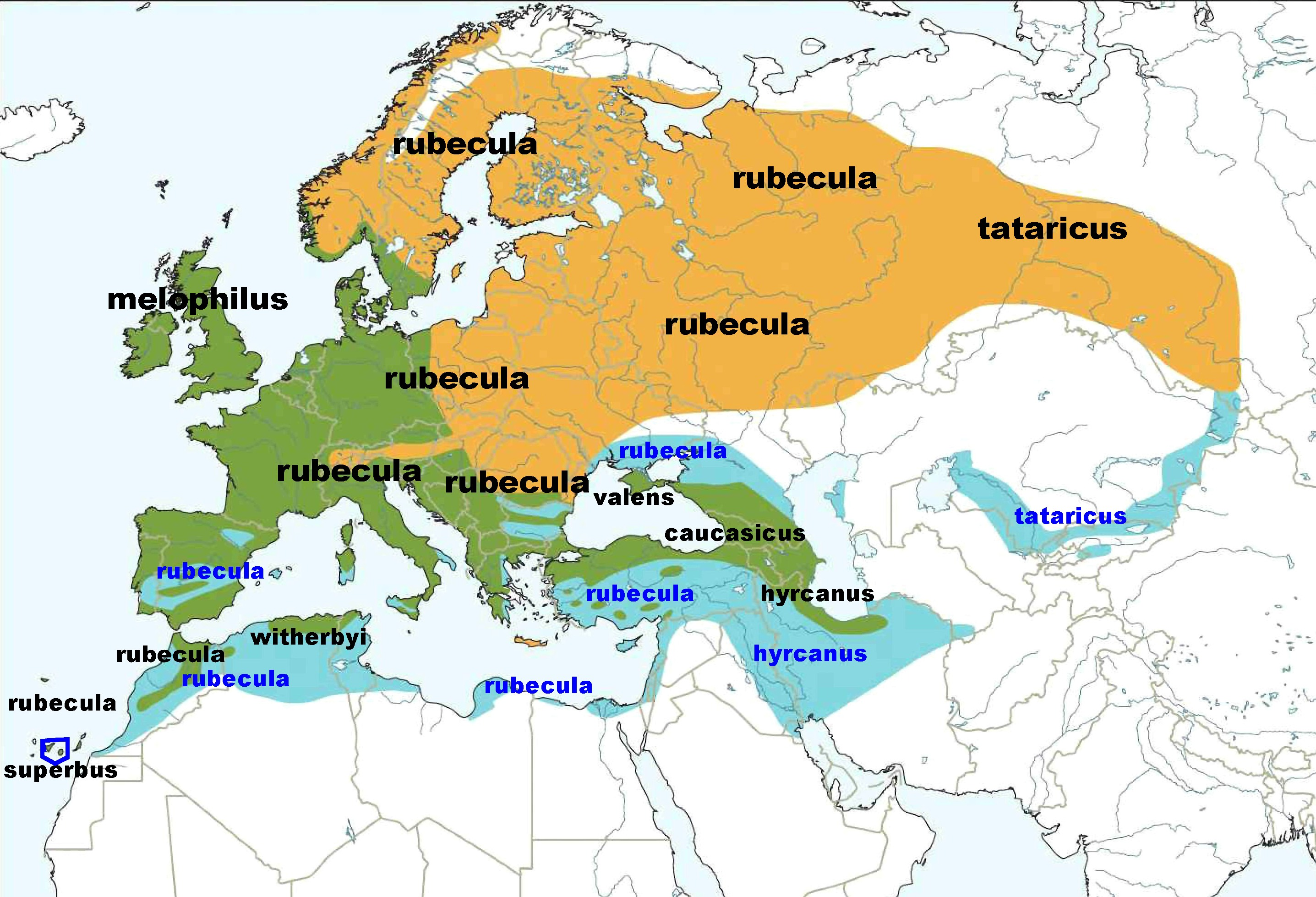
Arealul și subspeciile. Text negru - cuibărește, text albastru - cartierele de iernare.

## Populația
Măcăleandrul este o specie comună și larg răspândită în Europa; este o pasăre de pasaj și vizitator de iarnă comun în cea mai mare parte a Orientului Mijlociu (cu excepția centrului și sudului Arabiei Saudite și rară în Kuweit); ca pasăre sedentare este puțin numeroasă în nordul Africii, dar este un oaspete de iarnă comun sau numeros mai ales în zonele de coastă; trece în pasaj prin Kazahstan (subspecia tataricus) și este vizitator de iarnă rar aici.
Densitățile din Europa pot ajunge la 1 pereche/ha (100 perechi/km²) în habitatele forestiere prielnice și în grădinile suburbane, însă scad la o treime din această cifră în terenurile agricole cu suprafețe mici și garduri vii. Este puțin numeroasă vara în nord-vestul Africii, 25,8 perechi/km² în Maroc. Specia este adesea foarte numeroasă în timpul iernii în zona costală din Africa de Nord, de ex. 62 păsări/km² în machia de pe pantele dealurilor și 250 păsări/km² în pădurile mixte din Algeria și 130 păsări/km² în pădurile mixte rurale din Maroc; de asemenea, măcăleandrul este frecvent întâlnit sau comun în Libia și de-a lungul coastei egiptene la vest de Sinai, până la 50 păsări/km²; puțin numeros la sud de zonele costale. Densitățile în cartierele de iarnă au fost de 2,6 păsări/ha (260 păsări/km²) în pădurile semi-naturale într-un parc urban din Roma (Italia), foarte aproape de cifra găsită în pădurile mixte din Algeria.
În România și Republica Moldova măcăleandrul este o specie comună. În România măcăleandrul este una dintre cele mai comune specii de păsări sedentar-migratorie care populează aproape toate habitatele ajungând până în pădurile de conifere. Măcăleandrul este o pasăre comună în cea mai mare parte a Republicii Moldova; în nord nu este numeros. Efectivul în Codrii Centrali este de circa 2-3 perechi la 1 ha sau după alte estimări 5-15 perechi/10 ha. Pe 17 iunie 1954 în grădinile vechi ale gospodăriilor unui colhoz din Raionul Soroca, doi indivizi au fost găsiți pe o suprafață de aproximativ 10 hectare, la 17 mai 1955 în pădurea Chițcani pe aceeași suprafață - 6 indivizi, la 27 iunie 1959 au fost observați  6 masculi cântând timp de 2 ore de-a lungul unuia dintre pâraiele din pădurea Morozeni. În pădurea Adajia de lângă Copanca, raionul Căușeni la 21 martie 1968, într-o oră de observație au fost înregistrați 13 măcălendri, iar în pădurea Sadova, raionul Călărași la 14 aprilie 1960 au fost întâlniți șapte masculi cântând timp de 3 ore.
A cuibărit în Insulele Feroe în 1960, 1964 și 1966. A colonizat Insulele Orkney din Marea Britanie la sfârșitul secolului 18. A cuibărit din când în când în Insulele Tiree și Coll din Scoția. Populația este fluctuantă. În Marea Britanie și Irlanda cuibăreau în 1973 peste 1 milion de perechi; nu existau dovezi a unor schimbări majore a distribuției, cu excepția fluctuațiilor pe termen scurt, adesea cauzate de iernile geroase. Se estimase că în 1976 cuibăreau în Marea Britanie și Irlanda 5 milioane de perechi, cu fluctuații, mai ales după iernile aspre. În Franța cuibăreau în 1976 peste 1 milion de perechi. În Germania de Vest cuibăreau 1,9-5,5 milioane de perechi în 1982. În Danemarca populația era fluctuantă; au fost înregistrate unele declinuri în 1978-1982. În Suedia cuibăreau nu mai puțin de 5 milioane de perechi în 1976. În Belgia cuibăreau aproximativ 260.000 de perechi în  1972. În Olanda cuibăreau 120.000-170.000 de perechi în 1979; populația era stabilă. În Finlanda cuibăreau 410.000 de perechi în 1958 și a fost înregistrată o creștere a populației în ultimele decenii. În Turcia cuibăreau un număr destul de mic în 1971.
Populația europeană la jumătatea anilor 1990 a fost apreciată ca stabilă și a fost estimată la 32.387.823-42.974.703 perechi, la care se adaugă 10.000.000-100.000.000 perechi estimate în Rusia (la vest de Munții Ural) și 10.000-100.000 de perechi în Turcia. Populația cuibăritoare europeană totală (inclusiv din Rusia Europeană și Turcia) a fost revizuită în 2000 la 43-83 milioane de perechi și considerată relativ stabilă, populația din Spania era estimată la 1,2-3 milioane de perechi și cea din Marea Britanie la 4,2 milioane în 1988-91, plus 1,9 milioane în Irlanda. În plus, în Atlasul păsărilor cuibăritoare din Marea Britanie și Irlanda din 2007-2011 s-a înregistrat o extindere a arealului cu 2% (mai ales în nord-vestul Scoției) și o creștere cu 20% a populației în Marea Britanie, dar cu o scădere de 25% în Irlanda în 1998-2010.
Populația cuibăritoare din Europa a fost estimată în 2015 la 58.700.000-90.500.000 de perechi, ceea ce echivalează cu 117.000.000-181.000.000 de indivizi maturi. Europa reprezintă aproximativ 90% din arealul global, așa că o estimare preliminară a mărimii populației globale este de 130.000.000-201.000.000 de indivizi maturi, dar este necesară o validare suplimentară a acestei estimări. Trendul populațional general în Europa, a fost în 1980-2013 în creștere.
În România populația cuibăritoare a speciei în 2010-2013 a fost apreciată la 2.250.000-6.000.000 de perechi și considerată stabilă. În Republica Moldova populația cuibăritoare a fost apreciată în 2000-2010 la 30.000-40.000 de perechi.
Populația estimată europeană de perechi cuibăritoare.
| Țara (sau teritoriul)     | Populația estimată (perechi cuibăritoare) | Anul estimării |
| ------------------------- | ----------------------------------------- | -------------- |
| Albania                   | 10.000-20.000                             | 2002-2012      |
| Andorra                   | 700-1.000                                 | 1999-2001      |
| Armenia                   | 3.000-5.000                               | 2002-2012      |
| Austria                   | 800.000-1.200.000                         | 2001-2012      |
| Azerbaidjan               | 50.000-100.000                            | 1996-2000      |
| Bielorusia                | 1.200.000-1.500.000                       | 2001-2012      |
| Belgia                    | 200.000-610.000                           | 2008-2012      |
| Bosnia și Herțegovina     | 400.000-500.000                           | 2010-2014      |
| Bulgaria                  | 1.000.000-1.500.000                       | 2005-2012      |
| Croația                   | 1.000.000-2.000.000                       | 2014           |
| Rep. Cehă                 | 540.000-1.080.000                         | 2012           |
| Danemarca                 | 160.000                                   | 2011           |
| Danemarca: Insulele Feroe | 30                                        | 2006           |
| Estonia                   | 700.000-1.100.000                         | 2008-2012      |
| Finlanda                  | 2.200.000-2.800.000                       | 2006-2012      |
| Franța                    | 3.500.000-7.000.000                       | 2008-2012      |
| Georgia                   | Prezent                                   | -              |
| Germania                  | 3.000.000-4.450.000                       | 2005-2009      |
| Grecia                    | 210.000-360.000                           | 2007-2013      |
| Ungaria                   | 306.000-409.000                           | 2000-2012      |
| Rep. Irlanda              | 2.747.633-5.488.570                       | 2006-2011      |
| Italia                    | 1.000.000-3.000.000                       | 2008           |
| Kosovo                    | 80.000-100.000                            | 2009-2014      |
| Letonia                   | 1.166.711-1.569.676                       | 2012           |
| Liechtenstein             | 1.500-2.500                               | 2009-2014      |
| Lituania                  | 400.000-800.000                           | 2008-2012      |
| Luxemburg                 | 15.000-20.000                             | 2008-2012      |
| Macedonia                 | 300.000-700.000                           | 2001-2012      |
| Moldova                   | 30.000-40.000                             | 2000-2010      |
| Muntenegru                | 30.000-60.000                             | 2002-2012      |
| Olanda                    | 344.200-442.543                           | 2008-2011      |
| Norvegia                  | 500.000                                   | 2013           |
| Polonia                   | 2.200.000-2.700.000                       | 2008-2012      |
| Portugalia                | 500.000-1.000.000                         | 2008-2012      |
| Portugalia: Azore         | 256.184-509.673                           | 2008-2012      |
| Portugalia: Madeira       | 10.000-50.000                             | 2009-2012      |
| România                   | 2.250.000-6.000.000                       | 2010-2013      |
| Rusia                     | 14.000.000-20.000.000                     | 2000-2008      |
| Serbia                    | 500.000-800.000                           | 2008-2012      |
| Slovacia                  | 500.000-1.000.000                         | 2002           |
| Slovenia                  | 520.000-740.000                           | 2002-2012      |
| Spania                    | 4.430.000-5.485.000                       | 2004-2006      |
| Spania: Insulele Canare   | 2.500-10.000                              | 1997-2003      |
| Suedia                    | 2.697.000-4.994.000                       | 2008-2012      |
| Elveția                   | 450.000-600.000                           | 2008-2012      |
| Turcia                    | 100.000-400.000                           | 2013           |
| Ucraina                   | 1.650.000-2.000.000                       | 2000           |
| Marea Britanie            | 6.700.000                                 | 2009           |
| Uniunea Europeană         | 38.400.000-61.200.000                     | -              |
| Europa                    | 58.700.000-90.500.000                     | -              |

## Identificarea pe teren
Măcăleandrul este o pasăre cântătoare de talie mică. Are o lungime de 13-14 cm; anvergura aripilor 20-22 cm, greutatea 14-25 g. Este cu 15-20% mai mic decât privighetoarea de zăvoi (Luscinia luscinia) și privighetoarea roșcată (Luscinia megarhynchos). Este o pasăre destul de dolofană, cu capul destul de mare, coada zveltă, pieptul durduliu, picioarele subțiri și destul de lungi, ochiul negricios destul de mare, și un cântec melodios distinctiv, auzit pe tot parcursul anului. Fața, gâtlejul și pieptul au un colorit diagnostic portocaliu. Sexele sunt similare și nu se pot diferenția după penaj; variația sezonieră este mică. În penajul proaspăt de toamnă are o culoare intensă complet saturată; primăvara penajul este învechit, uzat și adesea mai cenușiu deasupra și mai deschis de dedesubt. Juvenilul este identificabil. Sunt recunoscute opt subspeci, diferențele între ele sunt clinale și evidente doar în penajul proaspăt al adultului și subadultului din prima iarnă.
Adultul are capul, părțile superioare și coada brune sau brun-măslinii, cu o nuanță cenușie pe spate și aripi.  Târtița variabil nuanțată cu brun-cenușiu și adesea contrastează ușor cu supracodalele și coada mai viu colorate cu brun. Are adesea, mai ales iarna, o dungă transversală îngustă gălbuie pe aripă formată de vârfurile ocru (brun-gălbui) ale supraalarelor mari secundare.  Fruntea, lorul, inelul ocular, partea anterioară a obrajilor, bărbia, gâtlejul (gușa) și pieptul au o culoare vie portocalie, care formează un plastron (bavețică) distinct, cu o nuanță brun-roșcată în unele refracții ale luminii, dar fără un ton complet roșu. Fața și pieptul portocalii sunt delimitate de părțile superioare brun-măslinii și părțile inferioare albicioase de o bandă destul de lată, de culoare sur-cenușie sau cenușiu-albăstruie (mai vădită în penajul proaspăt și individual variabilă) ce se întinde pe partea anterioară a creștetului, laturile capului, gâtului și pieptului. Flancurile au o culoare vie, ocru-măslinie; abdomenul, regiunea anală si subcodalele albicioase, cu o nuanță ocru-deschisă mai vădită sub flancuri și sub coadă. Partea inferioară a aripii este ocru. Când se îndepărtează în zbor are un colorit destul de uniform, dar coada este mai viu colorată și laturile supracodalelor ocru-albicioase sunt mai evidente, mai ales când pasărea se răsucește. Ciocul brun-închis, picioarele și labele brune, irisul negricios sau brun-negricios.
Juvenilul are întreg penajul fin pătat. Nu are o bavețică (plastron) portocalie pe piept. Este brun deasupra și ocru (brun-gălbui) de dedesubt, cu pete numeroase ocru-deschise pe creștet, manta și umeri, și pete semilunare brun-închise și pete rotunde mici ocru-deschise pe gâtlej, piept și flancuri. Supraalarele mici și mijlocii pătate cu ocru, o dungă transversală ocru se întinde pe supraalarele mari secundare. Partea inferioară a aripii și abdomenul sunt brun-gălbui. Coada este nepătată, dar penele au de obicei vârful ascuțit (la adult, penele cozii sunt mai late și au vârfurile mai pătrate). Penajul juvenil este înlocuit cu cel de adult în august la populațiile migratoare și la sfârșitul lui septembrie la cele sedentare; subadultul se distinge cu greu de adult, dar imaturul (subadultul) are o culoare a penajului mai puțin saturată și o dungă transversală mai completă pe aripă. Petele palide de pe vârfurile supraalarelor mari secundare nu indică vârsta, adulții nu au pete sau au pete destul de mici, la unii numai pe supraalarele mari secundare centrale, în timp ce juvenilul/subadultul în primul an are pete mari, clar conturate, triunghiulare sau rotunjite pe supraalarele mijlocii și mici.
De obicei are o ținută destul de verticală, cu capul mare, pieptul proeminent. Frecvent fâlfâie din aripi (pe care le ține adesea ușor lăsate în jos) și coadă. Din când în când își zbârlește penele și atunci are un aspect durduliu, rotunjit și compact, dar mai adesea are un aspect destul de zvelt. Când este agitat, face plecăciuni amuzante, îndoindu-și genunchii și mișcându-și coada în sus și în jos. Pe pământ, măcăleandrul se mișcă cu salturi mici cu ambele picioare, coada ridicată și aripile ușor coborâte. După ce a făcut câteva sărituri, se oprește cu o ținută verticală, întinzându-și gâtul, privește în jur și sare mai departe.
Zboară de obicei la o înălțime mică dintr-un loc într-altul, cu viraje bruște și se cufundă în vegetație, ascunzându-se în interiorul ei; în timpul zborului adesea își ridică pe jumătate coada. Cu plăcere stă cocoțat pe suporturi joase, naturale și artificiale, dar stă și la o înălțime mai mare în copaci și se ascunde în vegetație timp îndelungat. Stă cocoțat nemișcat, apoi face o mișcare bruscă, după care stă din nou nemișcat. Este precaut, dar nu sperios. Subspecia britanică melophilus este antropofilă (tolerantă față de prezența umană și dependentă de așezările omenești), dar subspeciile continentale sunt mai sălbăticite și mai ascunse, trăind în vegetația deasă din păduri dese sau cu subarboret. Este destul de bătăios și are un comportament agresiv față de cospecifici (indivizii din aceeași specie).
Cântecul este dulce-amarui (melodios-melancolic) și variabil (atât în  ritm, cât și în volum) și constă dintr-un tril scurt melodios (chiar gânguritor), fiecare motiv durează de obicei 2-4 secunde, adesea începe cu câteva note înalte, mai lungi, subțiri, apoi tonul coboară înainte de a se termina accelerat cu note stridente și sunete rapizi tremurătoare și pițigăiate excitate (chiar susurătoare). De obicei intensitatea cântecului se schimbă de la pianissimo (în surdină) la forte (sonor) și viceversa într-un tipar complicat, neregulat. Fiecare strofă este diferită, există foarte puține repetări, dar cântecul este ușor recunoscut după timbrul caracteristic tremurător (ca cel al frunzelor plopului-tremurător) și tonul clar ca cel al dangătului clopoțeilor de sticlă. Masculii agitați emit motive care se schimbă permanent, cu pauze scurte numai de 1-2 minute. Ambele sexe cântă pe tot parcursul anului (cu excepția lui iulie când năpârlesc penelor aripii), dar femela cântă mai rar (mai ales toamna și iarna) și cu strofe mai scurte.
Cel mai frecvent strigăt este un „tic” certăreț, sonor, scurt, iar când este agitat sau înainte de cocoțare și de „semnalul de deșteptare”, acest ”tic” este repetat într-o serie lungă ticăitoare rapidă, ”tic-ic-ic-ic” (ca ticăitul unui ceas vechi). Strigătul „tic” emis izolat poate fi confundat cu strigătele mai multor specii, de ex. cu cel al botgrosului (Coccothraustes coccothraustes), măcăleandrului albastru (Tarsiger cyanurus) și presurei mici (Emberiza pusilla), dacă nu se aud clar și alte voci mai modeste și mai puțin „explozive” ale măcăleandrului. Strigătul de alarmă este un „țiii” („tsii”) ventrilocvent strident, foarte subțire și ascuțit. Emite și un „ți” („tsi”) sau „țri” („tsri”) subțire, dar ușor răgușit, uneori auzit de la păsările care migrează noaptea.

## Descrierea
Variația sezonieră este mică, toamna după năpârlire penajul este proaspăt și are o culoare intensă complet saturată; primăvara penajul este învechit, uzat și adesea subtil mai cenușiu deasupra și mai deschis de dedesubt, devenind chiar fragmentat erodat vara. Sexele au aproape aceleași dimensiuni și sunt aproape similare după penaj, dar fața și pieptul la femelă au în medie o culoare nițel mai deschisă portocalie, în special primăvara și vara. Shirihai și Svensson nu au putut confirma că "femela are de obicei un colorit portocaliu nițel mai deschis pe față și piept decât masculul" atunci când au verificat un număr mare de  exemplare din întreaga Europă. Mulți masculi și femele aveau o culoare ușor mai deschisă decât media, ceea ce arăta că această variație este individuală sau legată de vârstă, și nu de sex. Vârsta poate fi stabilită de obicei vara și toamna, adesea și primăvara. Stabilirea vârstei primăvara necesită de obicei o observație de aproape sau capturarea păsării.

### Penajul (subspecia nominată rubecula)

#### Adultul

##### Adultul în penajul proaspăt

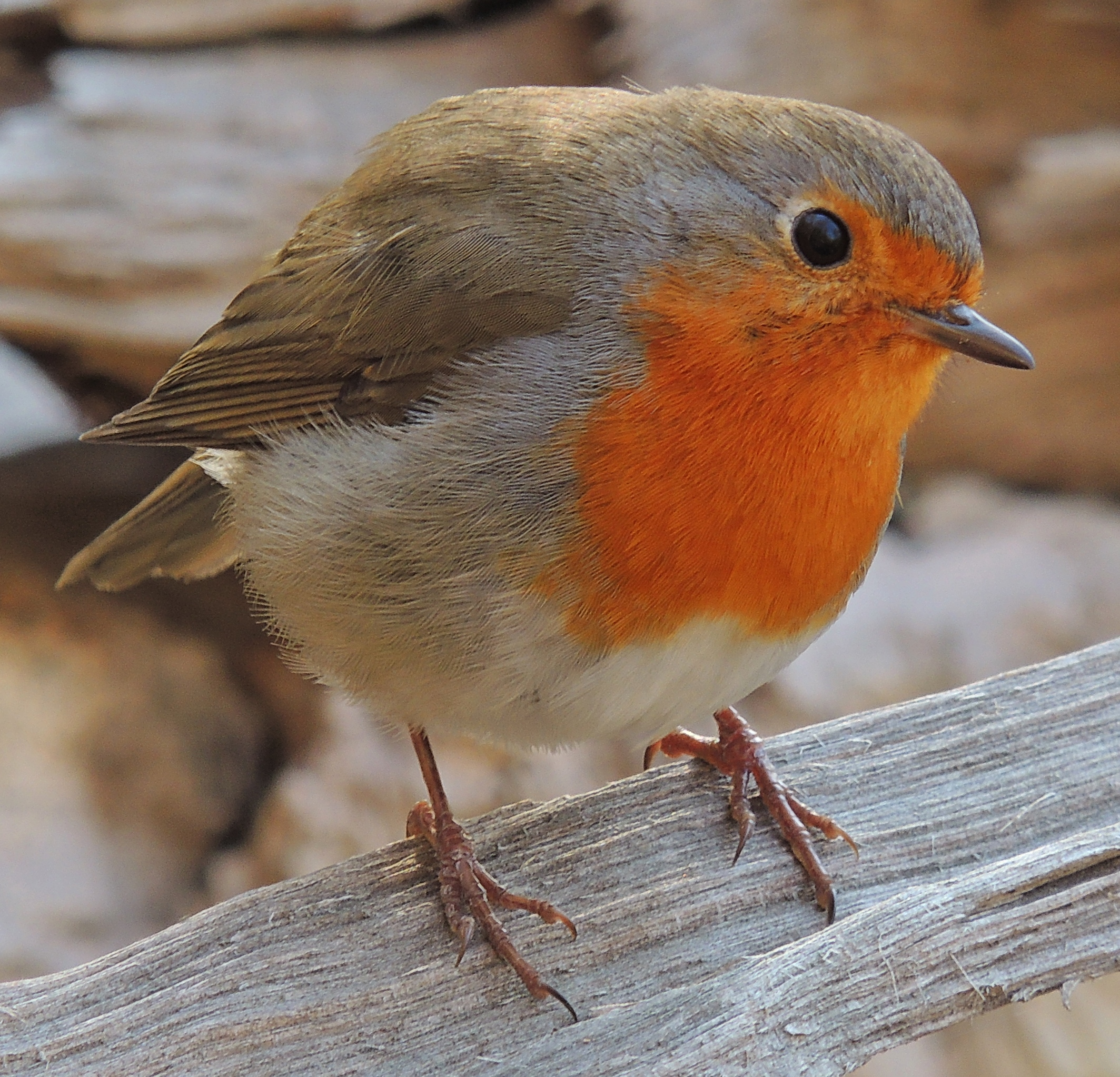
Măcăleandrul adult

Adultul în penajul proaspăt (toamna) are părțile superioare în mare parte, de la creștet înapoi, de culoare brun-aprinsă sau brun-măslinie sau verde-măsliniu-brunie, uneori cu o ușoară nuanță cenușie sau verde-cenușie pe spate și aripi; partea anterioară și laturile creștetului parțial nuanțate cu sur-cenușiu. Supracodalele sunt mai viu colorate cu brun și de obicei nuanțate ușor cu scorțișoriu (brun-gălbui) pe vârfuri. Târtița variabil nuanțată cu brun-cenușiu și adesea contrastează ușor cu supracodalele și coada mai viu colorate cu brun. În zbor, pasărea care se îndepărtează are un colorit destul de uniform, dar are coada mai viu colorată și laturile supracodalelor ocru-albicioase mai evidente, mai ales când pasărea se răsucește. Există o oarecare variație a culorii părților superioare (la unii acestea sunt mai brun-măslinii, la alții mai măsliniu-cenușii).
Coada are o culoare mai vie brună sau brun-cenușie, perechea centrală de rectrice (t6) adesea nuanțată brun-măsliniu; steagurile externe ale tuturor rectricelor cozii sunt tivite pe margini cu brun-măsliniu deschis sau brun-scorțișoriu, mai lat lângă baze, steagurilor interne sunt mai cenușii. În medie, vârfurile rectricelor cozii sunt nițel mai late și mai obtuze (boante), aproape în întregime lipsite de extensiunile ascuțite ale rahisului, în special pe prima rectrice, dar unele sunt identice cu cele ale păsărilor tinere și necesită practică pentru a fi folosite ca caracter adițional al determinării vârstei.
Fruntea, lorul (lorum), inelul ocular îngust și rotund din jurul ochilor, obrajii, bărbia, gâtlejul (gușa) și pieptul au o culoare vie portocaliu-închisă sau ocru-portocalie sau brun-portocalie, cu o nuanță brun-roșcată în unele refracții ale luminii, dar fără un ton complet roșu. Culoarea portocalie formează un plastron (bavețică) diagnostic pe bărbie, gâtlej și piept.
Regiunea auriculară are o culoare ocru-măslinie cu striații rahiale (pe rahisul penelor) portocalii. Există o variație a intensității portocaliului pe față și pe partea superioară a pieptului (la unii acestea sunt ușor roșiatice, la alții portocaliu mai deschise), dar variația cauzată de estomparea și uzura penajului este mult mai vădită.

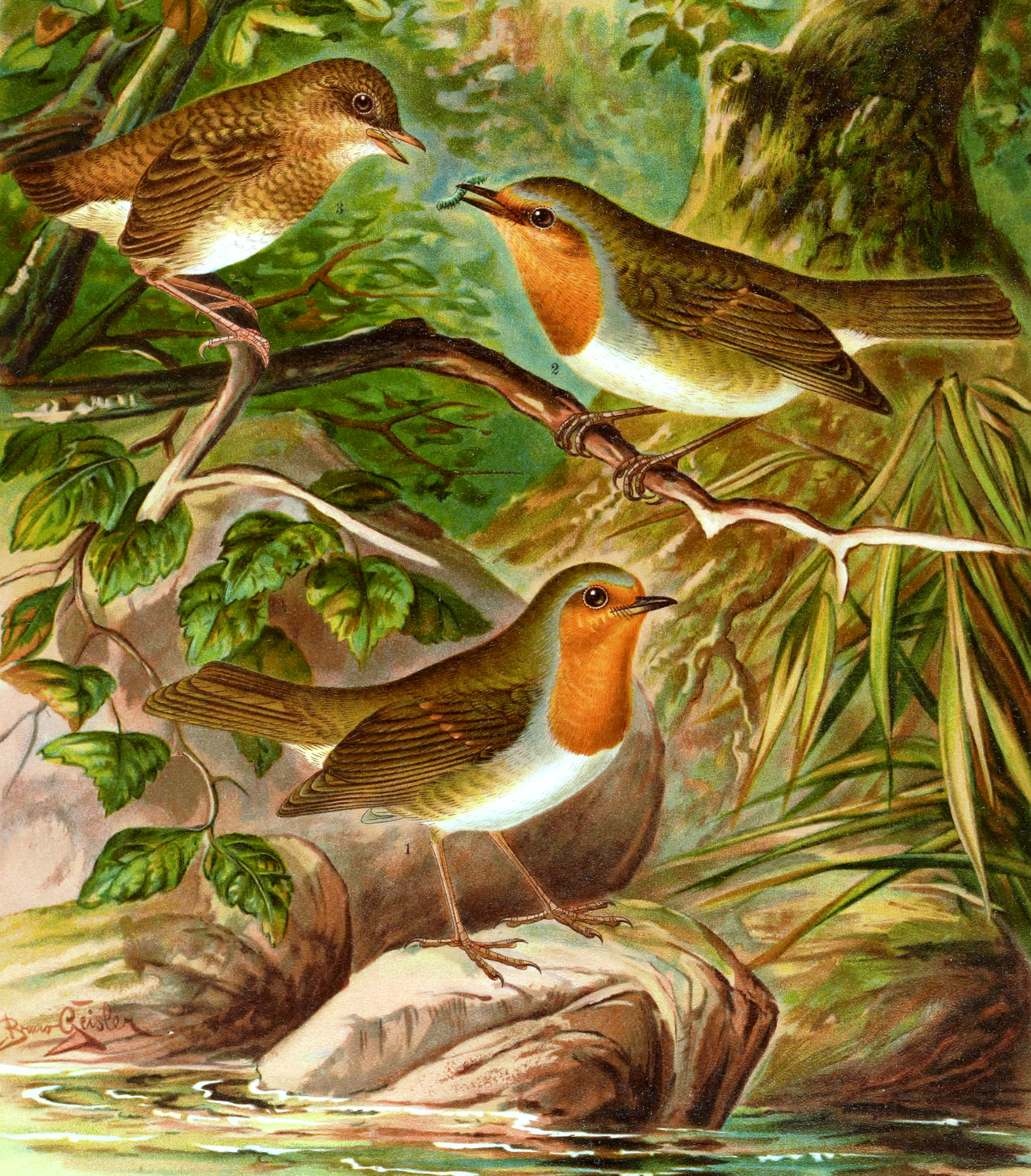
Măcăleandru după Naumann (1905).
1. Mascul adult (jos); 2. Femelă adultă (sus, în dreapta); 3. Juvenil (sus, în stânga)

Fața, gâtlejul și pieptul viu colorate cu portocaliu sunt delimitate de părțile superioare brun-măslinii și părțile inferioare albicioase de o bandă cenușiu-deschisă sau sur-cenușie sau cenușiu-albăstruie, destul de lată, care se întinde de pe partea anterioară a creștetului și partea superioară a frunții și sprânceană deasupra ochiului înapoi pe laturile capului și gâtului, și pe laturile pieptului. Banda sur-cenușie este adesea ușor pătată cu măsliniu pe laturile gâtului și pe laturile părții superioare a pieptului. Penele de pe banda sur-cenușie sunt destul de delicate, vădit răzlețe pe laturile pieptului și pe partea superioară a flancurilor. Abdomenul și partea centrală a regiunii anale sunt alb-mătăsoase sau alb-gălbui, această culoare se extinde până la mijlocul pieptului; pot avea bazele penelor întrucâtva sur-cenușii. Subcodalele albe sau alb-crem (alb-gălbui) cu o nuanță ocru-deschisă mai vădită. Flancurile și părțile laterale ale regiunii anale au o culoare deschisă mai vădită ocru-măslinie mai vie; coapsele au o culoare mai ștearsă cenușiu-măslinie.
Aripile la exterior sunt brun-măslinii. Adultul toamna și iarna are adesea o dungă alară transversală pe aripă formată de vârfurile (petele) ocru (brun-gălbui) ale supraalarelor mari secundare năpârlite, de obicei mai evidentă pe cele externe, dar poate lipsi cu totul; spre deosebire de păsările tinere, vârfurile ocru sunt mai înguste și sunt cuneiforme (au formă de pană) și situate mai aproape de rahis. Remigele primare și secundare și supraalarele mari primare au o culoare brun-negricioasă sau cenușiu-închisă sau cenușiu-negricioasă, steagurile externe tivite lat pe margini cu brun-măsliniu deschis (cu excepția celor două remige primare externe p1-p2 și partea emarginată a remigelor primare externe) și tivite îngust pe vârfuri cu ocru-bruniu deschis, steagurile interne cu o pată cuneiformă sau un tiv ocru-gălbui deschis, mai lat lângă baza. Remigele terțiare brun-măslinii cu steagurile interne bazal negricioase mai șterse, tivite pe margini cu brun mai deschis sau verde-măsliniu-bruniu mai viu pe steagurilor externe și tivite îngust cu brun-măsliniu sau slab roșcat pe vârfuri. Supraalarele mici și mijlocii brun-aprinse sau brun-măslinii sau brun-cenușii, ca și părțile superioare. Marginile supraalarelor mari primare sunt nuanțate măsliniu și sunt similare cu supraalarele mari secundare. Supraalarele mari secundare au un colorit brun-măslinii sau brun-cenușii similar cu supraalarele mici și mijlocii, dar au steagurile interne negricioase; vârfurile lor sunt uniform măslinii (la 35 din 59 păsări examinate), sau au pete mici înguste ocru-deschise sau scorțișoriu-roșcate pe rahis (axul penei); aceste pete sunt de obicei înguste, slab conturate, se contopesc cu măsliniul de pe vârfuri sau sunt limitate la supraalarele mari secundare centrale (la juvenil și subadultul în primul an, petele sunt mari, clar conturate, triunghiulare sau rotunjite și prezente și pe supraalarele mijlocii și mici); prin urmare, prezența petelor pe supraalare nu  indică vârsta. Vârfurile palide de pe supraalarele mari secundare sunt adesea absente. Partea inferioară a aripii este ocru, tectricele subalare și axilare ocru-deschise sau ocru-crem; tectricele alare mici de-a lungul marginii anterioare a aripii sunt cenușii și au vârfurile ocru-portocalii sau uneori complet portocalii.

##### Adultul în penajul uzat
Adultul în penajul nupțial uzat la sfârșitul primăverii (din aprilie-mai, uneori din februarie) și vara  are adesea un colorit subtil mai cenușiu și mai spălăcit deasupra și mai deschis de dedesubt. Creștetul, părțile superioare și supraalarele (cu excepția supraalarelor primare) au o culoare distinctă măsliniu-cenușie sau cenușiu-spălăcită cu o nuanță slabă măslinie, culoarea mai vie brun-măsliniu-cenușie este restrânsă la târtiță, supracodale și marginile rectricelor cozii; bazele penelor sunt într-o oarecare măsură albe, uneori vizibile pe târtiță. Fața și pieptul portocaliu-închise au încă o nuanță vie primăvara, dar fața și gâtlejul se estompează devenind mai spălăcite ocru-portocalii sau portocaliu-gălbui în iunie-iulie.
Bandă sur-cenușie de pe frunte, laturile creștetului, laturile cefei și laturile părții superioare a pieptului este mai puțin vădită decât în penajul proaspăt și poate avea o nuanță mai brunie, cu striații rahiale mai deschise sau portocalii pe axul penelor și o nuanță măslinie pe laturile pieptului. Sprânceana sur-cenușie este mai extinsă, ajungând la laturile părții anterioare a creștetului, dar contrastează mai puțin cu părțile superioare cenușii, decât toamna. Ocru-măsliniul de pe flancuri și laturile regiunii anale este mai restrâns și mai deschis. Partea superioară a abdomenului are o nuanță cenușie, partea inferioară a abdomenului până la subcodale este alb-murdar.

#### Puii din cuib
Puii sunt acoperiți numai pe părțile superioare cu puf cenușiu destul de rar la eclozare, la vârsta de c. 1 săptămână puful devine negru-funinginiu, lung și destul de des. Dezvoltarea puilor a fost studiată de Heinroth și Heinroth, Lack și Silva, și Balcells și Ferrer.

#### Juvenilul

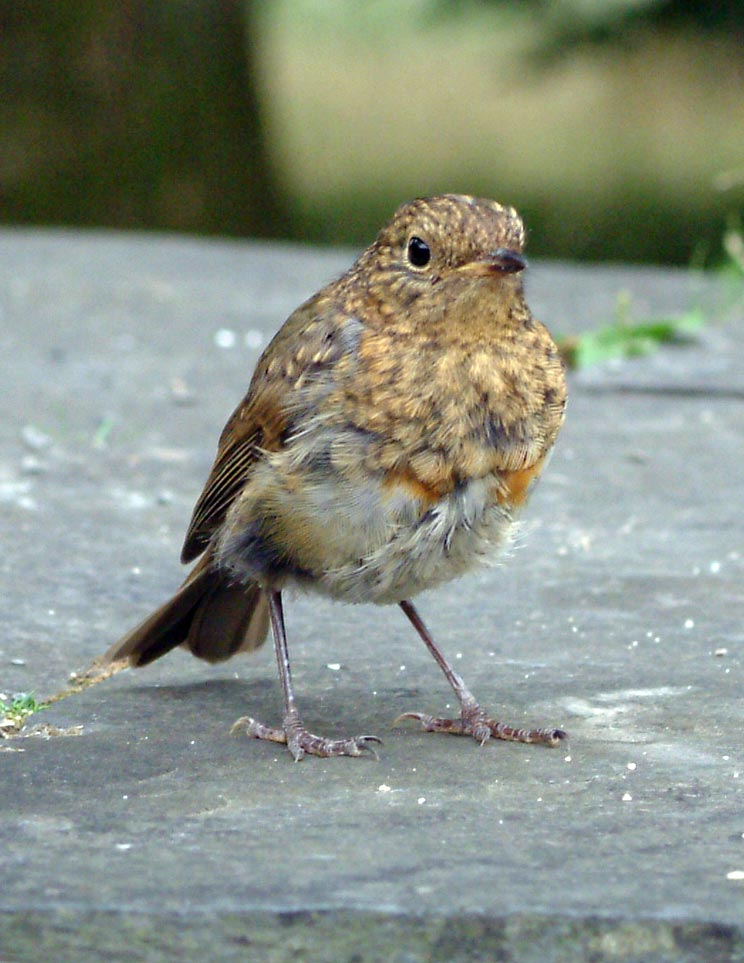
Juvenilul măcăleandrului

Spre deosebire de adult, juvenilul nu are părțile superioare uniform colorate și portocaliu pe piept. Este bruniu deasupra cu numeroase pete mici ocru-deschise pe creștet, manta și penele scapulare, și este în mare parte ocru (brun-gălbui) de dedesubt, cu pete semilunare mai întunecate și pete mici ocru-deschise pe partea inferioară a feței, piept și flancuri. Aripile sunt pătate cu ocru pe supraalarele mici și mijlocii, și au o dungă alară transversală foarte evidentă ocru pe vârfurile supraalarelor mari secundare. Culorile adulților apar în timpul năpârlirii post-juvenile.

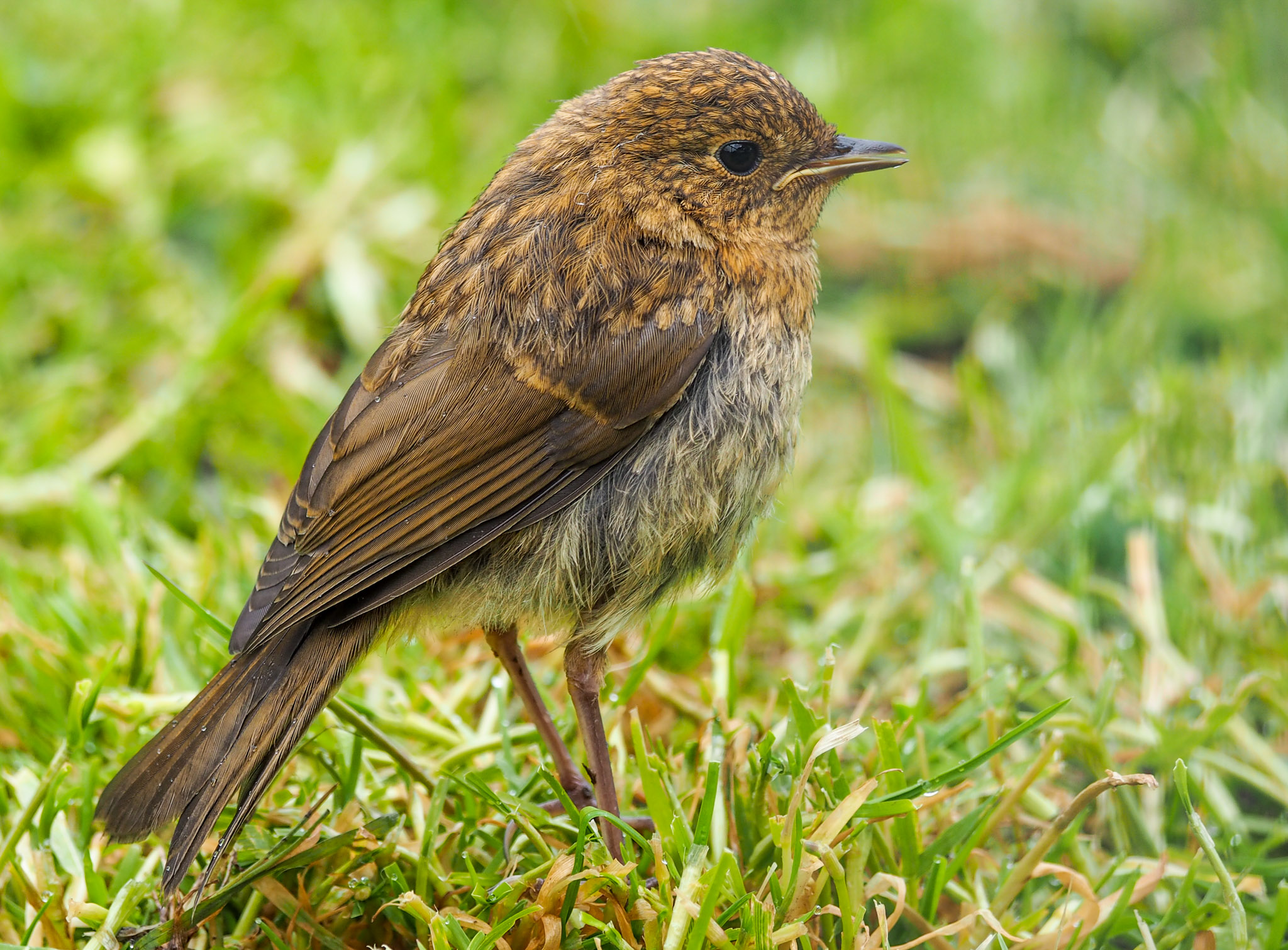
Juvenilul măcăleandrului

La juvenil capul și părțile superioare au o culoare deschisă brunie sau brun-măslinie sau cenușiu-măslinie, presărată cu numeroase pete longitudinale mici ocru-deschise pe creștet, manta și umeri (penele scapulare). Fiecare pană are o pată mică subterminală ocru (brun-gălbuie) slab conturată (mai deschisă pe rahis) și o dungă circulară negricioasă pe vârf. Fața este mai fin pătată sau pestriță, inelul ocular destul de lat ocru-deschis. Juvenilii sunt mai puțin pătați cu vârsta, iar unii au pete deschise numai pe spate și pe penele scapulare de pe umeri. Târtița și supracodalele au o culoare aproape uniformă ocru-brună sau scorțișorie (brun-gălbuie). Coada ca la adult sau are baza brun mai deschisă, dar rectricele sunt de obicei ascuțite la vârf (la adult, rectricele sunt mai late cu vârfuri mai rotunjite sau mai pătrate).

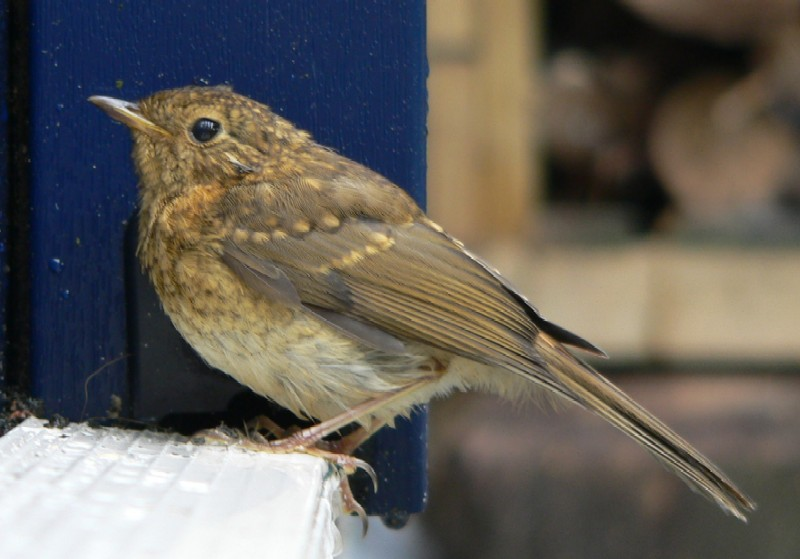
Juvenilul măcăleandrului

Este în mare parte ocru (brun-gălbui) de dedesubt, cu pete semilunare brune mai întunecate și pete mici ocru-deschise pe partea inferioară a feței, piept și flancuri, care formează în ansamblu un aspect pătat sau solzos. Bărbia și gâtlejul sunt ocru sau ocru-gălbui sau ocru-albicioase și pot avea o dungă malară slab conturată. Pieptul și flancurile au o culoare mai vie și mai intensă ocru sau ocru-brun deschisă, marginile și vârfurile penelor negricioase, cu aspect solzos. Restul părților inferioare (abdomenul și regiunea anală) sunt mai albicioase ocru-deschise sau alb-gălbui, cu urme cenușiu-spălăcite pe marginile penelor. Partea inferioară a aripii este ocru.
Aripile sunt pătate cu pete ocru mai mari pe vârfurile supraalarelor mici și mijlocii, și pe vârfurile supraalarelor mari secundare, marginile și vârfurile supraalarelor sunt brun- negricioase. Remigele primare, secundare și terțiare și supraalarele mari primare ca la adult, dar vârfurile remigelor terțiare și supraalarele sunt de obicei rotunjite, mai puțin late; remigele terțiare au uneori pete mici ocru (brun-gălbui) pe vârfuri (câteodată și pe remigele secundare). Supraalarele mici și mijlocii sunt brun-măslinii cu pete subterminale mari ocru vii pe vârfuri și adesea cu dungi negre înguste pe vârfuri, ca și penele de pe părțile superioare. Supraalarele mari secundare brun-negricioase cu marginile externe brun-măslinii și au o pată mare triunghiulară sau rotunjită de culoare ocru-închisă sau ocru-portocalie pe vârf de obicei mai mare decât la adult (care după câteva săptămâni se decolorează devenind ocru mai deschisă), supraalarele mari secundare mai interioare au de obicei un tiv negru de-a lungul vârfului. Petele ocru de pe vârfurile supraalarelor mari secundare formează în ansamblu o dungă alară transversală de culoare ocru foarte evidentă.

#### Subadultul în primul an

##### Subadultul în penajul proaspăt
Penajul juvenil este înlocuit cu cel de adult în august la populațiile migratoare și la sfârșitul lui septembrie la cele sedentare; subadultul se distinge cu greu de adult, dar imaturul (subadultul) are de obicei o culoare a penajului mai puțin saturată și o dungă alară transversală mai completă pe aripă de culoare ocru mai evidentă.
În penajul proaspăt (toamna și iarna) subadultul în primul an se aseamănă cu adultul, dar părțile superioare au o culoare ușor mai ștearsă și mai cenușie, mai puțin măslinie sau verde-măslinie; cenușiul de pe partea superioară a frunții, partea anterioară a creștetului și de pe laturile creștetului este de obicei mai puțin extins sau mai puțin evident (la unele femele cenușiul lipsește cu totul). Fața și gâtlejul sunt în medie mai puțin intens portocalii, în special bărbia și gâtlejul care sunt portocaliu-gălbui, iar la unele femele fața și gâtlejul sunt complet galben-portocalii. Subadultul păstrează de la juvenil remigele primare și secundare, supraalarele mari primare, un număr variabil de supraalare mari secundare externe (uneori numai pe cele centrale, câteodată pe toate) și rectricele cozii; în medie, aceste pene sunt comparativ mai uzate decât la adult în aceeași perioadă a anului (mai ales primăvara). Petele ocru sau gălbui de pe vârfurile supraalarelor mari secundare juvenile (păstrate de la juvenil) sunt de obicei mai mari decât cele prezente la unii adulți, rotunjit-triunghiulare, mai puțin înguste, de obicei prezente pe toate supraalarele mari secundare păstrate de la juvenil, nu numai pe cele centrale ca la majoritatea adulților care le au; dar determinarea vârstei la unii indivizi este dificilă după aceste pete.
Determinarea vârstei subadultului în prima toamnă și iarnă se face mai bine după limită năpârlirii, adică după contrastul dintre supraalarele mari secundare externe nenăpârlite reținute de la juvenil și supraalarele mari secundare interne năpârlite. Supraalarele mari secundare externe nenăpârlite au o textură nițel mai laxă, sunt mai puțin nuanțate cu măsliniu, dar mai brunii, au vârfurile mai late, cu o pată mare gălbuie sau ocru în cea mai mare parte distală a steagurilor externe, uneori galbenul se extinde și pe steagurile interne. Supraalarele mari secundare interne proaspăt năpârlite sunt măslinii, mai asemănătoare cu cele ale adultului, și de obicei nu au vârfurile gălbui (fără pete gălbui), dar la păsările care năpârlesc foarte puțin majoritatea supraalarelor mari secundare au limitele penelor năpârlite mai puțin evidente. Uneori și remigele terțiare au vârfurile ocru. Supraalarele mari primare sunt un pic mai ascuțite și nițel mai erodate pe margini, nu atât de uniforme pe margini ca la adult. Rectricele cozii sunt în medie nițel mai înguste și mai ascuțite decât cele ale adultului, cu capătul vârfurilor destul de "țepoase", inclusiv pe prima rectrice (dar unele coincid parțial cu ale adultului). Irisul cenușiu-închis (brun la adult), până iarna interiorul mandibulei superioare este galben sau cenușiu-gălbui.

##### Subadultul în penajul uzat
Subadultul în penajul uzat (primăvara și vara) este foarte asemănător cu adultul, culoarea penajului se schimbă mult datorită decolorării și uzurii penelor (ca la adult). Părțile superioare au o culoare mai ștearsă cenușiu-măslinie, uneori pură (uniformă) cenușiu-spălăcită. Fața și pieptul au o culoare mai deschisă portocaliu-deschisă, adesea mai deschisă și mai puțin saturată (intensă) decât la adult primăvara sau la începutul verii, la femelă fața și pieptul au uneori o culoare destul de deschisă ocru-portocalie.
Petele ocru (brun-gălbui) de pe supraalarele mari secundare se estompează și sunt erodate, ceea ce îngreunează cu mult determinarea vârstei, dar vârfurile rectricelor cozii de obicei continuă să fie mai ascuțite și mai intens erodate decât cele ale adulților. De asemenea, este de obicei observabilă limita năpârlirii pe supraalarele mari secundare (dar la ambele grupe de vârstă, vârfurile sau dungile alare transversale de culoare ocru de pe supraalarele mari secundare sunt obișnuit uzate sau aproape uzate). Remigele primare, supraalarele mari primare și rectricele cozii sunt relativ mai uzate (mai proaspete și mai rotunjite la adult) și irisul brun mai spălăcit (mai viu colorat și mai brun-roșcat la adult).

### Părțile golașe (fără pene)
Adultul. La adult irisul este brun-închis sau brun-negricios. Ciocul brun (brun-închis,  brun-măsliniu, brun-corniu, sau brun-negricios); baza mandibulei inferioare de culoare mai deschisă brună sau brun-cenușie sau cenușiu-cărnie. Picioarele și labele au o culoare brună (brun-cărnie, brun-închisă sau brun-negricioasă) sau cărnie, cărniu-cenușie.
Subadultul în primul an are irisul cenușiu-închis sau brun-cenușiu. Ciocul de culoare închisă brun-măslinie sau brun-negricioasă, baza mandibulei are o culoare mai deschisă brună sau cenușiu-rozie. Picioarele și labele sunt cărniu-cenușii sau brun-negricioase. Partea interioară a mandibulei superioare și palatul sunt cenușii sau negru-cenușii la adult, gălbui sau alb-cenușii la subadultul în prima toamnă; cenușiul se întinde treptat pe partea interioară a mandibulei la subadultul în prima iarnă, dar majoritatea păsărilor au încă ceva gălbui pe palat în primăvara și vara celui de-al doilea an calendaristic.
Puii din cuib au gura galbenă, fără pete; comisura ciocului (colțul gurii) galben-deschisă.
Juvenilul care a părăsit recent cuibul are irisul brun-închis, ciocul brun-închis sau brun-corniu-închis, marginile tăioase și baza mandibulei inferioare au o culoare mai deschisă cărnie; comisura ciocului galben-deschisă; interiorul gurii galben. Picioarele și labele cărniu-deschise, cărniu-cenușii, brun-cărnii sau roz-deschise, roz-cenușii sau brun-rozii; tălpile picioarelor galben-deschise. Culorile subadultului din primul an se dobândesc în timpul năpârlirii post-juvenile.

## Specii asemănătoare

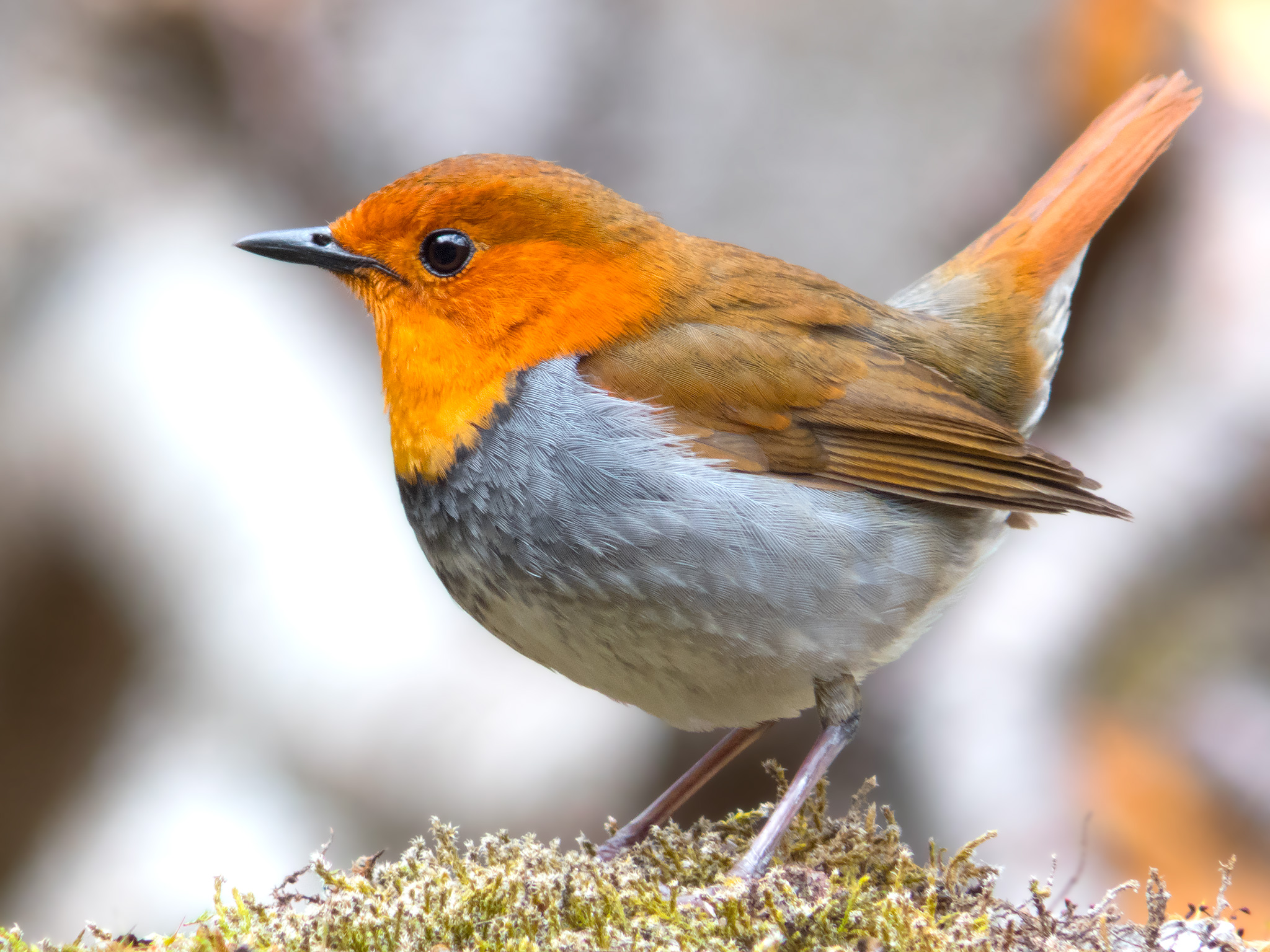
Măcăleandrul japonez (Larvivora akahige)

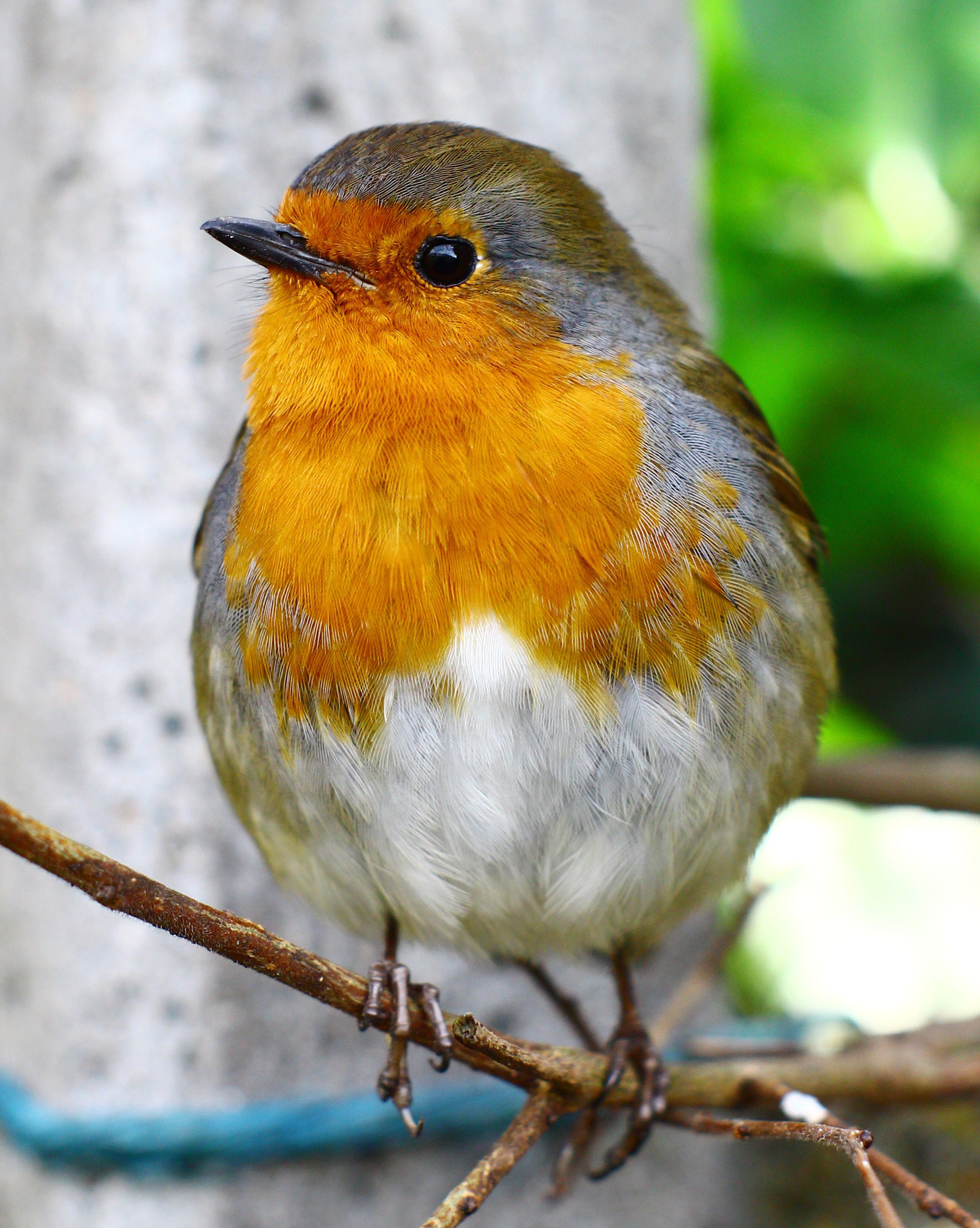
Măcăleandrul european (Erithacus rubecula)

Măcăleandrul este inconfundabil în condiții de vizibilitate bună, dar la o privire fugară poate fi confundat cu alte specii de saxicoline (Saxicolinae) sau muscicapide (Muscicapidae) mici, de ex. cu privighetoarea (Luscinia), măcăleandrul albastru (Tarsiger cyanurus).  În aceste cazuri, coloritul feței, coloritul și mișcarea cozii și comportamentul sunt caracteristici ușoare pentru a distinge măcăleandrul adult de alte specii potențial confundabile. Combinația creștetului și părților superioare brune și a feței și pieptului portocaliu-aprinse sunt trăsături diagnostice ale măcăleandrului.
În estul extrem al arealului, este posibilă o confuzie cu măcăleandrul japonez (Larvivora akahige) alopatric, dar măcăleandrul european (Erithacus rubecula) are portocaliul mai întins până în centrul părții inferioare a pieptului, nu are o bandă pectorală pe piept neagră sau cenușiu-închisă sub portocaliu și are o bandă cenușie ce se întinde de pe laturile frunții până pe laturile pieptului (absentă la măcăleandrul japonez). Femela măcăleandrului japonez este asemănătoare cu masculul, însă îi lipsește banda neagră de pe piept, dar are portocaliul mai întins pe laturile feței și gâtului și mai puțin în centrul pieptului. În penajul juvenil pătat măcăleandrul este destul de asemănător cu juvenilul gușii roșii siberiene (Calliope calliope) și necesită o diferențiere atentă.
Pentru un începător orice pasăre cu ceva roșu pe gâtlej sau pe piept poate fi o specie potențial confundabilă; în caz de incertitudine, este necesar în primul rând de verificat cu atenție următoarele specii: codroșul de pădure (Phoenicurus phoenicurus), câneparul (Linaria cannabina), inărița (Acanthis flammea), mugurarul (Pyrrhula pyrrhula) și muscarul mic (Ficedula parva).

## Biometria

### Structura și formula alară
Măcăleandrul este o pasăre mică, corpolentă, cu capul destul de mare și pieptul durduliu. Aripa este scurtă, lată la bază, cu vârful rotunjit. Aripa are 10 remige primare (p); la subspecia nominată rubecula (cu excepția Sardiniei), subspeciile caucasicus și hyrcanus, p5 (a 5-a remige primară) este cea mai lungă, p4 are o lungime egală, dar uneori este cu 0-1 mm mai scurtă, p3 cu 2-4 mm mai scurtă, p2 cu 9,5-13,5 mm, p6 cu 1-2 mm, p7 cu 6-8,5 mm, p10 cu 12-15 mm. Formula alară la subspecia nominată rubecula din Sardinia este similară, dar p7 este cu 4-6,5 mm mai scurtă decât p5 și p10 cu 11-14 mm; păsările din Iberia și Italia sunt probabil similare. La subspecia melophilus, p2 este cu 9-14 mm mai scurtă decât p5, p7 cu 4-7,5 mm, p10 cu 11-15 mm. La subspecia superbus, p2 este cu 8-14 mm mai scurtă decât p5, p6 cu 0,5-1,5 mm, p7 cu 4-7 mm, p10 cu 10-12 mm. La toate subspeciile, p1 (prima remige primară) este destul de mică, îngustă, cu 30-40 mm (subspecia nominată rubecula) sau 28-36 mm (subspeciile melophilus și superbus) mai scurtă decât vârful aripii, cu 5-13 mm mai lungă decât cea mai lungă supraalară primară. Steagul extern al p3-p6 și steagul intern al p2-p4(-p5) sunt emarginate (scobite). Remigele terțiare sunt scurte, cea mai lungă este egală cu remigele secundare.
După Shirihai și Svensson formula alară la subspecia E. r. rubecula. Prima remige primară depășește vârful tectricelor primare cu 7–13 mm, și este mai mică decât a 2-a remige primară cu 19–25,5 mm. A 2-a remige primară este mai mică decât vârful aripii cu 9-13 mm, egală cu a 7/8-a remige primară sau cu a 8-a (58%), egală cu a 8/9-a remige primară sau a 9-a (37%) sau mai mică decât a 9-a (5%). A 3-a remige primară este mai mică decât vârful aripii cu 1,5–3 mm. Remigele primare 4–5 sunt aproximativ egale și cele mai lungi și formează vârful aripii. A 6-a remige primară este mai mică decât vârful aripii cu 0,5-2 mm. A 7-a remige primară este mai mică decât vârful aripii cu 5,5–7,5 mm. A 10-a remige primară este mai mică decât vârful aripii cu 10–14 mm. Prima remige secundară este mai mică decât vârful aripii cu 13–16 mm. Pe steagul extern al remigelor primare 3-6 există emarginații (scobituri). La subspecia E. r. melophilus formula alară este variabilă, dar în medie aripa este un pic mai obtuză (boantă) decât la subspecia rubecula, a 2-a remige primară este egală cu a 7/10-a sau cu a 10-a, la subspecia E. r. caucasicus: a 2-a remige primară de obicei este egală cu a 8-a sau 8/9-a, la subspecia E. r. hyrcanus: a 2-a remige primară este egală de obicei cu a 8-a, sau cu a 8/9-a sau 9-a, la subspecia E. r. superbus: a 2-a remige primară este egală cu a 9/10-a sau cu a 10-a (50%) sau cu a 10-a remige primară/remigele secundare sau cu remigele secundare (50%).
Coada este destul de scurtă, cu vârful pătrat, și are 12 rectrice cu vârfuri ușor ascuțite, în special la juvenil și subadultul în primul an, vârful cozii este ușor bifurcat când coada este răsfirată. Ciocul este scurt și drept, destul de puternic (în special la subspecia melophilus); vârful culmenului ușor curbat în jos. Nările ovale, parțial acoperite cu o membrană deasupra. De-a lungul bazei mandibulei superioare se află câteva vibrise destul de lungi.
Tarsul lung și subțire. Degetele picioarelor destul de lungi, subțiri; degetul mijlociu cu gheară are o lungime de 17-19 mm (în medie 17,8 mm, n = 21) la subspecia nominată rubecula, 17,5-19,5 mm (în medie 18,4, n = 15) la subspecia melophilus; lungimea degetului exterior cu gheară reprezintă c. 72% din lungimea celui mijlociu cu gheară, lungimea degetului interior c. 63%, lungimea degetului posterior c. 77%. Ghearele sunt scurte, curbate în jos.

### Măsurători
Adultul, subadultul în primul an.
Lungimea aripii la masculul subspeciei rubecula 64–77 mm, la femelă 67–74 mm; la subspecia witherbyi la mascul 66-73 mm, la femelă 67,5 mm; la subspecia caucasicus la mascul 56–71 mm, la femelă 67–71 mm; la subspecia hyrcanus 70–78 mm; la subspecia tataricus la mascul 71–75 mm. Lungimea cozii la masculul subspeciei rubecula 53–60 mm, la femelă 51–59 mm; la subspecia caucasicus la mascul 67–72 mm, la femelă 58–61 mm; la subspecia tataricus la mascul 57–63 mm. Lungimea ciocului (până la craniu) la subspecia rubecula la mascul 13,7-15,6 mm, la femelă 13,5-15,1 mm; la subspecia caucasicus 12,5-15,5 mm; la subspecia hyrcanus 15–17.5 mm. Lungimea tarsului la subspecia rubecula 24–27 mm; la subspecia caucasicus la mascul 23–26 mm, la femelă 24–26 mm; la subspecia hyrcanus 24,5–28 mm.
Măsurătorile după Shirihai și Svensson. (n = numărul exemplarelor studiate)
| Structura                                         | Sexul | E. r. rubecula                       | E. r. melophilus                     | E. r. caucasicus                     | E. r. hyrcanus                       | E. r. superbus                       |
| ------------------------------------------------- | ----- | ------------------------------------ | ------------------------------------ | ------------------------------------ | ------------------------------------ | ------------------------------------ |
| Lungimea totală                                   |       | 13-14 cm                             |                                      |                                      |                                      |                                      |
| Lungimea aripii                                   | ♂     | 70-76 mm (în medie 72,6, n = 33)     | 71-78 mm (în medie 74,2, n = 15)     | 71-76 mm (în medie 73,0, n = 15)     | 71-76 mm (în medie 73,5, n = 15)     | 68-73 mm (în medie 70.3, n = 12)     |
| Lungimea aripii                                   | ♀     | 68,5-74 mm (în medie 71,3, n = 25)   | 70-75 mm (în medie 72,4, n = 15)     | 68,5-75 mm (în medie 71,2, n = 12)   | 69-75 mm (în medie 71,3, n = 12)     | 66,5-74 mm (în medie 69,0, n = 12)   |
| Lungimea cozii                                    | ♂     | 53,5–60 mm (în medie 57,4, n = 32)   | 55–62 mm (în medie 58,1, n = 15)     | 53-60 mm (în medie 56,2, n = 15)     | 53-62 mm (în medie 56,9, n = 15)     | 55-60 mm (în medie 57,6, n = 12)     |
| Lungimea cozii                                    | ♀     | 54–60 mm (în medie 56,5, n = 25)     | 52–59 mm (în medie 55,9, n = 15)     | 52-59,5 mm (în medie 55,8, n = 12)   | 53-59,5 mm (în medie 56,0, n = 12)   | 54-61 mm (în medie 56,9, n = 12)     |
| Raportul lungimea cozii/lungimea aripii, în medie |       | 79,1%                                | 77,8%                                | 77,6%                                | 77,9%                                | 82,2%                                |
| Lungimea ciocului                                 |       | 12,8–15,1 mm (în medie 13,7, n = 58) | 13,0–15,2 mm (în medie 14,3, n = 29) | 14,3–16,8 mm (în medie 15,6, n = 28) | 14,5–17,0 mm (în medie 16,0, n = 30) | 13,8–15,3 mm (în medie 14,5, n = 24) |
| Înălțimea ciocului                                |       | 3,0–4,0 mm (în medie 3,5, n = 30)    |                                      |                                      |                                      |                                      |
| Lungimea tarsului                                 |       | 23,0–26,3 mm (în medie 24,8, n = 58) | 24,3–27,4 mm (în medie 26,0, n = 29) | 23,9–26,5 mm (în medie 25,1, n = 27) | 24,2–27,1 mm (în medie 25,8, n = 29) | 23,2–25,9 mm (în medie 25,0, n = 24) |

Subspecia nominată rubecula.
Măsurătorile la subspecia nominată rubecula. Adultul, subadultul în primul an, păsări împăiate. Pentru aripă și coadă diferențele sexuale sunt mari. Culmenul expus este în medie cu 3,8 mai mic decât ciocul (S). Măsurătorile sub adultului în primul an (cu remigele aripilor și rectricele cozii păstrate de la juvenil) au fost combinate cu cele ale adultului în tabelul de mai jos, dar la juvenil aripa și coada sunt ceva mai scurte: de ex. aripa la masculul adult este 71-77 mm (în medie 73,7 mm, n = 16), la masculul subadult în primul an 70-76 mm (în medie 72,6 mm, n = 67); coada la masculul adult 54-60 mm (în medie 56,6 mm, n = 16), la masculul subadult în primul an 53-59 mm (în medie 56,3 mm, n = 67).
| Structura                                 | Locul și perioada colectării                          | Sexul | Lungimea (mm), n = numărul exemplarelor studiate | Sexul | Lungimea (mm), n = numărul exemplarelor studiate |
| ----------------------------------------- | ----------------------------------------------------- | ----- | ------------------------------------------------ | ----- | ------------------------------------------------ |
| Aripa                                     | Suedia                                                | ♂     | 72-74 (în medie 73,2, n =8)                      | ♀     | 68-73 (în medie 70,6, n=7)                       |
| Aripa                                     | Olanda, în perioada cuibăritului, aprilie-august      | ♂     | 70-76 (în medie 72,8, n=17)                      | ♀     | 68-73 (în medie 70,5, n=10)                      |
| Aripa                                     | Olanda, de la sfârșitul lui septembrie până în martie | ♂     | 70-77 (în medie 72,8, n=66)                      | ♀     | 68-74 (în medie 71,4, n=23)                      |
| Aripa                                     | Balcani, Grecia și Turcia                             | ♂     | 70-76 (în medie 72,6, n=30)                      | ♀     | 68-74 (în medie 70,5, n=19)                      |
| Coada                                     | Suedia și Olanda combinate                            | ♂     | 53-60 (în medie 56,4, n=99)                      | ♀     | 51-59 (în medie 55,1, n=38)                      |
| Ciocul (S) până la craniu                 | Suedia și Olanda combinate                            | ♂     | 13,7-15,6 (în medie 14,4, n=92)                  | ♀     | 13,5-15,1 (în medie 14,2, n=35)                  |
| Ciocul (N) până la colțul distal al nării | Suedia și Olanda combinate                            | ♂     | 6,9-8,2 (în medie 7,6, n=21)                     | ♀     | 6,7-7,5 (în medie 7,1, n=10)                     |
| Tarsul                                    | Suedia și Olanda combinate                            | ♂     | 23,9-26,6 (în medie 25,1, n=96)                  | ♀     | 24,0-26,7 (în medie 25,2, n=37)                  |

Măsurătorile la subspecia nominată rubecula,  Sardinia, august-noiembrie. Adultul, subadultul în primul an, păsări împăiate. Diferențele sexuale sunt importante pentru aripă.
| Structura  | Sexul | Lungimea (mm), n = numărul exemplarelor studiate | Sexul | Lungimea (mm), n = numărul exemplarelor studiate |
| ---------- | ----- | ------------------------------------------------ | ----- | ------------------------------------------------ |
| Aripa      | ♂     | 72-76 (în medie 73,5, n=14)                      | ♀     | 69-73 (în medie 70,9, n=8)                       |
| Coada      | ♂     | 54-60 (în medie 57,5, n=14)                      | ♀     | 53-59 (în medie 55,9, n=8)                       |
| Ciocul (S) | ♂     | 13,9-15,2 (în medie 14,5, n=13)                  | ♀     | 13,4-15,1 (în medie 14,3, n=8)                   |
| Tarsul     | ♂     | 24,8-26,4 (în medie 25,6, n=13)                  | ♀     | 24,6-26,6 (în medie 25,4, n=8)                   |

Măsurătorile păsărilor capturate de Dombrowski în România (în centimetri)
| Sexul și etatea | n = Numărul exemplarelor studiate | Lungimea  | Lungimea aripii | Lungimea cozii | Lungimea tarsului | Lungimea ciocului |
| --------------- | --------------------------------- | --------- | --------------- | -------------- | ----------------- | ----------------- |
| ♂ adult         | 20                                | 13,8-14,5 | 6,8-7,5         | 6,3-7,3        | 2,3-2,5           | 1,1-1,4           |
| ♀ adulte        | 20                                | 13,5-14,2 | 6,7-7,4         | 6-7,1          | 2,2-2,5           | 1-1,2             |

E. r. melophilus. 
Măsurătorile la subspecia E. r. melophilus, Marea Britanie, tot anul; adultul, subadultul în primul an, păsări împăiate. Diferențele sexuale sunt importante, cu excepția ciocului (S).
| Structura  | Sexul | Lungimea (mm), n = numărul exemplarelor studiate | Sexul | Lungimea (mm), n = numărul exemplarelor studiate |
| ---------- | ----- | ------------------------------------------------ | ----- | ------------------------------------------------ |
| Aripa      | ♂     | 72-78 (în medie 74,5, n=22)                      | ♀     | 69-74 (în medie 71,4, n=21)                      |
| Coada      | ♂     | 53-61 (în medie 57,4, n=21)                      | ♀     | 52-57 (în medie 55,2, n=20)                      |
| Ciocul (S) | ♂     | 13,9-15,6 (în medie 14,6, n=20)                  | ♀     | 13,9-15,5 (în medie 14,7, n=18)                  |
| Tarsul     | ♂     | 25,7-27,7 (în medie 26,4, n=22)                  | ♀     | 24,6-26,8 (în medie 25,9, n=20)                  |

E. r. superbus. 
Măsurătorile la subspecia E. r. superbus, Gran Canaria și Tenerife (Insulele Canare), tot anul; adultul, subadultul în primul an, păsări împăiate. Diferențele sexuale sunt importante pentru aripă.
| Structura  | Sexul | Lungimea (mm), n = numărul exemplarelor studiate | Sexul | Lungimea (mm), n = numărul exemplarelor studiate |
| ---------- | ----- | ------------------------------------------------ | ----- | ------------------------------------------------ |
| Aripa      | ♂     | 69-73 (în medie 71,2, n=26)                      | ♀     | 65-70 (în medie 68,5, n=21)                      |
| Ciocul (S) | ♂     | 14,7-15,9 (în medie 15,2, n=17)                  | ♀     | 14,5-16,2 (în medie 15,2, n=13)                  |
| Tarsul     | ♂     | 24,3-25,8 (în medie 25,2, n=17)                  | ♀     | 24,1-26,1 (în medie 25,2, n=13)                  |

E. r. hyrcanus.
Măsurătorile la subspecia E. r. hyrcanus, sud-estul Transcaucaziei și nordul Iranului, vara, și Irak, iarna. Diferențele sexuale sunt importante pentru aripă și cioc (S).
| Structura  | Sexul | Lungimea (mm), n = numărul exemplarelor studiate | Sexul | Lungimea (mm), n = numărul exemplarelor studiate |
| ---------- | ----- | ------------------------------------------------ | ----- | ------------------------------------------------ |
| Aripa      | ♂     | 72-78 (în medie 74,2, n=12)                      | ♀     | 70-76 (în medie 72,0, n=10)                      |
| Ciocul (S) | ♂     | 15,7-17,2 (în medie 16,5, n=12)                  | ♀     | 15,3-16,3 (în medie 15,9, n=10)                  |
| Tarsul     | ♂     | 25,6-27,8 (în medie 26,9, n=11)                  | ♀     | 24,9-27,4 (în medie 26,1, n=10)                  |

E. r. witherbyi. Nord-vestul Africii, aripa la mascul 66-73 mm (în medie 69,5 mm, n= 10), la femelă c. 67,5 mm. Sudul Portugaliei, aripa la mascul 71-74 mm (în medie 72,5 mm, n = 4), la femelă 67-72 mm  (în medie 69,9 mm, n = 4).

### Greutatea
Adultul și subadultul în primul an
Subspecia nominată rubecula. Greutatea la subspecia rubecula 14,2–24,5 g.
Greutatea, adultul și subadultul în primul an, subspecia nominată rubecula.
| Locul colectării                                                                                    | Greutatea în g, n = numărul exemplarelor studiate | Locul colectării                    | Greutatea în g, n = numărul exemplarelor studiate |
| --------------------------------------------------------------------------------------------------- | ------------------------------------------------- | ----------------------------------- | ------------------------------------------------- |
| Norvegia, în iulie-octombrie                                                                        | 15-21 (în medie 17,8, n=37)                       | Portugalia, septembrie              | 13-17 (în medie15,1, n=17)                        |
| Sud-vestul Norvegiei, la sfârșitul lui septembrie și începutul lui octombrie, în migrația de toamnă | în medie 17,7 (n=20)                              | Portugalia, începutul lui octombrie | 14-16 (în medie15,3, n=15)                        |
| Insula Fair, la sfârșitul lui septembrie și începutul lui octombrie, în timpul sosirii păsărilor.   | în medie 14,9 (n=24)                              | Gibraltar, toamna                   | în medie 15,5 (n=62)                              |
| Sudul Suediei, septembrie                                                                           | în medie 15,8 (n=282)                             | Gibraltar, primăvara                | în medie 16,5 (n=28)                              |
| Danemarca, de la sfârșitul lui martie până în mai                                                   | în medie 16,7 (n=1040)                            | Vestul Marocului, martie            | în medie 16,1 (n=9)                               |
| Franța                                                                                              | 16-23 (în medie 18,8, n=10)                       | Malta, iarna                        | 14-22 (în medie17,7, n=50)                        |
| Italia Centrală, octombrie-martie                                                                   | în medie 18,2 (n=694)                             |                                     |                                                   |

Greutatea păsărilor după sex. Adultul și subadultul în primul an, subspecia nominată rubecula. Femelele cu greutate mai mare din specimenele de mai jos au fost colectate când depuneau ouăle.
| Locul colectării                             | Sexul | Greutatea în g, n = numărul exemplarelor studiate | Sexul | Greutatea în g, n = numărul exemplarelor studiate |
| -------------------------------------------- | ----- | ------------------------------------------------- | ----- | ------------------------------------------------- |
| Olanda, sfârșitul lui septembrie - octombrie | ♂     | 15,5-20,5 (în medie 16,9, n=21)                   | ♀     | 13,5-18,5 (în medie 15,8, n=17)                   |
| Olanda, noiembrie - februarie                | ♂     | 16,8-24,5 (în medie 19,0, n=12)                   | ♀     | 15,8-20,0 (în medie 18,3, n=7)                    |
| Olanda, aprilie - iulie                      | ♂     | 15,1-18,0 (în medie 16,6, n=11)                   | ♀     | 15,2-25,0 (în medie 18,5, n=5)                    |
| Olanda, păsări epuizate, toamna și iarna     | ♂     | 10,5-13,8 (în medie 12,2, n=10)                   | ♀     | 10,0-12,3 (în medie 11,2, n=4)                    |
| Grecia și Turcia, februarie - mai (-iulie)   | ♂     | 14,8-18,7 (în medie 17,1, n=5)                    | ♀     | 15,2-22,0 (în medie 18,5, n=5)                    |

E. r. melophilus. Marea Britanie, tot anul: 15,5-25,3 g (în medie 19,7 g, n = 109). Insula Skokholm (Țara Galilor), tot anul: 13,8-22,2 g (în medie 17,8 g, n = 59). Sudul Angliei, tot anul: 14,2-22,5 g (în medie 18,2 g; n = 50); mascul epuizat 13,4 g. Marea Britanie, tot anul: mascul 17-26 g (în medie 20,7 g, n = 249), femelă 16-24 g (în medie 19,9 g, n = 259); femela în mod excepțional 26 g.
E. r. witherbyi. Sierra Nevada (sudul Spaniei), mai: mascul 15,5 g.
E. r. caucasicus. Nord-estul Turciei, octombrie - noiembrie: mascul 15-19 g (în medie 17,0 g, n = 4), femelă 17 g.
E. r. hyrcanus. Sudul Irakului, februarie: mascul 14,2 g. Nordul Iranului: martie, mascul 19,5 g; iulie, femelă 19,4 g.
E. r. tataricus. Kazahstan, octombrie-februarie: mascul 14,2-20,2 g (în medie 16,3 g, n = 10); femele 15,8 g, 16,9 g.
Puii și juvenilii. E. r. melophilus. Puii la eclozare, 1,85 g (n = 10). Greutatea medie a puilor mai mari: în prima zi: 2,2-3,2 g; în ziua a 7-a: 13,1-13,9 g (variația individuală 8,6-17,8 g); în ziua a 10-a, la sfârșitul creșterii rapide a greutății: 17,8 g (variația individuală 11,6-21,9 g); ziua a 13-a, înainte să părăsească cuibul: 18,2-18,5 g (variația individuală 12,2-23,9 g). Greutatea puilor care au părăsit cuibul s-a menținut până la sfârșitul năpârlirii post-juvenile.

## Variația geografică
Variația geografică este foarte mică sau neînsemnată și este mai mult clinală, cu excepția subspeciei izolate superbus din Gran Canaria și Tenerife (insulele Canare). Opt subspecii cuibăresc în vestul palearcticului, dar diferențele sunt clinale și mult influențate de uzura și decolorarea penajului și variația individuală. În general este dificil sau imposibil de identificat subspeciile în teren, majoritatea sunt mai distincte în penajul proaspăt, cea mai distinctă este subspecia superbus.
Variază mai ales culoarea părților superioare, intensitatea culorii roșcate de pe față și piept, prezența culorii vii roșcate sau brun-roșcate pe supracodale și baza cozii și într-o măsură  mai mică mărimea taliei. Variația culorii penajului, în special a culorii părților superioare, este puternic influențată de uzura penelor, culoarea părților superioare este mai vie și mai măslinie toamna și la începutul iernii, mai ștearsă (spălăcită) și mai cenușie primăvara și vara. Vârsta are de asemenea o oarecare influență asupra variației culorii, la subadultul în primul an penele adesea se erodează mai rapid decât la păsările mai în vârstă. Intensitatea culorii roșcate sau portocalii a feței și a pieptului are o variație individuală vădită, fața și pieptul sunt de obicei mai intens portocaliu-roșcate la masculul adult și mai deschise portocaliu-gălbui la femela subadultă în primul an și intermediare la femela adultă și masculul subadult în primul an.
Pe lângă subspecia superbus, populațiile subspeciei nominate rubecula din Scandinavia, subspecia melophilus din Marea Britanie și Irlanda, precum și subspecia hyrcanus din sud-estul Transcaucaziei și nordul Iranului sunt singurele subspecii sau populații bine distinse; toate celelalte subspecii și populații sunt foarte asemănătoare cu una dintre acestea (diferă doar în măsurători) sau mai mult sau mai puțin intermediare, dar există multe coincidențe parțiale în măsurători și numai în serii mari de păsări din locurile de cuibărit este posibil uneori diferențierea subspeciilor. Păstrarea unor subspecii care intergradează în zone mari sau au areale relativ mici este considerată nefondată de unii autori, de ex. caucasicus, considerată uneori sinonimică cu hyrcanus și valens, inclusă  adesea în subspecia hyrcanus sau caucasicus.

### E. r. rubecula

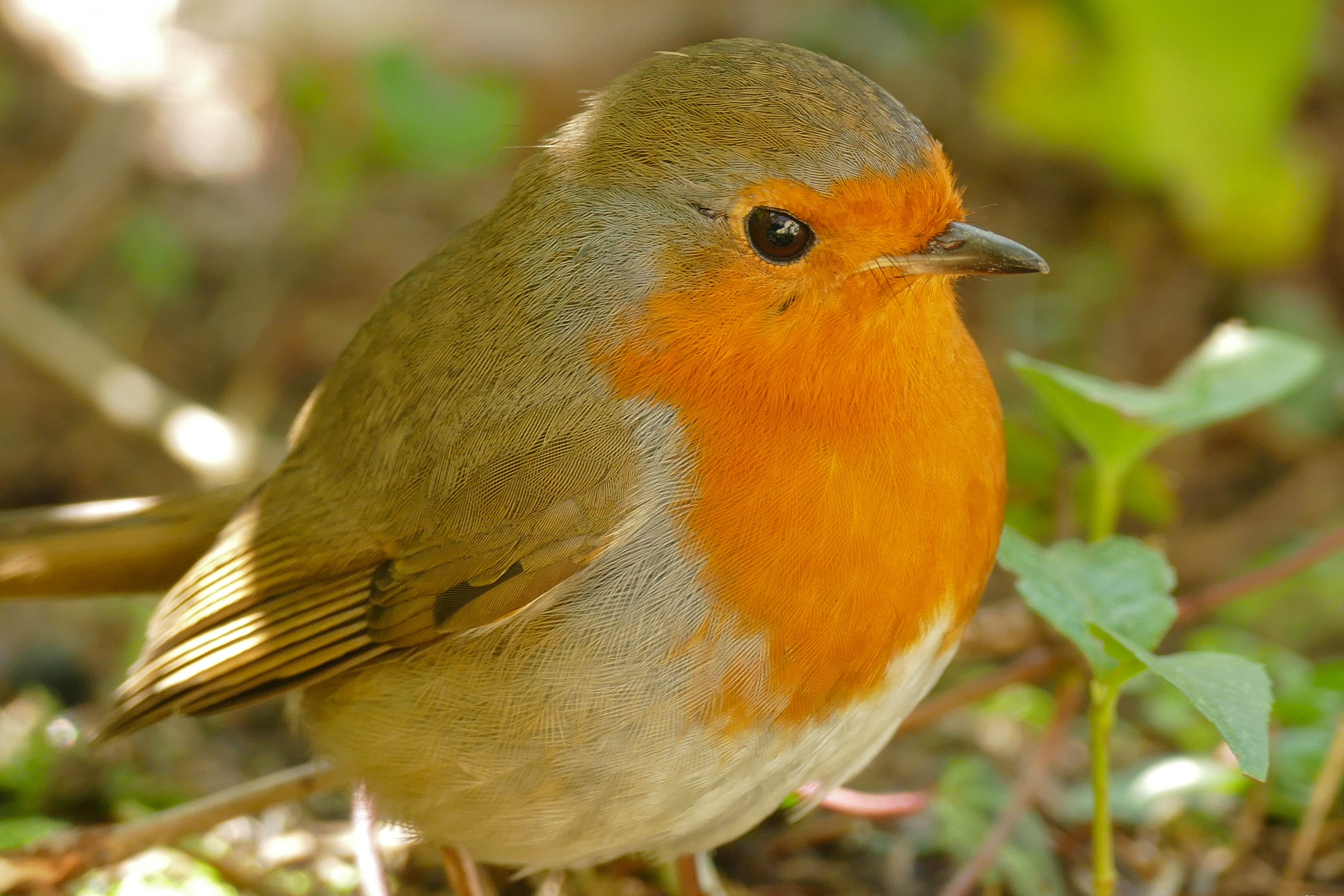
Subspecia nominată E. r. rubecula din Europa continentală, Turcia, nord-vestul Africii și vestul Insulelor Canare, Madeira, Azore.

Subspecia nominată E. r. rubecula (Linnaeus, 1758) din Europa continentală, Turcia, nord-vestul Africii și vestul Insulelor Canare, Madeira, Azore, se distinge prin părțile superioare care sunt în întregime destul de uniform colorate cu brun-măsliniu, fără brun-roșcat contrastant pe supracodale și partea superioară a cozii (dar pot fi un pic mai viu colorate pe baza cozii decât pe restul părților superioare).
Subspecia rubecula are părțile superioare în mare parte brun-măslinii, cu o nuanță cenușie pe spate și aripi; târtița brun-cenușie contrastând puțin cu supracodalele și coada brun-aprinse; iarna, are adesea o dungă transversală pe aripă formată de vârfurile ocru (brun-gălbui) ale supraalarelor mari secundare. Fruntea, în jurul ochilor, partea anterioară a obrajilor, bărbia, gâtlejul și pieptul sunt portocalii, cu o nuanță brun-roșcată în unele refracții ale luminii, dar fără un ton complet roșu. Fața și pieptul portocalii sunt separate de părțile superioare brun-măslinii de o dungă (bandă) destul de lată de pene delicate cenușiu-albăstruii, mai răzlețe pe laturile pieptului și pe partea superioară a flancurilor. Flancurilor au o culoare vie, ocru-măslinie aprinsă; abdomenul, regiunea anală și subcodalele albe, cu o nuanță ocru-deschisă mai vădită sub flancuri și sub coadă. Partea inferioară a aripii este ocru. În zbor, pasărea care se îndepărtează are un colorit destul de uniform, dar coada mai viu colorată și laturile supracodalelor ocru-albicios-deschise sunt mai evidente, mai ales când pasărea se răsucește. Toamna penajul este proaspăt și are o culoare intensă complet saturată; primăvara penajul este învechit, uzat și adesea mai cenușiu deasupra și mai deschis de dedesubt, devenind chiar erodat fragmentat vara.
În interiorul arealului din toată Europa a subspeciei nominate rubecula există o ușoară variație clinală, vizibilă de obicei numai în penajul proaspăt și mai multe subspecii propuse sunt incluse în rubecula. Populația subspeciei nominate rubecula din Scandinavia se distinge prin părțile superioare verzi-măslinii-brunii și fața și pieptul portocalii. La păsările din Germania și Franța capul și părțile superioare au în medie o culoare mai vie verde-măslinie, decât la cele din Scandinavia, mai puțin rece și cenușie. Păsările din Corsica, Sardinia, Italia și nord-estul Spaniei (uneori separate ca o subspecie distinctă sardus Kleinschmidt, 1906) sunt similare, dar fața și pieptul sunt în medie mai slab portocalii; însă, acestea sunt de obicei incluse în subspecia nominată rubecula, dar unii autori o includ în subspecia witherbyi.
Populațiile de pe coasta marină continentală nord-vestică a Europei, din Danemarca până în Bretagne (Franța), au în medie o culoare mai închisă brun-măslinie pe părțile superioare decât cele din Europa Centrală, asemănătoare cu subspecia melophilus, dar fața până la piept au o culoare deschisă asemănătoare cu cea a subspeciei nominate rubecula; uneori sunt separate ca o subspecie aparte armoricanus Lebeurier și Rapine, 1936, dar multe nu se disting de subspecia nominată rubecula. Păsările din Balcani, Grecia și vestul Turciei sunt incluse uneori într-o subspecie aparte balcanicus Watson, 1961, și sunt menționate că sunt mai cenușii pe părțile superioare decât subspecia nominată rubecula, dar culoarea cenușie este determinată în principal de uzura penelor, iar subspecia nominată rubecula într-un penaj la fel de uzat este similară.
Păsările din partea vestică și sudică a peninsulei Iberice (sudul Portugaliei, Spania) și nord-vestul Africii sunt destul de asemănătoare cu subspecia melophilus, având aceleași culori intense, dar nu la fel de brune pe părțile superioare, și au o mărime intermediară (sau nițel mai mică în nord-vestul Africii), și prin urmare nu sunt bine diferențiate de subspeciile armoricanus și sardus, fiind incluse în subspecia nominată rubecula. Păsările din Madeira și Azore au de obicei o culoare puțin mai întunecată portocaliu-roșiatică pe piept decât păsările tipice ale subspeciei rubecula, dar nu la fel de roșu-închisă ca la cele din subspecia superbus; această culoare este însă variabilă, iar majoritatea sunt indistincte de păsările din subspecia rubecula, și de aceea sunt incluse în aceasta.

### E. r. melophilus

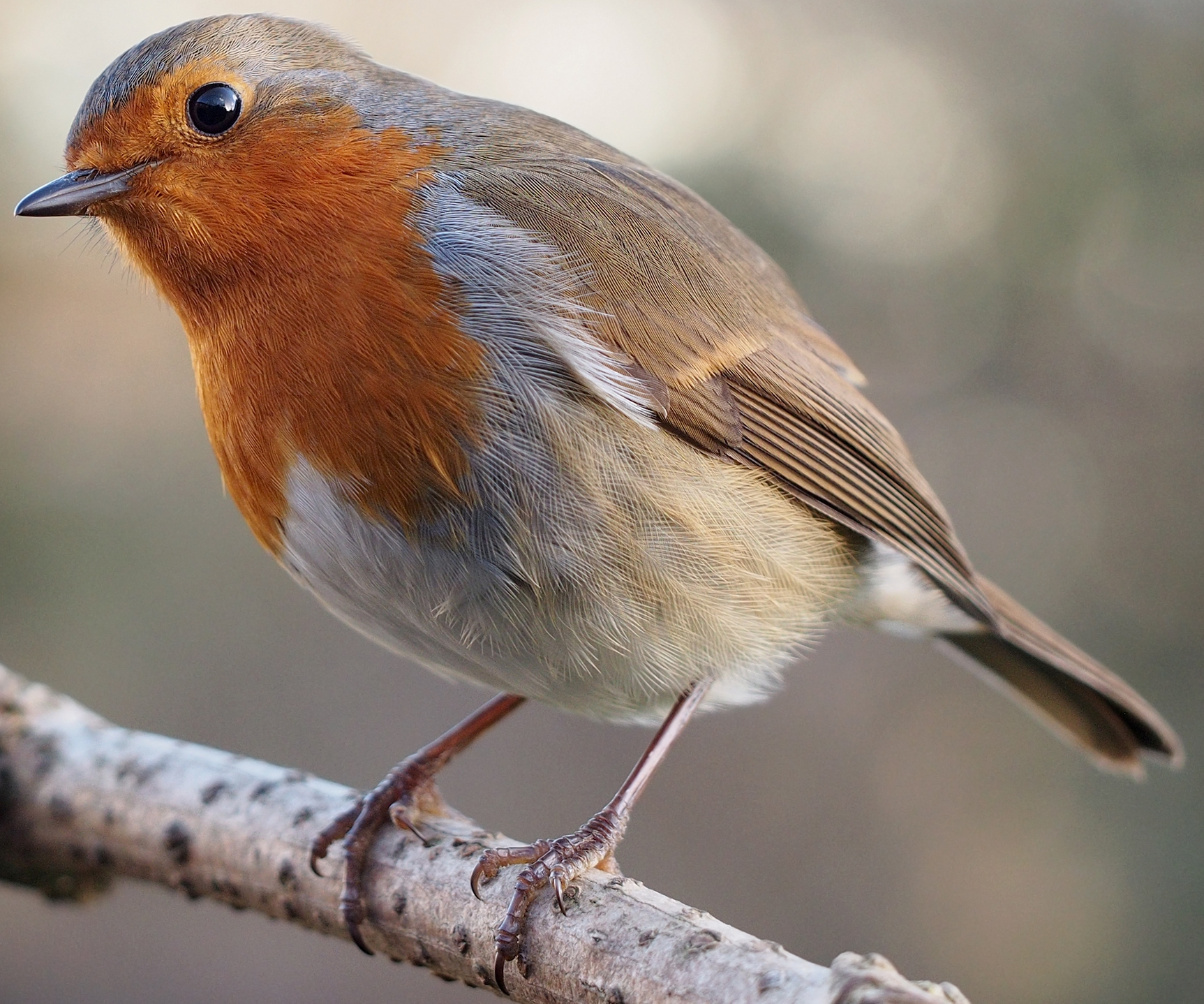
Subspecia E. r. melophilus din Marea Britanie și Irlanda

Subspecia E. r. melophilus Hartert, 1901, din Marea Britanie și Irlanda se deosebește puțin de subspecia rubecula, dar totuși este adesea subtil discernibilă: are părțile superioare mai viu colorate și mai întunecate brun-măslinii sau brun-roșcate, decât subspecia nominată rubecula, pieptul mai intens portocaliu-roșcat. Chiar și în penajul uzat are obișnuit o culoare mai închisă și mai vie decât subspecia rubecula.
Subspecia E. r. melophilus în comparație cu subspecia nominată rubecula în penajul proaspăt, are părțile superioare de culoare mai vie și mai închisă brunie (mai puțin măslinie), supracodalele și baza părții superioare a cozii mai brun-roșcate, fața până la piept de obicei (dar nu întotdeauna) nițel mai intens și mai închis roșcat-portocalii (această culoare de obicei se extinde mai mult pe flancuri), și flancurile mai intens ocru-brunii. În penajul uzat, părțile superioare au o culoare mai ștearsă (spălăcită) cenușiu-brunie, baza cozii este încă brun-roșcată când penele ei nu sunt prea uzate; fața și pieptul sunt mai puțin intens roșcat-portocalii decât în penajul proaspăt, dar în medie mai închise la culoare și mai slab portocaliu-gălbui decât la subspecia nominată rubecula; diferențele sunt adesea vizibile numai în comparația unor serii de păsări de aceeași vârstă și sex. Toamna și iarna, culoarea părților superioare este cea mai bună trăsătură caracteristică pentru identificare, iar primăvara și vara culoarea pieptului.

### E. r. superbus

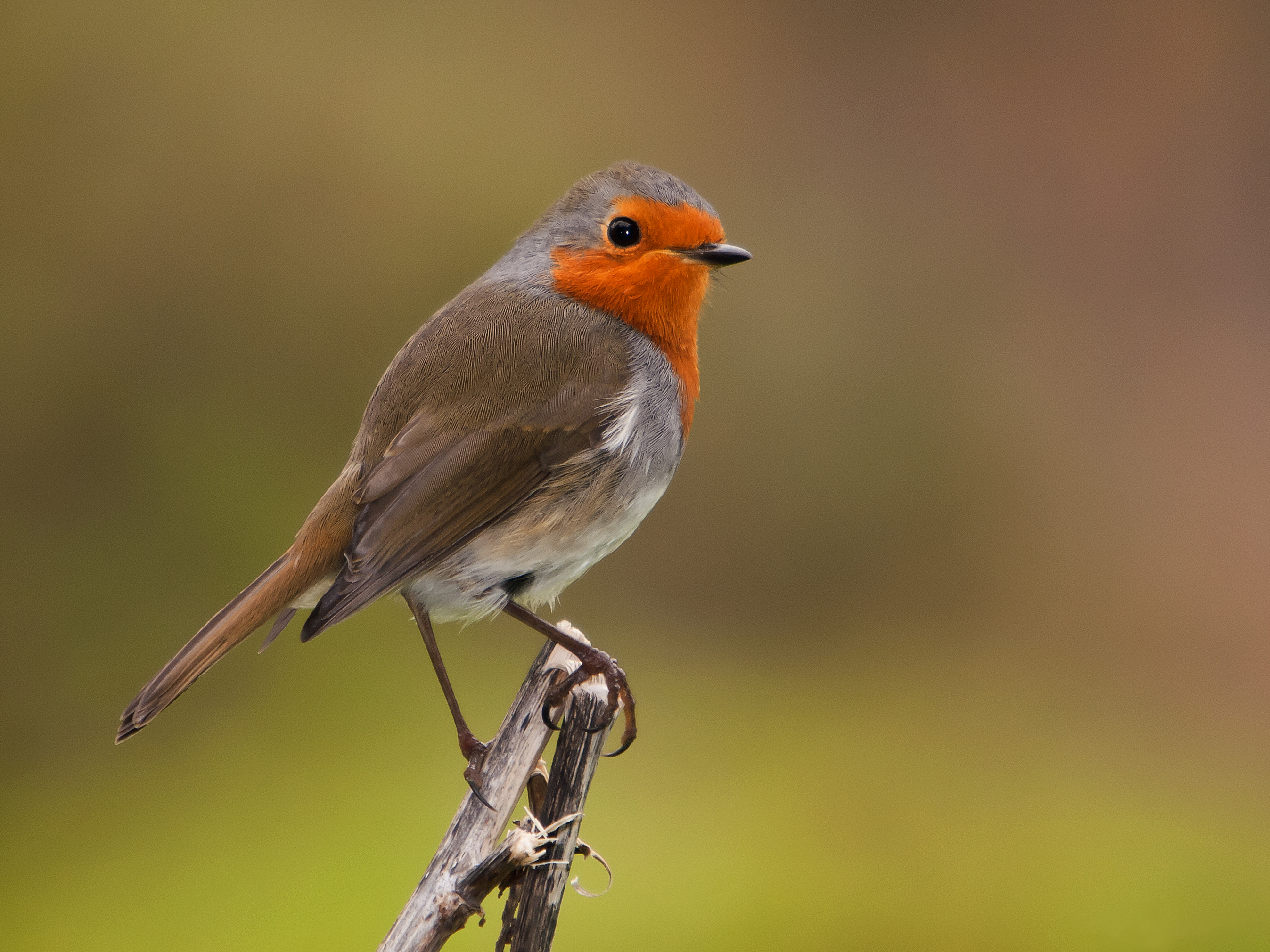
Subspecia E. r. superbus din Gran Canaria și Tenerife (Insulele Canare)

Subspecia E. r. superbus Koenig, 1889 - "măcăleandrul tenerific", din Gran Canaria și Tenerife (Insulele Canare) este bine delimitată și are un aspect destul de diferit de păsările din alte Insule Canare (subspecia nominată rubecula): este vădit mai întunecată, cenușie sau brun-murdară deasupra, și intens colorată cu roșu-castaniu pe față și piept, care contrastează vădit cu banda înconjurătoare mai lată de pe laturi intens cenușiu-albăstruie și cu abdomenul și regiunea anală aproape albe.
Morfologic diferă complet de alte subspecii. Are o culoarea roșie foarte închisă a pieptului și feței și talie destul de mică, mai mică decât la subspecia nominată rubecula. Fața și pieptul sunt mai intens (mai închis) castaniu-roșcate (portocaliu-roșcate) decât la subspecia  melophilus; abdomenul și regiunea anală sunt mai albe. Plastronul (baveta) roșu de pe piept este în medie nițel mai mic și mai bine conturat față de abdomenul și regiunea anală albe. Banda sur-cenușie (sau intens cenușiu-albăstruie) este mai lată și se întinde de la partea anterioară și laterală a creștetului în jos până la latura pieptului și flancuri, culoarea sur-cenușie adesea se extinde până în centrul creștetului și pe partea superioară a mantalei. Inelul ocular are o culoare vădit deschisă, albicioasă. Părțile superioare sunt măsliniu-cenușii, mai închise și mai brunii decât la subspecia nominată rubecula și de obicei au o nuanță mai mult pur cenușie, mai puțin măslinie.
Vocea diferă de asemenea, cântecul fiind mai scurt, mai simplu, poate avea un ton puțin mai jos și este mai asemănător cu cel al sturzului, și conține mai multe triluri și imitații ale altor păsări. Aripa este mai rotunjită (făcând coada să pară mai lungă). Ciocul este un pic mai lung decât la subspecia  rubecula.

#### E. r. marionae
În Insulele Canare a fost propusă o subspecie aparte, marionae, cuibăritoare în Gran Canaria, care se distinge de subspecia superbus prin diferențele destul de mari ale penajului și cântecului, în plus există o diferență de 2,9% în gena citocromului b din ADN mitocondrial (ADNmit), dar nu au fost prezentate alte diferențe semnificative morfologice sau de altă natură și această subspecie este inclusă de obicei în subspecia superbus și sunt necesare mai multe studii înainte de a ridica aceste păsări din Gran Canaria în rang de subspecie.
Este interesant faptul că păsările din Gran Canaria s-au dovedit a fi mai vechi și situate mai la baza arborelui filogenetic decât cele din Tenerife, deosebindu-se cu c. 3,7% după citocromul b din ADN mitocondrial, dar până la găsirea altor diferențe e de dorit recunoașterea numai a unei singure subspecii în aceste două insule. Acest exemplu arată că distanța genetică nu indică neapărat o diferență evolutivă sau taxonomică, în afară de o schimbarea genetică izolată, dacă condițiile au fost același mai mult timp pe cele două insule și nu au apărut diferențe morfologice.

### E. r. witherbyi
Subspecia E. r. witherbyi Hartert, 1910, din nord-vestul Africii (din centrul și estul munților Atlas din Algeria și Tunisia) intergradează într-o mare măsură cu subspecia nominată rubecula în nord-vestul Marocului. Este foarte asemănătoare cu subspecia melophilus, având aceeași culoare intensă, întunecată, dar nu la fel de brună deasupra, și este în mod distinct mai mică decât indivizii subspeciei melophilus (justificând recunoașterea acestor păsări nord-africane ca o subspecie aparte) și are aripile nițel mai scurte, culoarea pieptului este identică cu cea a subspeciei nominate rubecula.

### E. r. tataricus
Subspecia E. r. tataricus Grote, 1928, din Ural și vestul Siberiei a fost recunoscută și de Vaurie, și formează capătul estic al variației clinale a saturației descrescânde a culorii penajului de la vest la est, observată mai întâi la populațiile din Europa Centrală și destul de vădită mai la est de Moscova. Diferă de subspecia nominată rubecula foarte puțin: părțile superioare au o culoare distinct mai deschisă și mai cenușie sau mai cenușiu-albăstruie, cu excepția părții inferioare a târtiței care este măslinie și a supracodalelor brun-măslinii; de dedesubt este mult mai deschisă, fața și pieptul au un portocaliu mai deschis primăvara, abdomenul și regiunea anală vădit albe, dar subspecia nominată rubecula în penajul uzat (mai ales femelele subadulte în primul an) poate avea un aspect similar, iar unii specialiști includ subspecia tataricus în subspecia rubecula. În materialul limitat examinat de Shirihai și Svensson nu s-a găsit că diferă de subspecia rubecula.

### E. r. valens
Subspecia E. r. valens Portenko, 1954, din Crimeea este slab diferențiată și intermediară între subspecia nominată rubecula și subspecia hyrcanus. Se aseamănă cu subspecia rubecula și se deosebește puțin de aceasta. Deasupra pe părțile superioare este ușor mai deschisă la culoare și mai cenușie, mai puțin măslinie, decât subspecia nominată rubecula, dar mai puțin albăstruie decât subspecia tataricus. Se diferențiază de toate subspeciile prin supracodalele și baza superioară a cozii mai intens brun-roșcate sau mai ruginii. Având în vedere că există o variație destul de mare a subspeciei caucasicus, unii specialiști includ subspecia valens în subspecia caucasicus sau hyrcanus; Shirihai și Svensson nu a putut să separe subspecia valens de subspecia caucasicus într-o serie mare de păsări.

### E. r. hyrcanus
Subspecia E. r. hyrcanus Blanford, 1874, din sudul Azerbaidjanului și nord-vestul Iranului, este slab diferențiată și intermediară între subspecia nominată rubecula și subspecia melophilus. Formează capătul sud-estic al variației clinale a culorii penajului care este din ce în ce mai saturată. Are picioarele lungi și ciocul lung (cel puțin 10% din indivizi au ciocul mai lung decât la celelalte subspecii). Se aseamănă cu subspecia rubecula, dar este mai brună și fără nuanță cenușie pe părțile superioare, aproape ca la subspecia melophilus, dar are o culoare măslinie mai puțin vie; fața și pieptul sunt intens portocalii sau portocaliu-roșcate ca la subspecia melophilus, dar flancurile au o culoare destul de deschisă, ca la subspecia nominată rubecula. Se diferențiază atât de subspecia melophilus, cât și de subspecia nominată rubecula, prin supracodalele și baza cozii scorțișoriu-roșcate (brun-scorțișorii) sau castaniu-roșcate și ciocul mai lung. În penajul uzat, se aseamănă cu subspecia melophilus, cu excepția bazei roșcate a cozii și a ciocului lung.
Se asemăna cu subspecia caucasicus, dar este mai întunecată, cu un plastron (bavetă) pe piept mai intens roșcat-bruniu sau roșu-castaniu-aprins (aproape la fel de întunecat ca la subspecia superbus) și este mai evident portocaliu-roșcată sau mai roșie pe supracodale și pe jumătatea bazală a cozii, precum și pe marginile remigelor aripilor. Totuși, unele sunt asemănătoare cu subspecia caucasicus și nu pot fi identificate fără a compara serii de păsări din ambele subspecii.

### E. r. caucasicus

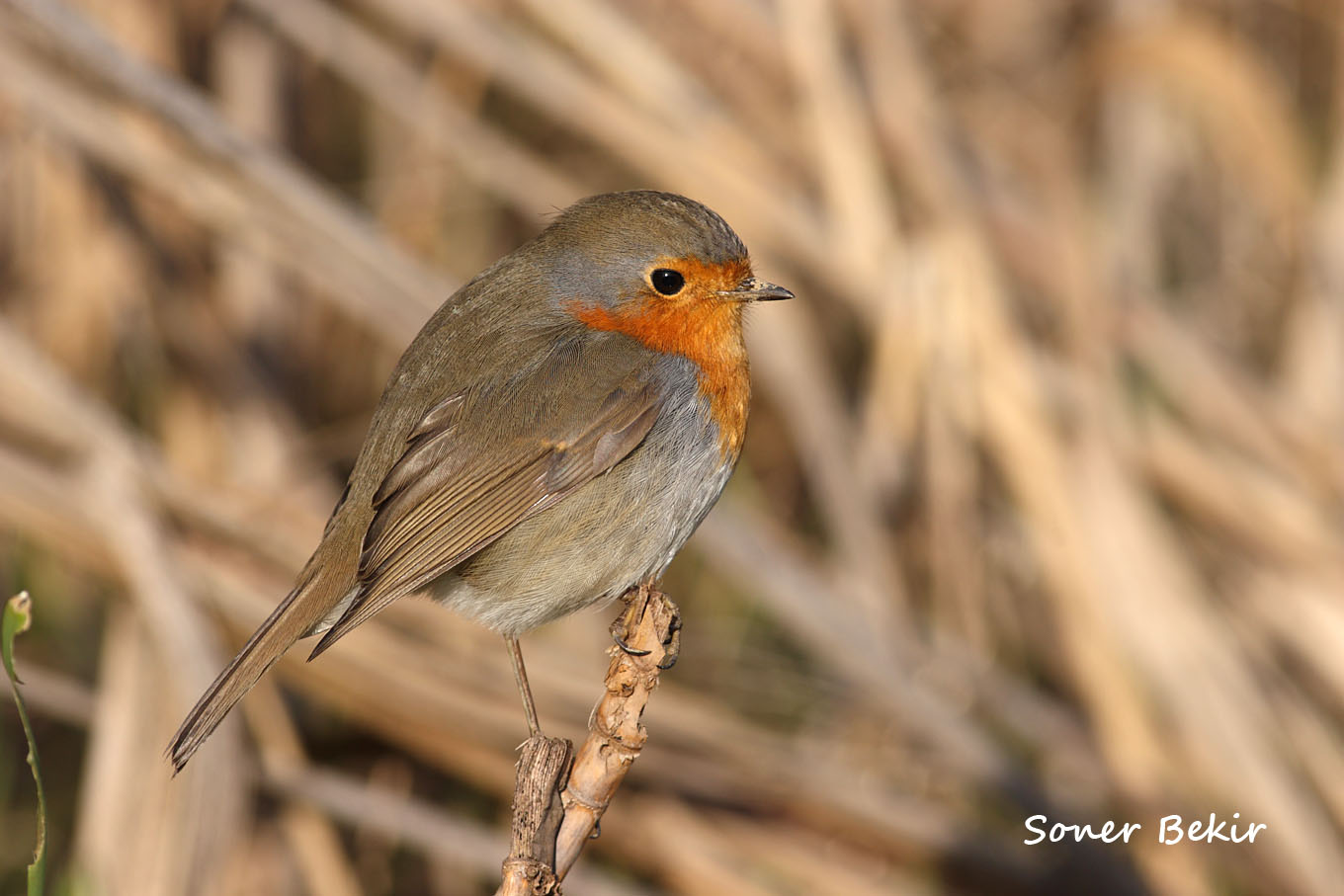
Subspecia E. r. caucasicus din Caucaz, Transcaucazia și nord-estul Turciei

Subspecia E. r. caucasicus Buturlin, 1907, din Caucaz, Transcaucazia și nord-estul Turciei, este mai puțin distinctivă decât subspecia hyrcanus, și este intermediară între subspeciile rubecula și hyrcanus. Se aseamănă cu subspecia nominată rubecula, dar are părțile superioare nițel mai brunii, mai puțin măslinii, fața și pieptul ceva mai intens roșcat-portocalii, și multe au o culoare moderată sau destul de pronunțată brun-roșcată sau portocaliu-roșcată pe supracodale și pe jumătatea bazală a cozii, precum și pe marginile remigelor primare și secundare, la fel ca la subspeciile valens și hyrcanus. Talia și lungimea aripii ca la subspecia rubecula, dar coada este proporțional puțin mai scurtă și ciocul ușor mai lung.
Diferă de subspecia de subspeciile valens și hyrcanus prin baza cozii care are o culoare mai spălăcită, mai puțin viu roșcată și mai puțin întinsă, părțile superioare mai brunii, pieptul ușor mai deschis la culoare și ciocul un pic mai scurt. Este mai întunecată deasupra și pe piept decât subspecia valens, dar are partea inferioară a târtiței și coada mai brun-roșcate.

## Taxonomia
Specia Erithacus rubecula a fost considerată că formează un grup de specii cu măcăleandrul japonez (Larvivora akahige) din Japonia, sudul Sahalinului și sudul insulelor Kurile și cu măcăleandrul Ryukyu (Larvivora komadori) din Insulele Ryukyu, dar o analiză filogenetică recentă a muscicapidelor (saxicolinelor) din Lumea Veche a arătat o înrudire mai apropiată numai cu speciile afrotropicale, inclusiv cu măcăleandrul stelat (Pogonocichla stellata) și măcăleandrul Swynnerton (Swynnertonia swynnertoni).
Genul Erithacus este un gen monotipic, cu o singură specie Erithacus rubecula. Este larg răspândit în Lumea veche (în special în Europa și Asia), are ciocul subțire (zvelt), vibrisele indistincte, picioarele puțin mai lungi (dar nu disproporționat), aripile de lungime medie cu vârful bont și coada de lungime medie. Sexele sunt asemănătoare; penajul are o culoare nestrălucitoare brună deasupra, dar se distinge prin roșul strălucitor de pe față, gâtlej (gușă) și piept; juvenilii sunt pătați. Genul Erithacus  a fost considerat mai înainte că este înrudit îndeaproape cu genurile Luscinia și Tarsiger și uneori a fost fuzionat într-un singur gen cu acestea, pe baza dimensiunii, structurii și comportamentului asemănătoare, dar toate aceste 3 genuri sunt considerate în prezent genuri aparte.
În Tenerife, Insulele Canare, s-a observat o reacție mai mică la reproducere înregistrării cântecului subspeciei rubecula decât la cântecul subspeciei locale superbus și s-a sugerat că subspecia superbus reprezintă o specie aparte, iar cele din Gran Canaria reprezintă o subspecie adițională (marionae) datorită izolării genetice, dar cu toate că aceste păsări sunt relativ bine diferențiate, este necesar un studiu suplimentar al nivelului variației genetice în întregul areal pentru a evalua valabilitatea și amploarea variației geografice a subspeciilor.

## Năpârlirea

### Năpârlirea postnupțială a adultului
La adulți are loc o năpârlire postnupțială completă (năpârlesc toate penele) care începe la începutul lui iunie (sfârșitul lui iulie) - începutul lui august și este finalizată la sfârșitul lui iulie - sfârșitul lui septembrie, înainte de migrația de toamnă. (durata năpârlirii remigelor primare este de c. 60 zile și a cozii 50 zile); penele de pe cap și față sunt înlocuite ultimele. Remigele primare năpârlesc descendent. Suspendarea năpârlirii remigelor primare a fost observată la un mascul după reînnoirea remigelor primare 1–3  și a fost cauzată de reîmperechere și unei a doua încercări de reproducere. Un adult a păstrat a 5-a supraalară mare primară. În Republica Moldova năpârlirea la păsările adulte începe în iulie și se termină la jumătatea lui septembrie.
În Marea Britanie, năpârlirea începe cu năpârlirea remigei a 10-a primare (p10) la începutul lui iunie - începutul lui august, și este finalizată cu regenerarea primei remige primare (p1) la sfârșitul lui iulie - sfârșitul lui septembrie; durata estimată a năpârlirii remigelor primare este de 60 de zile. Coada năpârlește centrifugal; rectricea mediană (t6) năpârlește la scurt timp după năpârlirea remigei a 10-a primare (p10), toate rectricele cresc din nou la scorul năpârlirii remigelor primare 30-40. Remigele terțiare și penele corpului încep să năpârlească aproximativ în acelaș timp cu năpârlirea remigelor primare p7-p8; remigele terțiare, penele flancurilor și pieptului sunt în mare parte noi când năpârlesc jumătate din remigelor primare; penele capului năpârlesc ultimele, năpârlirea lor este finalizată înainte ca a 2-a remige primară să crească complet. Remigele secundare încep să năpârlească cu prima remige secundară (s1) când năpârlește a 6-a remige primară (p6), ultima remige secundară (s6) regenerează în același timp cu remigele primare p1-p2 sau la scurt timp după.
La 24 de păsări captive observate, năpârlirea a început cu năpârlirea remigei a 10-a primare (p10) în perioada 1 iulie - 25 august, și a fost finalizată cu regenerarea remigelor primare p1-p2 în perioada 25 august/15 septembrie - 10 octombrie. Prima remige primară (p1) a năpârlit la 7 săptămâni după năpârlirea remigei a 10-a primare (p10), remigele primare p1-p2 au regenerat la 75-90 (de obicei 80-85) zile după năpârlirea p10. Remigele terțiare (în succesiunea s8-s7-s9) și remigele secundare (în succesiunea s1 → s6) au început năpârlirea la 3 săptămâni după năpârlirea p10, remigele terțiare au regenerat la c. 60 de zile, remigele secundare au regenerat în aproximativ același timp cu p1-p2 sau puțin mai târziu. Rectricele cozii au fost complet reînnoite în succesiunea t6 (rectricea mediană) → t1 (prima rectrice externă) în decurs de 7 săptămâni după năpârlirea remigei primare p10 (t6 a năpârlit în acelaș timp cu p10). Penele corpului au început năpârlirea la c. 18 zile după năpârlirea remigei a 10-a primare, năpârlirea lor a fost finalizată în c. 11 săptămâni (în succesiunea: abdomen → piept → părțile superioare → gâtlej → creștet → flancuri).

### Năpârlirea post-juvenilă
Năpârlirea post-juvenilă este parțială: năpârlesc (sunt înlocuite) toate penele capului, corpului, supraalarele mici și mijlocii, de obicei supraalarele mari terțiare, un număr variabil de supraalare mari secundare (primele 1-3 supraalare mari secundare interne la 129 de păsări din 150 examinate, niciuna la 13 păsări, 4-5 la 7 păsări, toate 6 la o pasăre, probabil năpârlesc mai des toate supraalarele mari secundare în sudul Europei) și uneori câteva sau toate remigele terțiare.
În captivitate, năpârlirea începe la vârsta de c. 45 de zile, în sălbăticie la vârsta de 6-7 săptămâni; năpârlirea este finalizată la vârsta de 3 luni sau la c. 55 de zile de la începerea ei. Năpârlirea post-juvenilă începe la finele lui mai - mijlocul lui august, și este finalizată la sfârșitul lui iulie - începutul lui octombrie. În Republica Moldova au fost întâlniți juvenilii care năpârlesc la începutul lunii octombrie.
În Elveția s-a observat că năpârlesc de obicei toate supraalarele mici și mijlocii, în mod excepțional, unele supraalare mici și mijlocii juvenile pot fi reținute de subadultul din primul an după năpârlire. Năpârlesc un număr variabil de supraalare secundare (supraalare mari secundare): în intervalul 0-10 (de la niciuna până la 10), în medie 4,7, cel mai des năpârlesc 5 supraalare secundare, niciuna - 0,03%, toate supraalarele secundare - 0,05% (n=11.108). Supraalara carpiană năpârlește în 11,7%. În 75,0% niciuna din penele alulei nu a năpârlit, una a năpârlit în 24,9%, două în 0,1% (n=8701). Din remigele terțiare nu a năpârlit niciuna în 99,8%, una a năpârlit în 0,2% (n=8499). În 99,9% niciuna din rectricele cozii nu a năpârlit, una (rectricea centrală 6) a năpârlit în 0,1% (n=8490).
Extinderea năpârlirii postjuvenile este corelată între supraalarele secundare, supraalara carpiană și penele alulei. Supraalara carpiană și penele alulei pot fi reînnoite atunci când au năpârlit cel puțin trei supraalare secundare. Amploarea năpârlirii postjuvenile scade pe parcursul sezonului migrator de toamnă. Este cea mai scăzută la începutul iernii și crește din nou la sfârșitul iernii și primăvara. În aprilie, nu există nici un trend în ceea ce privește numărul supraalarelor secundare năpârlite. Păsările în timpul migrației de primăvară (martie, aprilie) pe insula Ventotene, Italia au avut nițel mai multe supraalare secundare năpârlite decât păsările primăvara din Elveția (în Italia în medie 4,5, n=492; în Elveția în medie 4,3, n=1252, diferența nu a fost semnificativă).
În nord-vestul Rusiei, la o singură pasăre năpârlirea postjuvenilă a cuprins toate supraalarele mici și mijlocii, 1 – 6 supraalare secundare, 0 – 3 pene a alulei, 0 supraalare carpiene și 9 remige terțiare. S-a constatat că amploarea năpârlirii postjuvenile depinde de data eclozării: în timp ce păsările din Rusia care eclozează timpuriu își reînnoiesc de obicei 5 –  6 supraalare secundare și penele alulei, la păsările care eclozează târziu năpârlesc numai 2 – 3 supraalare secundare și nicio pană a alulei.
La subadulții în primul an capturați în Suedia în Falsterbo și Ottenby, năpârlirea postjuvenilă a fost mai puțin extinsă decât la păsările prinse în Elveția (în medie 4,4 –4,5 supraalare secundare reînnoite din zece supraalare secundare. La Falsterbo, nicio pasăre nu avea toate sau mai puțin de 3 supraalare secundare năpârlite. În Falsterbo și Ottenby, numărul supraalarelor secundare năpârlite scade în timpul migrației de toamnă (la Falsterbo de la aproximativ 4,6 la începutul lui septembrie la aproximativ 3,5 la sfârșitul lui octombrie). În timpul migrației de primăvară la Falsterbo nu s-a observat nici un trend sezonier.. Pe baza unui număr mic de pene, s-a observat că păsările care iernează în estul Mediteranei (Grecia și Cipru) au mai puține supraalare secundare postjuvenile decât păsările care iernează în vestul Mediteranei (sudul Franței și Spania). Probabil că nu există nicio diferență între sexe în ceea ce privește extinderea năpârlirii postjuvenile.

## Habitatul

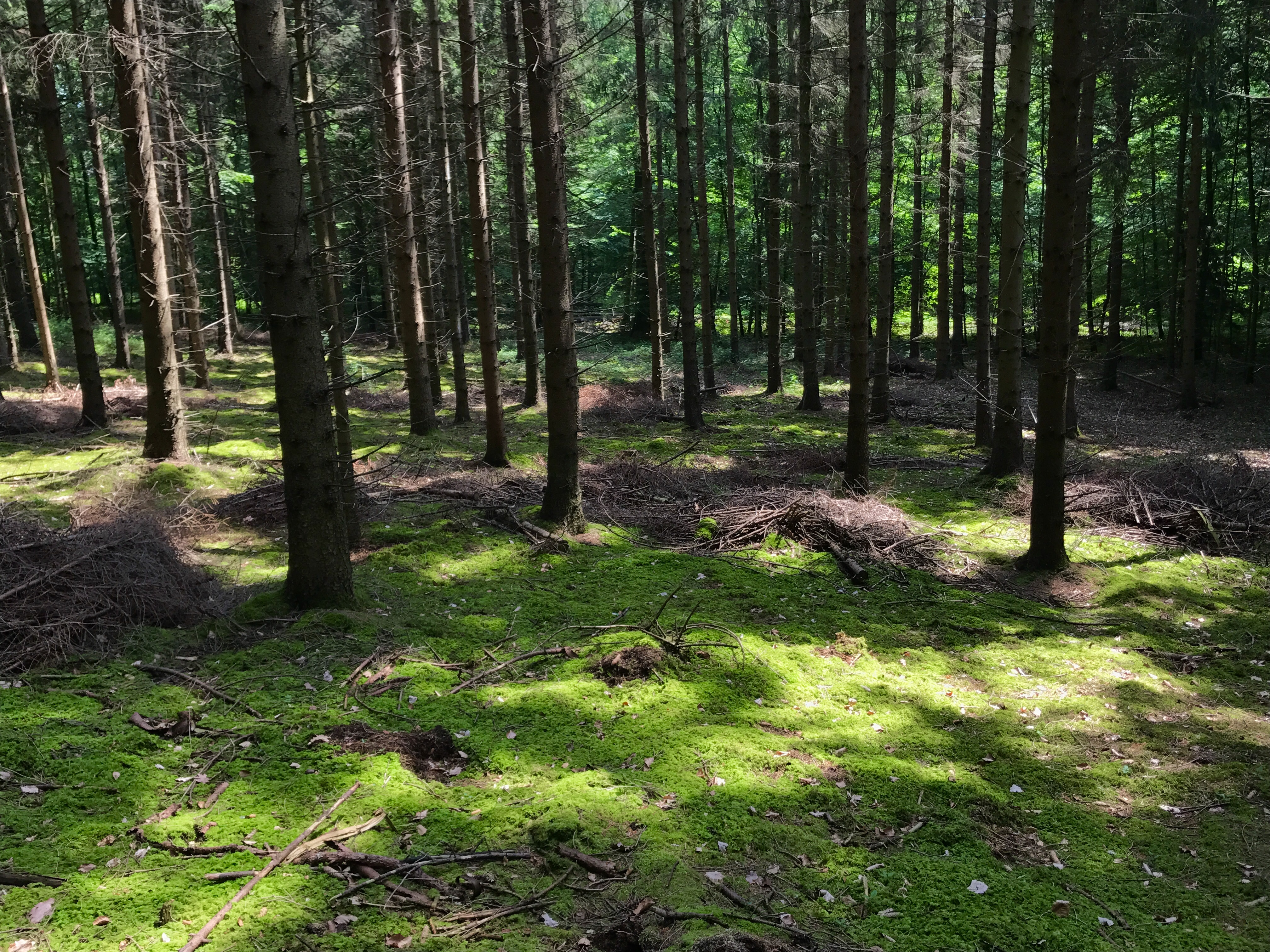
În unele părți ale arealului măcăleandrul cuibărește în pădurile de conifere, în special în cele în care solul este acoperit cu un strat umed de mușchi și cu multe crengi uscate.

Cuibărește la latitudini mari (nordice), dar mai ales la latitudini mijlocii, în vestul Palearcticului, în zonele boreale (nordice), temperate și mediteraneene, în regiunile de pe coastele oceanice și regiunile continentale, mai ales în regiunile umede de câmpie și în munții acoperiți cu păduri, între izotermele 13-23°C din iulie.
Trăiește în diverse habitate: în subarboretul din pădure și de la marginea ei, în ținuturi păduroase, de la nivelul mării până la limita superioară a pădurilor (până la 2200 m în Elveția), preferând pădurile de conifere în unele părți ale arealului și pădurile de foioase în altele, cu densități medii ale arborilor și cu unele locuri deschise, de asemenea trăiește în crânguri și terenurile adiacente deschise, în plantații, livezi, cimitire, grădini și parcuri; cuibărește adesea în păduri mici, parcelele de pădure din terenurile agricole, perdele forestiere de protecție și la marginile terenurilor cultivate, desișurile de-a lungul cursurilor de apă, garduri vii cu câțiva copaci înalți.

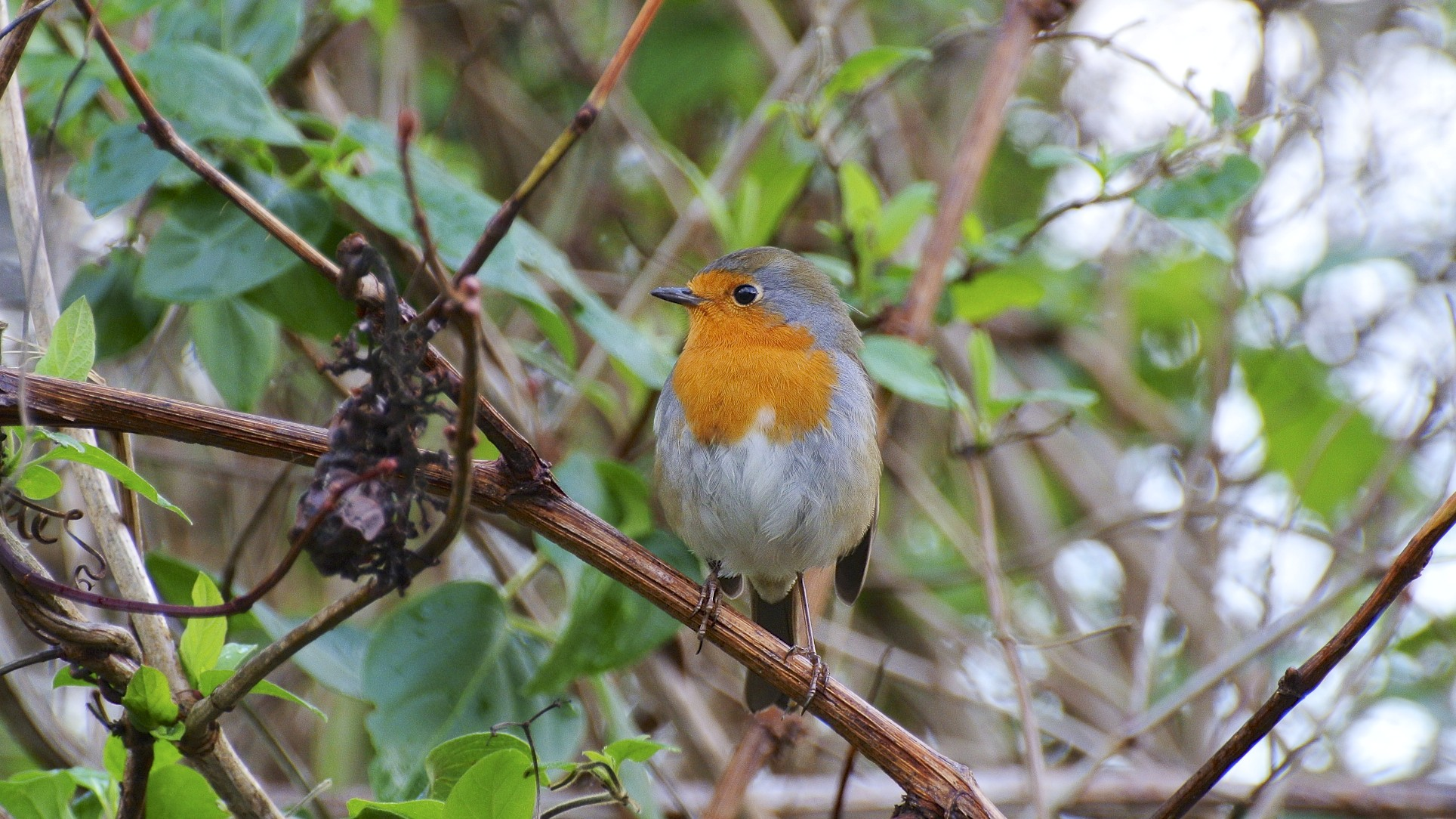
În Marea Britanie măcăleandrul cuibărește mai ales în parcuri, în grădini cu arbori și arbuști, în vegetația de pe marginile drumurilor, în cimitire.

Este o specie arboricolă și terestră, care zboară doar la înălțimi mici. Habitatele preferate sunt locurile umbroase răcoroase și locurile umede, acoperite cu un covor de vegetație de înălțime medie nu prea deasă, peticele sau fâșiile de vegetație din locurile deschise (fără vegetație înaltă sau care blochează vizibilitatea, fără pietre, fără relief vădit elevat sau accidentat), și petice de pământ goale, cu suporturi pentru cocoțat și cântat care permit o vizibilitate adecvată fără o expunere excesivă. Evită solurilor uscate și tari de toate tipurile; preferă pe cele răscolite recent sau care pot fi scormonite ușor în căutarea hranei. Prin urmare, evită tot felul de terenuri întinse deschise, naturale sau cultivate, dar și zonele umede, cu excepția celor acoperite cu vegetație lemnoasă.
În unele părți ale arealului cuibărește în pădurile de conifere, în special în cele în care solul este acoperit cu un strat umed de mușchi și cu multe crengi uscate, dar în alte părți cuibărește în păduri de foioase sau mixte și, mai ales în Marea Britanie și în unele părți din vestul Europei, în parcuri, în grădini cu arbori și arbuști, în vegetația de pe marginile drumurilor, în cimitire și în alte habitate antropizate și perturbate de oameni. În Marea Britanie, conviețuiește în mod obișnuit în astfel de habitate cu brumărița de pădure (Prunella modularis) (cu excepția locurilor în care arborii sunt prea înalți și deși pentru această specie) și cu ochiuboului (Troglodytes troglodytes) (atât timp cât oportunitățile de a se hrăni pe pământ sunt adecvate).

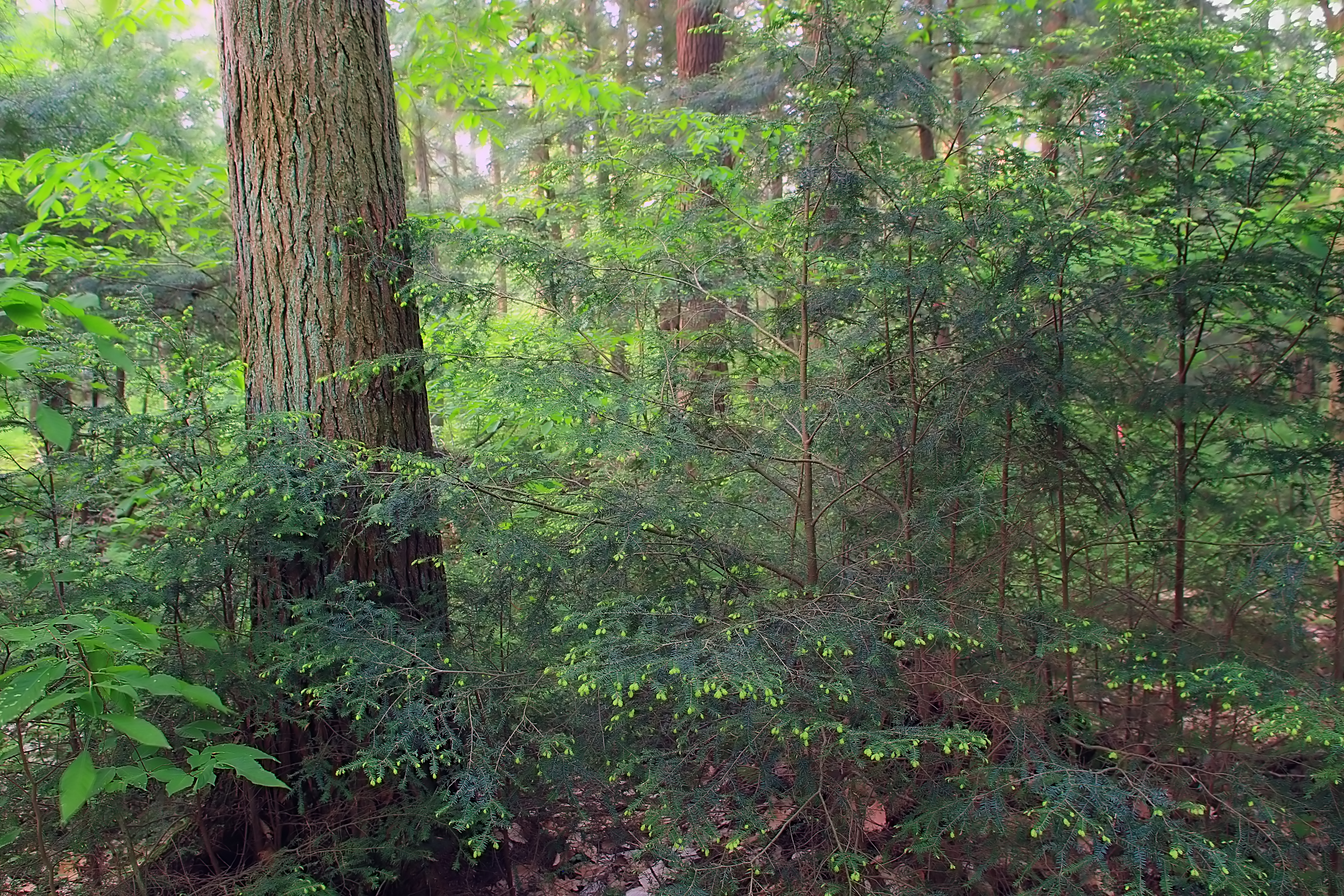
În România măcăleandrul preferă pădurile cu desișuri de subarboret

În Rusia cuibărește în principal în păduri și ținuturi păduroase, și numai uneori poate fi găsită în zonele urbane.
Cu toate că obișnuit își procură hrana pe pământ, stă cocoțat pe diferite suporturi ridicate, chiar și la o anumită înălțime, și apreciază vecinătatea apelor și prezența pereților, malurilor sau pantelor verticale ale stâncilor, în special când sunt acoperite cu vegetație.
S-a răspândit în prezent în unele părți ale Europei din păduri în habitate cultivate, locuite de oameni și zone urbane probabil datorită legăturilor mai vechi cu omul în timpul gospodăririi pădurilor În unele părți ale Europei, este o pasăre de grădină obișnuită în orașele, care au spații deschise suficiente acoperite cu vegetație unde pot să se hrănească.
În nord-vestul Africii cuibărește mai restrâns în pădurile montane de cedru de Atlas (Cedrus atlantica), stejar verde (Quercus ilex), stejar portughez (Quercus faginea) și stejar de plută (Quercus suber), cu subarboret bine dezvoltat de călin (Viburnum), laur (Ilex), erica (Erica), așternut de frunze umede și crengi uscate, adesea în apropierea pârâielor sau râpelor, rar la altitudini de 700-1000 m, frecvent la 1000-2000 m, rareori mai sus (uneori la la 2.450 m în Maroc)
În migrația de primăvară și toamnă se întâlnesc adesea în mărăcinișurile și vegetația arbustivă de pe insule, coaste și dealuri, unde nu sunt prezenți măcălendrii sedentari. În afara sezonului de cuibărit păsările migratoare locuiesc în nordul Africii și Orientul Mijlociu în ținuturi păduroase, terenuri agricole, machia deasă, grădini mari, livezi și plantații. Stă în subarboretul deschis.

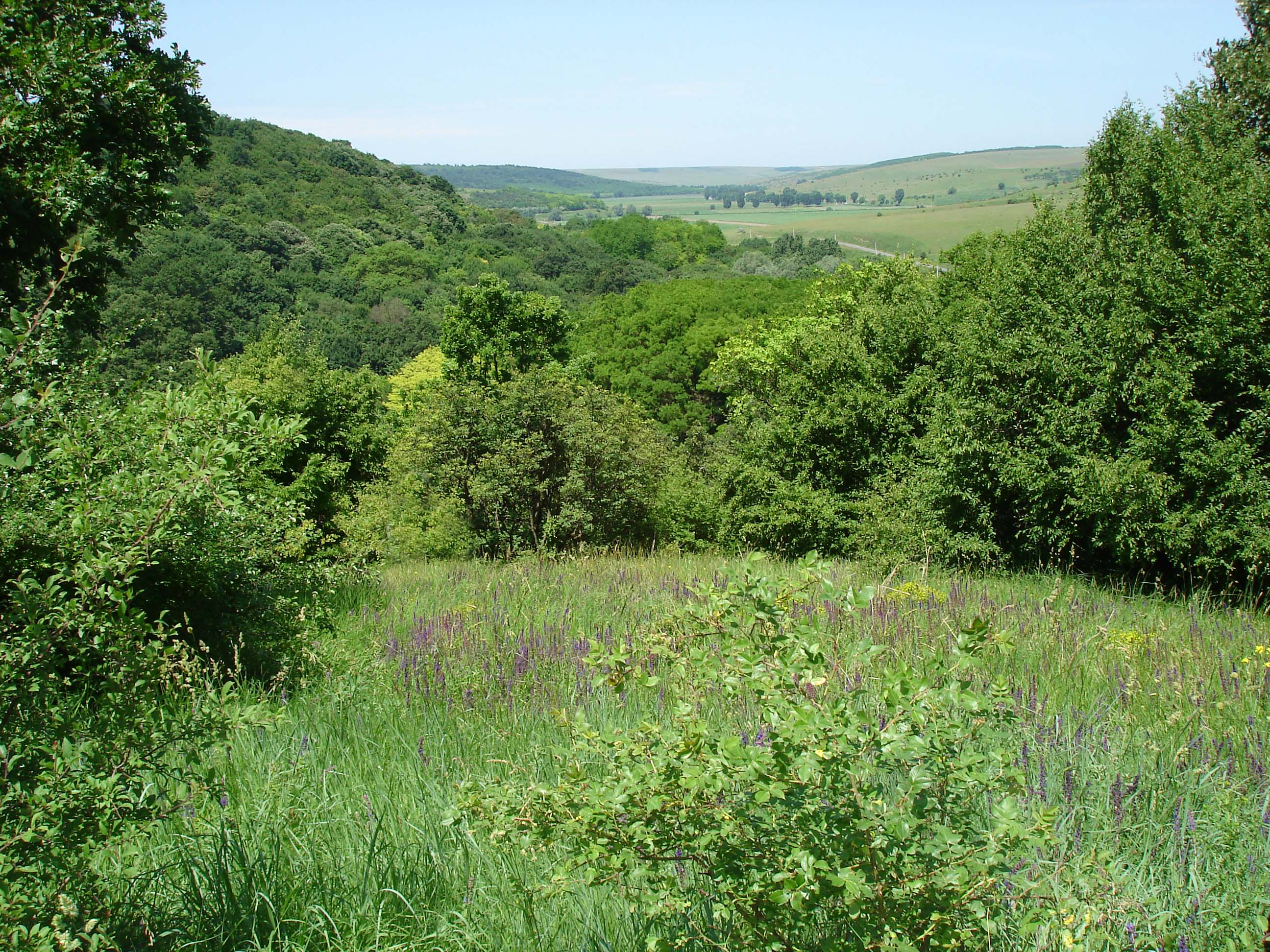
În Republica Moldova măcăleandrul cuibărește în păduri, inclusiv în Codrii Centrali

În România măcăleandrul este oaspete de vară, cuibărește. În ierni mai dulci rămân mulți măcălendri în România, și chiar pe frigul cel mai mare nu părăsesc cu totul țara și pot fi întâlniți în tot timpul anului. În România măcăleandrul este una dintre cele mai comune specii de păsări sedentar-migratorie care populează aproape toate habitatele ajungând în munți până în pădurile de conifere. Preferă pădurile cu desișuri de subarboret, tufele, hățișurile, parcurile și grădinile mari, livezile etc. Vara este întâlnit mai ales în pădurile de munte și mai puțin în cele de câmpie, iar iarna, mai ales în pădurile de șes, în localități, în parcurile și grădinile orașelor. Este deosebit de numeros în pasaj, atât în martie cât și octombrie. Dacă cu decenii în urmă era considerată că populează ca pasăre clocitoare numai Carpații, în etapa actuală este prezentă aproape în toate pădurile de foioase, parcuri mari și grădini cu tufe. Există însă diferențe mari de densități, ce variază de la o zonă la alta. Prezența sa ca pasăre clocitoare nu a fost observată în perioada de studiu de-a lungul Dunării, cu toate că este citată în Delta Dunării și observată în pădurile din Dobrogea, neomițând luncile din Balta Brăilei și Balta Ialomiței. De asemenea, este rar clocitoare înspre Câmpia de Vest.
În Republica Moldova este oaspete de vară, cuibărește. În Moldova măcăleandrul este o specie silvică, arboricolă. Este o pasăre comună în cea mai mare parte a republicii; în nord nu este numeros.  Se întâlnește în păduri, inclusiv în cele insulare, în Codrii Centrali cu un efectiv de 5-15 perechi/10 ha. Locurile preferate pentru cuibărit al măcăleandrului sunt pădurile dese cu tufișuri dese și zone umede. Populează etajul inferior al pădurilor. Preferă mai ales tufișurile dese, umbroase din păduri, liziere, văgăuni, de-a lungul pârâielor de pădure. Măcăleandrul este rar este întâlnit în habitate antropizate, în livezi, mai ales în tufișuri vechi, dar evită locurile luminate.

## Vocea
Măcăleandrul este foarte vocal pe tot parcursul anului, cu excepția perioadei năpârlirii remigelor primare când este aproape tăcut. Cântecul este distinctiv, familiar, variat, dulce-amarui (melodios-melancolic), care poate fi savurat aproape tot anul, în special toamna: cântecul constă dintr-un tril scurt, armonios (chiar susurător sau gânguritor), intercalat cu note stridente și durează de obicei mai puțin de 3 s; este interpretat de mascul în toate lunile anului, cu excepția lunii iulie, dar și de femelă toamna și iarna. Strigătul cel mai frecvent este un „tic tic” certăreț, care  poate fi confundat cu strigătele mai multor specii, de ex. cu cel al măcăleandrului albastru (Tarsiger cyanurus) și presurei mici (Emberiza pusilla). Unele strigăte (probabil majoritatea) nu sunt specifice contextului. Clănțănitul din cioc este frecvent în timpul încăierărilor și când atacă prădătorii.

### Cântecul

#### Cântecul complet

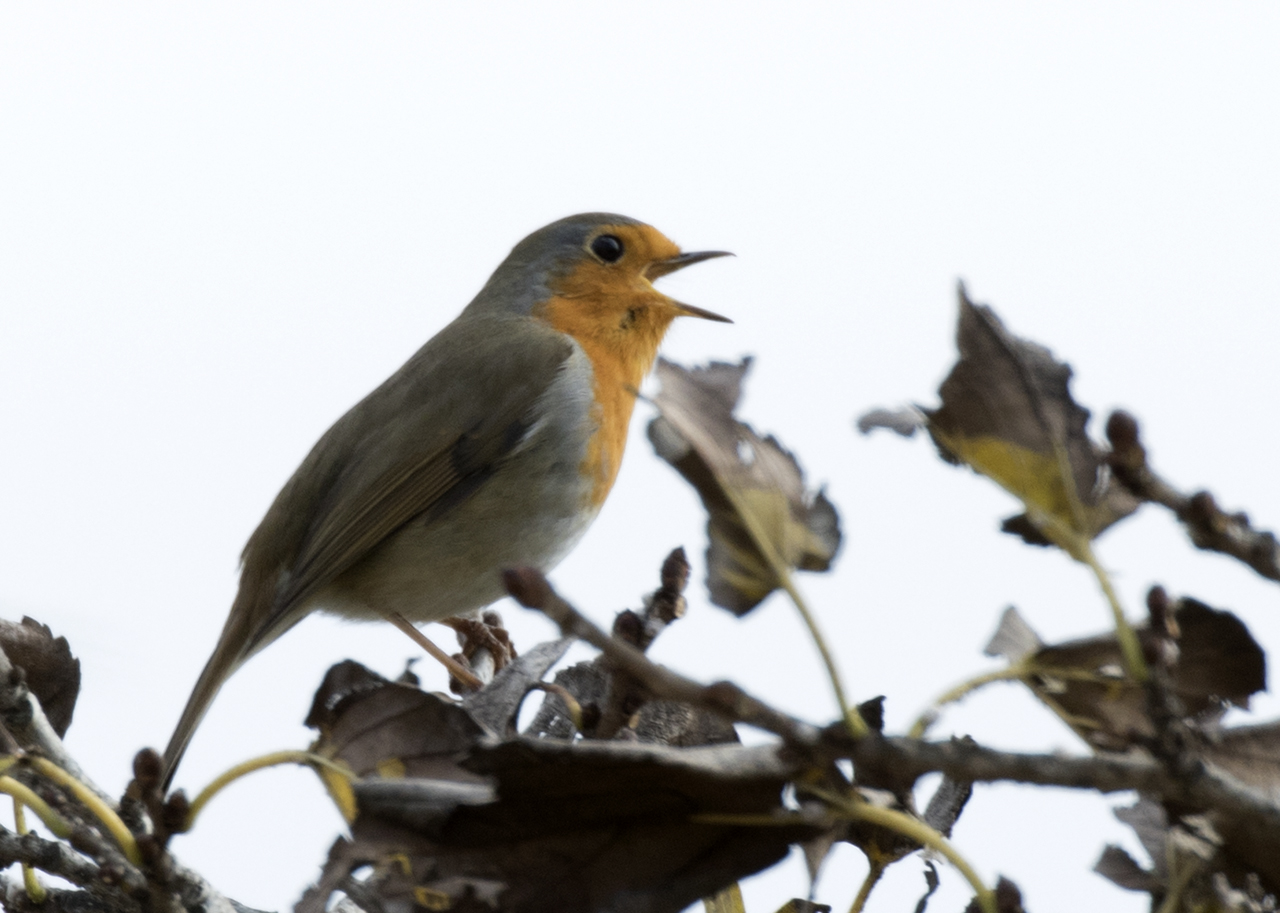
Măcăleandrul (Subspecia nominată E. r. rubecula) cântând

Cântecul constă dintr-o serie de fraze extrem de variabile, dulci-amarui (melodioase și melancolice), armonioasă, fiecare frază conține până la trei fluierături, dulci, plăcute și muzicale, argintii, subțiri, emise destul de lent sau fără grabă cu un ton înalt sau jos,  care sunt amestecate în mod obișnuit cu un pasaj de note ciripitoare, scurte, melodioase, și câteva note mai lungi, care se sting treptat, frazele sunt întrerupte de pauze scurte, fiecare serie de fraze diferă puțin față de cea anterioară.
Reacțiile vocale și comportamentale ale masculului și femelei la reproducerile înregistrărilor cântecului altui mascul sau femele au fost studiate de Hoelzel. Rolul cântecului în comportamentul teritorial a fost studiat de Lack. Cea mai cuprinzătoare analiză cantitativă a structurii cântecelor (bazată pe înregistrări realizate pe tot parcursul anului) a fost făcută de Bremond.
Cântecul este variabil (atât în  ritm, cât și în volum) și constă dintr-un tril melodios variat, de obicei o succesiune de fraze durează fiecare 1-3 s (în mod excepțional 5,5 s) și este emisă cu un ritm de 10 (10-13) pe minut. Fiecare frază este diferită, există foarte puține repetări, dar cântecul este ușor recunoscut după timbrul caracteristic tremurător (ca cel al frunzelor plopului-tremurător) și tonul clar ca cel al dangătului clopoțeilor de sticlă. Fiecare frază conține 4-6 (4-11) motive diferite, majoritatea durează mai puțin de 0,45 s, în medie 4,79 motive pe frază (în 740 de fraze înregistrate de la 28 de păsări.  Gama de frecvență este în general de 2-9 kHz.
Există schimbări însemnate ale ritmului, dar și ale tonului, care în motivele succesive alternează de obicei peste și sub 4 kHz; această alternanță este importantă în recunoașterea speciei. De obicei intensitatea cântecului se schimbă de la pianissimo (în surdină) la forte (sonor) și viceversa într-un tipar complicat, neregulat. Tonalitatea cântecului descrește de obicei din nordul Franței până în Maroc; dar sunt necesare cercetări suplimentare.
Cântecul poate fi redat printr-un „siddle liddle dii....siio suuu dii lii....” dulceag, care se stinge treptat spre final. Cântecul adesea începe cu câteva note sau motive distincte mai înalte (aproape întotdeauna peste 4 kHz, de obicei peste 6 kHz), mai lungi, ascuțite, ascendente, de ex printr-un „siiidle-ii-siii”, poate fi introdusă și o frază care conține un fluierat strident urmat de note emise cu un ton înalt sau jos, uneori cu note puțin mai stridente, apoi tonul coboară înainte de a se termina accelerat cu note stridente și sunete tremurătoare și pițigăiate excitate (chiar susurătoare).Frazele cântecului de obicei încep și să termină liniștit, iar în 90% din cazuri, se termină cu un motiv de tonalitate joasă.

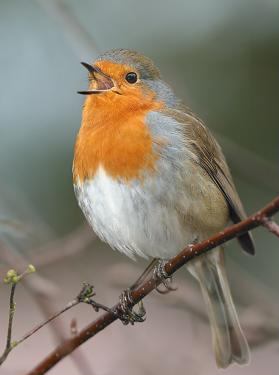
Măcăleandrul (Subspecia nominată E. r. rubecula) cântând

Cântecul este extrem de variabil la un singur individ, dar și între indivizi: în total sunt cunoscute c. 1300 de motive utilizate. Motivele nu se repetă în interiorul frazelor și frazele care urmează sunt diferite.  Indivizii care cântă au repertorii vaste de fraze și motive, în general destul de melodioase, melancolice sau tânguitoare, în special în serile de toamnă și iarnă, când este de obicei singura pasăre care cântă. La o singură pasăre au fost înregistrate 275 motive, dar ele sunt dificil de cuantificat continuu datorită modificării evidente neîntrerupte a frazelor și motivelor de către cântăreț și nu există date adecvate privind mărimea medie a repertoriului. Indivizii rareori au cântece sau chiar motive identice:  într-un studiu fiecare dintre 3 masculi și 1 femelă au folosit cel puțin 100 de cântece și, cu toate că 2 dintre ei erau vecini apropiați, cei 3 masculi au avut doar 0-3 cântece identice. Cântecul este distinctiv și familiar, dar repertoriile mari și variabile necesită investigații suplimentare.
Cântecul de toamnă interpretat de ambele sexe toamna până la sfârșitul iernii (de la năpârlire până la formarea perechilor) diferă ușor de cântecul de primăvară (interpretat aproape în întregime de mascul de la formarea perechilor până la năpârlire, și numai în mod excepțional de femelă), deși nu există o analiză detaliată. Cântecul de toamnă este mai moale, mai silențios și mai melancolic (trist) decât cântecul de primăvară și de obicei conține fraze mai lungi și mai dulci, unii autori susțin că cântecul la sfârșitul toamnei și iarna este vesel. Într-o înregistrare a cântecului de primăvară s-a observat un pasaj tipic al frecvențelor înalte și joase la începutul frazei, dar nu în ultima secțiune (ale căror unități conțineau a 2-a armonică neobișnuit de puternică); în această frază lipsea de asemenea o trăsătură evidentă în alte fraze din  înregistrările de primăvară și cele de toamnă, și anume sfârșitul majorității frazelor cu diade sau triade lungi (utilizarea simultană a 2-3 „voci”) cu frecvență joasă sau medie. În altă înregistrare a cântecului de primăvară, din 14 fraze, 6 s-au încheiat cu diade, 5 cu triade; o fraza excepțională a inclus numai diade, cu excepția penultimei triade. Cântecul de toamnă nu are triade, într-o înregistrare 4 din 6 fraze s-au încheiat cu diade, în altă înregistrare s-au observat 3 diade scurte de tonalitate înaltă care au precedat o diadă terminală lungă de tonalitate mai joasă.
Cântecul este interpretat de ambele sexe, dar cel al masculului este de obicei mai lung și mai divers și are strofe mai lungi, femela cântă mai rar și cu strofe mai scurte. Cântecul masculului are o durată, o diversitate și un ritm de repetare mai mare decât cel al femelei; durata medie a cântecului masculului este de 1,86 s, a femelei 1,14 s.

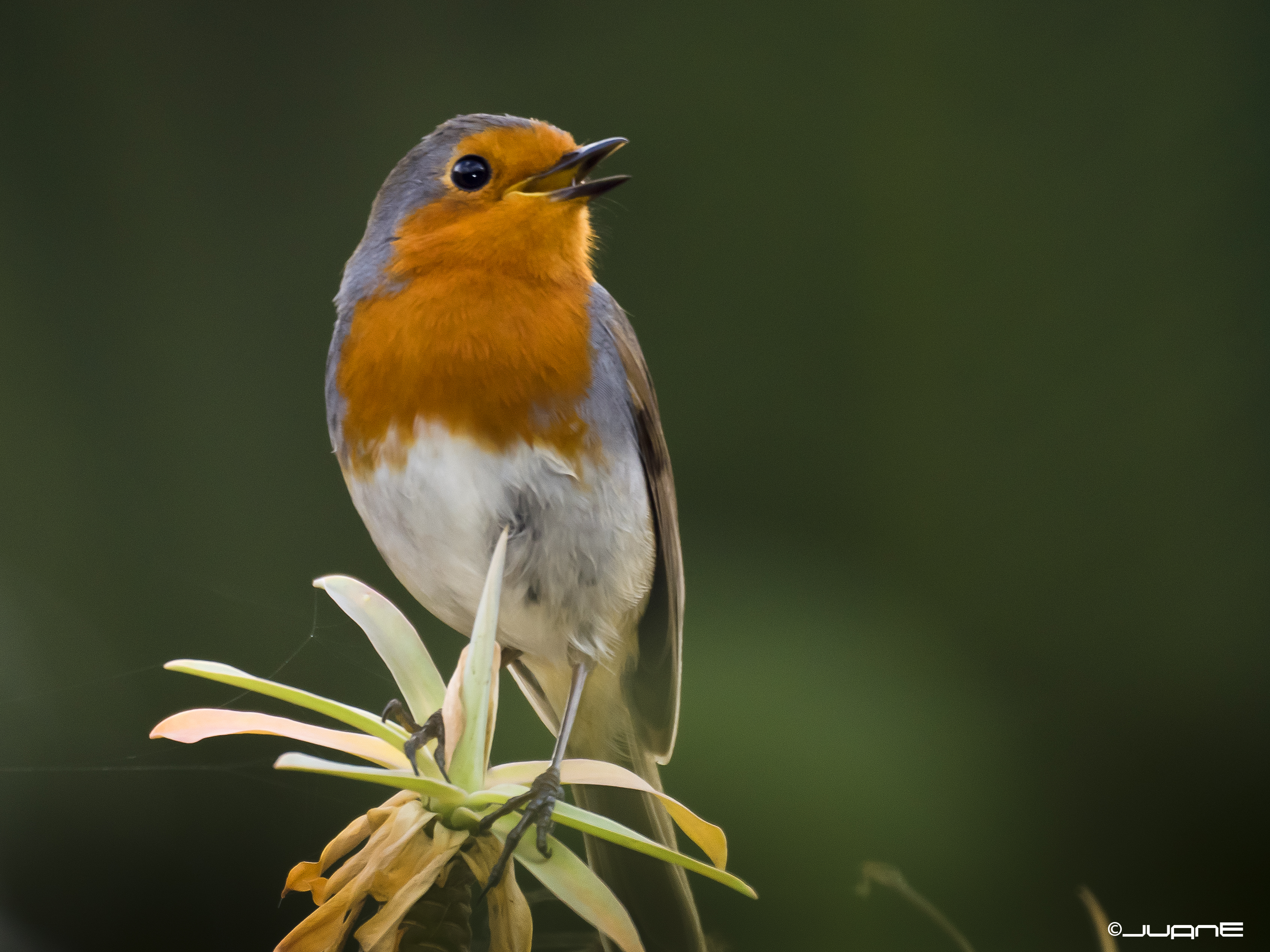
Măcăleandrul (subspecia E. r. superbus) cântând

Imitarea este adesea suspectată, dar dificil de evaluat datorită modificării vădite a motivelor derivate din model: păsările care au imitat cântecele pițigoiului mare (Parus major) și silviei cu cap negru (Sylvia atricapilla) au modificat treptat motivele „adoptate”. Într-o înregistrare a cântecului de primăvară s-a arătat că imită foarte bine cântecul cintezei (Fringilla coelebs).
Cântecul unor populații continentale și insulare este adesea mult mai simplu decât cel descris mai sus și poate conține fraze muzicale mai scurte, mai puțin variate sau mai puțin complexe, de ex. cântecul de primăvară al subspeciei superbus (din Gran Canaria și Tenerife, Insulele Canare) este format în principal din fraze scurte (1-2 s) lipsite de variații complexe ale ritmului de emitere și tonalității și este interpretat mai lent decât cel al subspeciilor continentale, adesea începe cu 1-2 fraze evident ascendente, urmate de o notă mai joasă, de obicei repetată, uneori emisă ca un tril, de ex. un „sii sit sit sit....uirrli uirrli tit ciiu”, asemănător cu cântecul sturzului cântător (Turdus philomelos) și un „sii sii-sit sii-sit” strident sau tăios, dar în general are aceeași calitate. Cântecul subspeciei superbus include și imitații de bună calitate ale altor specii, printre care se numără și gaia roșie (Milvus milvus), pițigoiul albastru (Cyanistes caeruleus teneriffae), sturzul cântător (Turdus philomelos), cinteza (Fringilla coelebs canariensis), cinteza albastră (Fringilla teydea) și canarul (Serinus canaria); imită de asemenea în mod surprinzător cântecul privighetorii roșcate (Luscinia megarhynchos), care trece rar în pasaj prin Insulele Canare (mai ales prin insulele estice). Lângă Kirkenes (Norvegia), a fost notat un cântec de primăvară similar cu fraze scurte (1-1,5 s) repetate cu un ritm neobișnuit de mare de 15-20 pe min.

#### Cântecul de luptă
În timpul conflictelor antagoniste sau disputelor teritoriale este interpretat așa-numitul „cântec de luptă”, care adesea este puternic și agresiv, are o intonație ciudată, sugrumată, aproape nearticulată, frazele durează de obicei 5 secunde și poate include clănțănituri din cioc. Învingătorul luptei interpretează adesea un cântec de luptă victorios răsunător pe măsură ce rivalul se retrage; spre deosebire de cântecul normal, frazele succesive sunt adesea similare sau chiar identice și adesea sunt repetate aceleași fraze „tic” stridente, de ex. un „tic tic tikeritititititit...”.

#### Subcântecul
Subcântecul interpretat de ambele sexe în diferite circumstanțe, uneori din vegetația joasă timp îndelungat, este un tril slab (nesonor), complex, haotic și vag care conține note discordante. Subcântecul constă din serii mai lungi sau mai haotice de fraze și fluierături mai slabe. Structural este mai variabil decât cântecul complet, adesea include câteva note nearticulate sau discordante, mai lungi, frazele nu sunt întotdeauna clare; când sunt prezente, frazele succesive adesea diferă foarte mult în durată (majoritatea au 1-15 s). Subcântecul poate include imitații sau încercări de imitații mai evidente decât cântecul complet și include cântece ale mierlei (Turdus merula), silviei cu cap negru (Sylvia atricapilla) și cintezei (Fringilla coelebs).

#### Afișarea cântecului

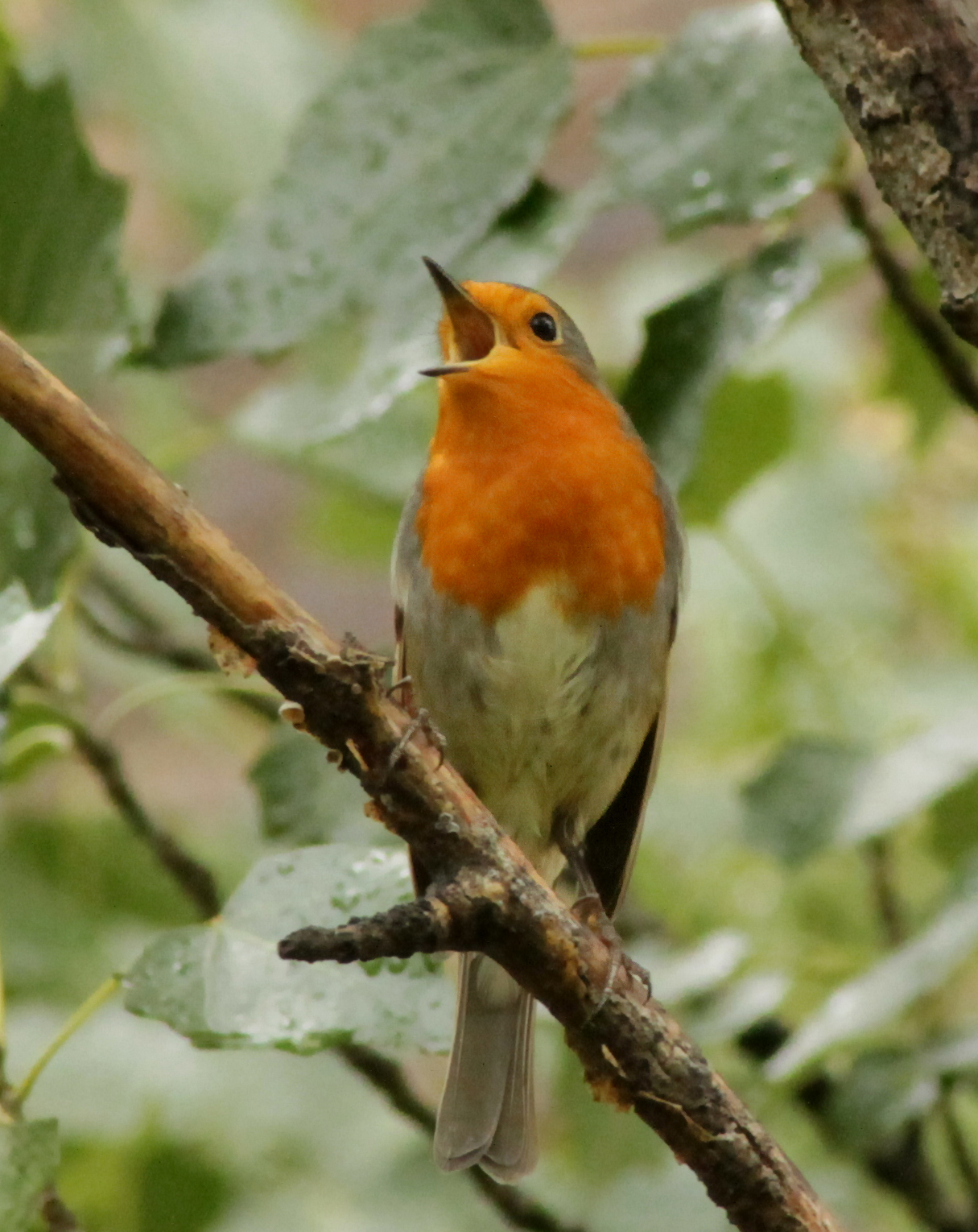
Măcăleandrul (subspecia E. r. superbus)cântând în Madrid (Spania)

Cântecul (și subcântecul) este interpretat de ambele sexe pe tot parcursul anului, dar mult mai rar sau deloc în timpul năpârlirii penelor aripii, cântă mai ales dimineața devreme, dar poate cânta pe tot parcursul zilei și noaptea. Cântecul masculului este de obicei mai lung și mai divers, masculul cântă cel mai mult primăvara și dimineața devreme, mai puțin în timpul zilei. Femela cântă mai rar și cu strofe mai scurte, majoritatea cântecelor femelelor sunt auzite toamna când își apără teritoriul; după formarea perechilor femelele cântă foarte rar, cu excepția cazului când își apără teritoriul, iar în unele populații, femelele cântă foarte puțin sau deloc în timpul iernii.
Ambele sexe cântă în afara sezonului de cuibărit când își apără teritoriile individuale; în 2 cazuri excepționale când perechea conviețuia într-un teritoriu de iarnă numai masculul cânta.  Iarna femelele din unele populații cântă mai puțin decât masculii, excepțional cântă rar sau deloc;   cu toate acestea, într-un studiu mai detaliat nu a fost găsită nicio diferență semnificativă. Femelele împerecheate cântă rar, cu excepția încăierărilor sau când un prădător este lângă cuib. Cântă foarte rar în timpul năpârlirii remigelor primare, dar în rest masculii cântă tot anul. Apogeul sezonier ale cântecului coincide cu stabilirea teritoriului și formarea perechilor.
Este evident un ritm diurn în interpretarea cântecului: cântă mai ales dimineața devreme, dar poate cânta pe tot parcursul zilei. Câteodată măcălendrii cântă noaptea, mai ales când există o lumină artificială sau dacă sunt deranjați, de ex. de focurile de armă sau de cântecul conspecificilor. Un cor pronunțat este auzit în zori și unul mai slab în amurg, când strigătul „tic” este mult mai accentuat.
Cântă de pe suporturi de cocoțat expuse, dar de obicei cântă de pe suporturi ascunse în interiorul tufișurilor sau copacilor, uneori de pe vârfurile copacilor la 12-13 m deasupra pământului, dar și de pe alte suporturi, inclusiv de pe clădiri, stâlpi și antene. Adesea același suport este folosit în mod repetat cu toate că există numeroase suporturi alternative. Într-un studiu peste 99% din 2736 de cântece au fost interpretate de pe un suport de cocoțat, 71% la o înălțime de 1-3 m deasupra pământului, excepțional la o înălțime de până la 13 m; restul cântecelor au fost interpretate în zbor, mai ales când urmăreau intrușii sau partenerii potențiali.
În medie, femelele utilizează suporturile de cocoțat mai joase decât masculii, dar aceasta este probabil legată de diferențele sexuale în ceea ce privește procurarea hranei. Înainte de formarea perechilor, masculul (dar nu femela) își schimbă brusc comportamentul: cântă mai mult, de pe suporturi mai înalte, mai puțin ascunse, situate mai mult în centrul teritoriului decât mai înainte. În Marea Britanie, aceste schimbări au loc de la sfârșitul lui decembrie până în martie (excepțional până în mai), cu o variație semnificativă în cadrul populației locale; schimbările comportamentului coincid aproximativ cu trecerea de la cântecul de toamnă la cel de primăvară. În câteva ore de la formarea perechilor, apare o inversare la fel de bruscă a comportamentului (cu excepția cântecului de primăvară păstrat); dacă partenerul este pierdut, are loc din nou o inversare a comportamentului în decurs de câteva ore.

### Strigătele

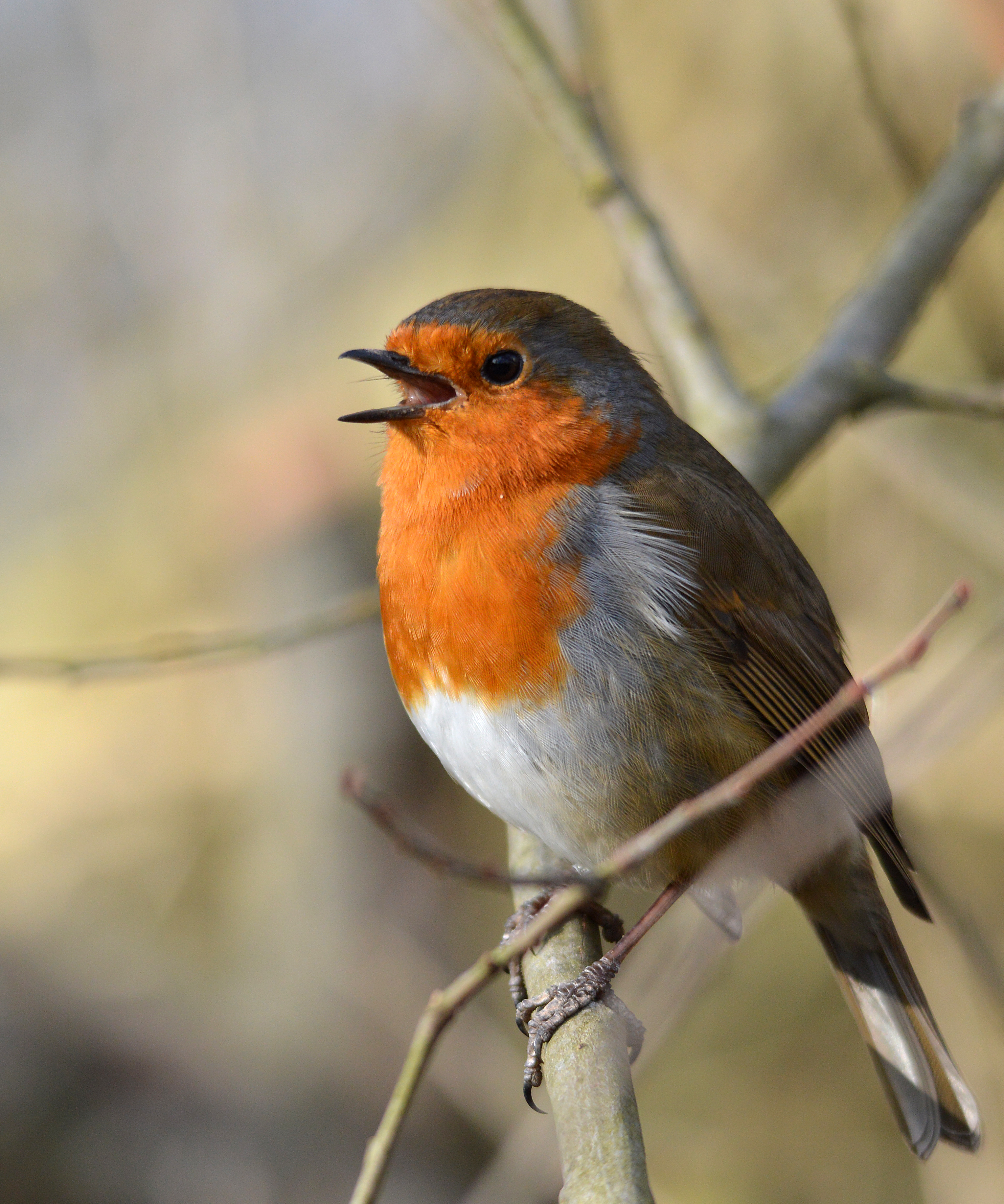
Măcăleandrul (subspecia E. r. melophilus) cântând

- Strigătul „tic” sau ticăitor. Cel mai frecvent sau obișnuit strigăt emis este un „tic” („țîc” sau „tip”) certăreț, sonor, scurt, ascuțit sau sacadat, repetat neregulat când este agitat. Strigătul „tic” este scurt și ascuțit (3-6 kHz), cu accent divers, și este folosit mai ales în apărarea teritoriului ocupat, ca contact între partenerii perechii sau în grupul familial, dar adesea și în caz de agitație și alarmă. Un astfel de strigăt poate fi confundat cu strigătele mai multor specii, de ex. cu cel al măcăleandrului albastru (Tarsiger cyanurus) și presurei mici (Emberiza pusilla), sau dacă este emis izolat cu strigătul obișnuit al botgrosului (Coccothraustes coccothraustes), dacă nu se aud clar și alte voci mai modeste și mai puțin explozive ale măcăleandrului.[8][9][10][59] Ritmul emiterii și calitatea tonală sunt foarte variabile; pe măsură ce pericolul crește, strigătul este repetat mai rapid și sună mai profund. Într-o înregistrarea strigătele „tic” aveau un diapazon de la 4 kHz până la 8 kHz sau mai mult și au fost emise cu un ritm de 12-14 ori pe secundă. Strigătele „tic” mai urgente (când pericolul era mai mare) în aceeași înregistrare au avut un ton mai jos (3-7 kHz), dar un ritm de emitere similar, dar mai puțin regulat.[8][128] Atunci când este nervos, agitat, înainte de cocoțare și de „semnalul de deșteptare”, sau când provoacă un conspecific, își apără teritoriul sau în caz de alarmă când un prădător se află aproape de pui, acest „tic” este adesea repetat monoton într-o serie continuă de note repetate, rapide, ticăitoare, asemănătoare cu ticăitul unui ceas vechi, de ex. „tic-tic-tic-tic-tic”, („țîc-țîc-țîc-țîc-țîc”), „tic-ic-ic-ic”, dar uneori este emis cu un ritm neregulat formând fraze repetate. Uneori este emis în serii scurte, întrucâtva rapide, ca un „tic-tic-tic”, sau un „tic-tic-tk-tk-tk...” ușor ascendent și descendent sau ca un „ticeritititititit”, „tic, tic, tikeritititit, tikerititititititit, tic, tic…” mai lung în caz de agitație mai puternică sau dacă agitația persistă.[8][9][10][59] Înainte de a ataca conspecificii (indivizii din aceeași specie) și alte specii de păsări, strigătul este adesea emis ca o rafală explozivă de note, imposibil de numărat cu urechea. Prădătorii mamiferi provoacă mai multe strigăte „tic” decât strigăte de alarmă.[8][146]

- Strigătul de contact-alarmă. Strigătul de contact-alarmă este un „țvii” („tsii” sau „tsuii”, „tsuiiii”) moale sau pițigăiat, emis cu un ton înalt (7 kHz), subțire, care se seamănă cu cel al muscarului sur (Muscicapa striata), dar nu atât de subțire sau strident ca la acesta; este aproape asemănător cu cel al boicușului (Remiz pendulinus).[63] Mai adesea este intermediar între strigătele de alarmă și contact. În comparație cu strigătul de alarmă este mai puțin strident, mai moale și sună mai puțin tânguitor; este mai diferit de strigătul de contact, fiind mult mai ascuțit, dar mai puțin sacadat. În mod obișnuit este emis izolat, sau repetat la cel puțin 5-10 sec. Poate fi auzit în contexte variate și adesea se intergradează cu alte strigăte cu ton înalt (strigătul de alarmă, cerșător al femelei, copulator al femelei, de hrănire și strigătul în timpul zborului). Strigătul este auzit în circumstanțe care sugerează o alarmă moderată: când pasărea hoinărește în afara teritoriului ocupat, cade într-o capcană, dă peste un obiect nou sau observatorul se apropie foarte aproape. De asemenea, strigătul este emis când păsările se apropie între ele în contexte neantagonistice (când sunt adesea pașnice și conversaționale) și în timpul stabilirii teritoriului.[8]

- Strigătul de alarmă. Strigătul de alarmă constă din note „țiip” („tsiip”, „tsiiip” sau „sssiiip”) emise cu un ton înalt (7 kHz), ascuțit și de obicei subțire, uneori ca un „țiiiii...” prelung (până la 0,8 s), care sună de obicei tânguitor și se stinge treptat sau ca un „tsii” foarte subțire, ascuțit, ventriloc.[8][10][59] Sonagramele sugerează că strigătele mai scurte constau din 2 benzi de frecvență separate de un interval de c. 0,7 kHz, în timp ce strigătele mai lungi conțin doar o bandă de frecvență (care probabil corespunde benzii mai înalte a strigătelor scurte).[8][147] Strigătul de alarmă este emis în prezența prădătorilor și este de obicei repetat și deseori intercalat cu alte strigăte, în special cu strigătele „tic”. Păsările răpitoare provoacă mai multe strigăte de alarmă decât strigăte „tic”.[146] De asemenea, emite un „tsiiiii” sau „tsuiiii” subțire, cu un ton înalt sau șuierător, asemănător cu cel al mierlei (Turdus merula).[9]

- Strigătul de contact. Strigătul de contact este un „dziip”,[148] „zit”,[149] sau „țip” („tsip”) emis cu un ton înalt (7 kHz), moale, repetat la intervale regulate de femela care cerșește mâncare, transformându-se treptat într-un strigăt cerșător. Este auzit și în alte contexte, inclusiv când femela caută partenerul și este emis și de pasărea subordonată în conflictele antagoniste.[8]

- Strigătele antagonistice. Strigătele antagonistice constau din note „sii” emise cu un ton înalt (7,5 kHz), care variază în calitatea tonală. După cât se pare sunt 2 strigăte: un strigăt moale sibilant care durează 0,4 s, emis de păsările subordonate și un strigăt puternic strident care durează până la 0,8 s, emis de păsările dominante cu ciocul ușor deschis. Cu toate acestea, nu toate strigătele pot fi atribuite acestei dihotomii.[8]

- Strigătul cerșător al femelei. Strigătul cerșător al femelei este un sunet înalt (6-7 kHz), adesea sâsâitor, emis de femela hrănită de mascul, greu de redat: „sviiz-iiz-iiz...”,[63] „jiir-jiir...”[148] sau „ziit-ziise-iise-iise...” care adesea se accelerează în ritm.[8] Descris ca țârâitor de East.[150]

- Strigătul copulator al femelei. Strigătul copulator al femelei este o repetare rapidă nedeslușită a strigătului de contact, emis în timpul copulației, uneori asemănător cu strigătul de hrănit: „zlii-zlii-zlii...” sau „zlii-ziip-ziip...”. Uneori este întrerupt de strigătele țârâitoare.[8][150]

- Strigătele de hrănire. Strigătele de hrănire sunt strigăte subțiri metalice redate printr-un „piip”, emise cu un ton înalt (de obicei 8 kHz) de partenerii perechii care își procură hrana și după cât se pare nu sunt strigăte de contact și sunt probabil identice cu notele „bub” conversaționale liniștite (de 7 kHz), inaudibile mai departe de 10-15 m. Aceste strigăte sunt frecvent auzite de la ambele sexe care se hrănesc, mai ales când se află în apropierea partenerului sau omului (în cazul păsărilor domesticite).[8][10]

- Strigătul în timpul zborului. Strigătul în timpul zborului este un strigăt de contact „sip”, „siip”, „sissip” (uneori un „tic”), sibilant, moale, sau un sunet asemănător „tsi” sau „tsri” repetat, moale, sibilant, subțire, dar ușor răgușit, emis cu un ton înalt (6-7 kHz), auzit de la păsările care migrează în principal noaptea.[8][9][10][59]

- Strigătul țârâitor. Strigătul țârâitor constă din note variabile țârâite, frecvent intercalate cu alte strigăte, este auzit în multe circumstanțe; de obicei are un ton de 3-6 kHz. Strigătul adultului care are grijă de puii din cuib sună similar cu strigătele auzite toamna și este redat print-un „ti-ciurr” (într-o înregistrare cu accent pe unitatea 2, emisă cu un ton mai jos) și print-un „ti-ciuk-ciuk” mai rapid, dar mai puțin sonor. Un strigăt „ci-ciuc-ciuc...” crepitant, de tonalitate joasă, cu o durată variabilă, care scade în ton și obișnuit se stinge treptat, poate fi uneori auzit când păsările se apropie între ele în contexte neantagonistice. Un staccato „cia-cia-cia” rapid, care seamănă cu cel al silviei mediteraneene (Sylvia melanocephala) alarmate, dar mai puțin viguros, poate fi auzit de la pasărea care își procură hrana.[8]

- Strigătele femelei clocitoare. Strigătele femelei care clocește constau din note foarte atenuate și sacadate, adesea asemănătoare cu alte strigăte (în special cu strigătele de contact și țârâitoare), și sunt emise în timpul clocitului ouălor și acoperirii puilor. O cascadă de 5-26 note „ciup” seci a fost emisă de o femelă captivă care întorcea ouăle și în timpul eclozării puilor.[8]

- Strigătul de suspin. Strigătul de suspin este un sunet tânguitor, prelung (de obicei mai mult de 1 s) sau scâncitor sacadat, sunând ca într-un inspir adânc al aerului. Este emis în timpul încăierărilor și când este încolțit de un prădător, dar nu este prins.[8][151]

- Strigătul sâsâitor. Strigătul sâsâitor este un sâsâit scurt (de obicei mai puțin de 1 s), exploziv (până 7 kHz), asemănător cu sâsâitul pisicii; sună ca un expir forțat și este emis cu ciocul ușor deschis în timpul luptelor.[63] Femelele și puii mai mari din cuib emit uneori un sâsâit mai lung și mai sibilant atunci când sunt deranjați la cuib și nu pot scăpa.[151]

- Strigătul de detresă. Strigătul de detresă (strigătul de disperare) este un țipăt strident, cu variații rapide a tonului și ritmului, emis când este încolțit sau prins de un prădător, asemănându-se cu o versiune de tonalitate înaltă (c. 5-7 kHz) a strigătului sturzului cântător (Turdus philomelos) în circumstanțe similare. De obicei țipă mai rar decât sturzul cântător; într-un studiu s-a constatat că 22% din 270 de măcălendri prinși cu plasa au scos strigăte de detresă.[152][153] În alt studiu s-a găsit că strigătul de detresă era scos de 35% dintre puii dependenți de părinți care au părăsit cuibul (n = 89), 15% dintre juvenilii independenți (n = 117) și doar 4% din adulți (n = 226), fără diferențe între sexe sau anotimpuri.[8]

- Strigătele puilor. Strigătul puilor din ou și puilor mici din cuib este un piuit „piib” sau „piub” pițigăiat moale. Acest strigăt se transformă treptat, odată cu vârsta, în strigătul de contact al adultului, astfel încât strigătul puilor care au părăsit cuibul este foarte asemănător cu cel al adulților, dar de obicei este mai discordant. Puii care au părăsit cuibul adesea emit strigăte de contact într-un ritm caracteristic, permițând observatorului să recunoască indivizii.[8]

Strigătele puilor când sunt hrăniți de adulți includ note sâsâitoare, un „siiz iiz iiz” sau „zlii-zlii-zlii” ascendent sau un „zii-zii-zuiiiiiid” descendent. Puii recent eclozați scot uneori un „pez-pez-pez ...” sâsâitor nezgomotos în timp ce sunt hrăniți; la puii care au părăsit cuibul, acesta probabil se transformă în strigătul cerșător sonor mai tăios al femelei adulte. Odată ce hrănirea puilor este sfârșită, dar femela este încă prezentă în cuib, puii continuă adesea să cerșească sau scot strigăte „siib” scâncitoare moi, care probabil stimulează acoperirea și încălzirea puilor de către femelă.
Puii din cuib emit o mulțime de alte note, dar sunt necesare studii suplimentare. Pe la vârstă de 10 zile, puii atinși cu mână sau ținuți în mână pot scoate strigătele sâsâitoare sau de detresă ale adulților, iar puii care au părăsit cuibul folosesc toate strigătele adulților, cu excepția cântecului complet și a strigătelor copulatoare și clocitoare ale femelei și a strigătelor în timpul zborului. Subcântecul a fost odată emis de un pui la 12 zile după plecarea lui din cuib, dar este rar folosit până la independența lor față de părinți. Strigătele „tic” nu au fost auzite la puii din cuib și nu sunt folosite foarte mult de puii care au părăsit cuibul până în a 5-a zi de la plecarea lor din cuib, dar sunt uneori scoase de puii care țâșnesc din cuib la apropierea prădătorului. Strigătele „tic” probabil se dezvoltă din strigătele scurte, stridente, „te” sau „de”, emise de pui în suferință ușoară, de ex. când un pui stă pe capul altuia în cuib.

## Hrana

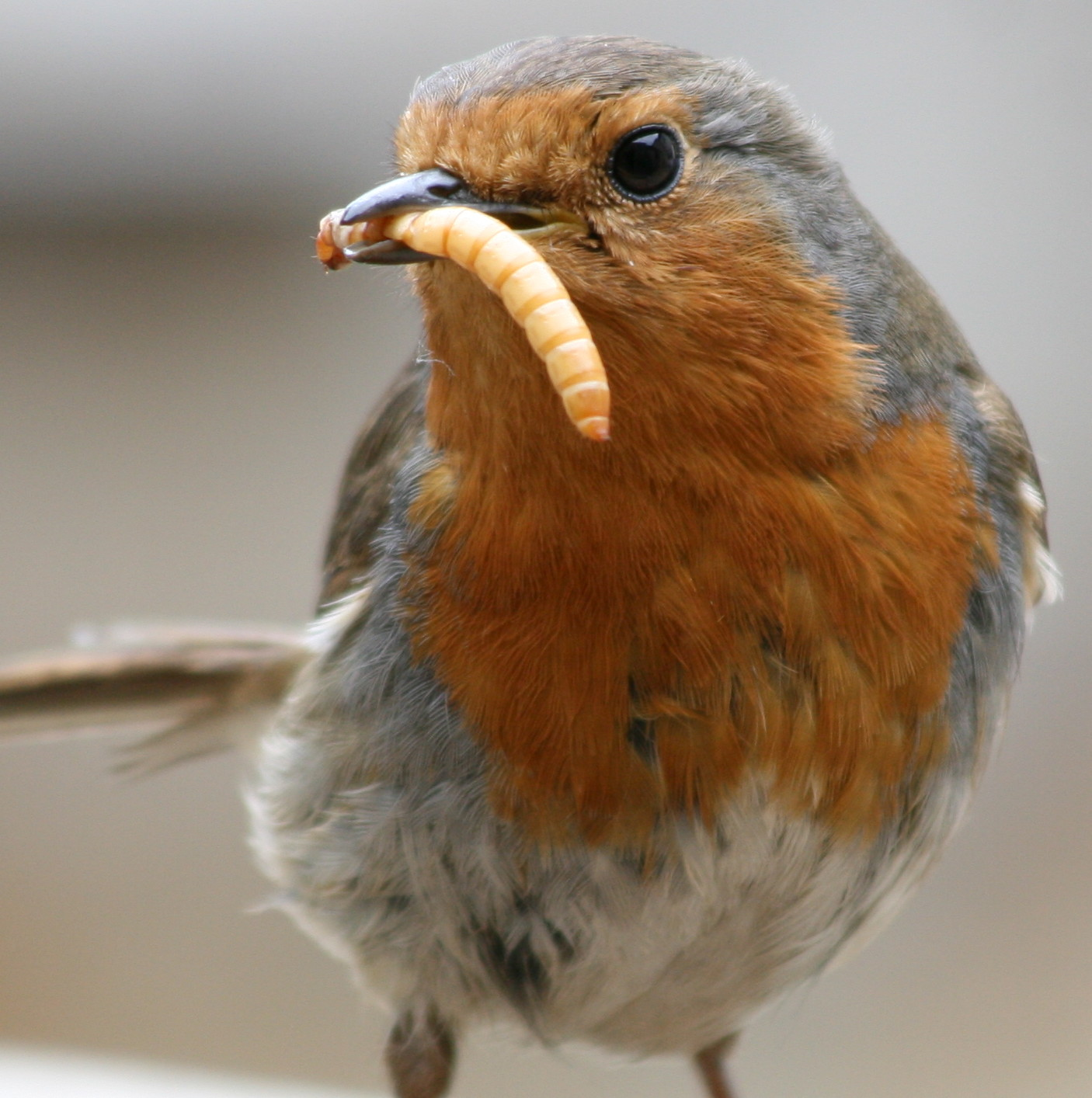
Măcăleandrul cu o larvă a gândacului de făină (Tenebrio molitor) în cioc

Hrana măcăleandrului constă în principal din nevertebrate de până la 6 mm lungime, în special gândaci și (cel puțin în sudul Spaniei) furnici, consumă de asemenea fructe și semințe toamna și iarna. Mănâncă uneori vertebrate foarte mici (inclusiv pești și șopârle), hoituri, resturi alimentare și mâncarea de la hrănitoarele de păsări.
Își procură hrana prin două metode principale: (1) stă cocoțat pe un suport (post de pândă) jos expus (din locuri deschise sau parțial deschise): pe o tufă sau creangă joasă sau pe un gard,  de pe care se avântă în zbor în jos pentru a prinde prada de pe pământ sau de pe ramurile neîngrădite, trunchiuri, de la periferia arbuștilor, și apoi se întoarce pe același suport de pândă sau unul asemănător; adesea zboară la câțiva metri de la suport, poate zbura până la c. 20 m pentru a ciuguli insectele minuscule; (2) urmărește și prinde prada deplasându-se prin salturi pe pământ în vegetația protectoare (această strategie sporește în vreme rece), dar de obicei nu întoarce frunzele etc. în căutarea hranei.
În pădure, prinde mai ales nevertebratele care se deplasează pe covorul de frunze căzute sau ciugulește insectele și larvele de sub tufe, uneori ciugulește prada de pe ramuri sau frunze sau consumă fructele coapte din tufișuri, și câteodată prinde insectele în aer zburând ascendent după ele pe o distanță scurtă. Ciugulește bobițele pe care alte păsări din tufișuri le lasă să cadă pe pământ și uneori ciugulește singur fructele din tufișuri, adesea planând pe loc în apropierea lor. Într-un studiu experimental, 5 din 10 păsări în sălbăticie au prins cu ușurință prada imobilă vizibilă, numai una a prins prada imobilă criptică (camuflată).
În Sussex (sudul Angliei) în timpul iernii, ambele sexe au petrecut mai mult timp pe pământ în căutarea hranei și mai puțin timp vânând de pe un suport de cocoțat la temperaturi mai scăzute; de asemenea, masculii au redus cu mult timpul unei singure hrăniri pe pământ și (la vânătoarea de pe un suport) timpul dintre schimbările suporturilor și timpul dintre încercările de capturare a prăzii.
Tabelul A. Comportamentul de hrănire și proporțiile (în procente) diferitelor tehnici de hrănire în timpul iernii, în funcție de sex și temperatură folosite de măcăleandru (Erithacus rubecula) în Sussex (sud-estul Angliei) în timpul iernii. Timpul total de observare 860 min.
| Sexul  | Temperatura (°C) | Hrănirea pe pământ | Vânarea de pe un suport | Ciugulirea hranei de pe frunze | Ciugulirea hranei de pe scoarță | Prinderea hranei în zbor | Durata unei singure hrăniri pe pământ, secunde | Timpul dintre schimbările suportului, secunde | Timpul dintre încercările de capturare a prăzii, secunde | n (numărul păsărilor studiate) |
| ------ | ---------------- | ------------------ | ----------------------- | ------------------------------ | ------------------------------- | ------------------------ | ---------------------------------------------- | --------------------------------------------- | -------------------------------------------------------- | ------------------------------ |
| mascul | 0-5°C            | 54%                | 34%                     | 0%                             | 12%                             | 0%                       | 18                                             | 14                                            | 26                                                       | 20                             |
| mascul | 6-10°C           | 37%                | 45%                     | 5%                             | 11%                             | 2%                       | 9                                              | 20                                            | 71                                                       | 40                             |
| femelă | 0-5°C            | 72%                | 25%                     | 0%                             | 3%                              | 0%                       | 24                                             | 16                                            | 32                                                       | 17                             |
| femelă | 6-10°C           | 49%                | 34%                     | 4%                             | 11%                             | 1%                       | 19                                             | 14                                            | 30                                                       | 33                             |

În sudul Spaniei, în octombrie-februarie, în 212 de observații s-a arătat că vânătoarea de pe un suport este folosită cel mai mult în noiembrie și februarie (în 82% din observații în fiecare lună), mai puțin în decembrie-ianuarie (53%); durata hrănirii pe pământ a variat de la 4-6% (în noiembrie și februarie) până la 42-48% (în decembrie-ianuarie); alte metode de hrănire  au fost folosite în 7-13%.

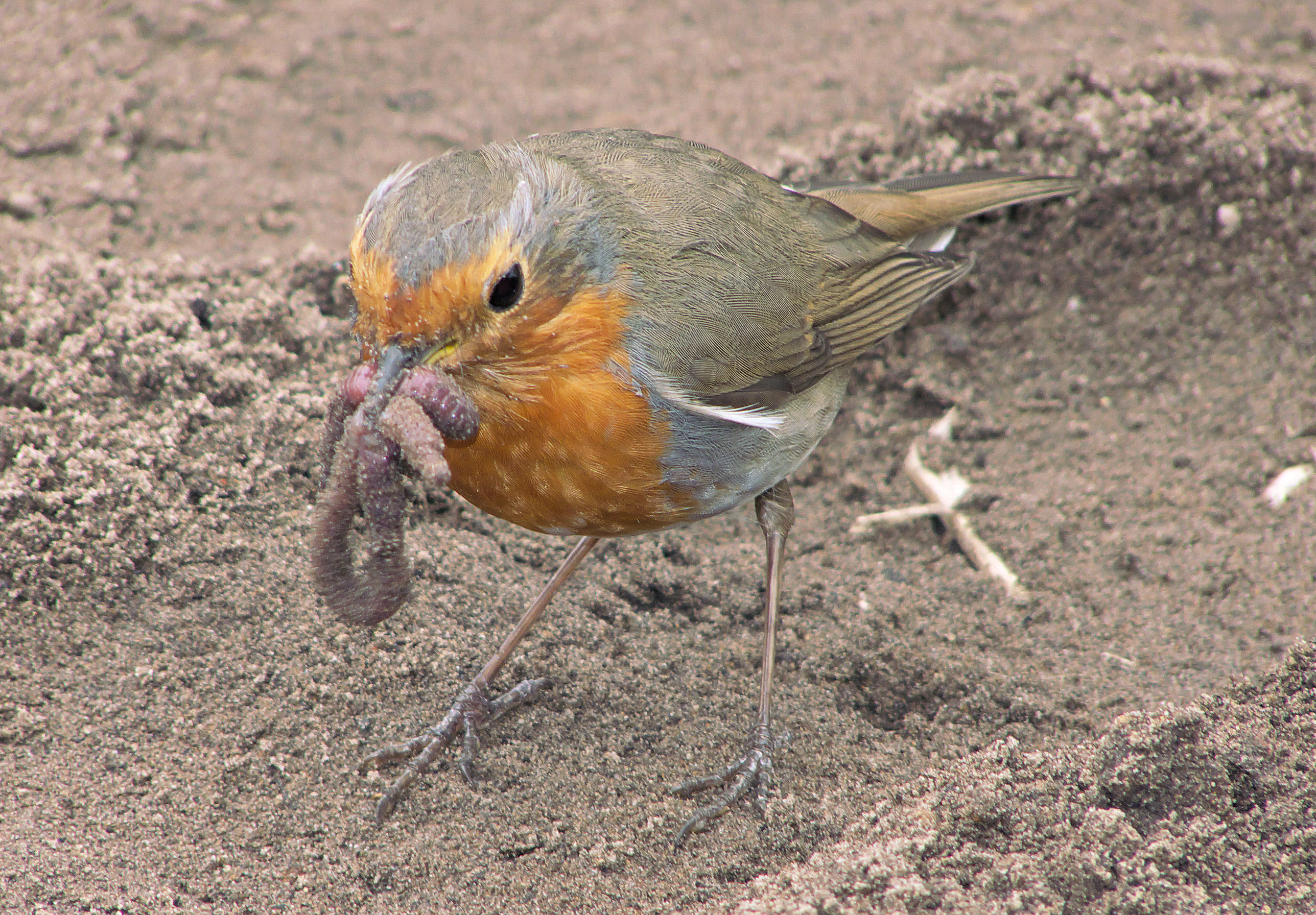
Măcăleandrul mănâncă o râmă

Atunci când pământul este înghețat, măcăleandrul însoțește fazanul (Phasianus colchicus), cârtița (Talpa), omul, etc., pentru a se hrăni în locurile unde pojghița de gheață de pe pământ a fost spartă de aceste animale și om și nevertebratele au fost stârnite de trecerea lor; de asemenea (atunci când solul nu este înghețat) se hrănește pe pământul răscolit de cârtiță care sapă tuneluri dedesubt. Este binecunoscut obiceiul de a însoți grădinarii care sapă solul, probabil aceasta este o extensiune a comportamentului său natrural.
Uneori prinde hrana și din pâraie și de pe marginile bălților, iazurilor și râulețelor. Prinde prada și de pe suprafața apelor curgătoare și a fost văzut că prindea pești mici dintr-un pârâu care se usca și plonja într-un eleșteu. Odată a fost văzut că stătea pe o piatră într-un pârâu de unde sărea în apă repetat scufundându-se pentru puțin timp până la o adâncime de 7,5 cm pentru a prinde hrana de pe fund; de asemenea, plana pe loc puțin timp deasupra suprafeței apei înainte de a plonja, scufundându-și capul și umerii. În timpul migrației prin regiunile de coastă se hrănește adesea în zona intertidală (zona inundată de maree), în special unde apar alge marine putrede și a fost văzut că își scufunda capul în apa sărată a unei bălți și prindea crustaceele din nămolul unui golf mic cu apă sărată.
A fost observat că ținea un melc mic în cioc și îl lovea în mod repetat de gard, asemenea sturzului cântător (Turdus philomelos). Prinde albine (Apis) și le rupe și aruncă acele veninoase, apoi le omoară zdrobindu-le capul înainte de a le înghiți întregi.
Măcăleandrul prinde și șopârle mici: șopârla de câmp (Lacerta agilis) și șopârla de munte (Lacerta vivipara). În Norfolk (Anglia), a  fost observat un măcăleandru adult care ataca cu înverșunare o șopârla de munte. Măcăleandrul sărea înainte, apuca șopârla și o zguduia violent, lovind-o adesea de pământ, încercând să o ucidă sau să o rupă în bucăți; apoi o lăsa și sărea înapoi. Șopârla avea 4 cm și își pierduse coada în timpul atacurilor și avea leziuni în jurul ciotului cozii și pe cap.
Ochii mari ai măcăleandrului, probabil îl ajută să se hrănească când lumina este slabă, deoarece printre păsările diurne din pădure, el este adesea ultimul activ în amurg și primul în zori. Își procură hrana după ce s-a întunecat lângă locurile iluminate artificial în toate perioadele anului, însă cel mai des fac asta păsările care hrănesc puii sau se hrănesc în perioade cu temperaturi scăzute. A fost observat că prinde insecte zburătoare lângă felinarele de stradă, și fluturi nocturni (Lepidoptera) lângă ferestrele luminate.
Hrana în palearcticul vestic include următoarele nevertebrate: libelule zigoptere și libelule anizoptere (Odonata), lăcuste, greieri mici și alte ortoptere (Orthoptera din familiile Gryllidae, Tettigoniidae), urechelnițe (Dermaptera), ploșnițe fitofage (Hemiptera din familiile Anthocoridae, Tingidae, Reduviidae, Cicadellidae), tripși (Thysanoptera), larvele leului furnicilor (Myrmeleon), molii și fluturi adulți mici și omizile lor (Lepidoptera din familiile Pieridae, Noctuidae, Geometridae), muște și țânțari adulți și larvari și ouăle lor (Diptera din familiile Tipulidae, Trichoceridae, Bibionidae, Borboridae, Muscidae), himenoptere (Hymenoptera din familiile Tenthredinidae - viespi-ferăstrău, Cynipoidea, Formicidae - furnici, Apoidea - albine, Vespidae - viespi), gândaci adulți și larvari (Coleoptera din familiile Carabidae, Gyrinidae, Silphidae, Staphylinidae, Lucanidae, Scarabaeidae, Elateridae, Dermestidae, Cantharidae, Coccinellidae, Cerambycidae, Chrysomelidae, Curculionidae). Mănâncă de asemenea păianjeni (Araneae), acarieni (Acari), oniscide (Isopoda, subordinul Oniscidea), purici de mare (Amphipoda, familia Talitridae), miriapode diplopode (Diplopoda), chilopode (Chilopoda), moluște mici (Mollusca, inclusiv limacși), râme (Oligochaeta). Mănâncă și pești mici, inclusiv boișteni (Phoxinus), babuște (Rutilus), și șopârlele mici (Lacerta). Hrana vegetală este formată în principal din fructe și semințe: de ienupăr (Juniperus), tisă (Taxus), hrana-vacii (Spergula), frag (Fragaria), măr (Malus), vișin și cireș (Prunus), bârcoace (Cotoneaster), sorb (Sorbus), mur (Rubus), viță de vie (Vitis), viță de vie sălbatică (Ampelopsis), cârmâz (Phytolacca), lemn câinesc (Ligustrum), vâsc (Viscum), coacăz și agriș (Ribes), soc (Sambucus), călin și dârmoz (Viburnum), hurmuz (Symphoricarpos), stejar (Quercus), sânger (Cornus), caprifoi (Lonicera), roibă (Rubia), afin (Vaccinium), măr pădureț (Arbutus), mirt (Myrtus), oleandru (Nerium oleander), măslin (Olea), osiris (Osyris), filirea (Phillyrea), fistic (Pistacia), salbă (Euonymus), cătina albă (Hippophae rhamnoides), verigariui (Rhamnus cathartica), salce (Smilax), untul-pământului (Tamus), tulchină (Daphne), lăsnicior și zârnă (Solanum), consumă și unele boabe de cereale.

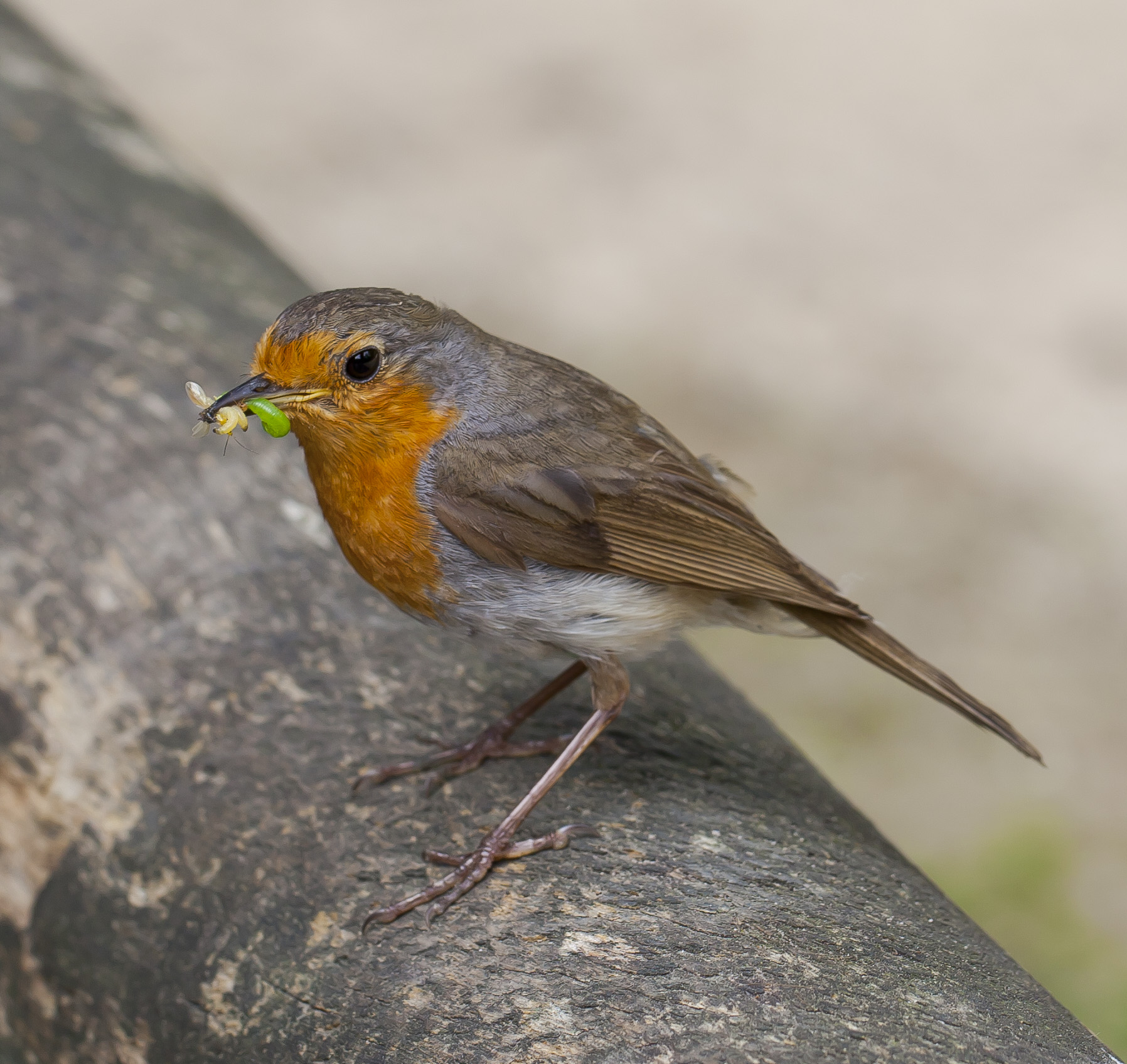
Măcăleandrul cu larve de insecte în cioc

Câteodată mănâncă ierburi și odată a fost văzut că mânca o ciupercă cu pălărie lamelată (Melanoleuca). Mănâncă și mortăciuni (șobolani și păsări moarte), mai ales pe vreme friguroasă și odată a mâncat carne într-o macelărie; de asemenea resturi de mâncare, în special grăsimi și unt. Mai ales în nordul Europei, este un vizitator frecvent la hrănitoarele de păsări din grădini unde mănâncă harana, inclusiv grăsimi, prăjituri (și pesmeți), firimituri de pâine, semințe de floarea soarelui, mei și larvele gândacului de făină (Tenebrio molitor). Când zăpada era groasă, un măcăleandru a vizitat locul unde a fost lăsată mâncare artificială de un observator la fiecare 6-30 min (în medie 19 min).
Într-un studiu experimental al 30 de păsări captive, s-a constatat că în orice sezon nu preferă hrana vegetală față de hrana animală și nu are vreo preferință pentru un anumit soi de fruct; păsările care au fost hrănite numai cu fructe au pierdut în greutate sau au murit, dar adăugarea în hrană a 3 g de larve de gândaci pe zi a fost suficient pentru a menține greutatea corporală.
Au fost efectuate studii experimentale de Radford, cu concluzii discutabile, cu privire la preferințele față de culorile hranei. Evită insectele viu colorate, a fost văzut că prindea fluturi diurni - un fluturele alb al rapiței (Pieris napi) și un urzicar mic (Aglais urticae), și apoi le dădea drumul (probabil intenționat). După Herrera, indivizii cu tarsul scurt sau ciocul lung prind prăzi de dimensiuni foarte variate, dar analiza a fost bazată pe conținutul a doar 12 stomacuri și a fost controlată inadecvat. Prada prinsă adesea este foarte mică: un observator la 1 m distanță nu a putut vedea ce mânca pasărea.
Din 197 de alimente consumate de 13 păsări în Marea Britanie (locul și perioada anului nu au fost indicate), 42,1% (după număr) erau gândaci adulți (mai ales crisomelide), 18,3% semințe, 7,1% fructe, 6,1% larve de gândaci, 5,6% urechelnițe, 4,1% hemiptere, 3,6% omizi de fluturi, 3,6% diptere larvare, 3,0% diptere adulte, 2,5% păianjeni și acarieni, 1,0% furnici, 1,0% alte himenoptere, 1,0% moluște, 0,5% râme și 0,5% tripși.

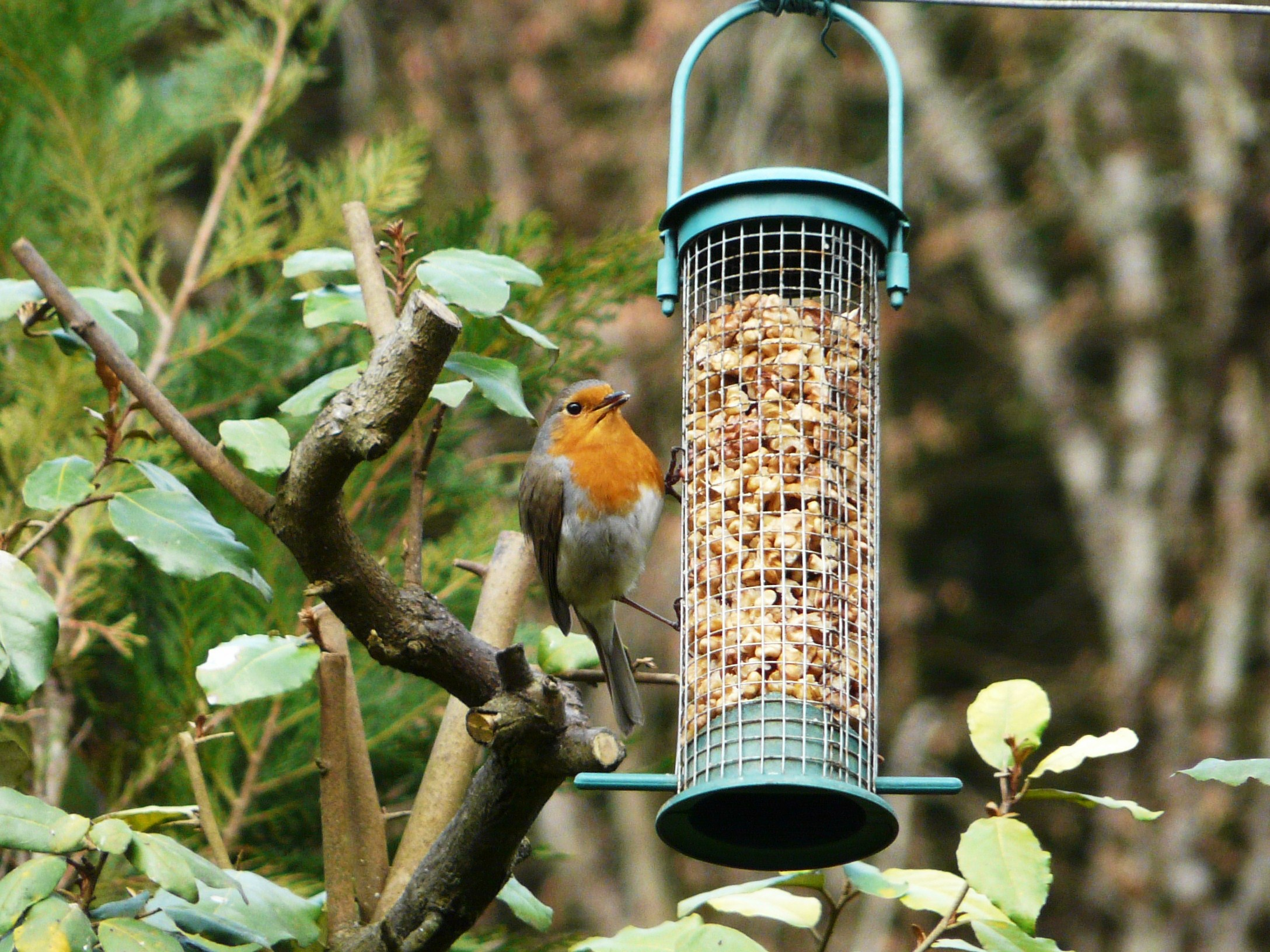
Măcăleandrul la o hrănitoare de păsări

În sezonul de cuibărit în Crimeea, stomacurile conțineau 39,4% gândaci (în majoritate curculionide), 16,1% himenoptere (inclusiv 8,8% furnici), 14,7% miriapode diplopode, 8,7% hemiptere, 5,8% omizi de fluturi și 0,7% hrana vegetală; iarna, în stomacuri au fost găsite insecte și arahnide, de asemenea bobițe și semințe.
În pădurile de stejar verde (Quercus ilex) din sudul Spaniei, în octombrie-februarie, eșantioanele prelevate din stomacurile păsărilor conțineau 16,5% (după volum) hrană vegetală în octombrie (n = 17), ridicându-se la 78,4% în decembrie (n = 16), scăzând apoi la 39,1% în februarie (n = 22); hrana vegetală a fost în mare parte formată din rămășițe de ghinzi lăsate de țicleni (Sitta europaea) și pițigoii mari (Parus major); din 1905 de nevertebrate prezente în stomacuri, 75,9% (după număr) erau furnici, 12,2% gândaci, 4,3% larve de insecte, 2,3% urechelnițe (Forficula) și 5,1% altele; furnicile și gândacii în mare parte aveau o lungime de 2-8 mm, larvele până la 20 mm sau mai mult. La păsările examinate în terenurile agricole din sudul Spaniei, în noiembrie-ianuarie, 22 de stomacuri conțineau 26,0-42,3% (după volum, medii lunare) hrană vegetală, formată numai din bobițe și alte fructe cărnoase; aceste păsări aveau greutăți corporale mai mici decât cele din pădure și aveau o greutate corelată negativ cu proporția de fructe din stomac (corelată pozitiv la păsările din pădure, care mâncau ghinde în loc de fructe moi); componentele nevertebratelor în stomacuri erau similare cu cel al păsărilor din pădure, 311 de componente alimentare găsite în hrană conțineau 72,7% (după număr) furnici, 15,1% gândaci, 5,5% larve de insecte și 6,7% altele.
La o altitudine de 1150 m în Sierra del Pozo (sudul Spaniei), analiza găinațului în decurs de 4 ierni a arătat că din fructele consumate 43,9% erau (după număr) fructe de fistic (Pistacia lentiscus), 31,0% de filirea (Phillyrea latifolia), 19,3% de călin mediteranean (Viburnum tinus) și 5,8% de alte plante (n = 487); în El Viso (la altitudine de 100 m) în aceeași perioadă, 88,8% din fructele consumate erau de fistic (Pistacia lentiscus), 11,2% fructe de alte plante (n = 133). Într-un alt studiu efectuat în tufărișurile mediteraneene din sudul Spaniei, fructele cărnoase a nouă plante (fisticul fiind cel mai important) plus endospermul de ghindă au reprezentat 53-77,5% din volumul hranei în decurs de trei ierni și cel puțin 89% din eșantioanele individuale de hrană conțineau cel puțin unele fructe; mediile lunare ale volumului de fructe consumate au variat invers proporțional cu abundența artropodelor, însă dependența de hrana vegetală este după cât se pare un răspuns la disponibilitatea fructelor (și nu la raritatea artropodelor) și starea corporală a păsărilor nu a fost influențată de proporția diferită a fructelor consumate.
În Germania, hrana indivizilor din gardurile vii a fost formată în 60% din gândaci, completată cu diptere, miriapode și păianjeni; majoritatea prăzii era mică, 2-6 mm în lungime.

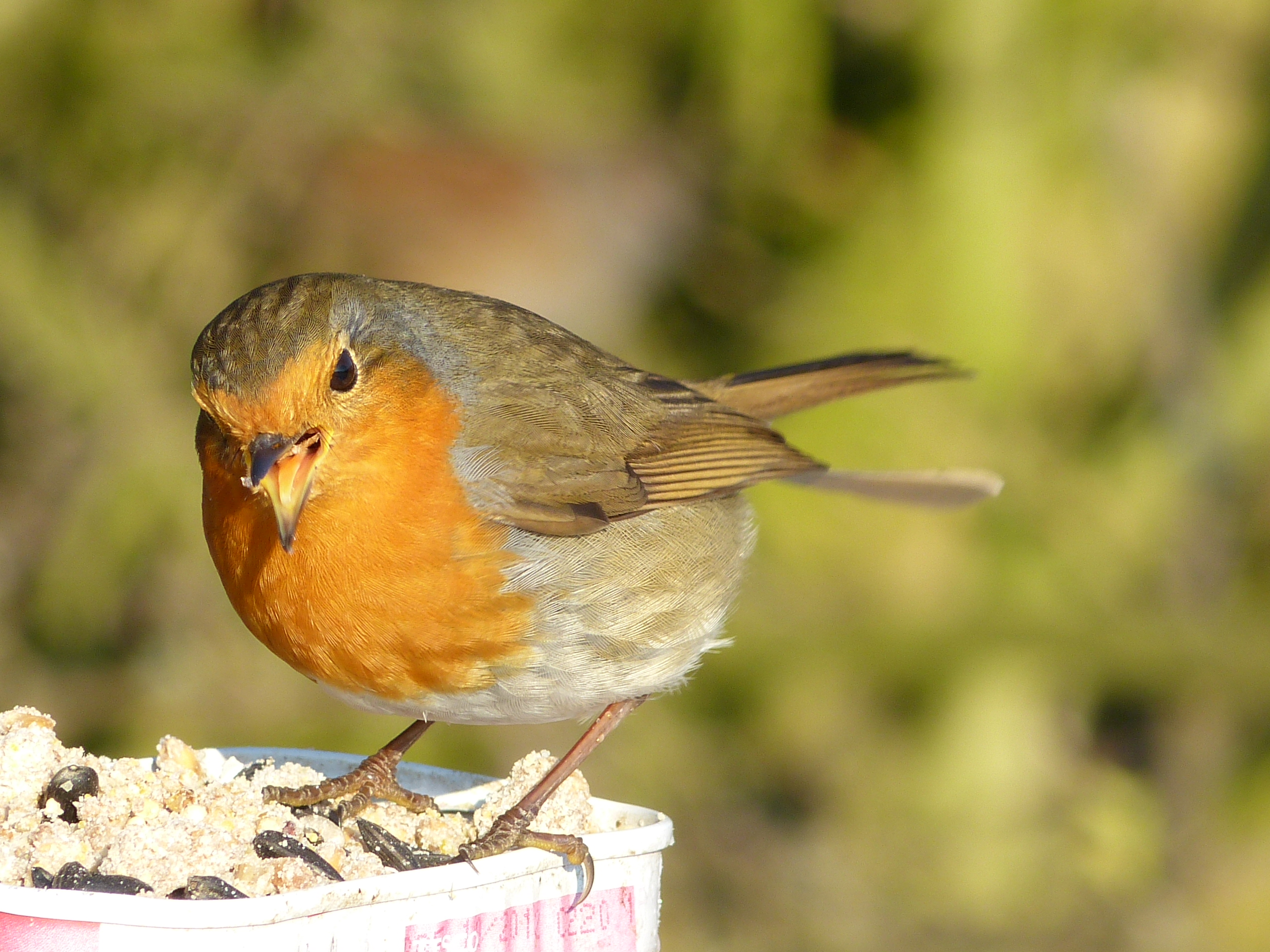
Măcăleandrul se hrănește cu resturi de mâncare

În pădurele din apropierea Moscovei măcăleandrul adună hrană în principal pe pământ, ciugulind diverse nevertebrate de pe suprafața litierei din pădure, căutându-le sub frunzele căzute în anul trecut, precum și sub frunzele de ferigă. Mai rar ciugulește insectele de pe parte inferioară de lângă pămînt a scoarței copacului. Suprafața teritoriului de vânătoare a unei perechii variază de la 5 până la 11-14,5 mii de metri pătrați, în funcție de biotopul în care se află cuibul. De ex., într-o pădure de brazi, o pereche de măcălendri la începutul lui iulie a colectat hrana de pe o suprafață de 6,7 mii de metri pătrați. Hrana păsărilor adulte în pădurele din apropierea Moscovei este compusă din insecte, păianjeni, moluște terestre, miriapode și râme. Printre insectele consumate de adulți se numără lepidoptere (fluturi, omizi, pupe), diptere (muște și țânțari), coleoptere (gărgărițe, gândaci pocnitori, cărăbuși mici), ortoptere, himenoptere (pupe de furnici). Din cele 68 de nevertebrate găsite în stomacurilor a 12 păsări adulte capturate în iunie și iulie în pădurile din regiunea Moscovei, aproximativ 40% erau gândaci (în principal gărgărițe, precum și larve și imago de gândaci pocnitori, carabide); 30% erau himenoptere (în principal furnici - Myrmica sp., precum și larve de viespi-ferăstrău - Tenthredinidae); 10% erau lepidoptere (numai omizi de buhe și cotari); 5% - muște și larvele acestora; 5% - păianjeni; 3% - ploșnițe (Pentatomidae), 3% - miriapode (Diplopoda), 6% din hrană era formată de semințele plantelor ierboase (în principal leguminoase). La sfârșitul verii și toamna, precum și la începutul primăverii, proporția hranei vegetale a crescut în hrana măcălendrilor, hrana vegetală este formată din semințe de brad și molid, conuri de ienupăr asemănătoare bacelor, fructe de coacăz negru, mur, frag, mălin, salbă, crușin, tulichină, soc roșu și scoruș. Majoritatea semințelor care au trecut prin tubul digestiv al măcăleandrului își păstrează germinarea. Astfel, această pasăre contribuie la dispersarea multor arbuști forestieri.
Hrana principală a păsărilor în timpul migrației de primăvară prin regiunea baltică a Rusiei a fost compusă din gândaci, furnici, miriapode și păianjeni; în Armenia în timpul iernii, stomacurile conțineau gândaci (cel puțin din șapte familii), ploșnițe fitofage, furnici, omizi și material vegetal.

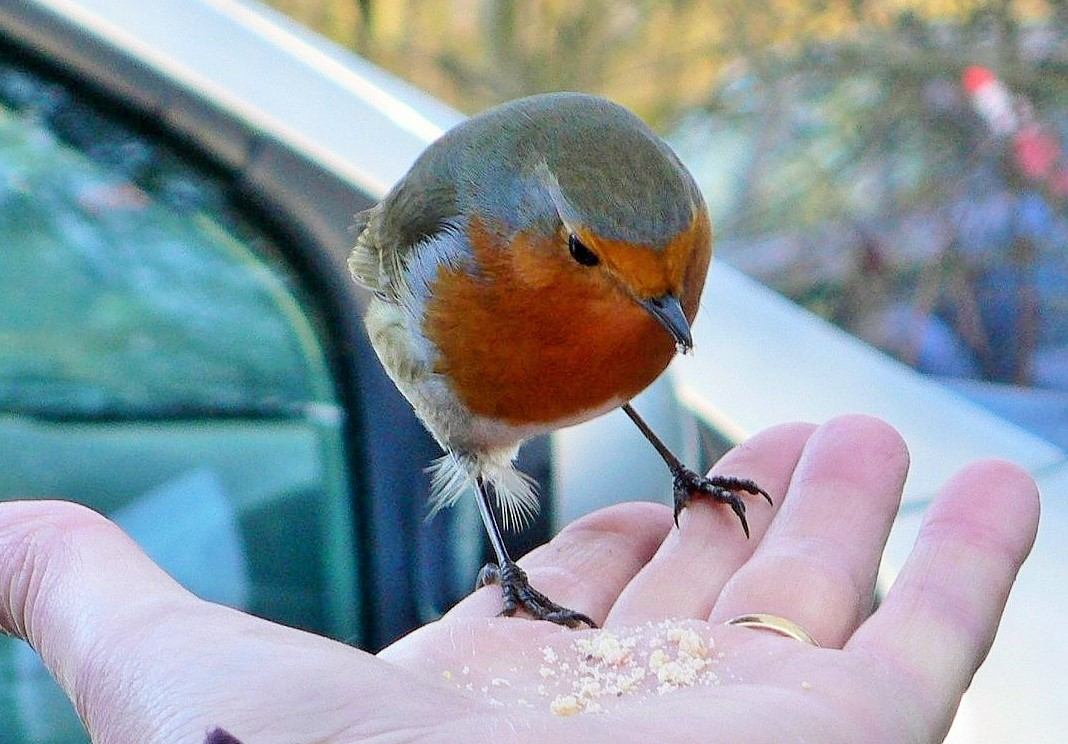
Măcăleandrul hrănindu-se din palma unui om

Puii sunt hrăniți cu hrană foarte moale și suculentă, ușor digerabilă: păianjeni, larve de viespi-ferăstrău (Tenthredinidae), lepidoptere mici, diptere, plecoptere și omizi de fluturi. Hrana vegetală puii încep să mănânce mai târziu, după dispersia lor. În 59 de porții de hrană colectate de la puii măcăleandrului care cuibărea într-o pădurea de conifere din apropierea Moscovei, au fost găsite 102 nevertebrate. Dintre acestea, 40% erau păianjeni (în principal din familia Araneae); 20% - lepidoptere (fluturi), în principal buhe (Noctuidae) și cotari (Geometridae); 15% - larve de viespi-ferăstrău (Tenthredinidae); 18% - diptere, mai ales ragionide (Rhagionidae), țânțăroi (Tipulidae), precum și muște din familiile Sarcophagidae, Muscidae, Tachinidae, Tabanidae etc.; 4% - ploșnițe; 2% homoptere; 1% - alte insecte. 
În România hrana măcăleandrului este formată în principal din diverse nevertebrate: larve și adulți de insecte, diferite specii de gasteropode mici (melcișori), râme ș.a., iar toamna preferă semințe și fructe mici sub formă de bobițe. Kiss a găsit în stomacul unui măcăleandru capturat la Tulcea în noiembrie1974: 3 gândaci carabi (Carabus sp.), 2 furnici (Tetramorium caespitum), 1 gândac gropar (Necrophorus sp.) și 1 gărgăriță a rădăcinilor de lucernă (Otiorhynchus ligustici).
În Republica Moldova hrana măcăleandrului constă prevalent din insecte mici, fiind completată cu fructe și semințe. Hrana este colectată în etajul inferior al pădurii și pe sol. Averin și Gania în Republica Moldova au analizat conținutului a 30 de probe de hrană și au arătat că hrana principală a măcăleandrului era formată din gândaci mici găsiți în 23 de probe. Dintre aceștea, cel mai des au fost găsite gărgărițe (Curculionidae) - 19 exemplare, gândaci de frunze (Chrysomelidae), inclusiv gândacul țestos al sfeclei (Cassida nebulosa) - 6 ex., carabide (Carabidae) - 3 ex. Hemipterele - pentatomidele (Pentatomidae), au fost găsite în 10 stomacuri. S-au găsit și diptere - ceratopogonide (Ceratopogonidae) și muște (Muscidae) - 7 ex., urechelnițe (Dermaptera) - 3 ex., șerpi orbi (Julus) - 3 ex., păianjeni - 2 ex., viespi ihneumonide (Ichneumonidae) - 3 ex., moluște - 2 ex. etc. Într-un stomac s-au găsit râme mici. Toamna, măcăleandrul consuma și hrană vegetală: bobiță de mur (Rubus), porumbar (Prunus spinosa) și păducel (Crataegus), semințe de lobodă (Atriplex) și resturi de ghinde.
Alte date despre hrană consumată de măcăleandru în Marea Britanie au fost publicate de Florence, în fosta URSS de Tarașciuk, Neifeldt, Ptușenko și Inozemțev, Prokofieva, în Ungaria de Csiki, în fosta Iugoslavie de Kovačević și Danon, în Spania de Gil. Date despre consumul și utilizarea energiei au fost publicate de Korodi Gál,  Korodi Gál și Nagy.

## Comportamentul general

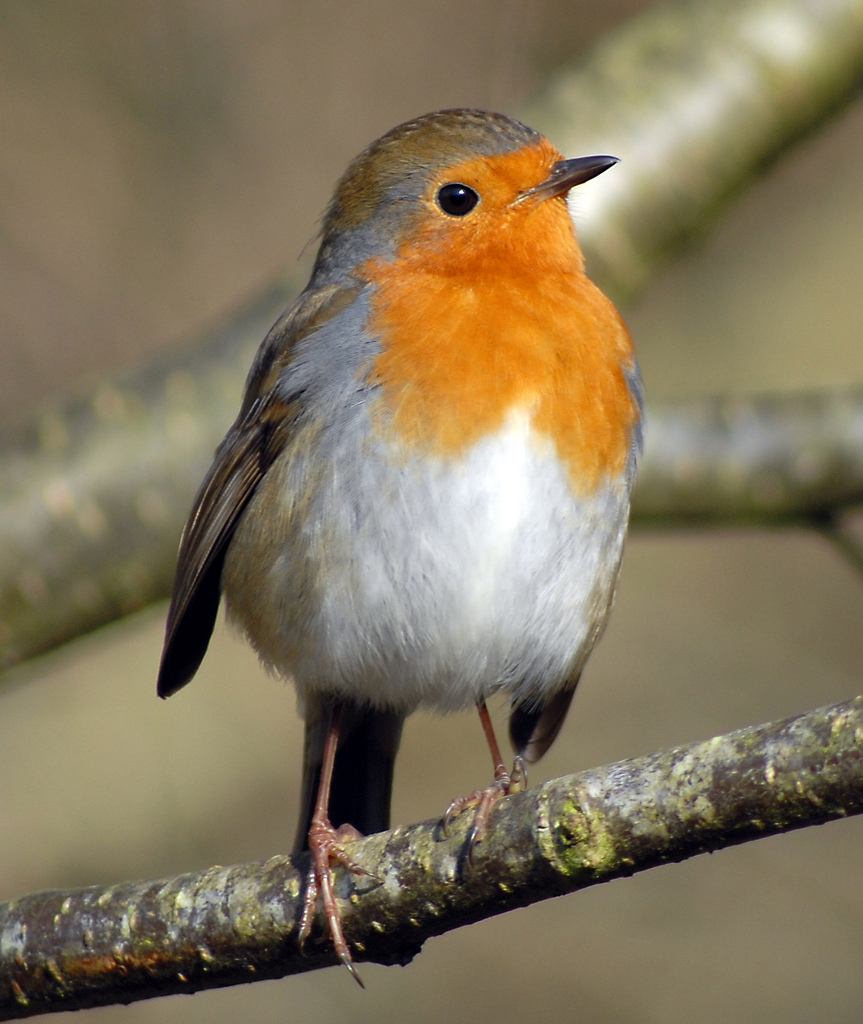
Măcăleandrul cocoțat pe o creangă

Zboară de obicei la o înălțime mică, rapid și drept, dintr-un loc într-altul, cu bătăi ușoare și rapide din aripi și viraje bruște și se cufundă în vegetație, ascunzându-se în interiorul ei; în timpul zborului adesea își ridică pe jumătate coada, progresând sacadat (cu smucituri), iar pe distanțe mai mari zboară uneori (cu excepția migrației nocturne) ușor ondulat ridicându-se și lăsându-se în jos de parcă nu știe cum să-și susțină înălțimea. Are un aspect bine echilibrat în zbor, cu capul mare, târtița lată, aripile destul de rotunjite și coada răsfirată.
De obicei are o ținută destul de verticală, cu capul mare reliefat, pieptul proeminent,
și frecvent fâlfâie din aripi (pe care le ține adesea ușor lăsate în jos) și coadă, dând masculului un aspect plin de caracter. Când este agitat, alarmat sau suspicios, își clatină în sus și jos capul sau îl apleacă, și își poate legăna și ridica coada, balansându-se chiar pe picioare cu coada ridicată.
Pe pământ se deplasează rapid și prudent, ridicând și coborând coada, atât prin salturi scurte cât și lungi într-o succesiune rapidă, apoi se oprește cu o ținută verticală și flutură din aripi și coadă.
Stă adesea cocoțat pe tot felul de suporturi joase, naturale și artificiale, dar stă și la o înălțime mai mare în copaci, și poate sta pitit în vegetația deasă timp îndelungat; se lansează în zbor spre pământ în mod caracteristic de pe suporturile joase: se avântă înainte fluturând din coadă și desfăcând vârfurile aripilor; de asemenea, se repede după prada de pe garduri vii sau tufișuri.  Ține coada parțial ridicată când pândește insecte de pe un suport ridicat. În timpul migrației uneori stă ascuns în hățișuri joase, este mai secretos (ascuns) și în timpul năpârlirii remigelor primare.

## Comportamentul social, teritorial și sexual
Comportamentul populațiilor britanice și irlandeze (subspecia melophilus) este bine cunoscut datorită unor studii majore ale lui Burkitt, Lack, Jackson, East și Harper. Comportamentul altor populații este mai puțin cunoscut; comportamentul subspeciei principale europene rubecula  a fost studiat mai  detaliat  de Adriaensen și Dhondt.

### Gregaritatea
Măcăleandrul este o specie solitară. În sezonul de cuibărit este întâlnită în perechi, în alte perioade ale anului este de obicei mai solitar, însă se adună în grupuri necompacte în timpul pasajului și iarna. De obicei migrează singuri, uneori în grupuri mici de 2-10 păsări; cârdurile excepționale formate din 50-60 indivizi rezultă probabil din concentrarea păsărilor care migrează când trec prin unele zone geografice. Noaptea se odihnesc de obicei singuri. În timpul sezonului de cuibărit un număr mic de perechi se odihnesc împreună. În afara sezonului de cuibărit se odihnesc câteodată împreună în locuri comune de odihnă, de obicei în grupuri mai mici de 10 păsări, în mod excepțional 35. Juvenilii uneori se adună în număr mare în locurile comune de odihnă sau în locurile de hrană.

### Locurile de odihnă
Măcălendrii se odihnesc noaptea. De obicei noaptea se odihnesc singuri în teritoriile ocupate în vegetația deasă la 1-3 m deasupra pământului, în special în iederă (Hedera) sau conifere; mai rar se odihnesc în scorburi și chiar în găuri, inclusiv în cuiburi artificiale. Câteodată intră în clădiri pentru a înnopta. În timpul sezonului de cuibărit un număr mic de perechi se odihnesc împreună, cu excepția perioadei construirii cuibului, depunerii și clocitului ouălor, și acoperirii puilor, când femela se odihnește noaptea de obicei în cuib sau în apropierea lui. În Cambridge măcălendrii vin în locurile de odihnă în medie după 18 min. după apusul soarelui și pleacă din ele cu 22 min. înainte de răsăritul soarelui, dar uneori sunt activi mult mai târziu de apusul soarelui și mult mai devreme de răsăritul soarelui. În afara sezonului de cuibărit se odihnesc câteodată împreună în locuri comune de odihnă, de obicei în grupuri mai mici de 10 păsări, în mod excepțional 35.
Locurile comune de odihnă de lângă orașul Aberdeen (Scoția), ocupate în septembrie-martie, erau folosite și de vizitatorii de iarnă care își apărau teritoriile pe o rază de până la 1 km. Însă în locurile comune de odihnă din alte 2 locuri din Anglia, ocupate în iulie-aprilie, se aflau păsări neteritoriale.  Zonele în care sunt capturate păsările în locurile comune de odihnă se suprapun și pot avea fiecare o suprafață de 3 km² sau mai mult. Unii măcălendri se odihnesc la o distanță mai mică de 500 m unul de altul. Au fost înregistrate 2 locuri de odihnă utilizate și în anii următori, dar acestea erau părăsite de păsări în sezonul de cuibărit. Măcălendrii adesea vin în locurile comune de odihnă și le părăsesc când este complet întuneric, și adesea se urmăresc și vocalizează mult în locurile de odihnă. Uneori măcălendrii se hrănesc și cântă noaptea, mai ales când există o lumină artificială.
Puii care au părăsit recent cuibul se odihnesc de obicei singuri în vegetația deasă, mai aproape de pământ decât adulții; dar câteodată unul sau mai mulți se odihnesc în cuib. Juvenilii independenți se alătură adesea adulților în locurile comune de odihnă.

### Comportamentul de confort și întreținere a penajului
Comportamentul de confort (întreținere a penajului) include băile de soare, curățirea penelor cu ciocul, băile de apă (bălăcirea) și băile de furnici. Păsările care fac băi de soare își răsfiră în evantai aripile și coada și își zbârlesc penele corpului, în special cele de pe spate, care este de obicei îndreptat spre soare. Se bălăcesc de obicei în bălți puțin adânci sau în ape lin curgătoare, dar câteodată în vegetația umedă sau în zăpadă. Chiar și pe vreme rece, se bălăcesc adesea chiar înainte de a se odihni.
Se îmbăiază activ, dar neregulat, cu furnici (din genurile Formica și Lasius), dar mai frecvent cu miriapode, în special cu cele din genul Iulus. Ține miriapodul sau furnica (în mod excepțional până la 4 exemplare) în cioc și le freacă pe fața inferioară a aripii întinse și ridicate, ținând coada răsfirată pe care o mișcă într-o parte și înainte pentru a apăsa din spate. În fumul des uneori adoptă o postură similară cu cea din baia de furnici.

### Timiditatea
În general este o pasăre care trăiește în vegetația deasă. Subspecia britanică melophilus este antropofilă (aparent dependentă de așezările omenești și afecțiunea omului), dar subspeciile continentale sunt vădit mai sălbăticite, sperioase, extrem de secretoase (ascunse) și trăiesc în pădure, și numai uneori sunt văzute la marginea pădurii sau în poieni, acest comportament persistând în timpul migrației și în cartierele de iarnă. În timpul năpârlirii remigelor primare stă mai mult ascuns. În timpul migrației uneori stă ascuns în hățișuri joase.
În Marea Britanie și Irlanda (subspecia melophilus) este de obicei o pasăre îndrăzneață și netemătoare, activă și vizibilă (nu se ascunde), tolerantă față de prezența umană (uneori chiar intră în clădiri), în special în afara sezonului de cuibărit și poate fi văzută în parcuri și grădini unde este asigurată hrana și adesea însoțește grădinarii când aceștia sapă.

### Teritorialitatea
Măcăleandrul este o specie solitară și extrem de teritorială în cea mai mare parte a anului, apărarea teritoriului individual ocupat scade de obicei doar în zilele aspre de iarnă și în timpul năpârlirii. Mărimea teritoriului de cuibărit variază de la 0,84 ha (în medie) în Insulele Britanice, 0,9-1,5 ha în Insulele Canare până la 3,9 ha în Maroc. Când densitatea păsărilor este mică, teritoriile ocupate sunt adesea mai agregate (mai apropiate) decât poate fi așteptat din caracterul habitatului.

#### Teritorialitatea în afara sezonului de cuibărit
În afara sezonului de cuibărit, ambele sexe își apără teritoriile individuale și în mod excepțional se mențin legăturile dintre cei doi parteneri ai perechii. Puține păsări dețin simultan mai mult de un teritoriu timp de până la 6 săptămâni: acestea sunt de regulă masculii adulți care se deplasează (până la 500 m) între teritoriile de cuibărit și teritoriile de iarnă, și juvenilii care își înființează toamna primele teritorii. Nu există dovezi că femelele își apără teritoriile, care sunt mai mici decât cele ale masculilor, și nici că variația suprafeței teritoriilor dintr-un loc este legată de densitatea hranei.
Momentul înființării teritoriului individual este variabil la juvenili. În Cambridge (Anglia), juvenilii își stabilesc teritoriile la începutul lui iulie, când adulții încep să năpârlească și încetează să-și apere teritoriile: majoritatea (62%, n = 106) din juvenili și unii adulți (17%, n = 82) sunt izgoniți din teritoriile ocupate în timpul luptelor când adulții finalizează năpârlirea. În Oxfordshire (Anglia) și Enniskillen (Irlanda), majoritatea juvenililor își stabilesc teritoriile abia la sfârșitul lui septembrie sau în octombrie, după ce adulții și-au ocupat teritoriile.
Suprafața medie a teritoriului ocupat în afara sezonului de cuibărit este variabilă atât în interiorul unui habitat, cât și între habitate: în habitatele rurale mixte din Devon (Anglia), este de 0,07-0,53 ha (în medie 0,30 ha, n = 33); în habitatele suburbane din Cambridge, 0,08-0,63 ha (în medie 0,27 ha, n = 108); în pădurile din Oxfordshire, 0,11-1,09 ha (în medie 0,41 ha, n = 62); în tufișurile din locurile deluroase din Sussex (Anglia), 0,32-1,34 ha (în medie 0,73 ha, n = 18). În Antwerpen (Belgia), 17 teritorii ocupate toamna aveau fiecare o suprafață de 0,2-0,7 ha. Densități similare (până la 300 de păsări pe km²) au fost găsite în locurile de iernare din regiunea mediteraneană.
În timpul migrației sunt adesea teritoriale în locurile de popas, chiar și când se odihnesc pe bărci. Teritoriile apărate în timpul pasajului de toamnă prin insula Lundy (Anglia) erau de 0,08-0,20 ha (n = 13).

#### Teritorialitatea în locurile de cuibărit
Mărimea medie a teritoriului de cuibărit apărat de o pereche variază atât în interiorul habitatului, cât și între habitate; de obicei este aproximativ de două ori mai mare decât mărimea teritoriului de iarnă din același locuri: în Devon este de 0,18-1,47 ha (în medie 0,55 ha, n = 29); în Cambridge 0,25-0,83  ha (în medie 0,56 ha, n = 63); în Oxfordshire 0,30-1,12 ha (în medie 0,80 ha, n = 53); în Sussex 0,72-2,10 ha (în medie 1,44 ha, n = 18). În Antwerpen (Belgia), teritoriile ocupate primăvară sunt de 1,2-2,3 ha (n = 14); în Insulele Canare periferice (subspecia superbus), 0,9-1,5 ha (n = 7). Masculii burlaci de obicei cedează teritoriile perechilor vecine și uneori sunt izgoniți.
Densitățile teritoriilor de cuibărit maxime în locurile de cuibărit din Marea Britanie sunt de 250-300 perechi pe km²; densitățile medii în păduri sunt de 30 perechi pe km², în terenurile agricole 30 perechi pe km². În pădurele virgine din Bialowieza (Polonia), densitatea variază de la 48 de perechi pe km² în pădurele mixte de conifere și foioase până la 7 perechi pe km² în pădurele mixte de frasin (Fraxinus) și arin (Alnus). În Maroc, 25,8 perechi pe km² în pădurile montane, 1,5 în pădurele degenerate. Chiar și la densități mici, teritoriile rareori depășesc 2 ha, cu toate că există un habitat adecvat excedentar.
Teritoriul ocupat este folosit pentru toate activitățile (curtarea femelei, copulație, construirea cuibului, creșterea puilor și pentru procurarea hranei), dar păsările pătrund frecvent în alte teritorii când se hrănesc; dacă densitatea păsărilor este mică, ele pot să-și procure hrana aproape în întregime în afara teritoriilor ocupate.

### Fidelitatea față de locurile de cuibărit și de iernat (filopatria)
Masculii sedentari sunt de obicei fideli față de teritoriile ocupate toată viața, dar din când în când se îndepărtează de ele până la 500 m. Masculii migranți se întorc adesea în aceleași locuri de cuibărit în anii următori, dar proporția lor este necunoscută.
Femelele au de asemenea o fidelitate puternică față de locurile de cuibărit: într-un loc, 88% din 16 femele prezente ani în șir s-au împerecheat în același teritorii ocupate mai înainte, iar 71% din 14 femele în vârstă de un an s-au împerecheat în locurile pe care le apărau când erau juvenile. De obicei femela construiește un nou cuib pentru a 2-a pontă, numai excepțional folosește același cuib pentru a 2-a pontă.
Fidelitatea față de locurile de iernare este mare la populațiile sedentare, și majoritatea masculilor și unele femelele își apără același teritoriu individual toată viața. Păsările care migrează se întorc adesea în aceleași locuri de iernare în anii următori, dar proporția celor care se întorc în aceleași locuri de iernare nu este cunoscută. Fidelitatea față de locurile de cuibărit (filopatria) în regiunea Moscovei a fost foarte mică, din 5751 de măcălendri prinși și inelați în regiunea Moscovei în perioada 1999-2005, numai doi (0,03%) au fost recapturați în următorii ani.

### Comportamentul antagonist (agresiv)
Cu toate că are o talie mică și un aspect drăguț, măcăleandrul este bătăios și destul de agresiv, și poate ataca cu furie alți măcălendri sau intruși care au intrat în teritoriul său. Este de obicei extrem de agresiv sau ostil când își apără teritoriul individual atât față de păsările conspecifice (indivizii din aceeași specie), cât și față de unele păsărele mici din alte specii pe tot parcursul anului, cu excepția perioadei năpârlirii remigelor primare și zilelor aspre de iarnă (când teritoriul poate fi abandonat); masculii burlaci adesea sunt izgoniți din teritoriu de perechile vecine. Măcălendrii sedentari își apără teritoriul ocupat pe tot parcursul anului (teritoriul este apărat mai ales de masculi adesea toată viața), cei migratori își apără teritoriul în special în sezonul de cuibărit, dar masculii și femelele au și teritorii individuale de iarnă (juvenilul își poate stabili teritoriul în prima iarnă de viață). În zonele cu densități mari ale teritoriilor de cuibărit, păsările sunt agresive și față de puii perechilor vecine care pătrund în teritoriul lor.
Agresivitatea este mai frecventă și mai violentă când se stabilesc teritoriile individuale sau se modifică hotarele teritoriilor ocupate în perioada formării perechilor. Au loc uneori vătămări grave ale ochilor și picioarelor în timpul luptelor intraspecifice (între indivizii aceleiași specii), iar în populația cu densitate mare din Cambridge cel puțin 10% din 98 masculi adulți și cel puțin 3% din 86 femele adulte au murit în timpul luptelor. Marea majoritate a conflictelor sunt rezolvate fără a intra în contact fizic; escaladările grave sunt aproape întotdeauna legate de stabilirea teritoriilor, dar sunt extrem de rare între vecini cu teritorii stabilite deja de câteva zile.
În afara sezonului de cuibărit, ambele sexe sunt agresive față de intruși indiferent de sexul lor, dar unii vecini de sex opus se tolerează reciproc. Aceștia sunt aproape întotdeauna partenerii din anul trecut sau părinții și urmașii lor, fiecare pasăre a fostei perechi apără o parte a fostului teritoriu de cuibărit al masculului, și probabil se împerecheze în anul următor.Atunci când o pasăre este foarte mult provocată de către un conspecific, altele oferă adesea sprijin, astfel încât perechile aparente pot fi văzute alungând intrușii.  În perioada de cuibărit, masculul este mai agresiv decât femela; ambii atacă mai des indivizii de același sex, iar femela evită adesea masculul intrus.
Intrusul se retrage de obicei imediat ce observă un conspecific, chiar dacă acesta este un alt intrus, masculii intruși sunt atrași de femelele cuibăritoare. Atunci când proprietarul teritoriului vede un intrus, el adesea își face cunoscută prezența destul de simplu - cocoțându-se pe un suport vizibil sau vocalizând (de obicei cântă sau emite strigăte "tic" stridente și scurte). Descurajarea intrușilor prin prezența proprietarului poate explica vizitarea regulată a teritoriului de către proprietar când acesta se hrănește în altă parte.
Intrușii care se hrănesc în teritoriul individual al proprietarului adesea nu sunt alungați de acesta. Cu toate acestea, dacă intrusul nu pleacă, avansează sau emite vocalizări teritoriale (cântă sau scoate repetat strigăte "tic"), proprietarul se apropie de obicei cântând sau scoțând strigăte "tic". Uneori intrusul răspunde, rezultând un duel vocal (însoțit de cântec) în care adversarii de obicei își potrivesc vocalizarea utilizată și ritmul emiterii ei. Duelurile vocale sunt adesea de lungă durată, dar de obicei întrerupte de pauze scurte în care adversarii se hrănesc dacă duelurile durează mai mult de 30 min. Intrușii adesea încep duelul vocal la începutul zilei, dacă vremea este blândă, sau dacă nu sunt teritoriali ei înșiși. Duelurile vocale însoțite de cântec și strigăte "tic" sunt obișnuite între proprietarii teritoriilor vecine, dar descresc în durată și frecvență pe măsură ce păsările devin mai familiare între ele.
Când rivalii se apropie, afișarea demonstrativă a pieptului portocaliu devine mai importantă. Posturile amenințătoare sunt extrem de variabile și sunt influențate parțial de înălțimile relative ale rivalilor (proprietarul teritoriului poate fi mai înalt decât rivalul, la acelaș nivel cu rivalul, sau mai jos decât rivalul); în posturile amenințătoare piepturile portocalii ale rivalilor sunt îndreptate unul spre celălalt înainte de a se lansa în atac, corpul de obicei este ținut nemișcat cu ciocul în sus și penajul nezbârlit; în alte circumstanțe, își zbârlesc adesea penajul, în special pe gâtlej și creștet.
Harrison 1973 În postura amenințătoare poziția aripilor și cozii este destul de variabilă, învinsul de obicei le flutură sau fâlfâie mai mult decât rivalul câștigător. Coada este uneori lăsată în jos și răsfirată în evantai, dar mai des ridicată spre verticală. Aripile sunt uneori întinse și ridicate. Rivalii își leagănă de obicei lent corpul într-o parte și într-alta; câteodată își îndoaie rapid picioarele și își clatină corpul în sus și jos. Variația posturilor amenințătoare după cât se pare este continuă, dar este necesară o analiză cantitativă. Uneori proprietarul lovește sau ciupește repetat cu ciocul pământul (de parcă a se hrăni) în timpul posturii amenințătoare; mai frecvent când intrusul este o pasăre falsă, manechin sau împăiată.
Postura amenințătoare este uneori adoptată pe tăcute; vocalizările tipice din posturile amenințătoare sunt cântecul de luptă și strigătele "tic" și strigătele antagonistice "sii", rivalii de obicei utilizează aceleași vocalizări. Cântecul de luptă are adesea o calitate stranie înăbușită, iar intensitate lui are o corelație pozitivă cu durata posturii amenințătoare. Strigătele de suspin și strigătele sâsâitoare sunt mai tipice pentru luptele reale, dar uneori sunt emise dacă proprietarul se apropie de intrus.
Juvenilii rareori adoptă o postură amenințătoare sau reacționează la ea înainte de năpârlirea post-juvenilă, puținele lor interacțiuni agresive înainte de năpârlire sunt dominate de dueluri vocale însoțite de strigăte "tic" și de încăierări. Aceasta susține afirmația că pieptul portocaliu acționează ca un declanșator al agresivității, deși nu este singurul: de exemplu, specimenul împăiat al pițigoiului mare (Parus major) era adesea atacat cu înverșunare atunci când era expus împreună cu înregistrarea cântecului măcăleandrului.  Există o variație considerabilă a reacției măcăleandrului față de păsările manechine sau împăiate: Lack a observat că un mănunchi de pene portocalii era atacat de măcăleandru, iar afirmațiile lui Mead că agresivitatea măcăleandrului era manifestată și față de barba lui portocalie contrastează cu absența repetată la unele populații de măcălendri a răspunsului la altceva, în afară de specimenele împăiate sau congelate. O pasăre manechin cu pieptul intens roșu adesea a fost atacată de unii măcălendri, dar alți măcălendri nici măcar nu s-a apropiat de manechin.
Într-un studiu s-a arătat că din 1067 conflicte între intruși și proprietari luptele au avut loc în 13%. Luptele corp la corp se declanșează de obicei brusc, iar acestea sunt adesea precedate de vocalizări. Inițial adversarul este adesea lovit numai o singură dată cu aripile și/sau picioarele, sau aruncat de pe suportul de cocoțat. Pe măsură ce lupta sporește, păsările încep să se rostogolească de mai multe ori pe pământ; apoi zboară în sus față în față bătând rapid din aripi, lovindu-se cu picioarele, înainte de a coborî pe pământ încleștate. În timp ce sunt încleștate, păsările încearcă să se imobilizeze reciproc pe pământ; învingătorul lovește cu înverșunare capul rivalului, în special în jurul ochilor, uneori orbindu-l sau ucigându-l. Clănțănitul din cioc este obișnuit în timpul luptelor, iar vocalizările tipice includ cântecul de luptă și strigătele "tic", strigătele antagonistice, strigătele de suspin și strigătele sâsâitoare. Majoritatea luptelor durează mai puțin de 1 min, înainte ca învinsul (aproape întotdeauna intrusul) să fugă; rareori unele conflicte continuă până la 1 oră, excepțional mai multe zile. În timpul unor astfel de dispute lungi, luptele alternează cu urmărirea (proprietarul este de obicei cel care urmărește rivalul), dueluri vocale însoțite de cântec și strigăte "tic", și posturi amenințătoare, precum și cu pauze scurte când se hrănesc. Unele lupte se desfășoară fără o escaladare treptată descrisă mai sus, și într-un caz excepțional intrusul a fost ucis la 80 de secunde după ce a fost observat de proprietar.
Învinsul de obicei termină conflictul printr-o retragere rapidă; nu a fost înregistrată nicio postură de supunere a învinsului și de obicei acesta nu scoate un strigăt specific, dar uneori scoate un strigăt moale sibilant care durează 0,4 s. Intrusul care se hrănește adesea ignoră deliberat proprietarul, întorcându-se cu spatele spre el, pentru a-și ascunde pieptul portocaliu provocator. Juvenilii cu pieptul brun (și câteodată adulții) emit adesea strigăte repetate de contact, ca și cum ar cerși mâncare, dacă un conspecific agresiv se apropie, indiferent de vârsta sau sexul acestuia din urmă. Strigăte de contact izolate au fost de asemenea observate la păsările învinse în timpul conflictelor antagonistice pe tot parcursul anului, ceea ce sugerează că aceste strigăte sunt probabil un semn de supunere.
Alte specii de păsărele (Passeriformes) mici, rareori mai mari decât un florinte (Carduelis chloris), sunt adesea atacate de măcăleandru, dar rareori alungate din teritoriul ocupat de el. Uneori atacă mamifere mici ( de ex. șoareci) în locurile unde se hrănește. Majoritatea victimelor se pare că deranjează pur și simplu măcălendrii care se hrănesc. Au o agresivitate mai puternică și mai persistentă față de concurenții potențiali pentru hrană, în special față de codroși (Phoenicurus), pietrari (Oenanthe) și mărăcinari (Saxicola). Uneori, agresivitatea față de codroșul de pădure (Phoenicurus phoenicurus) duce la stabilirea unei teritorialități interspecifice, iar specimenul împăiat al codroșului de pădure este uneori atacat, chiar și în locurile unde nu cuibărește. Dar totuși există o înregistrare a conviețuirii în cuib a codroșului de pădure și măcăleandrului care cloceau unul lângă altul.  Brumărița de pădure (Prunella modularis) este de asemenea o victimă a agresivității excesive a măcăleandrului, probabil din cauza că procurarea hranei pe pământ a acestor 2 specii duce la o concurență pentru terenurile înțelenite. Alte specii provoacă rareori agresivitate sau cântec din partea măcăleandrului, indiferent dacă au sau nu pene portocalii.

### Reacția față de prădători și intruși
Puii măcăleandrului sunt adesea prădați de vulpe (Vulpes vulpes), jder (Martes martes) și de alte specii de prădători mamiferi: nevăstuica, hermina, dihor, pisici, arici și șoareci, însă acești prădători prind rar păsările adulte. Păsările adulte rareori cad pradă uliului porumbar (Accipiter gentilis), uliului păsărar (Accipiter nisus) sau altor șoimi mici, pentru că de obicei se ascund bine de ei în tufișuri.

#### Reacția față de prădători și intruși a puilor
De la 5 zile de la eclozare, puii devin tăcuți și se ghemuiesc în cuib când aud strigătele de alarmă "țiip" ale părinților și când sunt deranjați. După 10 zile de la eclozare, de obicei se furișează afară din cuib și se ascund în covorul vegetal din apropiere dacă sunt deranjați. Puii mai mari din cuib scot de obicei strigăte sâsâitoare sau strigăte de detresă (de disperare) atunci când sunt atinși cu mână; strigătele de detresă îndeamnă de obicei alți pui să părăsească cuibul.
Puii care au părăsit recent cuibul devin tăcuți și se ghemuiesc când sunt deranjați sau când aud strigătele de alarmă ale părinților. Pe măsură ce puii devin mai mobili, ei de obicei se ascund în vegetație și încremenesc pe loc (adică nu fac nici o mișcare) în caz de pericol. La aproximativ 10 zile de la părăsirea cuibului, puii încep să scoată strigăte "tic" și strigăte de alarmă când alți conspecifici (indivizii din aceeași specie) fac așa și când întâlnesc prădători. O jucărie de pluș care mai înainte nu a provocat nicio reacție din partea puilor, a stârnit o reacție puternică zgomotoasă din partea unui pui de 15 zile (care a părăsit cuibul) când jucăria a fost arătată că ținea un conspecific mort.

#### Reacția față de prădători și intruși a păsărilor adulte
Când văd un prădător femelele care clocesc și acoperă puii stau adesea înțepenite și tăcute în cuib, ceea ce explică probabil mortalitatea lor mai mare în timpul sezonului de cuibărit decât cea a masculilor. În timpul clocitului, masculul (mai rar femela) scot uneori strigăte de alarmă dacă un prădător se apropie de cuib; când puii eclozează, ambele sexe aproape întotdeauna scot astfel de strigăte, această schimbare a comportamentului apare la câteva ore de la eclozare.
Reacția față de păsări. Reacțiile măcăleandrului față de alte specii de păsări sunt extrem de variabile, de obicei mai intense când puii părăsesc cuibul. Păsările din apropierea cuibului mai mari decât sturzul de vâsc (Turdus viscivorus) și toate păsările foarte aproape de cuib, provoacă de obicei demonstrații vocale, dar adesea superficiale.Atât strigătele "tic", cât și cele de alarmă sunt utilizate de obicei împreună, păsările răpitoare provocând mai multe strigăte de alarmă decât mamiferele.
Atacurile de distragere a atenției sunt rareori lansate, cu excepția corvidelor (Corvidae) și a tuturor speciilor de păsări aflate lângă cuib; chiar și în aceste cazuri, multe perechi nu atacă prădătorii de lângă cuib. Măcăleandrul se apropie adesea destul de aproape de bufnițe (Strigiformes). Dacă vede o cucuvea (Athene noctua) adesea efectuează zboruri de distragere a atenției și zboruri cu atacuri simulate; odată cucuveaua a fost lovită de mai multe ori de un măcăleandru mascul când se afla la 20 m de cuib. Huhurezul mic (Strix aluco) este uneori hărțuit de mai multe perechi, dar în 3 din 11 de astfel de cazuri masculul rezident a urmărit și conspecificii intruși.
De obicei evită păsările răpitoare diurne (Accipitriformes, Falconiformes). Dacă vede un prădător aviar, se ascunde în vegetația deasă sau își lipește corpul de pământ sau de o creangă sau de alt suport pentru a-și ascunde pieptul portocaliu. Când a fost urmărit de un uliu păsărar (Accipiter nisus), un măcăleandru mascul a scos strigăte "tic" repetate, dar acest comportament pare puțin probabil să reprezinte un comportament de distragere a atenției pentru a proteja familia, deoarece un comportament similar a fost observat și în afara sezonului de cuibărit.
O pitulice fluierătoare (Phylloscopus trochilus) care a aterizat la intrarea în cuib în care se aflau pui a fost atacată de măcăleandrul mascul și i-a smuls penele de pe cap. La vederea cucului (Cuculus canorus), măcăleandrul scoate uneori strigăte persistente de alarmă, dar de obicei îl ignoră, cu excepția perioadei construirii cuibului, depunerii ouălor și eclozării, când acesta este câteodată urmărit continuu și atacat în picaj de ambele sexe. Uneori atacă specimenul împăiat al cucului. Cucul paraziteză cuibul măcăleandrului în care femela cucului depune de obicei câte 1 ou pe care îl clocește femela măcăleandrului împreună cu ouăle sale, puil cucului este apoi hrănit de măcăleandru, chiar și când părăsește cuibul. 

Lack 1963
Reacția față de om. Reacțiile măcăleandrului față de om au fost studiate detaliat de East. Femela clocitoare emite uneori un strigăt sâsâitor lung și sibilant atunci când este deranjată la cuib și nu poate scăpa. Demonstrația vocală este rară înainte de eclozarea puilor, dar apoi se intensifică foarte mult la scurt timp după plecarea puilor din cuib. Sunt folosite atât strigătele "tic", cât și cele de alarmă, strigătele "tic" fiind din ce în ce mai des folosite, în special după plecarea puilor din cuib. Oamenii atrag mai multe strigăte de alarmă decât majoritatea mamiferelor.
Rareori se apropie foarte mult de omul intrus înainte de eclozarea puilor, dar mai târziu zboară de obicei spre intrus și chiar se învârtește deasupra capului lui țipând puternic. Când omul intrus este lângă cuib, unele păsări lansează atacuri repetate de distragere a atenției, scoțând un șir de strigăte crepitante "tic"; altele rămân la distanță emițând mai ales strigăte de alarmă. Un măcăleandru domesticit s-a cocoțat pe un observator când acesta inela puii din cuib. De obicei, masculii sunt mai agresivi față de om decât femelele, dar variația este mare. Puțini măcălendri, mai ales cei domesticiți, lovesc omul intrus în special pe mâini și față, chiar dacă restul torsului este gol, scoțind strigăte sâsâitoare și/sau clănțănituri din cioc.
Reacția față de alte animale. Șerpii și năpârcile (Anguis) provoacă o agitație mare printre măcălendri, părinții făcând demonstrații vocale insistente, întrerupte de activități substitutive (comportamentul substitutiv) destul de vădite (de ex., curățirea penelor cu ciocul). Păsările evită să se apropie foarte aproape; femelele clocitoare de obicei țâșnesc imediat ce observă reptila.
Reacția față de mamifere este variabilă; intensitatea reacției se modifică pe parcursul sezonului de cuibărit ca și în cazul reacției față de om. Mamiferele mai mici decât hermina (Mustela erminea) sunt ignorate, cu excepția când sunt aproape de cuib sau de puii care au părăsit cuibul, în acest caz acestea sunt hărțuite vocal, uneori hărțuirea escaladează în atacuri de distragere a atenției; un chițcan pitic (Sorex minutus) găsit mort sub o femelă care clocea după o zarvă la cuib sugerează un atac direct. Apărarea cuibului se termină uneori cu moartea părintelui: o nevăstuică (Mustela nivalis) a fost găsită cu 2 măcălendri adulți recent morți lângă un cuib cu pui vii.
Reacția la mamiferele mai mari este extrem de variabilă. Vulpea (Vulpes vulpes) și bursucul (Meles meles) provoacă adesea o demonstrație vocală imediat ce sunt observați pe teritoriul individual de la începutul clocitului până când puii devin independenți. Cu toate acestea, majoritatea altor mamifere sunt ignorate, cu excepția cazului în care sunt aproape de cuib, când sunt tratate ca și oamenii, cu excepția strigătelor de alarmă care sunt mai rare. Lovesc uneori pisicile; odată, un mascul a zburat de mai multe ori bătând rapid din aripi în fața unei pisici în timp ce aceasta se juca cu puii care au părăsit cuibul.
Reacțiile față de prădători în timpul nopții sunt aproape neștiute. Când un arici (Erinaceus europaeus) s-a apropiat de cuib noaptea, 2 femele care cloceau au stat înțepenite în cuib până când intrusul era la o distanță de 50 cm; dar când ariciul s-a apropiat mai mult o femelă a emis strigăte sâsâitoare și a clănțănit din cioc c. 30 s. înainte de a țâșni din cuib, în timp ce alta s-a furișat afară din cuib fără să strige; nici una nu a fost auzită să strige din nou după ce au părăsit cuibul.

### Comportament heterosexual
Măcăleandrul atinge maturitatea sexuală la vârsta de un an, dar mulți masculi nu se împerechează (rămân holtei) în fiecare an și printre aceștia există probabil o proporție mai mare de masculi în primul an de viață. În locurile bine studiate din Insulele Britanice, până la 20% dintre masculi nu reușesc să atragă femele.
De obicei este o specie monogamă, dar  c. 6% dintre masculii care cuibăresc în Insulele Britanice sunt bigami. Perechile se formează la începutul sezonului de cuibărit (adesea în cartierele de iarnă, sau departe de locurile preferate pentru cuibărit). Parada nupțială a masculului este însoțită de cântecul de curtare, masculul este adesea agresiv față de femela care intră în teritoriul lui (adesea o alungă). Femela se apropie de mascul emițând strigăte de contact urmate de o urmărire activă (uneori îndelungată) a femelei de către mascul, întreruptă de pauze în care ambele păsări cântă puternic, în timp ce masculul fâlfâie agitat din aripi și coadă în repaus. În unele populații, mai ales sedentare, formarea perechilor are loc cu patru luni înainte de construirea cuibului, iar cei doi parteneri ai perechii sunt adesea agresivi unul față de altul (chiar provocându-și leziuni fizice). Legătura dintre cei doi parteneri ai perechii durează până la inițierea sau finalizarea năpârlirii postnupțiale, iar perechile se refac de obicei ulterior.
Hrănirea rituală a femelei de către mascul are loc de obicei numai după începerea construirea cuibului, mascul poate hrăni femela din cuib, dar acest comportament variază mult între perechi, unele femele alungă masculul de la de cuib până când ouăle eclozează. Locul cuibului este ales de femelă. Cuibul este construit în întregime numai de femelă.

#### Legătura dintre partenerii perechii
Sistemul de împerechere este de obicei monogam, dar 6% din 71 de masculi în Cambridge au practicat o bigamie simultană, și alte publicații sugerează o frecvență scăzută a bigamiei tipice.
Un număr mare de masculi nu reușesc să-și găsească o femelă: 20%, (n = 65); 15,9%, (n = 63); 20%, (n = 71). Femelele care și-au pierdut partenerul se mută de obicei în alt loc, cu excepția cazului în care clocesc și au grijă de puii și îi hrănesc, și de obicei atrag un mascul neîmperecheat în decurs de câteva zile sau chiar ore. Perechile se formează de obicei în locul de cuibărit, numai 3% din 92 de perechi din Cambridge s-au mutat într-un nou loc după împerechere, iar în locurile care nu sunt folosite pentru iernare cel puțin 50% din 18 perechi au ajuns deja împerecheate.
Legătura dintre cei doi parteneri ai perechii (mascul și femelă) durează un sezon de cuibărit, și de regulă se termină imediat înainte de sau după năpârlire; au fost înregistrate 2 cazuri de conviețuire al celor doi parteneri ai perechii în același teritoriu pe tot parcursul anului. Frecvența abandonării partenerului este de obicei scăzută: în Devon, în 12% din cele 35 de perechi studiate legătura dintre cei doi parteneri a fost întreruptă de femelă care a părăsit masculul; niciuna din cele 31 femele din Sussex nu a părăsit masculul; cel mai mare procent al abandonării a fost înregistrat în Cambridge, unde 23-37% din 92 femele au abandonat partenerul și 1% din 92 masculi au părăsit femela. Raritatea abandonării femelei de către mascul se datorează probabil pierderii teritoriului ocupat de mascul în acest caz. Abandonarea masculului de către femelă are loc de obicei înainte de depunerea primei ponte, adesea în decurs de câteva zile sau ore de la pierderea de către masculul din apropiere a femelei, sau în timp ce perechea are grijă de puii din ultima pontă a anului.
Când atât masculul, cât și femela, se întorc în același loc obișnuit de cuibărit în anii următori, ei se împerechează de obicei din nou: în 2 studii britanice reîmperecherea a avut loc în 70% din 21 de cazuri. Fidelitatea față de partener se pare că rezultă din fidelitatea extremă față de locurile de cuibărit și nu viceversa. În locurile împădurite, unde gestionarea pădurii a provocat schimbări mari a habitatului, fidelitatea masculilor față de locurile de cuibărit a rămas mare, dar numai 1 din 10 femele care aveau șansa de a se împerechea din nou au rămas fidele față de aceste locuri.

#### Formarea perechilor și parada nupțială
Rolul cântecului de curtare în atracția femelei de către mascul este important.Femelele care migrează hoinăresc câteva zile (excepțional până la 17 zile), interacționând cu mai mulți masculi înainte de împerechere; femelele care nu migrează (sedentare) părăsesc teritoriile de iarnă și de obicei se alătură masculilor în decurs de 1 zi pentru a se împerechea. Unde majoritatea masculilor sunt sedentari, cea mai comună strategie de împerechere sau de formare a perechilor (în 78% din 89 de cazuri) este aceea în care femela se alătură masculului în teritoriul său de iarnă; mai rar masculul se mută în teritoriul femelei pentru a i se alătura (10%) sau unde masculul și femela au teritorii învecinate ei le fuzionează (12%). Situația în populațiile migratoare este neclară, iar o proporție necunoscută de păsări sosesc în locurile de cuibărit deja împerecheate; masculii neîmperecheați ajung de obicei în locurile de cuibărit cu câteva zile înaintea femelelor neîmperecheate, dar există o suprapunere considerabilă.
La începutul sezonului de cuibărit, masculul este adesea extrem de agresiv față de femela care intră în teritoriul lui (adesea o alungă), dar mai târziu tratează orice pasăre silențioasă (chiar și specimenele de mascul uscate și congelate) ca și cum ar fi femele, inclusiv și pe păsările care scot strigăte de contact, apropiindu-se de ele excitat și cântând sonor. Femela adesea emite strigăte de contact când se apropie de mascul în teritoriul său de iarnă. Pe măsură ce femela se apropie de mascul, acesta ciupește adesea cu ciocul pământul și apoi se îndepărtează de ea cântând, astfel de apropieri repetate ale femelei și retrageri ale masculului (ceremonia însoțită de cântec și urmărire) sunt urmate de o urmărire agitată a masculului de femelă (care adesea este interpretate greșit ca o dispută teritorială), ambele păsări cântă în timpul pauzelor sporadice.
Interacțiunea între femelă și mascul este adesea terminată de femelă care părăsește teritoriul masculului și interacționează cu alți masculi sau începe să se hrănească, cu toate că femela este adesea urmărită îndeaproape de mascul, care zboară excitat în jurul ei și flutură din aripi și coadă când se odihnește. Când se află departe de teritoriul individual, masculul este în general tăcut și încercă în mod repetat să aducă femela (care a părăsit teritoriul) înapoi; dacă masculul pătrunde cu femela în alt teritoriu și este descoperit de proprietar rareori luptă cu el. Majoritatea masculilor renunță să aducă înapoi femela și se întorc în teritoriile lor, unde cânta răsunător câteva minute după ce femela a plecat, dar în populațiile cu o densitate mică mascul poate urmări femela până la 2 ore și până la 900 m de la teritoriul său. Din ce în ce mai mult, femela petrece mai mult timp cu un singur mascul. Cântecul și urmărirea reciprocă în această perioadă sunt întrerupte mai degrabă de cei doi parteneri care se hrănesc împreună în teritoriul ocupat, decât de plecarea femelei. Este puțin probabil ca femela să se împerecheze apoi în alt loc cu alt mascul, iar această fază de formare a perechii însoțită de cântec și urmărire încetează de obicei în câteva ore (excepțional 5 zile).  Ceremonia însoțită de cântec și urmărire este de asemenea evidentă, când păsările din teritoriile învecinate se împerechează, iar perechile învecinate se urmăresc una pe alta în jurul teritoriului celelalte.
Dacă masculul se mută în teritoriul femelei pentru a i se alătura, împerecherea în faza inițială este însoțită de o agresivitate extremă între viitorii parteneri și nu poate fi deosebită de încercarea de izgonire a masculului intrus de către proprietarul teritoriului. Comportamentul femelei apoi se schimbă brusc de la rezistență față de mascul la participarea la ceremonia însoțită de cântec și urmărire. Într-un studiu a fost arătat că masculii cu teritorii mari au șanse mai mari de a se împerechea și se împerechează mai devreme decât cei cu teritorii mai mici, dar asta nu este întotdeauna așa. Deși comportamentul femelei este destul de sugestiv pentru selecția activă a masculului, aceasta este dificil de demonstrat.
Agresivitatea femelei față de mascul și față de orice femelă nou venită previne de obicei a 2-a împerechere a masculului (bigamia). Ceremonia însoțită de cântec și urmărire diminuează cu mult în intensitate în timpul formării legăturilor bigame. Spre deosebire de formarea perechilor la începutul anului, hrănirea rituală a femelei este evidentă dacă perechea se formează în timpul sezonului de cuibărit, indiferent dacă masculul are deja o parteneră sau nu. Intervalul dintre formarea perechilor și construirea cuibului durează până la 4 luni în populațiile sedentare; perechea petrece puțin timp împreună în acest interval și legătura între partenerii perechii nu este evidentă.
Mai ales la începutul primăverii, cei doi parteneri ai perechii sunt adesea foarte agresivi unul față de celălalt, adoptând chiar posturi amenințătoare. Partenerii perechii din anul trecut sunt mai puțin agresivi unul față de celălalt decât cei din perechile noi, indiferent de vârstă. Agresivitatea între partenerii perechii este mai mare în timpul procurării hranei, dar hrănirea artificială o reduce; în timpul condițiilor meteorologice severe femela și masculul adesea se separă, cel puțin temporar. Când începe construirea cuibului, agresivitatea între parteneri este neobișnuită, dar o femelă a fost orbită într-un ochi de mascul în timpul depunerii ouălor. Femelele masculului bigam sunt de obicei extrem de agresive una față de cealaltă și împart teritoriul între ele, dar în 2 din 9 cazuri au împărțit amiabil teritoriul. Câteodată cuiburile femelelor masculului bigam sunt situate la mai puțin de 1 m și numai în mod excepțional împart acelaș cuib.

#### Hrănirea rituală a femelei
Masculul hrănește ritual femela după finalizarea cuibului, în timpul depunerii ouălor și clocitului până la eclozarea ouălor. Hrănirea rituală a femelei de către mascul este observată rareori înaintea construirii cuibului, cu excepția cazului în care formarea perechilor are loc în timpul sezonului de cuibărit.
Femela începe să emită strigăte de contact în mod regulat (până de 20 de ori pe minut) timp de 3 zile după finalizarea cuibului sau înainte de a-l căptuși (în 88% din 66 de cuiburi studiate). Femela continuă să emită strigăte până la eclozarea ouălor, excepțional mai mult, chiar dacă ponta a eșuat (de ex. dacă cuibul a fost abandonat sau distrus). Inițial masculul nu răspunde la strigătele persistente ale femelei; femela uneori se apropie de mascul scoțând strigăte cerșetoare sau chiar îl atacă. Apoi câteva zile, în mod excepțional 15 zile, masculul strânge mâncare pentru femelă, scoțând în același timp strigăte rare de contact. Uneori masculul interpretează subcântecul când se apropie de femelă cu mâncare. Când vede masculul cu mâncare, femela deschide larg gura, se apleacă și bate tremurător și rapid din aripile ușor desfăcute și accelerează ritmul strigătelor de contact. Masculul ține mâncarea în cioc și apoi o transferă în gura femelei, care înghite imediat mâncarea adusă. Pe măsură ce mâncarea trece din ciocul masculului în ciocul femelei, aceasta emite strigăte de cerșit. Mâncarea oferită de mascul femelei constă de obicei dintr-o singură nevertebrată mare, de ex. o râmă, sau un mănunchi din 4-6 nevertebrate mici.
Frecvența strigătelor de contact a femelei este mai mare când aceasta iese din cuib în timpul clocitului, de obicei 10-15 strigăte pe min, comparativ cu 5-10 strigăte pe min în timpul depunerii ouălor, dar dacă este inclus și timpul petrecut în cuib (circa 66% din 938 de ore ale perioadei clocitului în timpul zilei) raportul este ușor inversat. Ritmul hrănirii rituale a femelei este aproximativ constant, ea este hrănită de mascul de 30-50 ori pe zi cu 2 zile înaintea depunerii primului ou și în timpul depunerii ouălor, clocitului până la eclozare. Atât ritmul strigătelor de contact, cât și ritmul hrănirii rituale, sunt corelate pozitiv cu mărimea pontei în perioada depunerii ouălor, dar nu cu mărimea pontei în timpul clocitului. Cu toate că o bună parte a hrănirilor rituale nu este urmată de copulație, 65% din 1489 de copulații au avut loc după hrănirea rituală.
În timpul clocitului, masculul adesea colectează hrana și apoi se apropie de cuib emițând strigăte de contact sau subcântecul pentru a atrage femela. La unele perechi, femela iese din cuib numai când este chemată afară de mascul care a adus mâncare, dar la altele masculul colectează hrana numai după ce se apropie femela care cerșește mâncare. Uneori masculul hrănește femela în cuib; ritmul hrănirii femelei în acest caz este extrem de variabil la diferite perechi, unele femele alungă masculul de la de cuib până când ouăle eclozează.
În captivitate, au fost înregistrate femele care ofereau hrană adulților indiferent de sexul lor, dar numai masculii au acceptat-o. Femelele domesticite, excepțional masculii, emit strigăte de contact când văd un om și emit strigăte cerșetoare când sunt hrănite.

#### Copulația
De obicei copulația nu este însoțită de un comportament preliminar evident executat de ambele sexe, cu excepția faptului că femela se ghemuiește când masculul o montează pe pământ sau pe un suport de cocoțat din apropiere. Totuși, 18% din 939 de copulații sunt precedate de un ritual nupțial executat de unul sau ambele sexe.Cel mai adesea (în 10% din cazuri), femela ghemuită își întinde și își ridică ușor aripile și apoi le fâlfâie încet și asincron în timp ce își leagănă corpul dintr-o parte în alta, cu capul de obicei îndepărtat de mascul. Există 4 înregistrări în care masculul a adoptat o postură similară înainte de montare (copulație). În alt ritual nupțial al femelei (7% din cazuri), aceasta a ținut coada aproape vertical și capul la o înălțimea variabilă, dar de obicei îndepărtat de mascul. Într-un ritual nupțial (8% din cazuri) masculul a țopăit alene în jurul femelei la c. 1 m distanță, cu coada desfăcută în evantai, aripile ținute aproape de pământ și ciocul în sus, de obicei în acest timp masculul cânta încet. Când ritualul nupțial este executat pe un suport de cocoțat (de ex. pe o creangă), mișcările sunt mai limitate.
Imediat înainte sau în timpul montării (copulației), femela de obicei (în 89% din cazuri) emite strigăte copulatoare "zlii-zlii-zlii...". Copulația are loc mai ales pe pământ (în 80% din cazuri) și durează c. 1 (1-4) s cu un singur contact cloacal. Copulația începe cu cel mult 15 zile înaintea depunerii primului ou, este mai intensă chiar înaintea sau în timpul depunerii ouălor și rară după mai mult de 2 zile de clocire. Ritmul copulației este mai intens în zorii zilei și mai puțin intens în amurg. Ritmul copulației în timpul depunerii ouălor este destul de variabil: în Cambridge, 2,5 copulații pe oră în decurs a 195 de ore; în Oxfordshire, 0,56 pe oră în decurs a 43 de ore; în Sussex, 0,16 pe oră în decurs a 25 de ore. Nu a fost observată o copulație forțată a masculului cu o femelă cu care nu este împerecheat, dar copulația voluntară (precedată de hrănirea rituală a femelei) are loc uneori între păsările care nu sunt împerecheate între ele, totuși femelele de obicei evită masculii străini, indiferent dacă aceștia aduc sau nu mâncare.

## Reproducerea

### Sezonul de cuibărit
În Marea Britanie și Irlanda cuibărește de obicei de la mijlocul lui martie până la sfârșitul lui iulie; rareori cuiburi cu ouă au fost găsite și în alte luni ale anului. În Insulele Canare cuibărește de la mijlocul sau sfârșitul lui martie până la începutul lui iunie. În Madeira ouăle sunt depuse în aprilie-iunie. În nord-vestul Africii ouăle sunt depuse de la mijlocul lui aprilie până la sfârșitul lui mai. În sudul Europei depunerea ouălor începe în aprilie. În Europa Centrală ouăle sunt depuse de la sfârșitul lui aprilie până la sfârșitul lui iulie. În Scandinavia depunerea ouălor începe chiar de la sfârșitul lui aprilie în sud, dar nu înainte de jumătatea sau sfârșitul lui mai în nord. În Rusia ouăle sunt depuse de la mijlocul lui mai până la jumătatea lui iunie în nord; de la mijlocul lui aprilie în sud. În sudul Caucazului (Armenia) de la sfârșitul lui aprilie până la începutul lui august.
În România femela depune două ponte: prima la începutul lui aprilie, a doua la începutul lui iunie.
În Republica Moldova, măcăleandrul depune două ponte: prima - la jumătatea lunii aprilie, a doua pontă este depusă la sfârșitul lui mai - începutul lui iunie. La 20 aprilie 1960, în Pădurea Chițcani, Raionul Căușeni, a fost găsit pe pământ un cuib sub rădăcini cu cinci ouă clocite. Pe 13 mai 1961 a fost găsit un cuib cu șase pui în vârstă de 6-7 zile. Pe 7 iunie 1957, în Pădurea Trifăuți, raionul Soroca au fost găsite două cuiburi: primul cu patru ouă proaspăt depuse era pe pământ la baza unui corn (Cornus mas), al doilea, cu cinci ouă, era în crăpătura unui trunchi de carpen (Carpinus). În Pădurea Lozova, raionul Nisporeni la 25 iunie 1965, a fost găsit un cuib cu cinci pui în vârstă de 9-10 zile la baza unui tufe de salbă (Euonymus). Ultimele trei cuiburi probabil aparțin celei de-a două ponte. Gonadele păsărilor încep să se mărească în dimensiuni de la sfârșitul lui martie, iar până la mijlocul lui aprilie ating dimensiunea maximă. Pe 22 aprilie, a fost capturat un mascul ale cărui testicule aveau următoarele dimensiuni: stângul - 7,3 × 4,6 mm, dreptul - 6 × 4 mm. Greutatea lor a fost de 754,55 mg. Până la sfârșitul lunii iunie, testiculele scad în dimensiune. De ex., la un mascul prins pe 27 iunie 1959, dimensiunea medie a ambelor testicule era de 6 × 4 mm.

### Cuibul

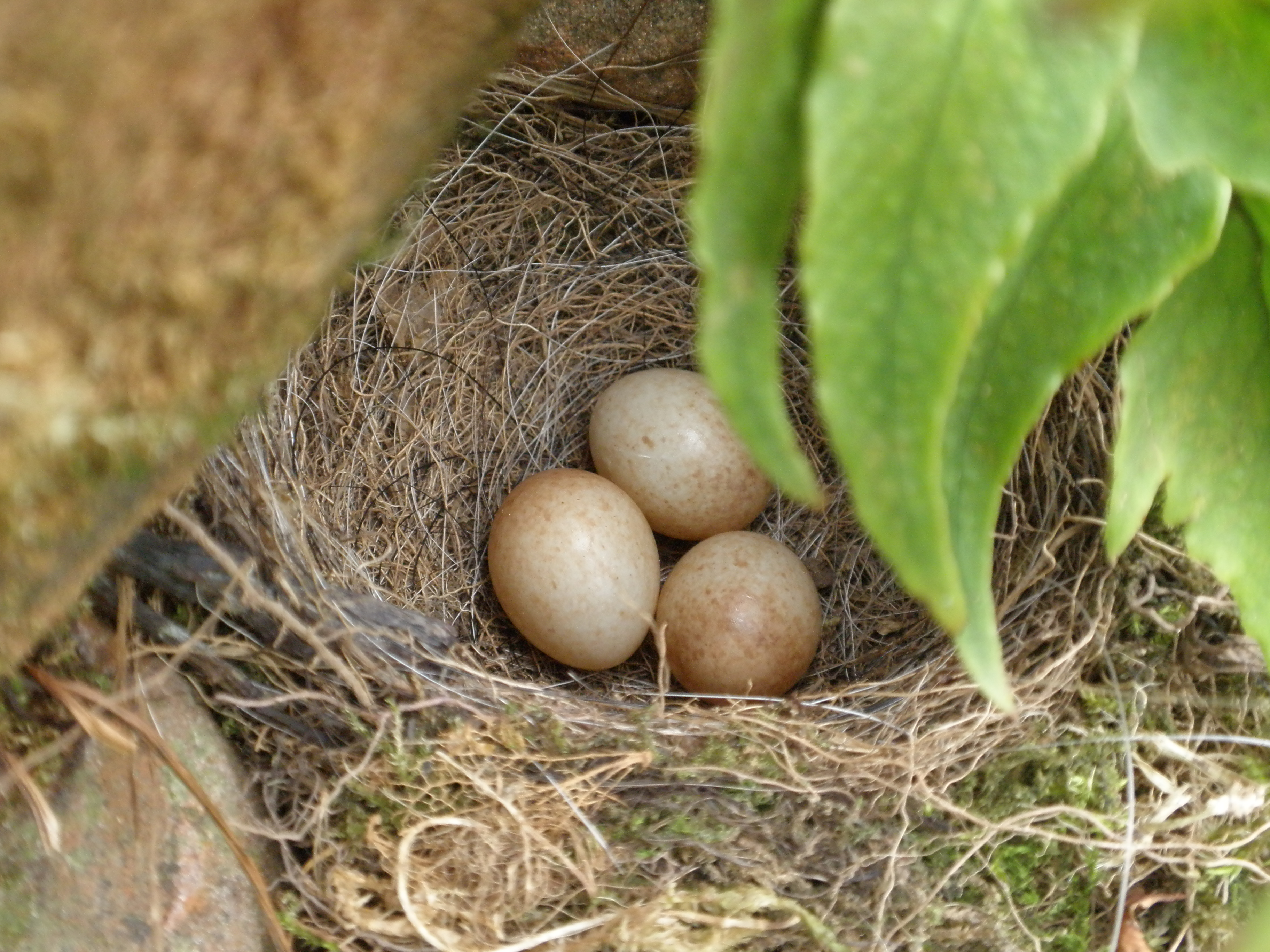
Cuibul măcăleandrului cu ouă depuse

Locul cuibului este ales de femelă după verificarea mai multor locuri potențiale. Femela stă adesea ghemuită în locul potențial al cuibului și emite strigăte stinse de contact și/sau strigăte țârâitoare și din când în când adună bucăți de material fără ale folosi în construcția cuibului (juvenilul indiferent de sex se comportă similar în timp ce își stabilește primul teritoriu). Primăvara, comportamentul masculului este variabil. Mulți masculi nu însoțesc femelele care caută locul pentru cuib, dar alții le urmează îndeaproape; puțini masculi urmează femelele în locul cuibului, emițând subcântecul, și în mod excepțional adună material pentru cuib.
Femela construiește singură cuibul în c. 4 zile, câteva ore în fiecare zi, puțini masculi au fost observați că participă la construcția cuibului,  însă uneori aduc material fără a participa la construcție. Femela de regulă construiește un nou cuib pentru a 2-a pontă, numai rareori folosește același cuib pentru a 2-a pontă.
Majoritatea femelelor, chiar dacă sunt domesticite, sunt extrem de discrete în timpul construcției cuibului; dacă sunt urmărite destul de aproape de om duc în mod ostentativ materialul pentru cuib într-un loc fals, apoi se furișează spre cuibul real aflat în altă parte la o distanță de până la 50 m. La fel de atente sunt când pleacă din cuib sau se reîntorc la cuib; în timpul clocitului, femela stă adesea cocoțată pe un suport de lângă cuib până la 3 minute înainte de a intra în el. Când masculul aduce mâncare femelei el adesea o cheamă să iasă din cuib (ceea ce probabil scade prădarea). Până la eclozarea puilor, femela alungă adesea masculul din cuib.

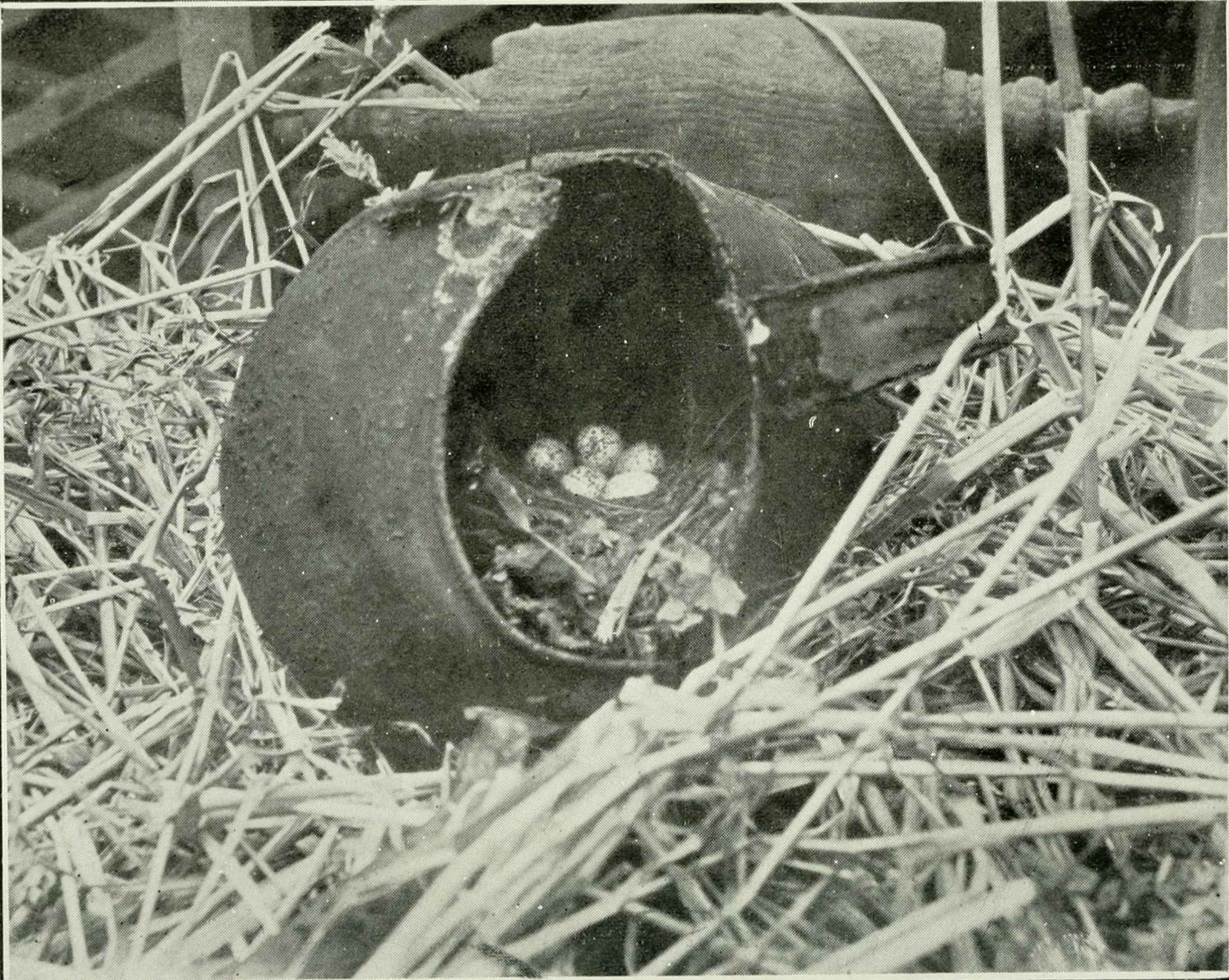
Cuibul măcăleandrului într-un ceainic ruginit uitat într-o grădină

Cuibul este amplasat la o înălțime mică, de la nivelul solului până la o înălțime de 5 m, mai rar până la 10 m deasupra pământului, de obicei în subarboretul scund, într-o gaură naturală sau scorbură din trunchiul unui copac, de asemenea, într-o crăpătură din peretele vertical al stâncii sau într-un arbore găunos, într-o gaură dintr-un mal de pământ acoperit cu iarbă, printre rădăcini de copaci, și destul de des pe pământ sub tufe de iarbă. De multe ori cuibul este amplasat în scorburile artificiale din diverse structuri și obiecte create de om, adesea își face cuibul în scorburile din clădiri sau din construcțiile anexe sau este fixat pe pereții lor într-o gaură (mai ales dacă pereții sunt acoperiți cu iederă sau cu alte plante cățărătoare), în găleți și ceainice nefolosite și în garduri vii, adesea ocupă și cuiburile artificiale.

Cuibul este o structura destul de mare sau voluminoasă în formă de cupă. Cuibul este făcut din frunze uscate care formează baza, pe care este construită o cupă din mușchi, ierburi uscate și frunze uscate, rămurele, căptușită în interior cu un material mai fin, inclusiv păr de animale, iarbă fină, fibre vegetale și uneori puf și pene; dimensiunile medii ale cuibului: diametrul exterior 13 cm, diametrul interior 5 cm, înălțimea 4,5 cm, adâncimea cupei 3 cm, greutatea 16 g.
În România pentru cuibărit preferă pădurile cu desișuri, tufele, livezile, hățișurile unde, la diferite înălțimi (până la 1,40 m deasupra solului) își amplasează cuibul în locuri variate, precum scorburi, fisuri din pereți, sau chiar între rădăcini. Cuibul este alcătuit din frunze uscate, iarbă de diferite graminee, mușchi și alte resturi vegetale uscate, căptușindu-l în interior cu păr de la animale și rădăcinuțe.
În Republica Moldova cuibul este amplasat pe sol, într-o adâncitură de la baza tufarilor, mai rar în scorburile arborilor aflate aproape de sol. Averin și Ganea au găsit cuiburi pe pământ sub rădăcini, la baza unui corn, la baza unui tufe de salbă, în crăpătura unui trunchi de carpen, stratul extern al majorității cuiburilor era făcut din frunze uscate și fire de iarbă, stratul intern era căptușit cu fire subțiri de iarbă și păr de cal.

### Ouăle

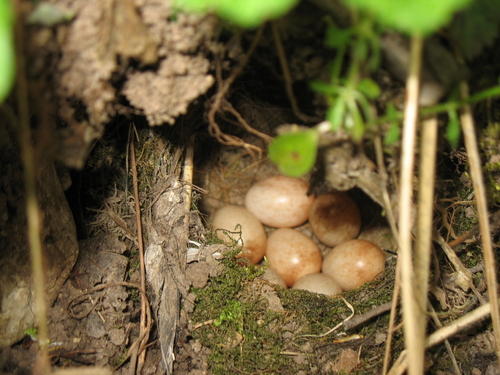
Ouăle măcăleandrului într-un cuib

Ouăle sunt subeliptice, netede, dar nu lucioase. La subspecia nominată rubecula și subspecia melophilus, ouăle sunt albe sau slab albăstrui (alb-albăstrui), pătate variabil fin cu picățele și pete neregulate mici roșu-nisipii, adesea suficiente pentru a colora în roșu uniform tot oul, dar pot fi foarte răzlețe sau rareori absente, sau adunate la capătul rotund mai mare al oului. Ouăle subspeciei superbus sunt roz-albicioase sau alb-crem, presărate des cu picățele și pete mici rotunde roșu-ruginii, în special spre capătul rotund al oului, și pete fine mai profunde, neregulate, mari, purpurii, care formează adesea o centură la capătul rotund al oului. Dimensiunile ouălor la subspecia nominată rubecula: 17,0-22,2 × 13,8-16,1 mm (în medie 19,6 × 15,0, n = 200), greutatea 2,4 g; dimensiunile la subspeciile melophilus și superbus nu diferă semnificativ.

### Ponta

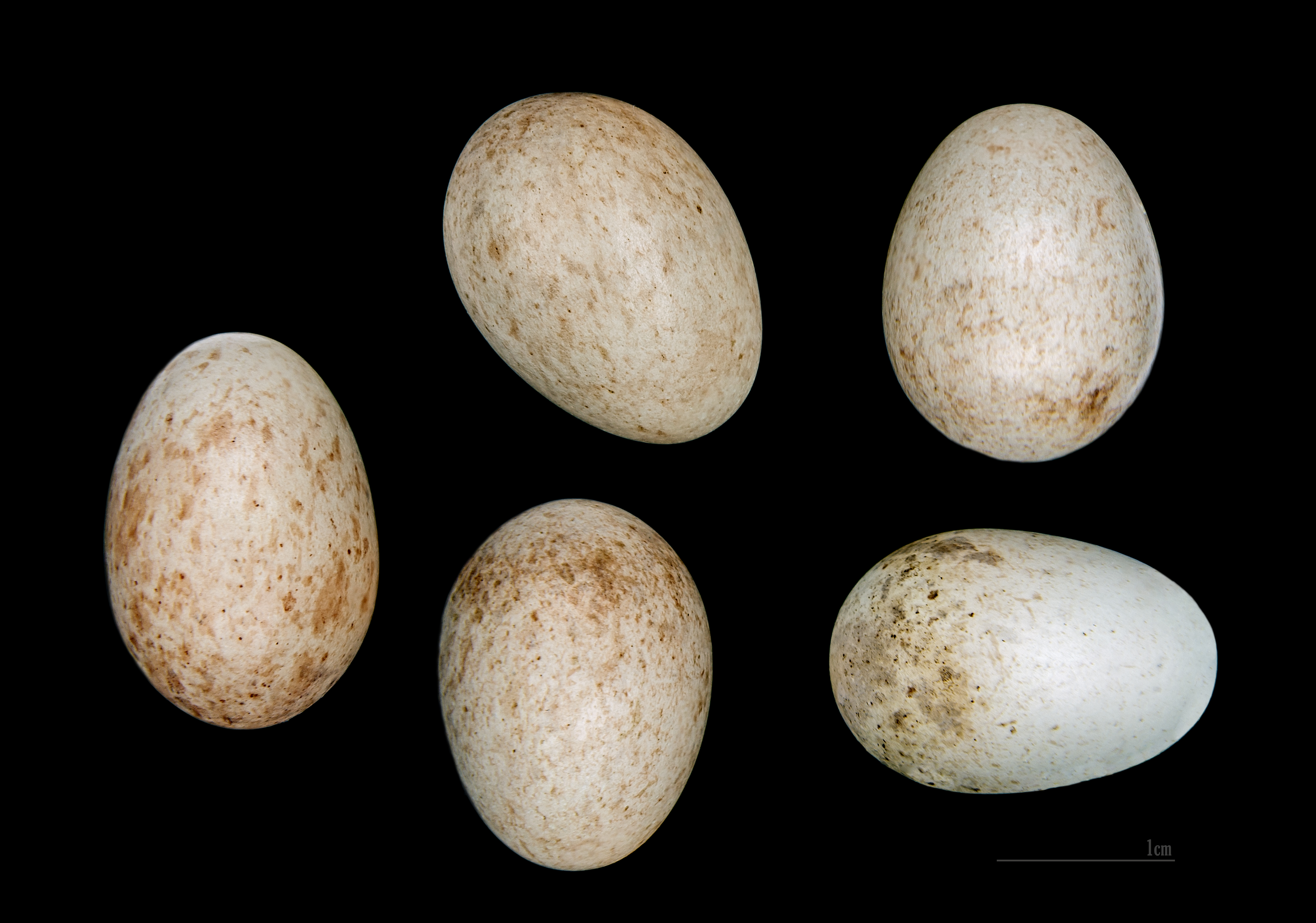
Ouăle măcăleandrului într-un cuib din Algeria

Femela subspeciei nominate rubecula și subspeciei melophilus depune 4-6 ouă (2-8) ouă; numărul ouălor depuse crește de la vest spre est și de la sud (4-5 în Algeria) spre nord. În 1091 de ponte studiate în Anglia și Țara Galilor cuibul conținea 2 ouă în mai puțin de 1%; 3 în 2%; 4 în 19%; 5 în 55%; 6 în 22%; 7 în 1%; 8 în 1%; în medie 5,0 ouă în cuib. Numărul ouălor depuse variază cu timpul: în medie 4,6 ouă în cuib în martie (n = 97), 5,0 în aprilie (n = 792), 5,2 în mai (n = 473) și 4,8 în iunie-iulie (n = 136). În Insulele Canare mărimea medie a pontei a fost de 3,5 ouă (n = 17), în Africa de Nord - 4,2 (n = 15), în Azore - 4,7 (n = 22), în Iberia - 4,9 (n = 8), în nord-estul Scoției - 5,5 (n = 76), în vest-centrul Europei - 5,9 (n = 99), în Scandinavia - 6,3 (n = 132).
De obicei depune 2 ponte pe an (în cuiburi diferite, numai excepțional folosește același cuib), rareori depune trei ponte în centrul și sudul arealului, dar numai o singură pontă în nordul arealului. A 2-a pontă începe să fie depusă cu 1-3 zile înainte ca puii din prima pontă să părăsească cuibul și la 1-12 (1-21) zile după plecarea puilor din cuib. Ouăle sunt depuse zilnic, uneori la un interval de o zi sau de mai multe zile.

### Clocitul
Clocește numai femela timp de 12-21 zile (în medie 13,7 zile, n = 105); clocitul durează puțin mai mult în martie-aprilie (în medie 14,0 zile), decât în mai-iunie (în medie 13,5 zile) probabil din cauza întârzierii începutului clocitului după depunerea ultimului ou în ponta anterioară. Într-o supraveghere de 56 de ore a clocitului, femela a petrecut 67,4% din timp în cuib clocind și 32,6% în afara cuibului. Femela a clocit (a șezut pe ouă) pe perioade de 38,0 ± 5,13 min. (n = 35) și a ieșit din cuib pe perioade de 13,8 ± 1,38 min. (n = 40). În mod normal, clocitul începe cu depunerea ultimului ou, dar poate avea o întârziere de 1 zi, sau în pontele târzii și/sau mari poate să înceapă cu depunerea penultimului ou. Puii eclozează (ies din ou) de obicei în timpul nopții sau dimineața devreme (în 15 din 17 cazuri). Femela ajută puii să iasă din găoacea oului.

### Puii

#### Puii din cuib

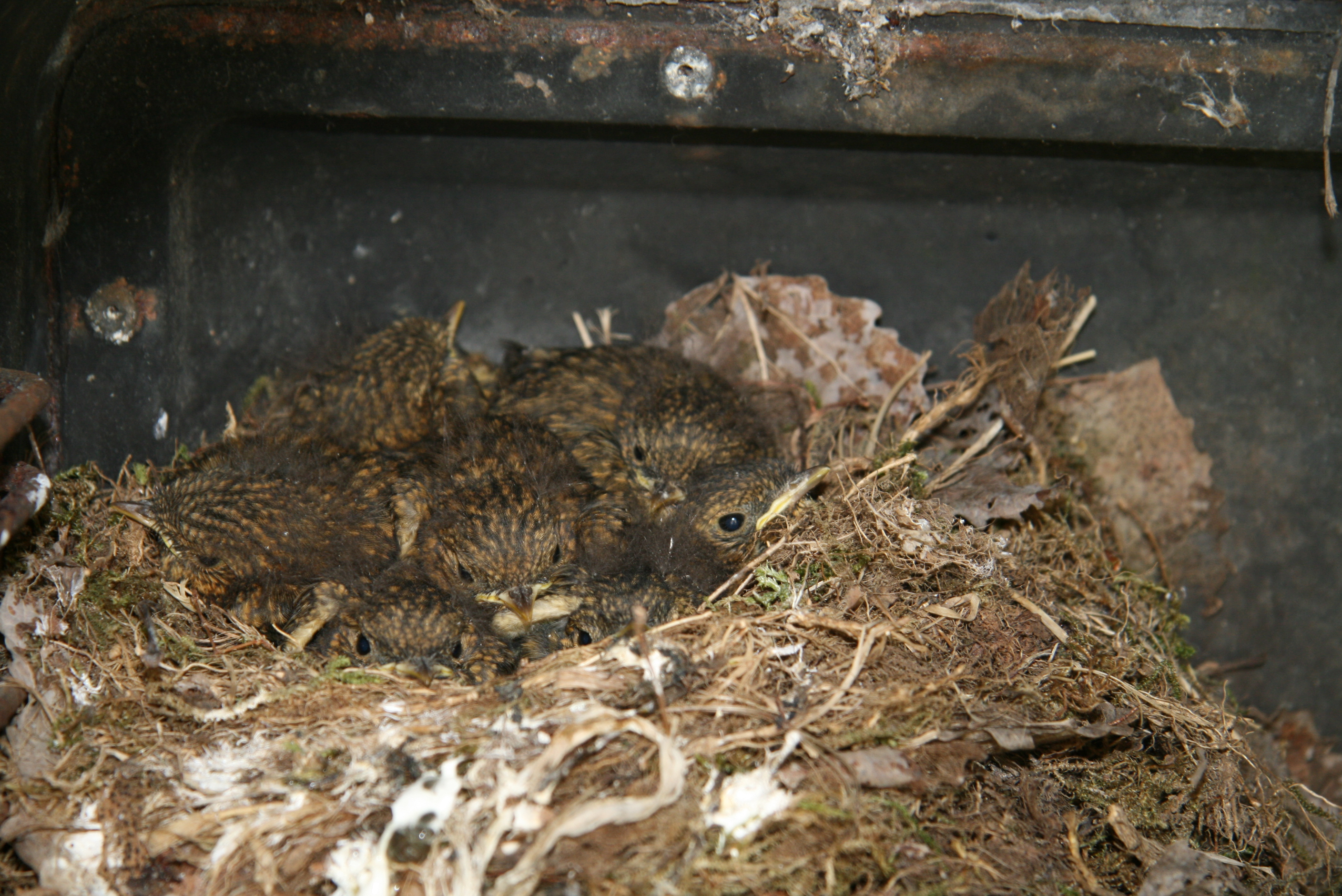
Puii măcăleandrului într-un cuib

Puii din cuib sunt acoperiți și încălziți numai de femelă, de obicei timp de 7 zile după eclozare. Ambii părinți hrănesc puii; în 8 ponte femela a început să hrănească toți puii la 2 ore de la eclozare, iar masculul a început să hrănească puii mai târziu, chiar la 7 ore de la eclozare, în toate cazurile femela a hrănit puii înaintea masculului. Puii primesc mai multă hrană de la mascul decât de la femelă și masculul aduce mai multe hrană în timpul fiecărei hrăniri. Masculul continuă să hrănească singur puii când femela începe a 2-a pontă. Dacă femela își pierde partenerul în timp ce are grijă de pui și se împerechează din nou, noul mascul nu hrănește puii și adesea îi atacă. Au fost înregistrate 2 cazuri în care 3 adulți (părinții și o pasăre ajutătoare extrateritorială) hrăneau puii din cuib: în primul caz pasărea ajutătoare era schiloadă; în al doilea caz, era un mascul neîmperecheat din teritoriul vecin.

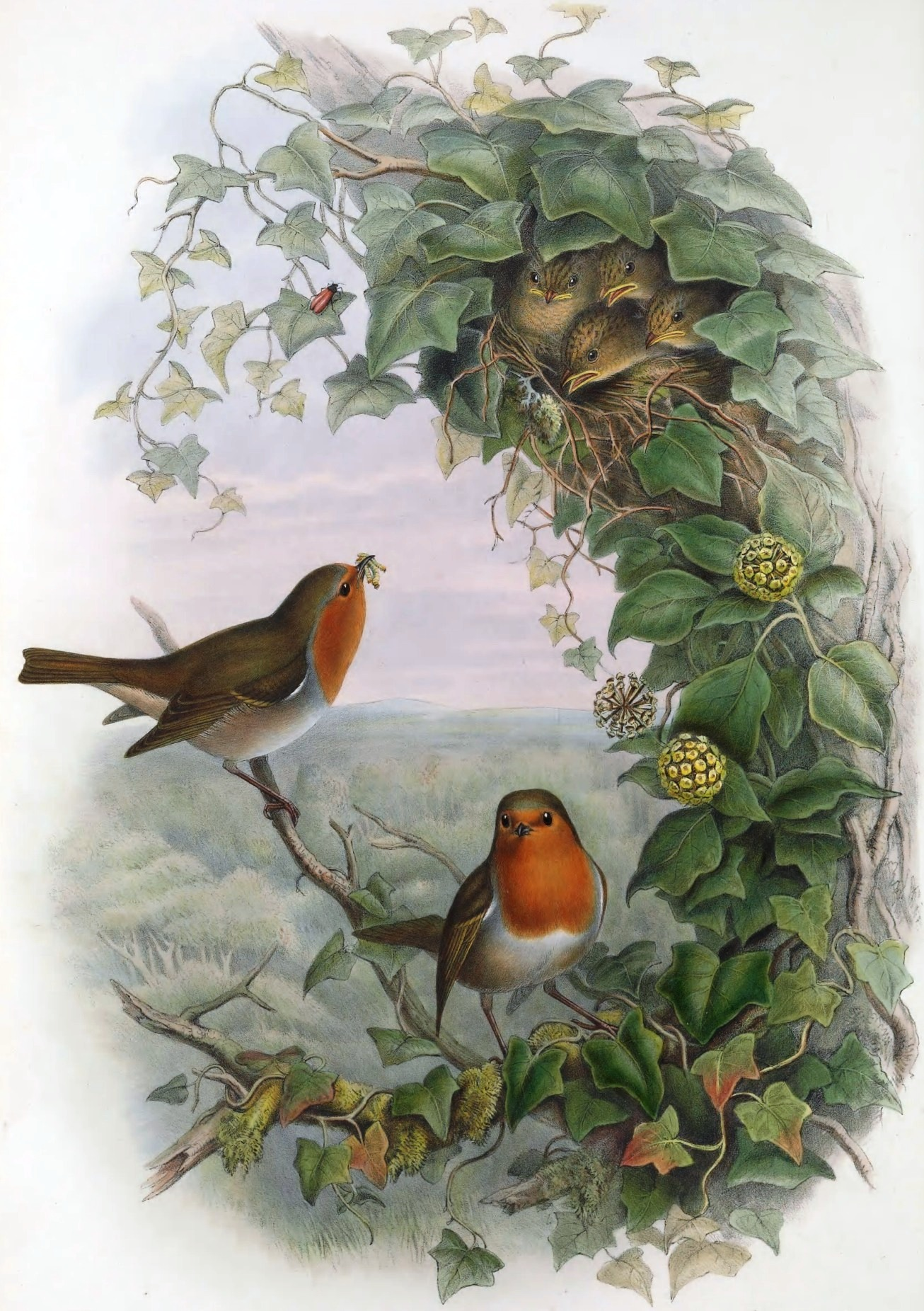
Cuibul măcăleandrului cu pui instalat în iederă (sus dreapta), femela cu omizi în cioc (la mijoc stânga) și masculul (jos) după John Gould, 1873.

Puii cerșesc mâncarea scoțând strigăte (care pot fi auzite chiar înainte de eclozare), deschid larg ciocul îndreptat vertical în sus, chiar dacă cuibul este amplasat într-o cavitate cu intrare sub cupa cuibului. Deschid ochii la 4-6 zile de la eclozare, după care cerșesc cu ciocul îndreptat mai mult spre părinte. În timp ce puii sunt acoperiți și încălziți de femelă, masculul adesea transferă femelei (în cuib sau în apropierea lui) mâncarea adusă, pe care femela apoi o dă puilor. O femelă captivă hrănită de un observator a împărțit fiecare mănunchi de mâncare în medie între 1,8 pui (n = 317) într-o pontă cu 4 pui; mai rar a împărțit pachetul de mâncare când puii erau mai mari.
Ambii părinți îndepărtează sacii fecali ai puilor; uneori aceștia sunt înghițiți, în special de femelă, dar de obicei sunt aruncați mai departe de cuib, mai ales după ziua a 5-a de la eclozare; sacii fecali sunt uneori aruncați în un alt teritoriu. Părinții stimulează puii reluctanți să se defecheze ciupindu-i cu ciocul în jurul cloacei sau trăgându-i de pterilele spinale.

#### Puii zburătăciți
Puii părăsesc cuibul după 10-18 de zile (în medie 13,4 zile, n = 125) de la eclozare; puțin mai devreme după mijlocul lui mai decât înaintea lui și mai târziu în pontele cu 4-5 pui decât în pontele mai mici sau mai mari. Puii părăsesc cuibul de obicei voluntar înainte de a fi capabili să zboare susținut (bine) pe distanțe mai mari. În 39 de ponte, toți puii au părăsit cuibul în decurs de 18 ore (3 pui au părăsit cuibul cu o zi înaintea fraților lor); 78% au părăsit cuibul din zori până la ora 12.00.
Majoritatea puilor părăsesc cuibul voluntar, fără a fi încurajați de părinții, dar uneori părinții stau cocoțați în apropiere ținând mâncarea în cioc și emit strigăte de contact dacă ultimii 1-2 pui părăsesc încet cuibul; odată, femela a împins afară un pui din cuib. În primele 4-5 zile după părăsirea cuibului, puii zboară neîndemânatic și petrec cea mai mare parte a timpului cocoțați la 1 m de pământ. De obicei se deplasează puțin, cu excepția dispersării rapide din locul cuibului, când părinții ademenesc puii aducând mâncare și scoțând strigăte de contact. Puii care au părăsit cuibul de obicei se dispersează pe distanțe mari în teritoriul ocupat de părinți, dar uneori rămân adunați într-un grup strâns. Pe măsură ce zboară mai bine, puii devin mai mobili și se deplasează pe distanțe mai mari, dar de obicei nu urmează părinții. Familia rămâne de obicei în teritoriul ocupat, dar dacă masculul este bigam, o femelă adesea își mută puii în alt loc neapărat de mascul la o distanță de până 500 m. Uneori familii întregi se mută în alt loc în populațiile cu densitate mică.

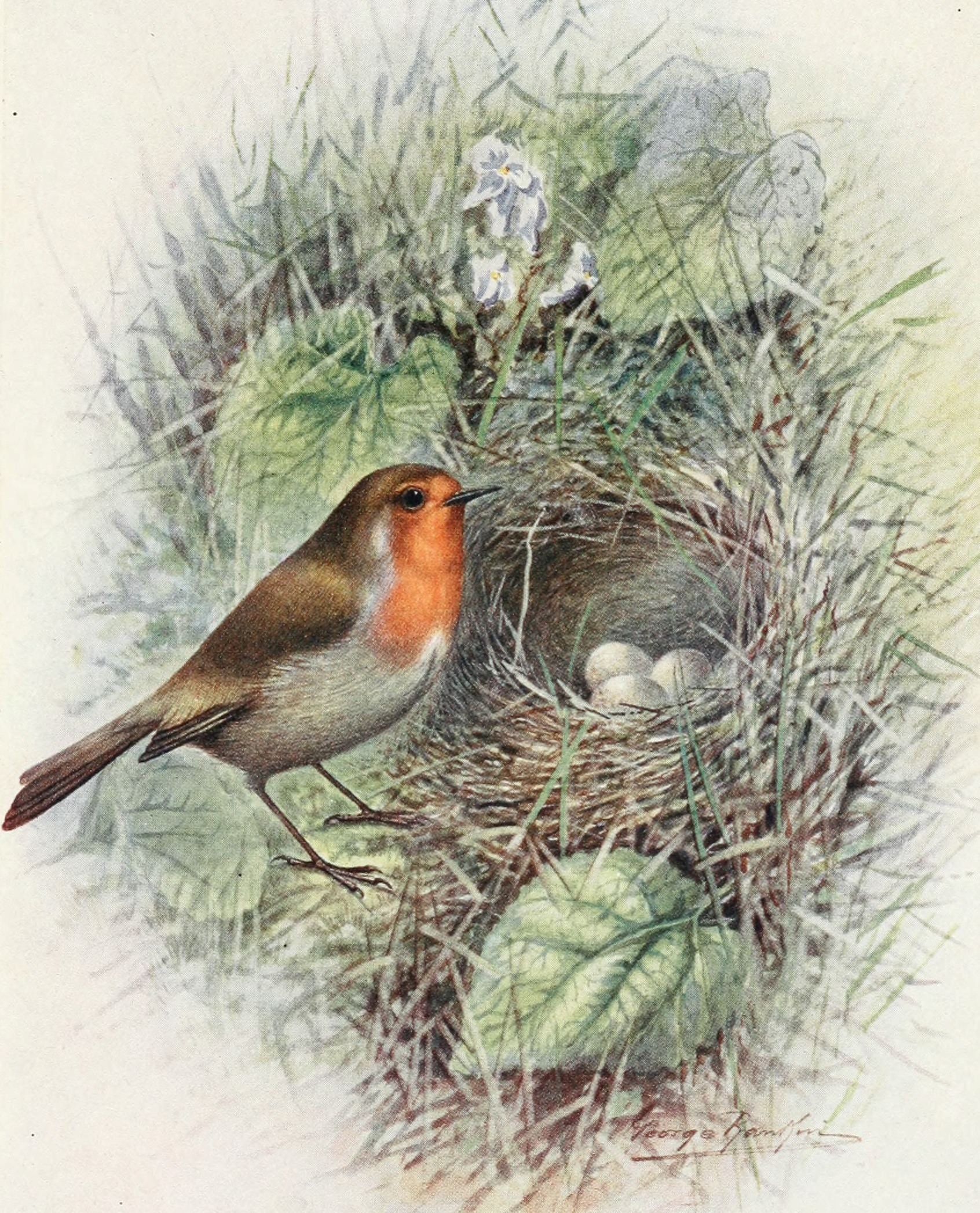
Cuibul cu ouă instalat pe pământ după Landsborough Thomson (1910).

Când unii pui părăsesc cuibul, femela hrănește de obicei puii rămași în cuib, în timp ce masculul hrănește de regulă puii care au părăsit cuibul. Când femela inițiază o altă pontă, masculul preia în mare parte hrănirea puilor care au părăsit cuibul; proporția hrănirii puilor de către femelă în astfel de cazuri crește odată cu numărul puilor.
Împărțirea puilor din aceiași pontă între părinți nu este ceva neobișnuit, în special pentru puii din ultima pontă, aceste legături între un părinte și unii dintre puii săi („unități familiale”) sunt stabile pentru câteva zile. Împărțirea puilor începe de obicei la 5-10 zile după părăsirea lor a cuibului, excepțional la scurt timp după ce puii au părăsit cuibul. Împărțirea puilor este mai rară dacă ponta este urmată de inițierea altei ponte (în 38% din 55 de cazuri, comparativ cu 82% din 45 de cazuri dacă femela nu depune o altă pontă), femela care clocește hrănește apoi numai 1 pui din ponta precedentă. În 77% din 35 de cazuri, părinții au hrănit pui de sex opus. Funcția împărțirii puilor între părinți nu este cunoscută.

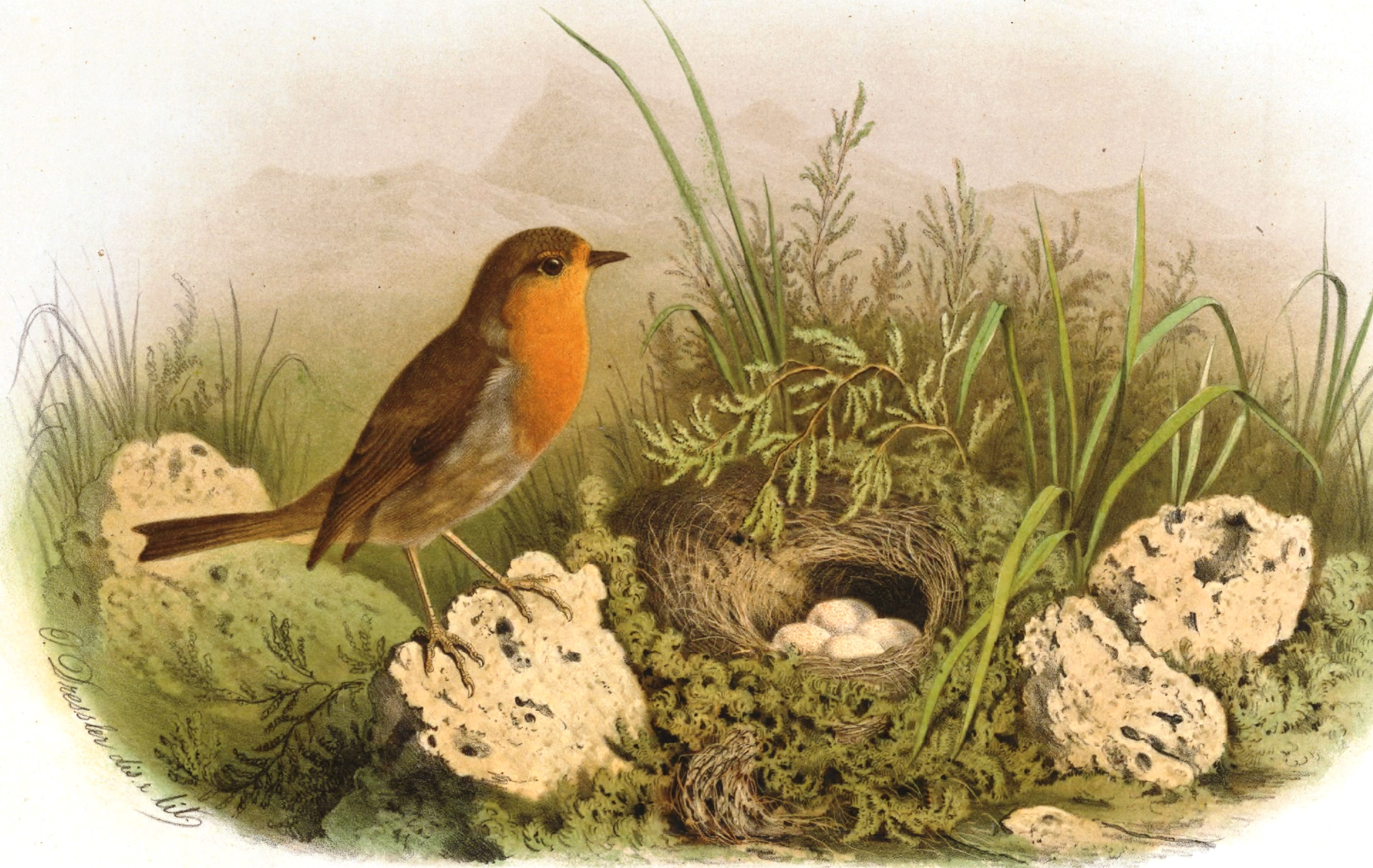
Cuibul cu ouă instalat pe pământ după Eugenio Bettoni (1865).

Puii încep să se hrănească singuri la c. 8 zile după părăsirea cuibului și devin independenți la 16-24 zile după plecarea din cuib. Părinții hrănesc puii timp de 16-24 de zile după ce aceștia au părăsit cuibul, frecvența hrănirii scăzând brusc după c. 10 zile de la părăsirea cuibului. Câteodată părinții hrănesc puii străini, mai ales când puii proprii au părăsit recent cuibul; masculii sunt mai predispuși la asta decât femelele, iar un mascul a adoptat permanent un pui străin, dar femela l-a ignorat. Puii care au părăsit recent cuibul ciupesc de mai multe ori cu ciocul pietricele, frunze etc., dar își îndreaptă din ce în ce mai mult atenția spre prada potențială și încep de obicei să se hrănească singuri mai evident la 8 zile de la părăsirea cuibului, și din ce în ce mai mult în săptămâna următoare. Inițial puii se hrănesc mai mult pe pământ, dar apoi se hrănesc din ce în ce mai des în vegetație și în zbor pe măsură ce zborul se îmbunătățește.
Agresivitatea este extrem de rară între puii din cuib, dar frecventă în rândul puilor din aceiași pontă care au părăsit cuibul, ducând adesea la o ierarhie impusă prin lovirea cu ciocul în care puii dominanți împiedică hrănirea de către părinți a puilor subordonați. Adulții rareori sunt agresivi față de puii lor, dar adesea îi atacă pe cei ai altor perechi; femelele masculilor bigami pot fi extrem de violente față de puii celeilalte. Momentul când puii devin independenți este probabil parțial influențat de pui, adulții aduc uneori mâncare scoțând strigăte de contact după ce puii s-au dispersat; puii subordonați părăsesc de obicei locul natal înaintea puilor dominanți.
Puii devin independenți la 16-24 de zile de la părăsirea cuibului, această perioadă scăzând odată cu sezonul de cuibărit în Cambridge, dar crește în Sussex. În Cambridge, juvenilii independenți rareori se îndepărtează mai mult de 1 km de la cuib înainte de începutul lui iulie. Inițial juvenilii duc o viață rătăcitoare, uneori se adună în număr mare în locurile comune de odihnă sau în locurile care asigură o hrană îndestulătoare (excepțional 32 de juvenili în 0,03 ha în tufărișuri). Toamna juvenilii își înființează primele teritorii. Legăturile familiale se rup de obicei când puii devin independenți, dar 2 pui din aceiași pontă au stat împreună timp de 2 luni.

### Maturitatea sexuală
Ating maturitatea sexuală la vârsta de un an, însă mulți masculi nu reușesc să se împerecheze (rămân holtei) în fiecare an, iar printre aceștia există o proporție mai mare de masculi în primul an de viață.

### Succesul reproductiv
În Anglia și Țara Galilor, din 1426 de ouă depuse, 71% au eclozat și 77% din puii eclozați au supraviețuit și au părăsit cuibul, succesul reproductiv general fiind de 55%. Din 282 cuiburi cu ouă proaspăt depuse, în 54% de cuiburi au eclozat toate ouăle, în 18% un ou a fost pierdut (nu a eclozat), în 6% au fost pierdute 2 sau mai multe ouă și în 22% toate ouăle au fost pierdute. Din 407 cuiburi cu pui proaspăt eclozați, în 73% de cuiburi toți puii au supraviețuit și au părăsit cuibul, în 4% un pui a fost pierdut, în 3% 2 pui sau mai mulți au fost pierduți, și în 20% toți puii au fost pierduți (au murit). Succesul reproductiv general a fost de 53% în martie-aprilie, 61% în mai și 46% în iunie-iulie.

### Mortalitatea
În Europa mortalitatea anuală în ansamblu era 58-62% în 1977, mai mică la vârsta de 1 și 2 ani. În Marea Britanie mortalitatea anuală a păsărilor adulte a fost 62%; mortalitate anuală în primul an de viață începând cu 1 august era 72%. În Finlanda mortalitatea anuală totală era 76%. Mortalitatea anuală totală în Finlanda a fost 76%; nivel mortalității din datele păsărilor inelate în Belgia a fost de 0,71 în primul an de viață și 0,54 după primul an (numai 1% din păsările inelate a fost recuperat după al patrulea an calendaristic).
Cauzele mortalității păsărilor inelate în nord-vestul Europei sunt în principal animalele prădătoare domestice (mai ales pisicile) - 50% și omul (accidental) - 32%, omul (deliberat) - 4%, alte - 14%, iar un număr mare este încă ucis în regiunea mediteraneană toamna și iarna.

### Longevitatea
Longevitatea maximă în libertate este de peste 19 ani, dar foarte puține păsări inelate sunt recuperate după al patrulea an calendaristic. În Polonia a fost găsit un măcăleandru (ucis de un om) care avea o vârstă de 17 ani și 3 luni. În Republica Cehă a fost găsit un măcăleandrul mort care avea 19 ani și 4 luni.

## Deplasările sezoniere
Majoritatea migrează noaptea, dar unele se pot deplasa pe distanțe scurte în timpul zilei; din datele recuperărilor păsărilor inelate, păsările subadulte pleacă toamnă cu până la trei săptămâni înaintea adulților. Unele revin în aceleași locuri de cuibărit și iernare în anii următori. Cea mai îndepărtată recuperare cunoscută a fost o pasăre inelată în Belgia care a fost recuperată la marginea nordică a Saharei la o distanță de 2.400 km de locul inelării. Viteza medie în timpul migrației pe distanțe mari este de 100 km/zi. De obicei migrează singuri, uneori se adună în grupuri mici de 2-10 păsări; excepțional în cârduri din 50-60 indivizi când trec prin unele zone geografice. Migrează toamnă în front larg.
Populațiile pot fi sedentare, parțial migratoare și complet migratoare. Multe populații sunt parțial migratoare, masculii fiind mai sedentari decât femelele; populațiile sunt în totalitate migratoare în nord-estul arealului și probabil în mare parte sedentare în sudul extrem al arealului. Migrația în vestul Europei a fost documentată prin recuperările păsărilor inelate, dar există puține date certe pentru estul și sudul arealului. Cartierele de iarnă ale diferitelor subspecii sunt slab stabilite, cu excepția subspeciei melophilus și a populațiilor vestice ale subspeciei nominate rubecula. Principalele cartiere de iarnă ale subspeciei melophilus și ale subspeciei nominate rubecula sunt situate din Irlanda și Marea Britanie spre sud până în Maroc și în sud-estul Europei, puține păsări iernează la nord-est de linia care trece din sudul Danemarcei până în Bosfor (Turcia), dar unele au fost înregistrate în decembrie în nord-est până în Västerås, Suedia (58°31'N 16°47'E) și Mazuria, nord-estul Poloniei.

### Subspeciamelophilus
Populațiile britanice și irlandeze (subspecia melophilus) sunt în mare parte sedentare, majoritatea dispersându-se pe distanțe scurte, până la 5 km, de la locurile de cuibărit, numai un număr mic (mai puțin de 5%), mai ales femelele (69-77% din masculi în patru zone studiate erau sedentari), migrează spre sud sau sud-vest în alte țări, fiind recuperați din Olanda până în sudul Iberiei și mulți indivizi de origine necunoscută se întorc în aceleași zone de iernat din Spania și Gibraltar. Pasajul principal de toamnă are loc de la jumătatea lui august până la sfârșitul lui octombrie, atingând maximul la începutul lui octombrie, pasajul de primavara este mai putin evident și se întinde de la sfârșitul lui februarie până în mai.
O analiză a datelor de inelare a fost făcută de Mead. Dispersia juvenililor poate începe în mai, dar puțini se îndepărtează mai mult de 1 km de la locurile natale înainte de începutul lui iulie. Apogeul dispersiei juvenililor variază la diferite populații de la începutul lui iulie până la sfârșitul lui septembrie. Puțini juvenili se îndepărtează mai mult de 5 km; cei care se dispersează mai târziu în cadrul unei populații se îndepărtează mai mult.
Proporția adulților care părăsesc locurile de cuibărit este variabilă. În majoritatea populațiilor masculii sunt mai sedentari: în Enniskillen (Irlanda) 75% (n = 24); în Devon (Anglia) 70% (n = 20); în Cambridge (Anglia) 77% (n = 74); în Oxfordshire (Anglia) 69% (n = 36). Femelele sunt mai puțin sedentare, 36% (n = 25) în Enniskillen,  33% (n = 33), în Devon,  30% (n = 78), în Cambridge,  3% (n = 31) în Oxfordshire.
Multe locuri de cuibărit sunt părăsite de ambele sexe, de ex. în unele păduri dese și în zonele montane sau deluroase. Data dispersiei adulților este de obicei bimodală, unii pleacă înainte de năpârlire, alții după năpârlire. Raportul relativ al dispersiei sexelor în perioada de vârf a ei este variabil, masculii rar părăsesc locurile de cuibărit înainte de năpârlire. În unele locuri de cuibărit, dispersia întârzie până la 2 luni după năpârlire.
Recuperările păsărilor inelate sugerează că majoritatea se deplasează la mai puțin de 5 km; are loc un aflux considerabil în habitatele de cuibărit marginale, de la stufărișuri până în zonele suburbane. Unele păsări (probabil mai puțin de 5% din femele și foarte puțini masculi migrează (emigrează), fiind recuperate de-a lungul coastei atlantice în Olanda și mai la sud până la latitudinea 37°N în Spania. Toate recuperările păsărilor inelate au avut loc la o distanță de până la 500 km de la coastele Atlanticului, cu excepția unei păsări recuperate în Elveția (în aprilie, care probabil a iernat mai la sud).
Identificările pe teren ale subspecii melophilus mai la sud până în Malta și Gibraltar necesită confirmare; examinarea materialului de la Muzeul Britanic de Istorie Naturală (BMNH) sugerează că subspecia melophilus și subspecia nominată rubecula pot fi separate numai folosind serii mari de specimene. Numărul mic de indivizi ai subspeciei melophilus care migrează are drept consecință că pasajul lor este în mare măsură eclipsat de deplasările în număr mare în același timp ale indivizilor subspeciei nominate rubecula, în special pe coasta de est a Marii Britanii. Identificarea subspeciilor care trec în pasaj prin insulele Hebride, Orkney și Shetland este discutabilă; majoritatea indivizilor aparținând probabil subspeciei nominate rubecula.

Pasajul de toamnă prin Irlanda și sud-vestul Marii Britanii are loc de la mijlocul lui august până la sfârșitul lui octombrie (excepțional la sfârșitul lui noiembrie), atingând vârful la începutul lui octombrie, și se pare că implică în principal indivizii subspeciei melophilus. Pasajul de primăvară spre locurile de cuibărit este mai puțin vădit, în special în vestul Marii Britanii și Irlandei, unde este observat de la sfârșitul lui februarie până în mai, atingând maximul la începutul lui martie. Zonele muntoase din Scoția sunt ocupate uneori abia în aprilie sau chiar mai.
Păsările subspeciei melophilus sosesc în locurile de cuibărit de la mijlocul lui decembrie până la începutul lui mai, cu variații mari între populații; cele care sosesc mai devreme probabil migrează pe distanțe scurte. În 2 locuri suburbane, majoritatea femelelor au sosit la începutul lunii februarie, împerecheându-se în același timp ca și femelele sedentare. În 4 studii rurale, femelele migrante au sosit la sfârșitul lui februarie, împerecheându-se mai târziu decât femelele sedentare.

### Subspecia nominatărubecula
Populațiile europene continentale ale subspeciei nominate rubecula pot fi sedentare sau parțial migratoare (în sudul și vestul Europei), și total migratoare (în nordul și estul Europei). Populațiile nordice ale subspeciei nominate sunt aproape în întregime migratoare, cele care cuibăresc în Scandinavia, în cea mai mare parte a estului Europei, Rusia, Bielorusia, Ucraina, România (cu excepția sudului) și Moldova (la est de linia ce se întinde de la coasta sudică a Suediei, estul Germaniei spre sud până în Austria și la est până în Balcani și sudul României) migrează spre sud sau spre sud-vest pentru a ierna în centrul, vestul și sudul Europei și în regiunea mediteraneană (la est cel puțin până în Israel), la sud până la latitudinea nordică 30° în nordul Africii (sau nițel mai la sud de-a lungul coastei Marocului), cu excepția unui număr mic care iernează în zonele urbane din Polonia și estul Germaniei. O proporție ridicată a păsărilor care cuibăresc în Germania (cu excepția nord-vestului) și în Belgia migrează, la fel și cele care cuibăresc în ținuturile mai înalte din centrul Europei (în principal cele din Republica Cehă și Elveția). Păsările care cuibăresc în vestul Europei și vestul Insulelor Canare, Madeira și Azore sunt în întregime sedentare, precum și cele care cuibăresc în zonele montane din nordul Marocului.
În număr mare sunt înregistrate iarna în regiunea mediteraneeană, inclusiv în zonele în care nu cuibăresc, de ex. în unele zone de coastă ale Iberiei și fostei Iugoslavii, sudul Turciei și majoritatea insulelor mediteraneene. Iernează la sud în Africa până la oazele sahariene și în Orientul Mijlociu. În Africa de Nord, este puțin numeroasă iarna la sud de fâșia costală și este înregistrată rar sub latitudinea nordică 32°. Înregistrările din munții Ahaggar (Algeria) la latitudinea nordică 24° în ianuarie necesită confirmare.
Adesea este numeros în apropierea coastei nord-africane: densitățile din Algeria variază de la 62 de păsări pe km² pe pantele dealurilor acoperite cu machie până la 250 de păsări pe km² în pădurile mixte. Densități similare au fost înregistrate lângă Casablanca (Maroc), 130 pe km² în habitatele rurale mixte. Se întâlnește mai rar în jurul Golfului Sirta, dar este o pasăre moderat comună pe țărmul Cirenaicei al Libiei până în Egipt. Până la 50 indivizi pe km² în mărăcinișurile de pe coastă în vestul Sinaiului. În estul regiunii mediteraneene se întâlnește rar în locurile îndepărtate de coastă. Iernează pe coastele Mării Negre, la nord în sudul Ucrainei, iar la est până la Marea Caspică, evitând ținuturile înalte. Uneori iernează în sud-vestul Turkmeniei lângă Krasnovodsk.
Limita sud-estică a locurilor de iernare din Orientul Mijlociu este slab stabilită. Iernează regulat în număr mic în Kuweit și mai neregulat la est de-a lungul sudului Golfului Persic până în Dubai, excepțional până în Oman.

#### Migrația de toamnă
Locurile de cuibărit din Scandinavia, Rusia, Polonia și Germania sunt părăsite în mare parte iarna, puține păsări rămân în sudul Suediei, în principal pe coastă. Păsările care iernează în Polonia și estul Germaniei,  rămân peste iarnă în special în zonele urbane. După Drost și Niethammer toate păsările, cu excepția câtorva (mai ales masculii), părăsesc iarna Germania, dar proporția celor care iernează în vestul Germaniei depășește probabil 30%.
Se estimează că 50% din populația belgiană migrează,  dar această proporție se presupune că scade în populațiile mai sudice. Pasajul în Belgia încetează la jumătatea lui noiembrie. Majoritatea populațiilor iberice probabil sunt în mare parte sedentare. Locurile de cuibărit din regiunile muntoase din Europa Centrală sunt în mare parte părăsite iarna, numai 10% din populația elvețiană și 25% din populația cehă sunt sedentare, majoritatea păsărilor sedentare din Elveția sunt probabil masculi. Pasajul de toamnă pe coasta baltică poloneză și în Statele Baltice are loc de la mijlocul lui august până la începutul lui noiembrie, atingând maximul la sfârșitul lui septembrie și în octombrie; pasajul mai la sud probabil are loc puțin mai târziu decât la nord, adulții migrează de obicei un pic mai târziu decât juvenilii.
Locurile de cuibărit din nordul Norvegiei sunt părăsite în mare parte la începutul lui octombrie. Mai la est, în Rusia Europeană (la nord până în Arhanghelsk), pasajul începe la sfârșitul lui august, pleacă toamna din Munții Ural (Rusia) la sfârșitul lui septembrie, dar rareori părăsesc regiunea Moscovei până la jumătatea lui octombrie, dar majoritatea pleacă până la sfârșitul lui octombrie; au fost înregistrate excepțional 2 păsări pe un ger de -12-15°C pe 5 noiembrie lângă Moscova.
Din datele recuperărilor păsărilor inelate, păsările care cuibăresc în Scandinavia și centrul și estul Europei (la est până în Polonia) iernează obișnuit în centrul și sudul Europei, din zonele de coastă ale Germaniei spre sud până în Franța, Spania și la est de-a lungul coastelor nordice și sudice ale Mediteranei (la est până în Italia), la sud până în Maroc, și excepțional până în oazele de la marginea nordică a Saharei (în special de la sfârșitul lui decembrie până la începutul lui martie). Păsările recuperate în Tunisia în timpul iernii au fost inelate în Europa, la nord până în Scandinavia și la est până în Letonia și Lituania. Cartierele de iarnă și pasajul sunt mai bine cunoscute pentru populațiile scandinave: majoritatea iernează pe coasta baltică a Germaniei și mai la sud-vest în Țările de Jos, vestul Franței și Iberia, până în Maroc și de aici spre est de-a lungul coastelor nordice și sudice ale Mediteranei; nu există recuperări a păsărilor inelate în Africa la est de golful Sirta (Libia). Sosesc în locurile de iernat din sudul Franței, Andaluzia (Spania) la începutul lui septembrie, atingând maximul în octombrie, iar în nord-vestul Africii ajung la sfârșitul lui septembrie (excepțional la sfârșitul lui august, afluxul principal fiind în octombrie, și pasajul continuă până la mijlocul lui noiembrie. Cele mai multe păsări au fost înregistrate în oazele sahariene de la sfârșitul lui decembrie până în martie; o pasăre a fost văzută în noiembrie la latitudinea nordică de 30°.
Păsările care cuibăresc în estul Scandinaviei de obicei iernează mai la est decât cele din vest, dar păsările capturate și inelate în pasajul de toamnă într-un singur loc se risipesc larg, de ex. păsările din Christiansø (Danemarca) au fost recuperate între Iberia și Grecia. Cu toate acestea, nicio pasăre cuibăritoare în Scandinavia sau juvenil din Scandinavia nu au fost recuperate la est de Italia. Este posibil ca păsările inelate în pasaj în Scandinavia și recuperate la est până în Cipru au deviat spre vest de ruta normală a pasajului prin fosta URSS și ulterior s-au reorientat (o pasăre inelată în Suedia în octombrie a fost recuperată în următorul an în august în Estonia). În alte locuri, recuperările păsărilor inelate în estul Mediteranei sugerează o migrație sud-estică a unui număr mic de păsări scandinave sau o migrație secundară neobservată spre est prin regiunea mediteraneană.
Foarte puține păsări inelate din subspecia nominată sunt recuperate iarna în Marea Britanie, dar un număr mare trec în pasajul de toamnă, în special pe coasta estică. În timpul pasajului prin Marea Britanie (posibil și prin Irlanda) probabil predomină păsările scandinave ale subspeciei nominate rubecula, în special pe coasta de est unde cele mai multe trec în pasaj în perioadele vânturilor nord-estice. Dar și păsările continentale mai estice, chiar și cele din Polonia, ajung uneori în Marea Britanie. Puțini indivizi ai subspeciei nominate rubecula iernează în Marea Britanie, dar sunt necesare studii suplimentare privind locurile de iernat. Statutul subspeciilor păsărilor care trec în pasaj și iernează în insulele Hebride, Orkney și Shetland este controversat, dar majoritatea aparțin probabil subspeciei nominate rubecula. Unii indivizi ai subspeciei rubecula ajung regulat mai la nord-vest până în insulele Feroe în pasajul de toamnă, uneori în număr mare, dar niciuna nu rămâne să ierneze.
Locurile de iernare a păsărilor care cuibăresc în Rusia Europeană este puțin studiată, dar probabil sunt ceva mai la est de cele ale păsărilor scandinave; unele păsări din subspecia rubecula din Rusia iernează în Caucaz sau Tașkent, dar multe păsări inelate în Rusia au fost recuperate în centrul și sudul Europei la vest până în Spania, la est până în Turcia și la sud până în Algeria. Păsările inelate în Rîbacii (Kaliningrad, Rusia) au fost recuperate la sud-vest până în Iberia, la sud până în Algeria și la est în regiunea mediteraneană până în Turcia. Trec în pasaj prin Turcia, Cipru, Liban și nordul Egiptului în același timp cu cele vestice, în special de la sfârșitul lui septembrie până la începutul lui noiembrie, sosind în cartierele de iarnă mai ales la sfârșitul lui octombrie. Mai la est, subspecia rubecula trece în pasaj în număr mai mare sau mai mic prin nord-vestul Kazahstanului (în principal prin regiunea Volga-Ural) de la mijlocul lui septembrie până la mijlocul lui noiembrie.
Populațiile din vestul Europei iernează în general în aceleași locuri ca și păsările scandinave. Păsările inelate în martie-septembrie în Olanda au fost recuperate mai la vest în timpul iernii decât cele inelate în octombrie-februarie. Este posibil ca multe dintre acestea din urmă aflate în pasaj aparțineau populațiilor mai nord-estice; deplasările păsărilor în aceeași iarnă din Olanda în Germania de Vest ar putea indica o reorientare a acestor păsări. Păsările cuibăritoare în Europa Centrală migrează pentru a ierna în sud-estul Franței și în Iberia; unele au fost recuperate în Elveția, sudul Germaniei și Cehoslovacia, mai la sud până în Algeria și din Ungaria până în Iugoslavia.
Amploarea migrației populațiilor mediteraneene nu este cunoscută, dar cele din Balcani și Turcia probabil sunt parțial migratoare sau se deplasează vertical în zonele montane, cele migratoare ajungând probabil în Africa de Nord. A fost recuperată o pasăre în Grecia inelată în Malta, posibil din populația mai nordică. Pasajul prin Bosfor (Turcia) are loc de la sfârșitul lui septembrie până la începutul lui noiembrie, atingând maximul la sfârșitul lui octombrie. Sosesc în Cipru de la începutul lui octombrie, în număr mare la începutul lui noiembrie. Păsările inelate în Cipru în octombrie au fost recuperate în Liban primăvara.

#### Migrația de primăvară
Migrația de primăvară spre locurile de cuibărit începe la începutul lui februarie, cu un număr tot mai mare de-a lungul coastelor Algeriei și Marocului. Părăsesc cartierele de iarnă din nordul Egiptului și Liban de la începutul lui martie până la sfârșitul lui aprilie și din alte părți ale coastei nordice a Africii până la sfârșitul lui aprilie, probabil mai devreme în vest decât în est. Părăsesc în mare parte cartierele de iarnă din Cipru la jumătatea lui aprilie, păsări hoinare fiind observate până la începutul lui mai. După aprilie, există puține înregistrări ale păsărilor pe insulele mediteraneene în care nu cuibăresc, dar există înregistrări excepționale vara în Malta. O creștere vădită a numărului păsărilor are loc în martie în sudul Greciei și un pasaj mic se obsevă pe coasta libaneză la sfârșitul lui martie. Părăsesc locurile de iernare din Andaluzia (Spania) de la mijlocul lui februarie până la sfârșitul lui aprilie.
Primele păsări sosesc la sfârșitul lui februarie în Elveția și sudul Germaniei, excepțional în sudul Norvegiei. Pasajul maxim spre nord în cea mai mare parte a arealului are loc în martie, cu înregistrări excepționale în nordul extrem la latitudinea 69°N în Norvegia la sfârșitul lunii martie. Cu toate că păsările ajung în regiunea Baltică și estul Europei la mijlocul lui martie, ele sosesc în Ural abia la începutul lui mai, sosirile păsărilor pot fi întârziate de iernile prelungite, un număr mic trece în pasaj și prin vestul Kazahstanului de la sfârșitul lui martie până la sfârșitul lui aprilie sau începutul lui mai. Unele locuri de cuibărit din Alpi sunt ocupate abia la începutul lui mai, dar cam în același timp locurile de cuibărit din nordul Scandinaviei sunt complet ocupate, dar ocuparea lor este întârziată uneori de dezghețul întârziat.

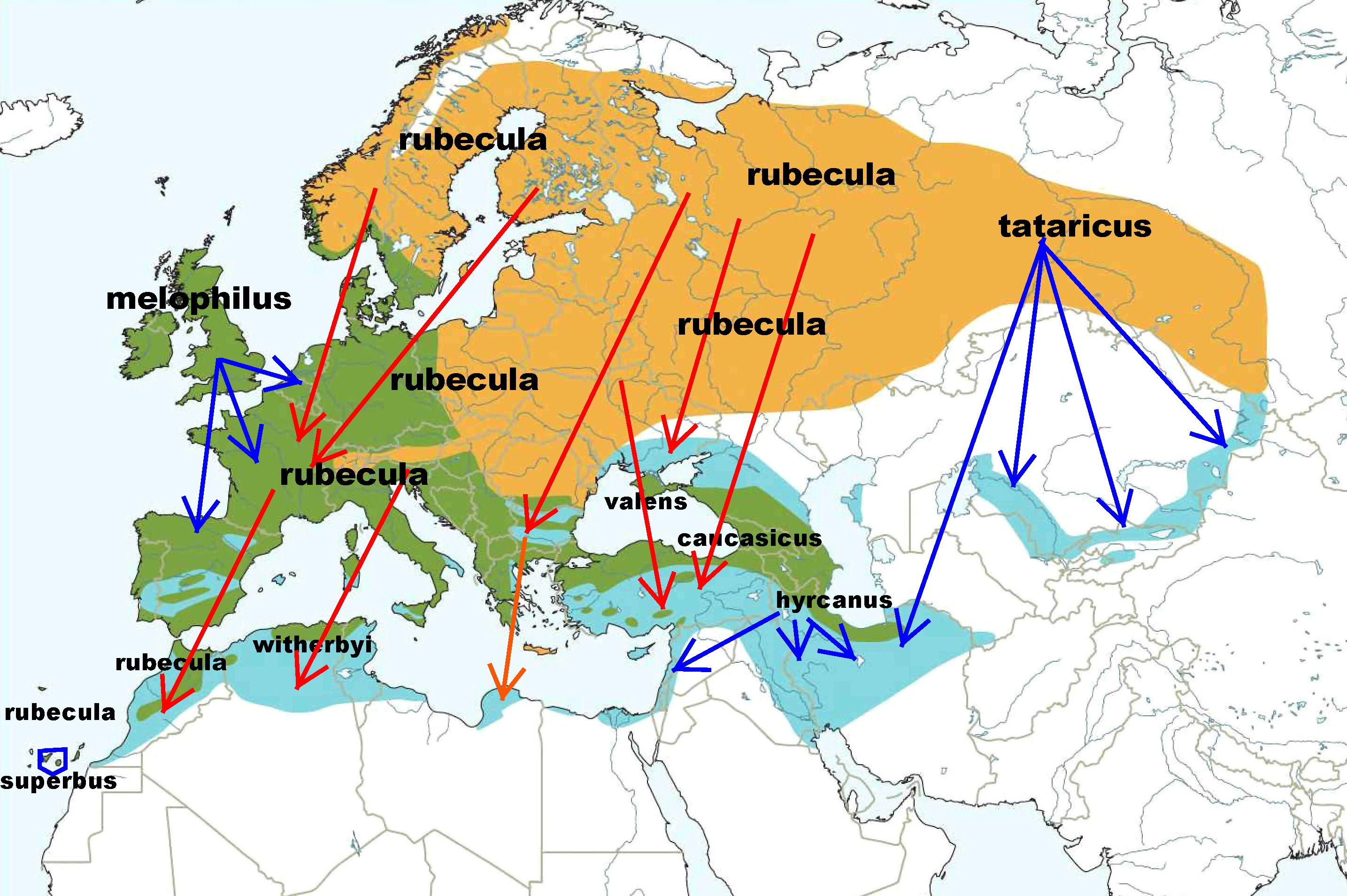
Migrația de toamnă. Săgețile indică direcția migrației.

### Subspeciatataricus
Subspecia tataricus, care cuibărește la est de Ural, este total migratoare. A fost înregistrată iarna în sud-estul Kazahstanului și în Iran.
Păsările care cuibăresc în Rusia migrează spre sud, trecând în pasaj mai ales prin Kazahstan de la mijlocul lui septembrie până la mijlocul lui noiembrie, rareori și prin estul Altaiului și estul Tian-Șanului, nordul regiunii autonome Xinjiang, nord-vestul Chinei și au fost văzute în Qinghai. Pasajul de primăvară spre locurile de cuibărit are loc prin Kazahstan de la sfârșitul lui martie până la sfârșitul lui aprilie.

### Subspeciacaucasicus
Subspecia caucaziană caucasicus este în mare parte sedentară, dar se deplasează altitudinal, coborând iarna spre locurile mai joase din munți; în nordul arealului a acestei subspecii (Osetia de Nord, parțial Rezervația Naturală Caucaziană), majoritatea păsărilor migrează pentru iarnă în Georgia (lângă Mțheta păsările iernează și în cele mai severe ierni). În timpul iernii apare la sud de locurile de cuibărit, de exemplu, în Munții Talâș. În Osetia de Nord sosește în locurile de cuibărit la sfârșitul lui februarie – începutul lui martie, și pleacă din ele în septembrie – noiembrie, puține rămân iarna (acestea se amestecă cu subspecia nominată rubecula care vine din nord). Lângă Mțheta, unde stau doar iarna, păsările sosesc la sfârșitul lui noiembrie și pleacă în martie. Probabil migrează pentru a ierna și în estul regiunii mediteraneene și Orientul Mijlociu. Este un vizitator de iarnă rar în Israel.

### Subspeciahyrcanus
Subspecia hyrcanus din sud-estul Azerbaidjanului și nordul Iranului este în mare parte sedentară, deplasându-se vertical în zonele montane. Păsările pot migra spre sud până în munții Zagros (Irak) și nordul Golfului Persic. Patru  din cele 70 de păsări examinate care iernau în Cipru probabil aparțineau subspeciei hyrcanus. Uneori iernează în sud-vestul Turkmeniei lângă Krasnovodsk. Statutul în nordul Golfului Persic necesită investigații, dar este comun iarna în munții Zagros (Iran) și în mlaștinile de la Basra (Irak).

### Subspeciawitherbyi
Populațiile din Maroc (subspecia nominată rubecula) și din Algeria și Tunisia (subspecia witherbyi) sunt aproape în întregime limitate la pădurelele montane. Nu există dovezi că se deplasează altitudinal în munți și sunt sedentare.

### Subspeciasuperbus
Populațiile din insulele Azore, Madeira și din vestul Insulelor Canare (subspecia nominată rubecula) și din Insulele Canare centrale (subspecia superbus) sunt probabil sedentare. Absența indivizilor distinctivi ai subspeciei superbus în afara locurilor de cuibărit sugerează că este o subspecie sedentară; nu a fost observată că cuibărește în Lanzarote, dar a fost înregistrată aici în aprilie, ceea ce poate indica mai degrabă o cuibărire decât o dispersare. În Tenerife, subspecia superbus trăiește aproape în întregime numai în pădurile montane și nu există dovezi că se deplasează vertical, posibil din cauza că deplasarea la altitudini mai joase poate atrage după sine o concurența cu silvia cu cap negru (Sylvia atricapilla) care locuiește aici.
Măcăleandrul este înregistrat regulat în estul Insulelor Canare de la sfârșitul lui septembrie până în noiembrie și din februarie până la începutul lui mai; pasajul este mai intens la sfârșitul primăverii, când subspecia superbus cuibărește, și în consecință păsările care trec în pasaj pe aici aparțin probabil subspeciei nominate rubecula de proveniență necunoscută, dar puteau fi din Madeira sau din nord-vestul Africii. Cele 2 înregistrări ale subspeciei rubecula în octombrie în insulele Selvagens situate între insulele Madeira și Canare pot indica că există o dispersare a acestei subspecii din Madeira sau că păsările care ajung în Africa de Nord hoinăresc pe distanțe foarte mari.

### Migrația în România
În România cuibărește subspecia nominată rubecula,  care este parțial migratoare. În ierni mai dulci rămân multe păsări, și chiar pe frigul cel mai mare nu părăsesc cu totul România. Adesea populațiile de iarnă sunt formate și din exemplare nordice, care coboară spre sud. Iarna se întâlnește mai ales în pădurile de șes, în parcurile și grădinile orașelor și se aud adesea cântând, în locurile unde s-au instalat. Păsările care migrează se întorc în februarie- martie pentru reproducere. Este deosebit de numeros în pasaj în martie și octombrie. Unele populații iernează în sudui Europei, nordul Africii și în Orientul Mijlociu.
Faptul că majoritatea păsărilor migrează în timpul toamnei spre sud, începând din a doua decadă a lunii septembrie, o demonstrează capturările efectuate, cu filee japoneze, de-a lungul litoralului Mării Negre, la Agigea, în vederea inelării; astfel treceri, de zeci și sute de exemplare, au fost observate în 6, 12-13 și 15-19 octombrie și 9 noiembrie 1968, iar primăvara în 18-27 martie și 5-14 aprilie 1969 cu maxim de trecere în 18 martie și 5 aprilie 1969.

### Migrația în Republica Moldova
În Republica Moldova cuibărește subspecia nominată rubecula,  care este parțial migratoare. Sosește primăvara în prima jumătate a lunii martie. În septembrie-octombrie majoritatea măcălendrilor migrează spre sud, însă o parte din ei rămân să ierneze. Este foarte dificil de stabilit sosirea primilor măcălendri primăvara, deoarece unii dintre ei rămân în Republica Moldova în timpul iernilor calde.
Datele sosirii măcăleandrului în Republica Moldova.
| Locul observației                                                      | Data apariției primilor indivizi |
| ---------------------------------------------------------------------- | -------------------------------- |
| Pădurea Trifăuți, raionul Soroca                                       | 15.III 1953                      |
| satul Elizaveta, Municipiului Bălți                                    | 6.III 1954                       |
| Pădurea Chițcani, Raionul Căușeni                                      | 8.III 1955                       |
| Stația agrobiologică a Institutului Pedagogic din Tiraspol             | 10.III 1956                      |
| Parcurile Chișinăului                                                  | 12.III 1957                      |
| Pădurea Coșnița, raionul Dubăsari                                      | 7.III 1959                       |
| Grădina Botanică a Academiei de Științe a Republicii Moldova, Chișinău | 5.III 1962                       |
| Parcurile Chișinăului                                                  | 4.III 1965                       |
| Grădina Botanică a Academiei de Științe a Republicii Moldova, Chișinău | 13.III 1967                      |
| Grădina Botanică a Academiei de Științe a Republicii Moldova, Chișinău | 18.IV 1962                       |
| Stația agrobiologică a Institutului Pedagogic din Tiraspol             | 22.IV 1963                       |
| Pădurea Edineț                                                         | 21.IV 1966                       |
| Pădurea Lozova, raionul Nisporeni                                      | 16.IV 1968                       |

Migrația de toamnă are loc în septembrie și durează până la sfârșitul lunii octombrie. Uneori puțini indivizi râmân iarna. De ex., în 1958, măcălendrii au fost întâlniți pe 12 februarie, în 1960 - pe 5 ianuarie, în 1961 - pe 15 ianuarie, în 1963 - pe 12 decembrie, în 1964 - pe 22 februarie. Un pasaj intensiv de-a lungul văii Nistrului în raionul Dubăsari a fost remarcat la 4 octombrie 1959.

## Statutul și conservarea
Măcăleandrul este o specie neamenințată cu dispariția (LC după criteriile IUCN), trendul populațional în Europa este în creștere. Măcăleandrul este un element biotic important, ce contribuie în mod esențial la reglarea numărului de vătămători ai plantelor silvice. Folosind în hrană o gamă foarte diversificată de insecte, măcăleandrul este considerat o specie folositoare.

### Amenințări potențiale
Nu există probleme presante în conservarea speciei, dar mulți măcălendri sunt încă victime ale braconajului, fiind prinși și uciși pentru hrană de om în regiunea mediteraneeană toamna și iarna. După o estimare 390.000–880.000 de măcălendri (în medie 630.000) sunt uciși de om în fiecare an în regiunea mediteraneeană, mai ales în Italia, Franța și Siria. De ex., în 1988, numărul măcălendrilor prinși pentru consum pe frigăruie era estimat la 100.000 numai pentru departamentul Var din Franța. Lupta împotriva acestor masacre este una dintre preocupările societăților pentru protecția animalelor. 69% dintre păsările recuperate în Italia după inelare în străinătate au fost găsite moarte, dintre acestea au fost ucise de om peste 62%, o proporție și mai mare (80%) de păsări ucise de om a fost înregistrată printre cele inelate în Italia și recuperate în străinătate, ceea ce se explică prin vânătoare intensă a păsărilor cântătoare în Africa de Nord. Măcălendrii inelați în Italia sunt recuperați mai ales în sud-vestul regiunii mediteraneene, preponderent pe coastele Africii de Nord, iar peste jumătate din păsările inelate provin din zona Grand Kabilie din Algeria, unde aceștia sunt intens prinși și uciși de om iarnă. Obiceiurile de se hrăni pe pământ ale măcăleandrului pot explica frecvența înaltă a păsărilor ucise de prădătorii domestici, în special de pisici. Iernile aspre și grele pot determina fluctuații ale populațiilor sedentare din Marea Britanie.
Alte amenințări potențiale sunt  modificarea, fragmentarea și pierderea habitatului, poluarea și perturbarea cauzată de alte activități antropogene. Măcăleandrul este amenințat oriunde unde are loc modificarea, fragmentarea și distrugerea habitatului cauzate de activitățile agricole, exploatarea pădurilor sau a schimbării folosinței terenurilor care duc la diminuarea stratului subarbustiv, tufișurilor, ierburilor înalte și dese și altor elemente esențiale ale habitatului în locurile unde trăiește. Un alt factor important negativ este contaminarea mediului, mai ales utilizarea pe scară mare a pesticidelor și erbicidelor în agricultură și silvicultură, care afectează direct măcăleandrul, deoarece el este un mare consumator de insecte și râme în păduri și terenurile agricole și frecventează adesea grădinile de zarzavaturi iarna. Cartierele de iarnă s-au redus în vestul regiunii mediteraneene datorită modificărilor habitatului cauzate probabil de schimbărilor climatice, cu creșterea temperaturii și scăderea precipitațiilor, ceea ce duce la micșorarea disponibilității hranei iarna.

Cuibul poate fi abandonat de păsările adulte din cauza perturbărilor antropogene. Incendiile vegetației provoacă daune uriașe florei, faunei și populației măcăleandrului, din nefericire aceste incendii sunt din ce în ce mai frecvente. Inundațiile din locurile unde cuibărește specia distrug cuibul și puii din el. Păsările adulte se ascund în vegetația deasă și migrează noaptea și rareori cad pradă prădătorilor (uliului porumbar, uliului păsărar sau altor șoimi mici). Puii și ouăle măcăleandrului sunt adesea prădați de șerpi, broaște, vulpe, jder și de alte specii de prădători mamiferi: pisici, câini, nevăstuică, hermină, dihor, arici, șoareci și șobolani, însă acești prădători prind rar păsările adulte.

### Măsuri de conservare necesare
Menținerea sau refacerea stratul arbustiv și subarbustiv peste tot în câmpie, în crânguri, în pădurile exploatate și în general în peisajul rural, precum și în orașe în parcuri și grădini. Potrivirea lucrărilor silvice și agricole cu biologia speciei, pentru a evita perturbarea ei în perioadele critice din sezonul de cuibărit (reproducere). Conservarea locurilor și zonelor împădurite cu scopul restabilirii habitatele aflate în stare degradată și evitarea împăduririlor zonelor de tufăriș. Păstrarea unui mozaic de habitate propice speciei cu prezența pâlcurilor de copaci și de arbuști în zonele agricole deschise. Menținerea și sporirea coridoarelor între zonele de pajiști spontane inclusiv a arborilor, liniilor de arbori și grupurilor de arbori neproductivi dispersați.
Prevenirea contaminării mediului. Reducerea folosirii pesticidelor (insecticidelor și erbicidelor) și îngrășămintelor chimice în agricultură și silvicultură și preferarea metodelor ecologice în agricultură și grădinărit. În lipsa alternativelor și și în caz de necesitate, folosirea unor substanțe cu toxicitate și persistență redusă sau minimă trebuie să fie justificată și aplicată în locurile de cuibărit a speciei numai în afara perioadei de reproducere. Prevenirea sau penalizarea incendiilor ilegale și deliberate a tufărișurilor, pădurilor sau vegetației din terenurile agricole. Măsuri împotriva schimbărilor climatice actuale.
Sunt necesare studii suplimentare asupra ecologiei, reproducerii și migrației speciei, în zonele importante de cuibărit și iernat pentru a înțelege cu exactitate cauzele declinurilor și pentru dezvoltarea unor programe specifice pentru conservarea speciei. Printre aceste studii se numără datele de întoarcere din migrație și a reproducerii speciei, parametrii demografici (recensământul populației), inventarierea zonelor de reproducere actuale și potențiale, identificarea zonelor importante pentru conservarea speciei, clarificare impactul gestionării vegetației în peisajele rurale și păduri.

### Legislație
Măcăleandrul este o specie protejată la nivel european și internațional: SPEC 4 (Species of European Conservation Concern) - nivelul 4 (specie al cărei areal sau populații în totalitate se află în Europa și are un grad suficient de conservare), BERNA 2 (Convenția de la Berna privind conservarea vieții sălbatice și a habitatelor naturale din Europa, adoptată la Berna la 19 septembrie 1979 - anexa II),  BONN 2 (Convenția privind conservarea speciilor migratoare de animale sălbatice, adoptată la Bonn la 23 iunie 1979, anexa 2 - specii de faună strict protejate). 
Convenția de la Berna privind conservarea vieții sălbatice și a habitatelor naturale din Europa, adoptată la Berna la 19 septembrie 1979 (anexa 2 care interzice orice formă de capturare intenționată, de deținere și de ucidere intenționată; degradarea sau distrugerea intenționată a locurilor de reproducere sau a zonelor de repaus; perturbarea intenționată a faunei sălbatice, mai ales în perioada de reproducere, de dependență și de hibernare în așa fel încât perturbarea să aibă un efect semnificativ în ce privește obiectivele prezentei convenții; distrugerea sau culegerea intenționată a ouălor în natură sau deținerea lor, chiar goale; deținerea sau comercializarea internă a acestor animale vii sau moarte, inclusiv a animalelor naturalizate, și a oricărei părți sau produs al lor, ușor identificabil, obținut din animal, când această măsură contribuie la eficacitatea dispozițiilor prezentului articol).
În România specia este inclusă în legea 407/2006 a vânătorii și a protecției fondului cinegetic, anexa 2, care include speciile la care  vânarea este interzisă (valoarea de despăgubire 27 euro).

## Imagini clasice

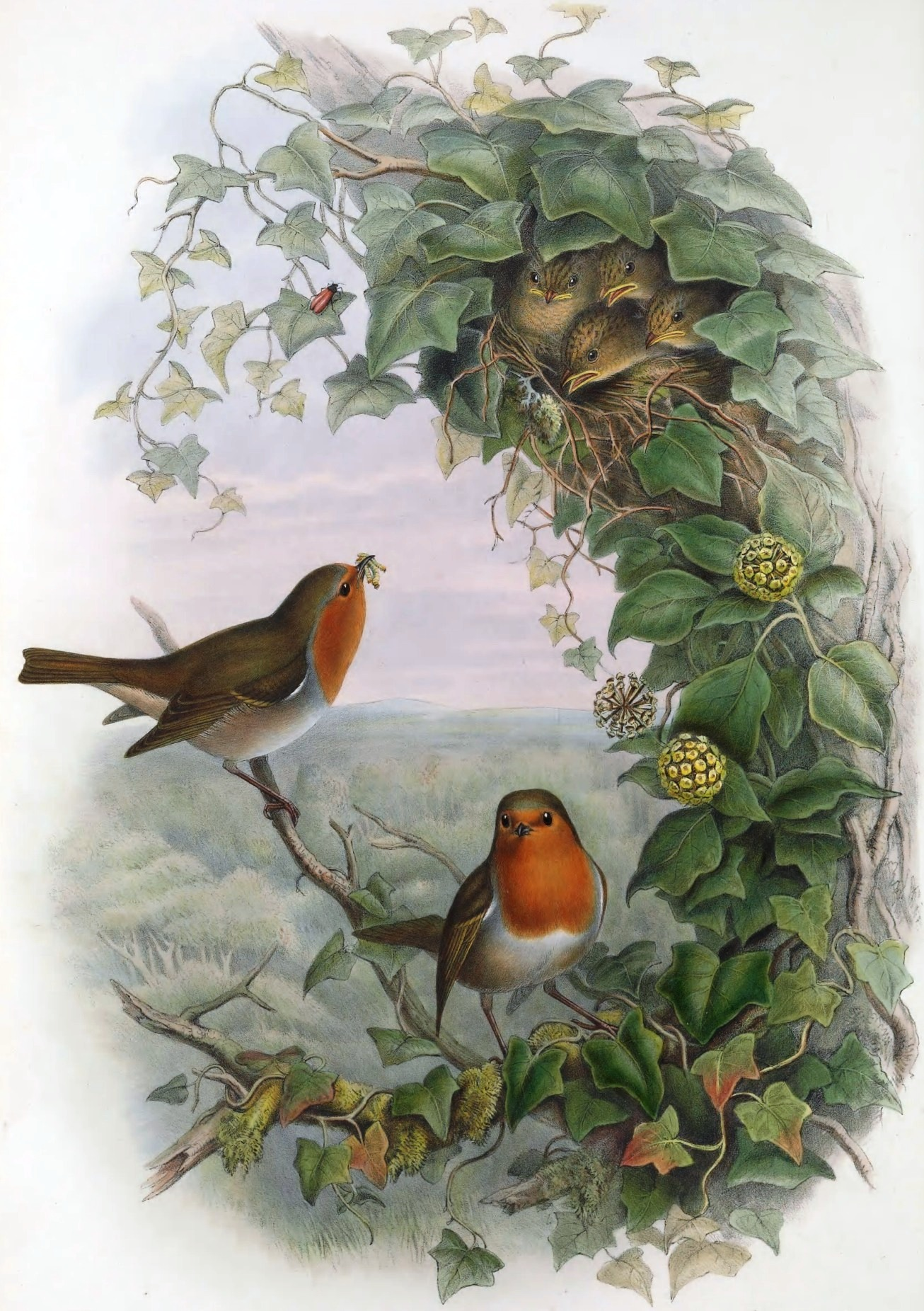
Măcăleandrul după John Gould
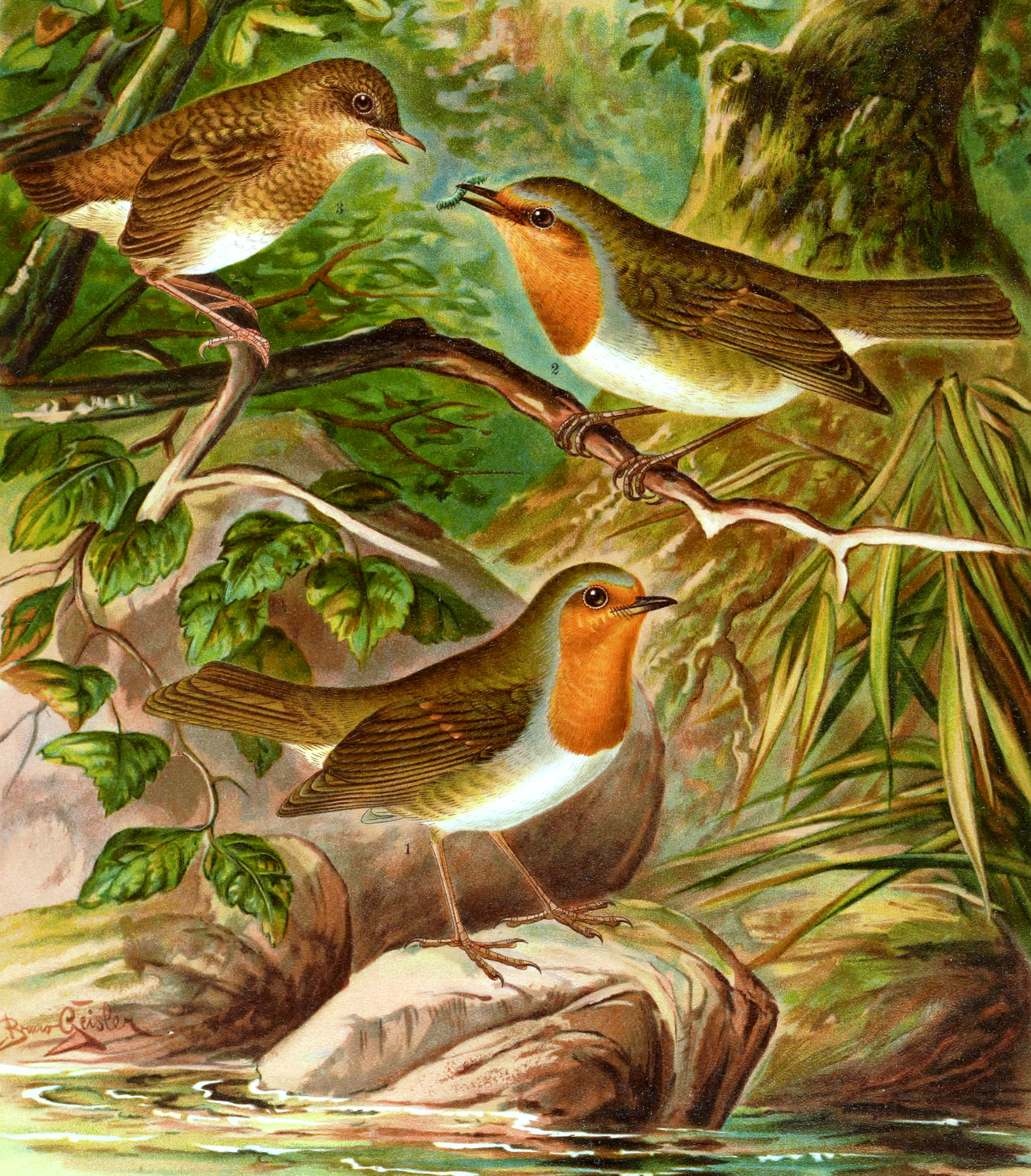
Măcăleandru după Naumann (1905).[61] 1. Mascul adult (jos); 2. Femelă adultă (sus, în dreapta); 3. Juvenil (sus, în stânga)
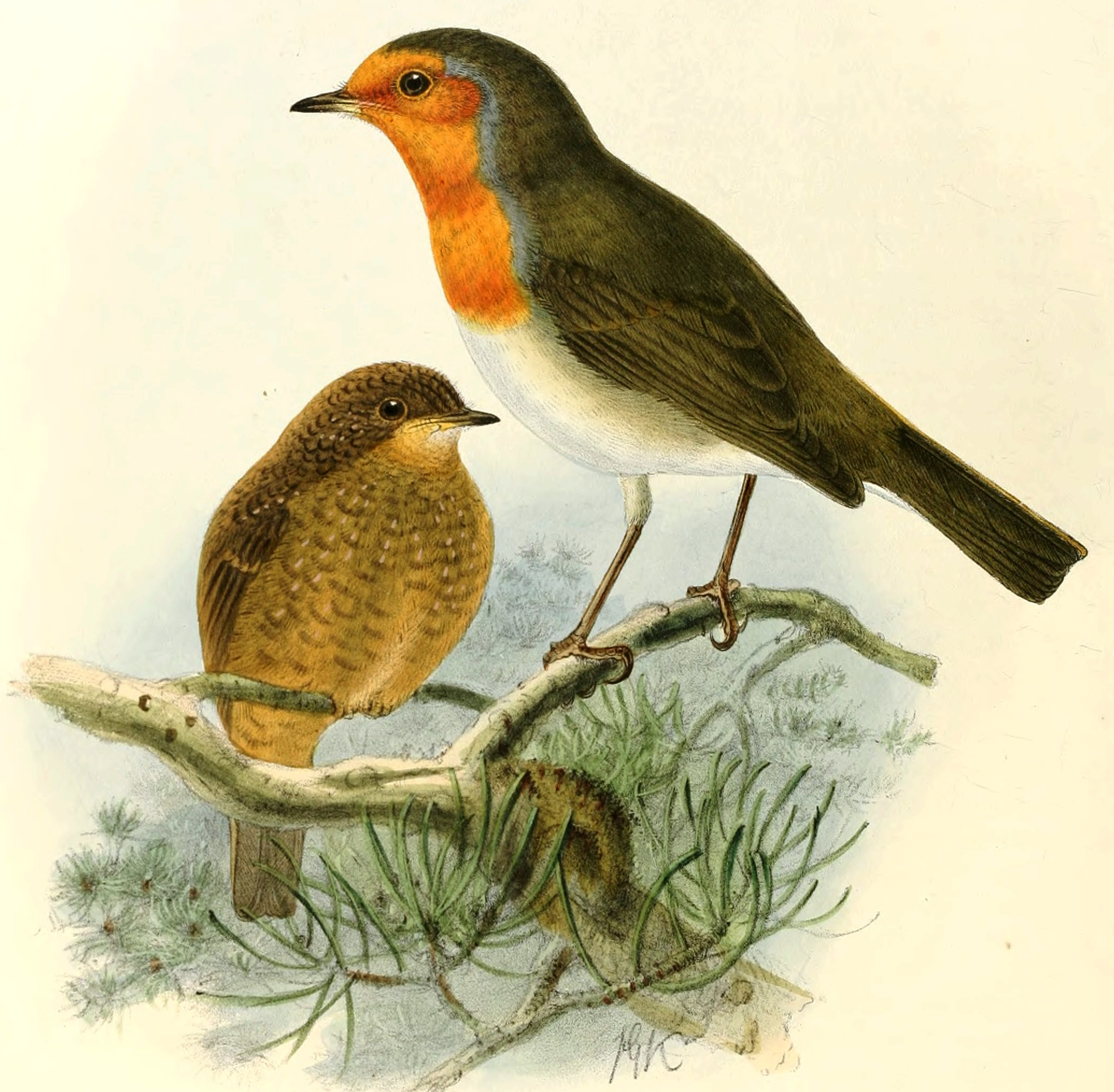
Măcăleandrul după H. E. Dresser
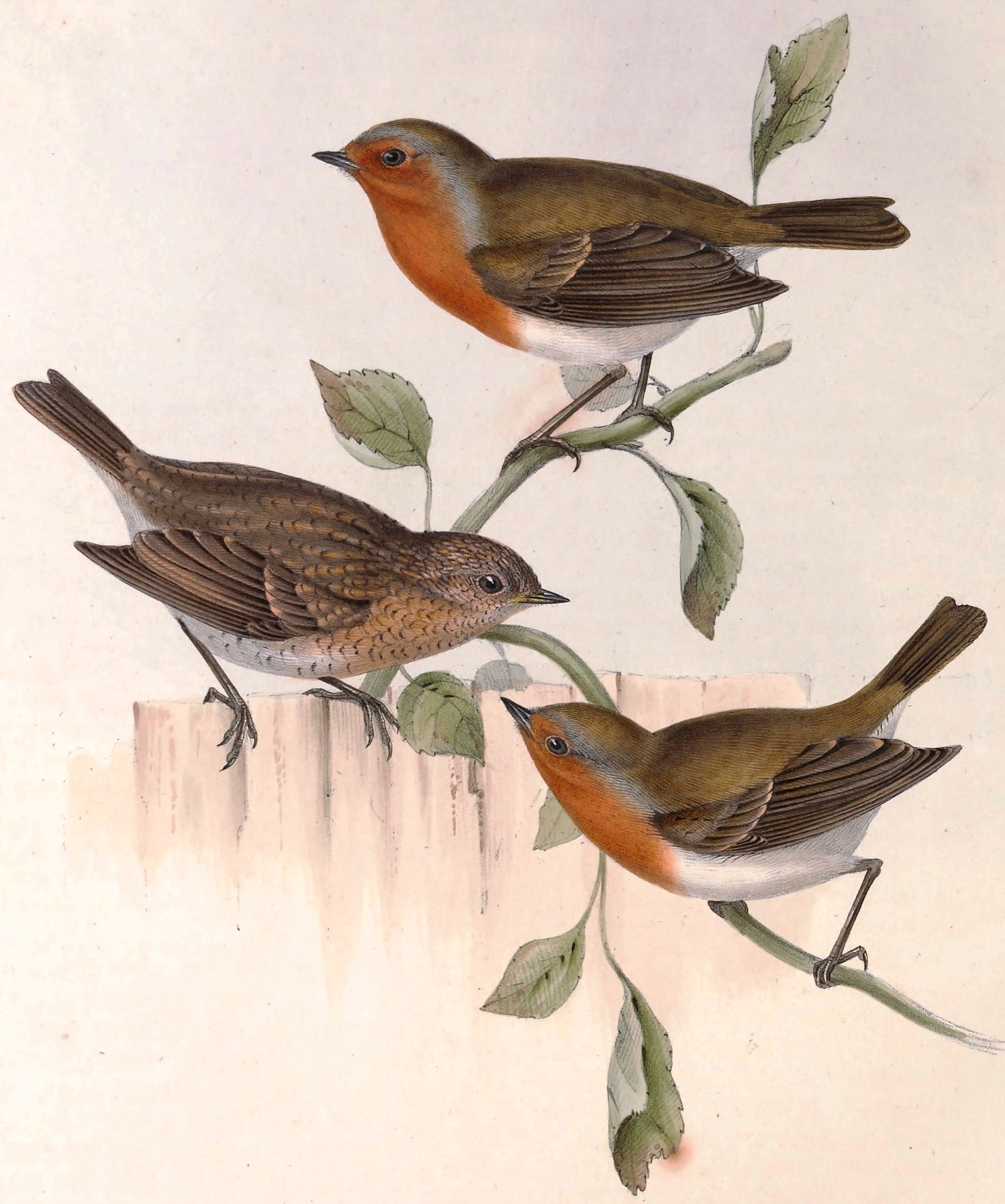
Măcăleandrul după John Gould
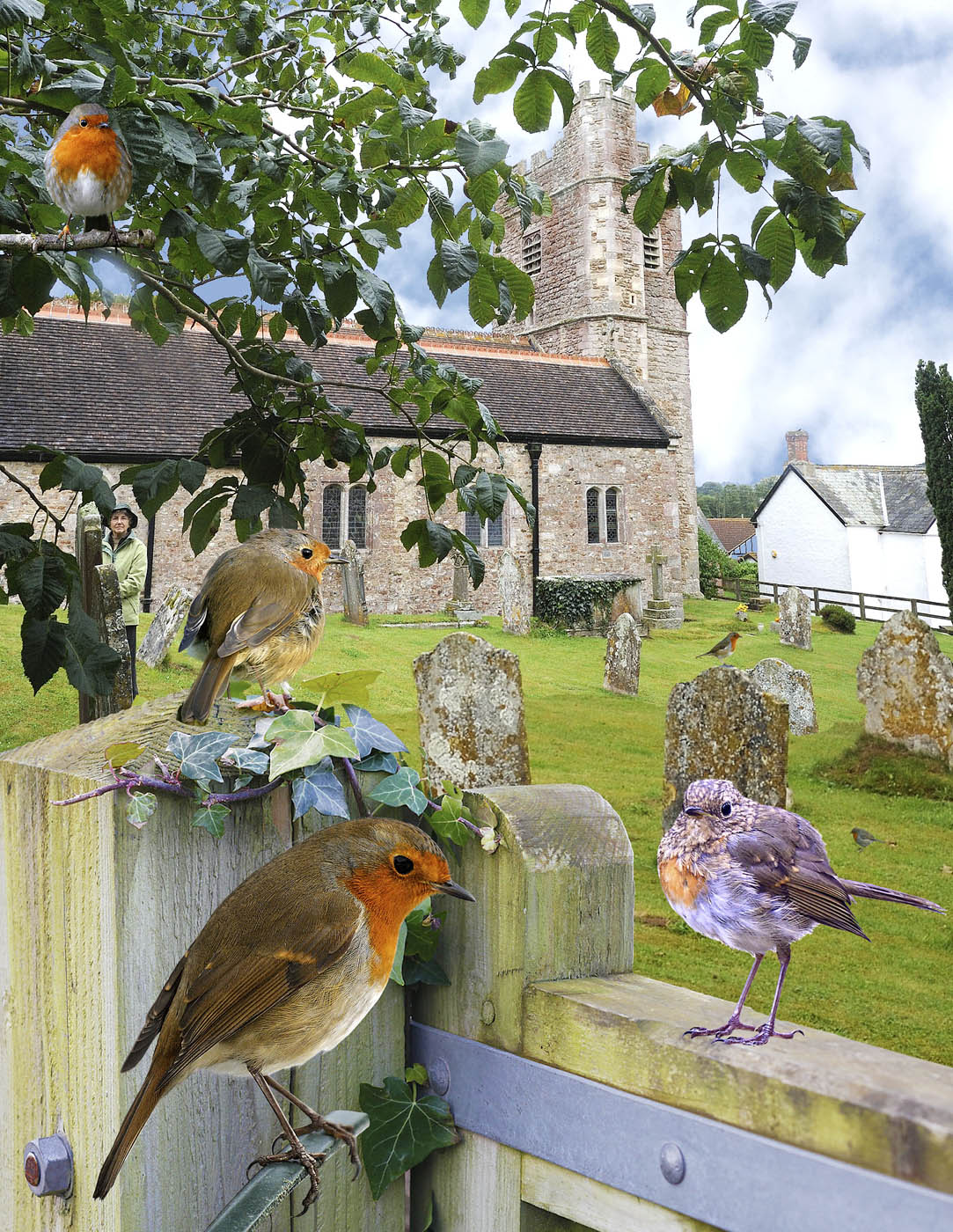
Măcăleandrul după Crossley ID Guide Britain and Ireland
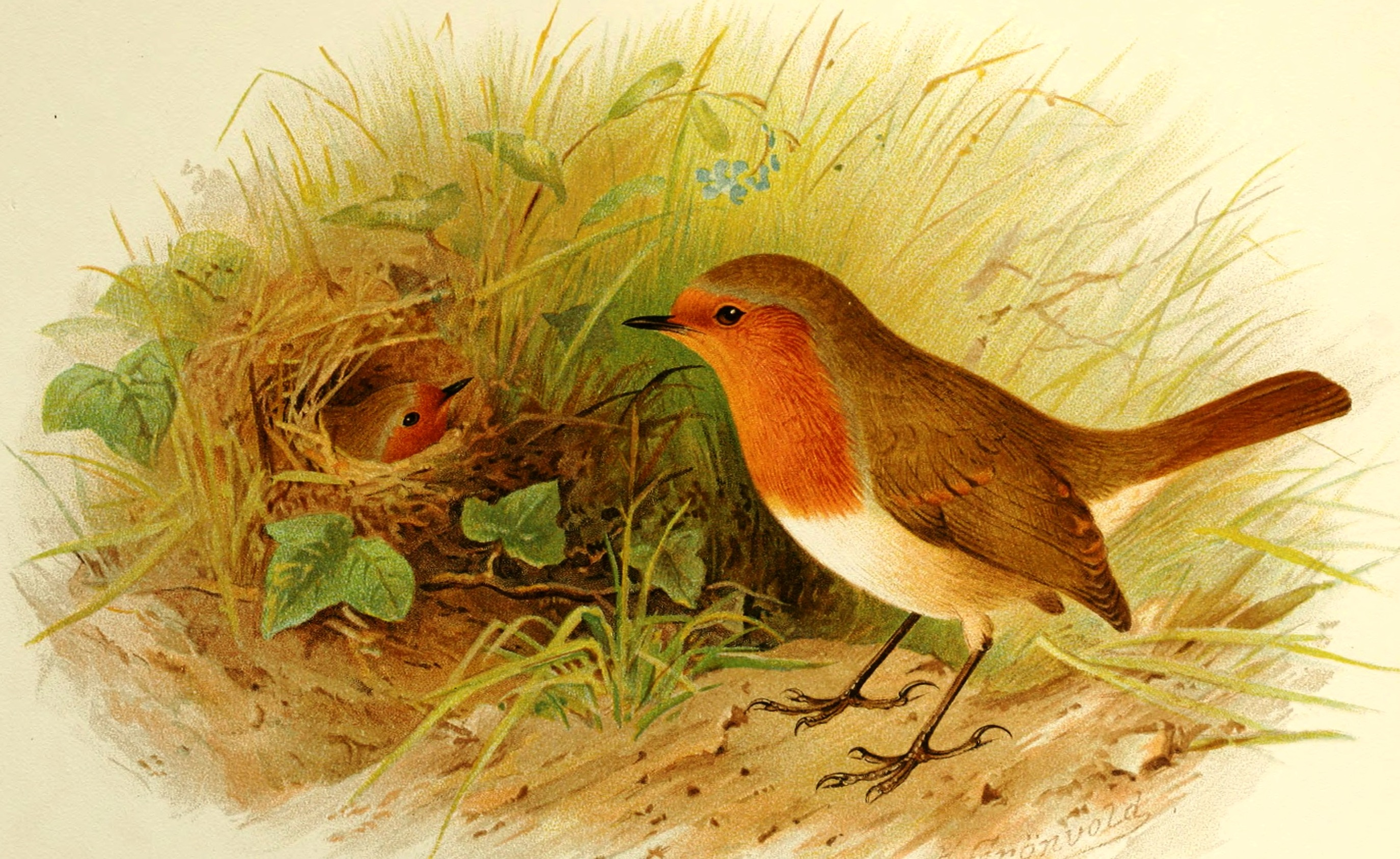
Măcăleandrul după Arthur G. Butler
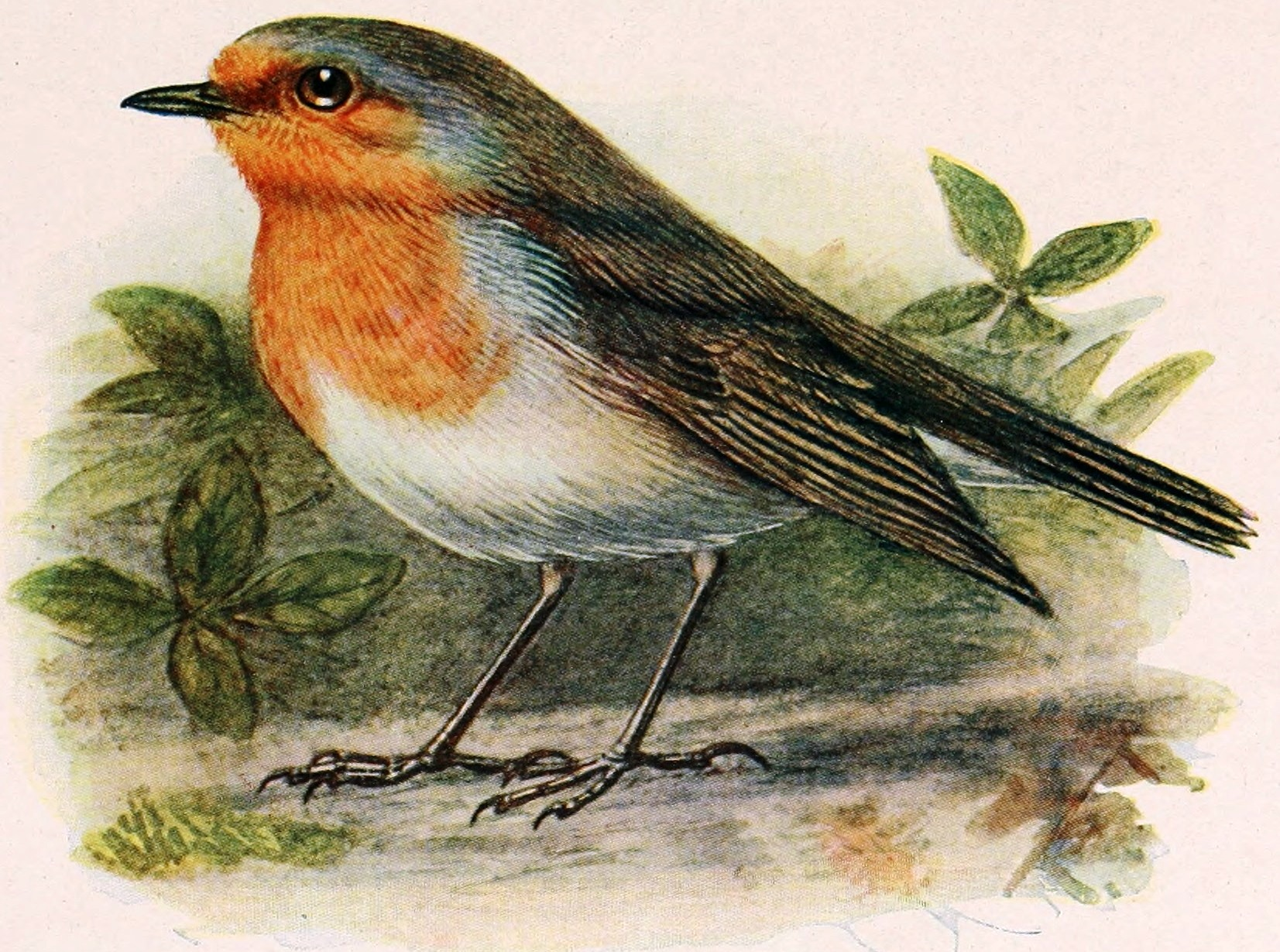
Măcăleandrul după O. Kleinschmidt
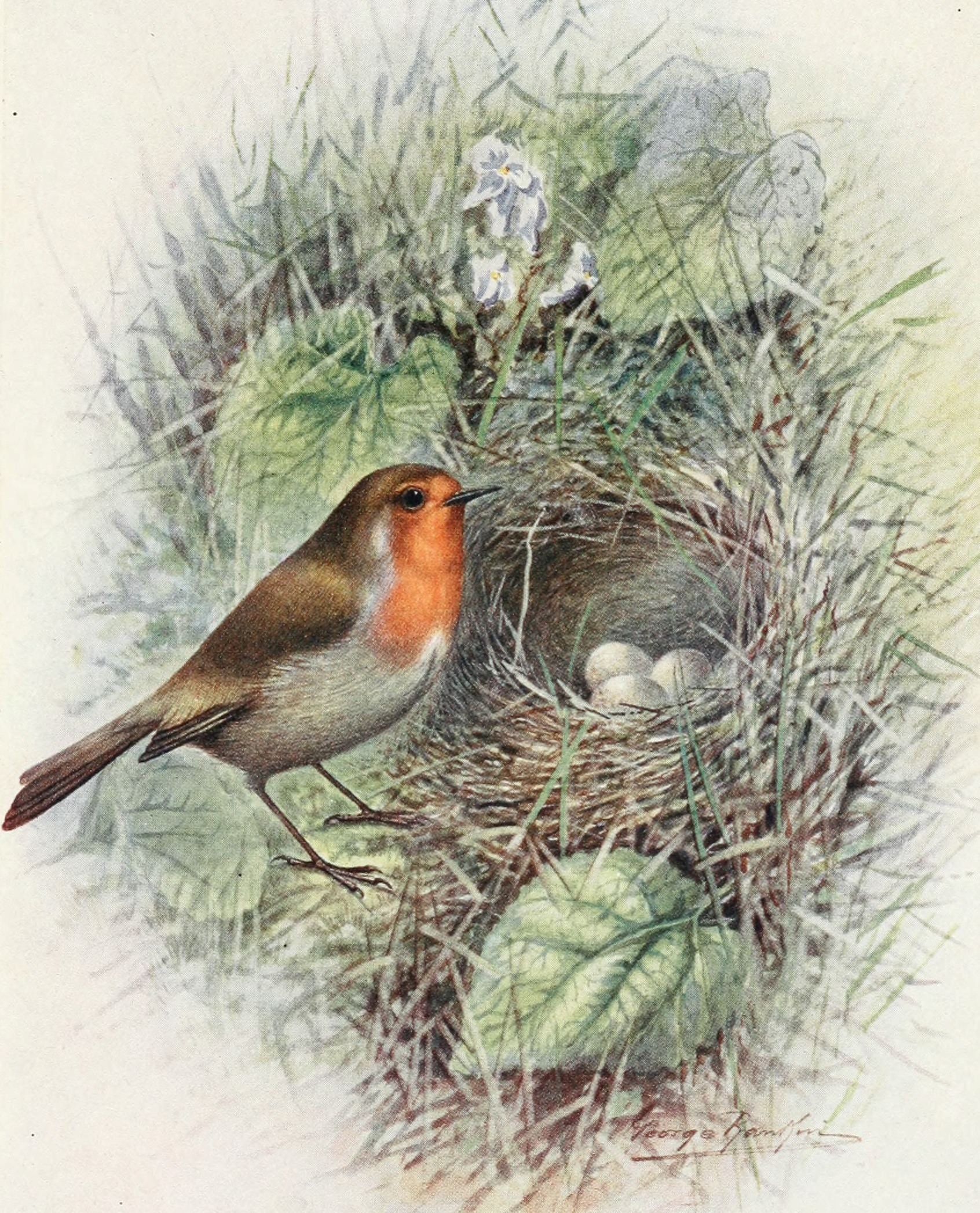
Măcăleandrul după Landsborough Thomson
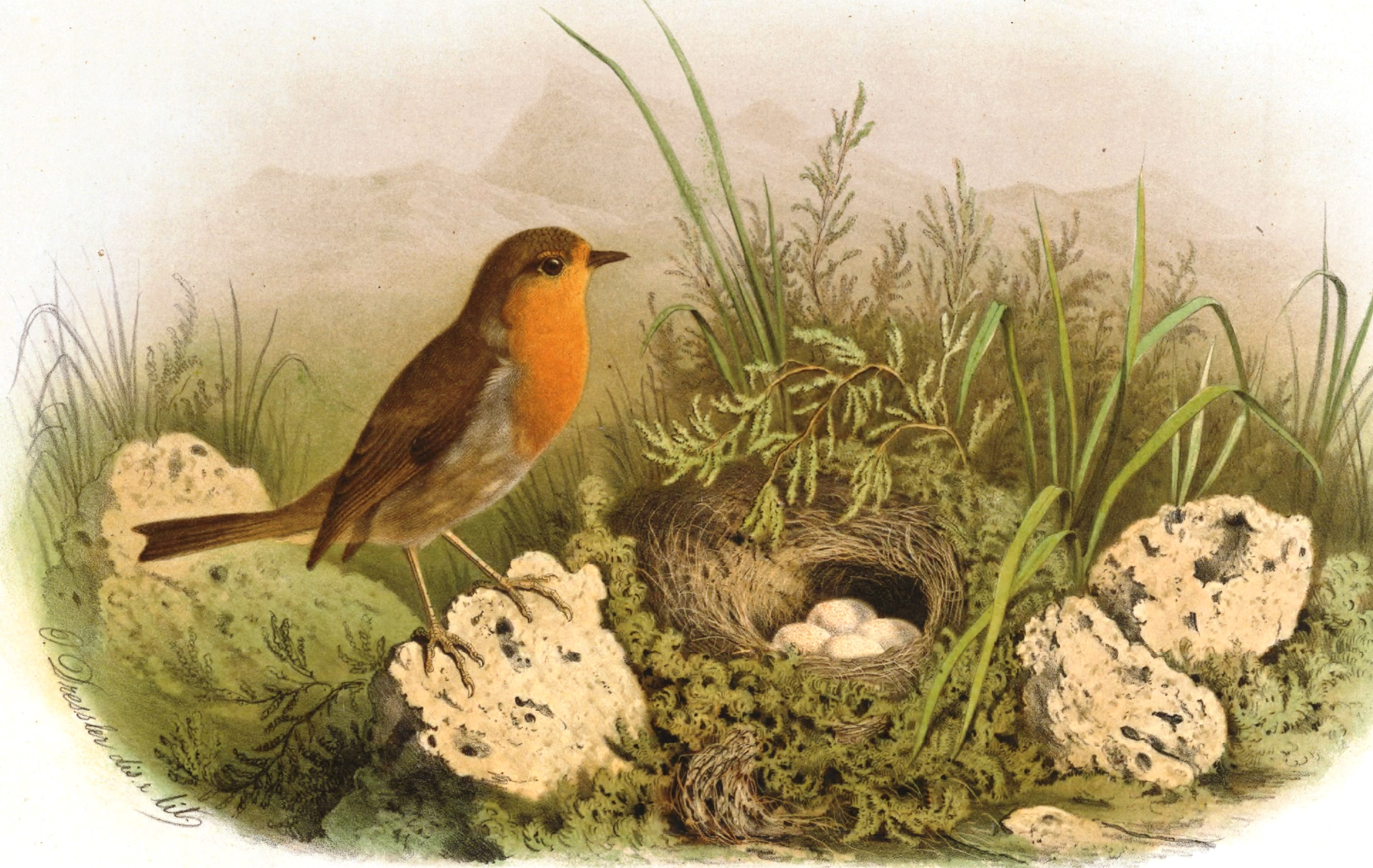
Măcăleandrul după Eugenio Bettoni
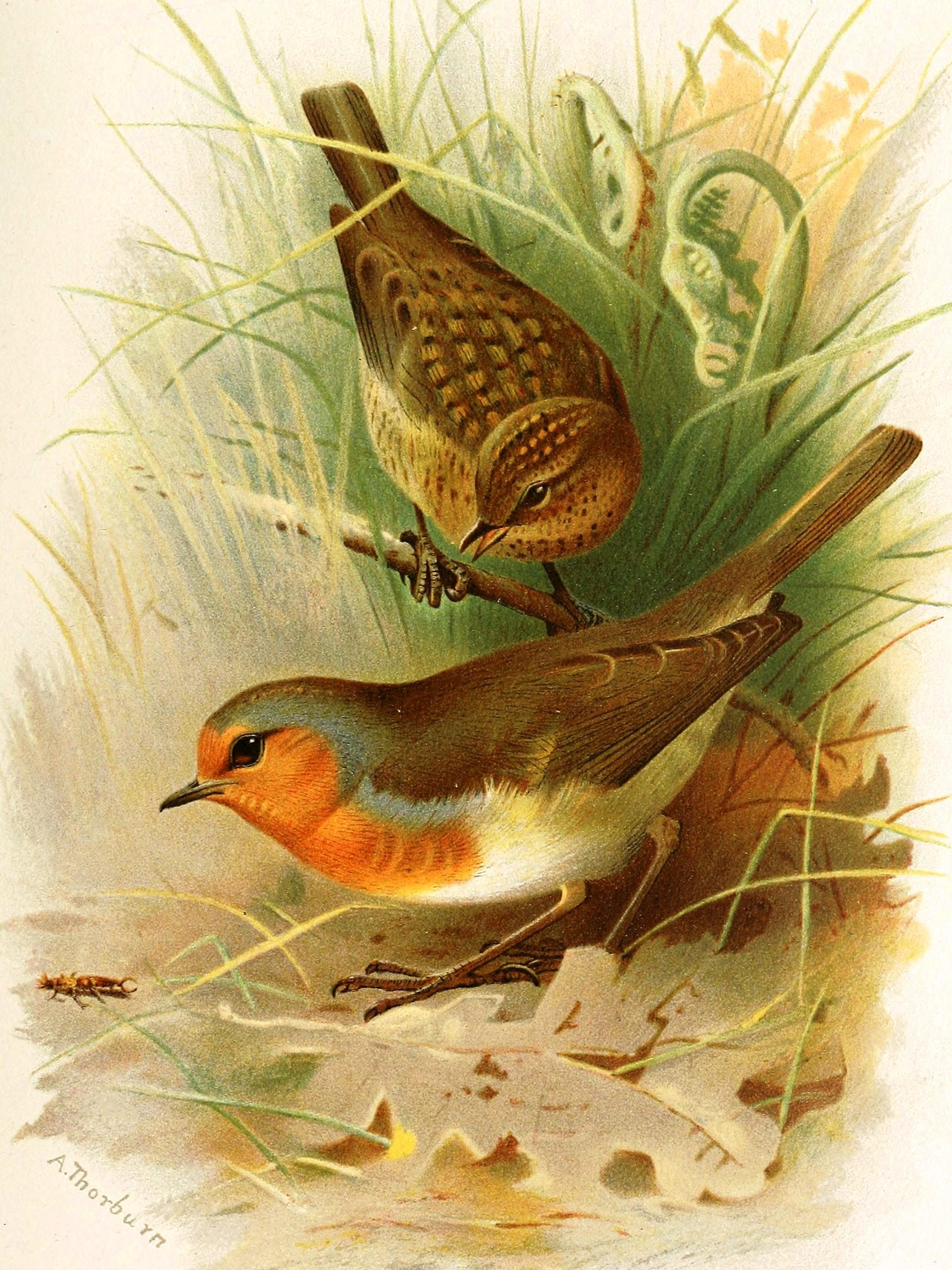
Măcăleandrul după Lord Lilford
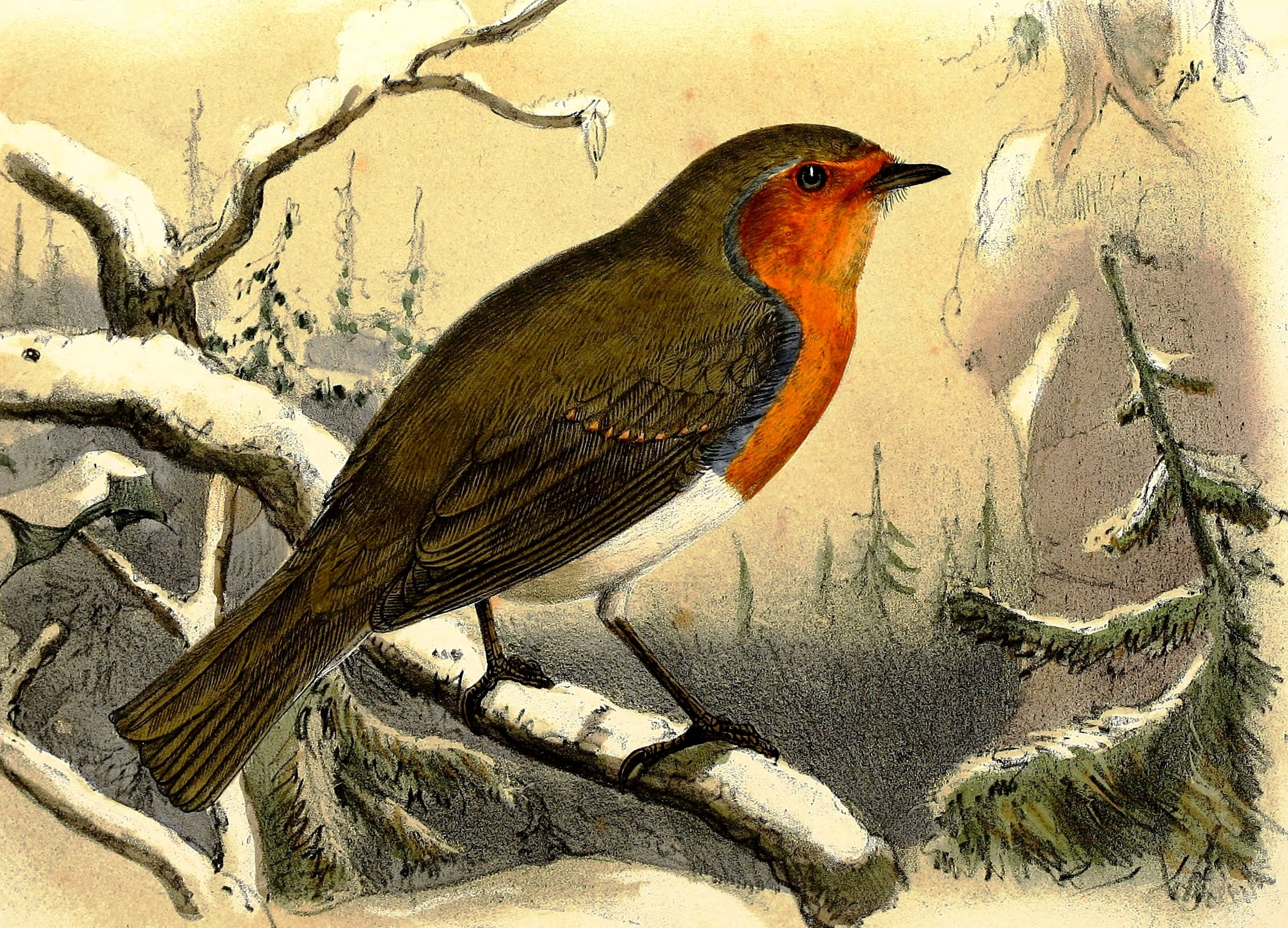
Măcăleandrul după J. G. Keulemans